# Коллекция достопримечательностей Российской империи
Коллекция достопримечательностей Российской империи С. М. Прокудина-Горского — одна из первых в мире (наряду с коллекцией Адольфа Мите) коллекций цветных фотографий, представляющая собой уникальный объект культурного наследия как для народов бывшей Российской империи, так и для всего человечества. Создатель коллекции — русский изобретатель, фотограф, издатель, общественный деятель и педагог Сергей Прокудин-Горский, хотя непосредственное выполнение многих снимков осуществлялось его сотрудниками (в частности, для двух снимков коллекции прямо указано авторство А. А. Евдокимова)[уточнить].
Создание коллекции охватывает период с 1903 (или 1904) по 1916 год.
Несмотря на утвердившееся название коллекции, в ней представлены не только достопримечательности бывшей Российской империи, но и снимки, сделанные на территории Дании, Италии, Франции, Швейцарии и Австро-Венгрии, а также ряд фотопортретов известных и неизвестных лиц.

## Общее описание коллекции
В настоящее время общее количество снимков, входивших в состав коллекции к 1917 году, оценивается в 3500. В это число не входят, однако, более чем 300 цветных снимков Санкт-Петербурга, Киева, Курска, Севастополя и ряда других мест, созданных по заказу Общины святой Евгении в 1905 году. Часть этих снимков была напечатана в виде цветных фотооткрыток в 1906—1907 годах, после чего о судьбе соответствующих негативов больше ничего не известно.

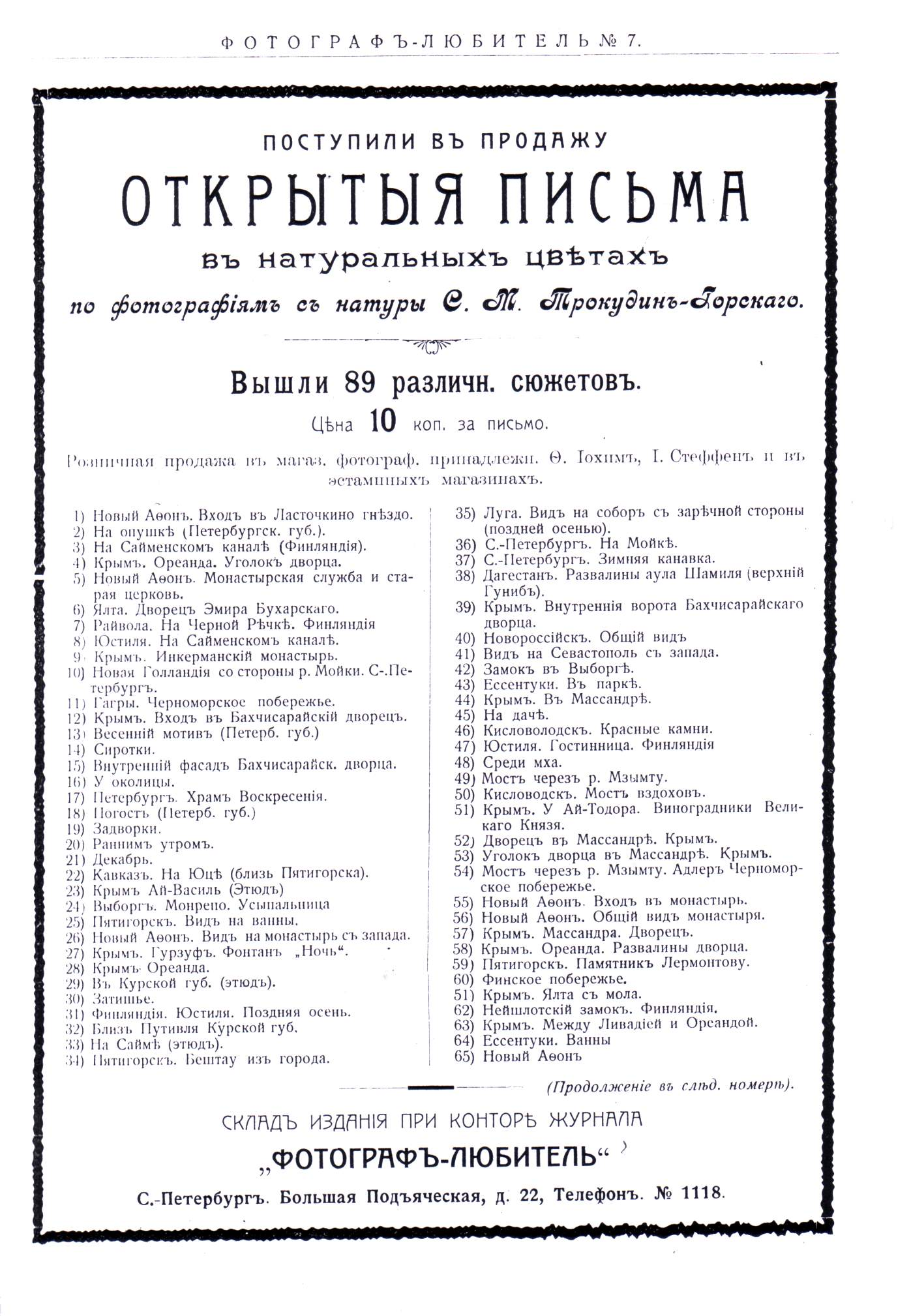
Реклама цветных фотооткрыток Прокудина-Горского в журнале «Фотограф-любитель» за 1907 год

После революции 1917 года и отъезда Прокудина-Горского за границу в 1918 году коллекция в течение нескольких лет оставалась в Советской России (СССР). Дата и обстоятельства вывоза большей части коллекции во Францию до сего дня остаются неизвестными. Сам Прокудин-Горский сообщает в своих записках о вывозе коллекции только следующее:

С наступлением в России революции была полная опасность потерять всю коллекцию, и она несколько лет находилась под этой угрозой. Однако, благодаря удачно сложившимся обстоятельствам, мне удалось получить разрешение на вывоз наиболее интересной её части. Исключены были главным образом снимки, имеющие стратегическое значение, мало интересные для широкой публики, и снимки, сделанные по России в различных пунктах, но не связанные общей идеей и системой.
Первое упоминание о нахождении коллекции во Франции относится к концу 1931 года в связи с началом её публичной демонстрации (в чёрно-белой проекции). Согласно документам из семейного архива наследников Прокудина-Горского, во Францию было вывезено 2300 негативов. В СССР остались не менее 1200 негативов и более 1000 цветных диапозитивов, местонахождение которых остаётся неизвестным.
В 1948 году наследники Прокудина-Горского продали оставшуюся часть коллекции в США, где в Библиотеке Конгресса ныне хранятся 1902 тройных негатива. Таким образом, около 400 негативов было утеряно в период нахождения коллекции во Франции. Вероятно, большая часть из них погибла от плохих условий хранения (в сыром подвале) и при перевозке. Некоторое число снимков, согласно пометкам в контрольных альбомах, было отправлено в Белград (где в межвоенное время существовала большая русская община).
В настоящее время не известно никаких негативов из коллекции Прокудина-Горского, хранящихся за пределами Библиотеки Конгресса США. Исключение составляет негатив одного снимка, сделанного в Златоусте, который был подарен в 1987 году президентом США Рональдом Рейганом Советскому Союзу и передан в музей Нижнего Тагила.
Четырнадцать чёрно-белых авторских диапозитивов с фотографий, сделанных в Ясной Поляне, хранятся в Пушкинском Доме в Санкт-Петербурге[уточнить].
Часть снимков из коллекции сохранилась в виде авторских цветных репродукций, причём их известное число в последние годы постоянно растёт за счёт новых находок. В частности, эта часть включает:
- около сотни фотооткрыток Прокудина-Горского (точное число не известно);
- около 30 цветных репродукций, опубликованных в журнале «Фотограф-любитель» (1906—1909);
- 22 фотографии в книге П. Г. Васенко «Бояре Романовы и воцарение Михаила Федоровича» (СПб., 1913);
- восемь фотографий в книге В. Н. Сементовского «В стране скал и озёр (Финляндия)» (СПб., 1914);
- 14 фотографий в книге Андрея Краснова «Южная Колхида» (Пг., 1915);
- более 40 фотографии в книге «Русское народное искусство на Второй Всероссийской кустарной выставке в Петрограде в 1913 году» (Пг., 1914);
- два фотопортрета Фёдора Шаляпина в книге Э. Старк «Шаляпин» (Пг., 1915).

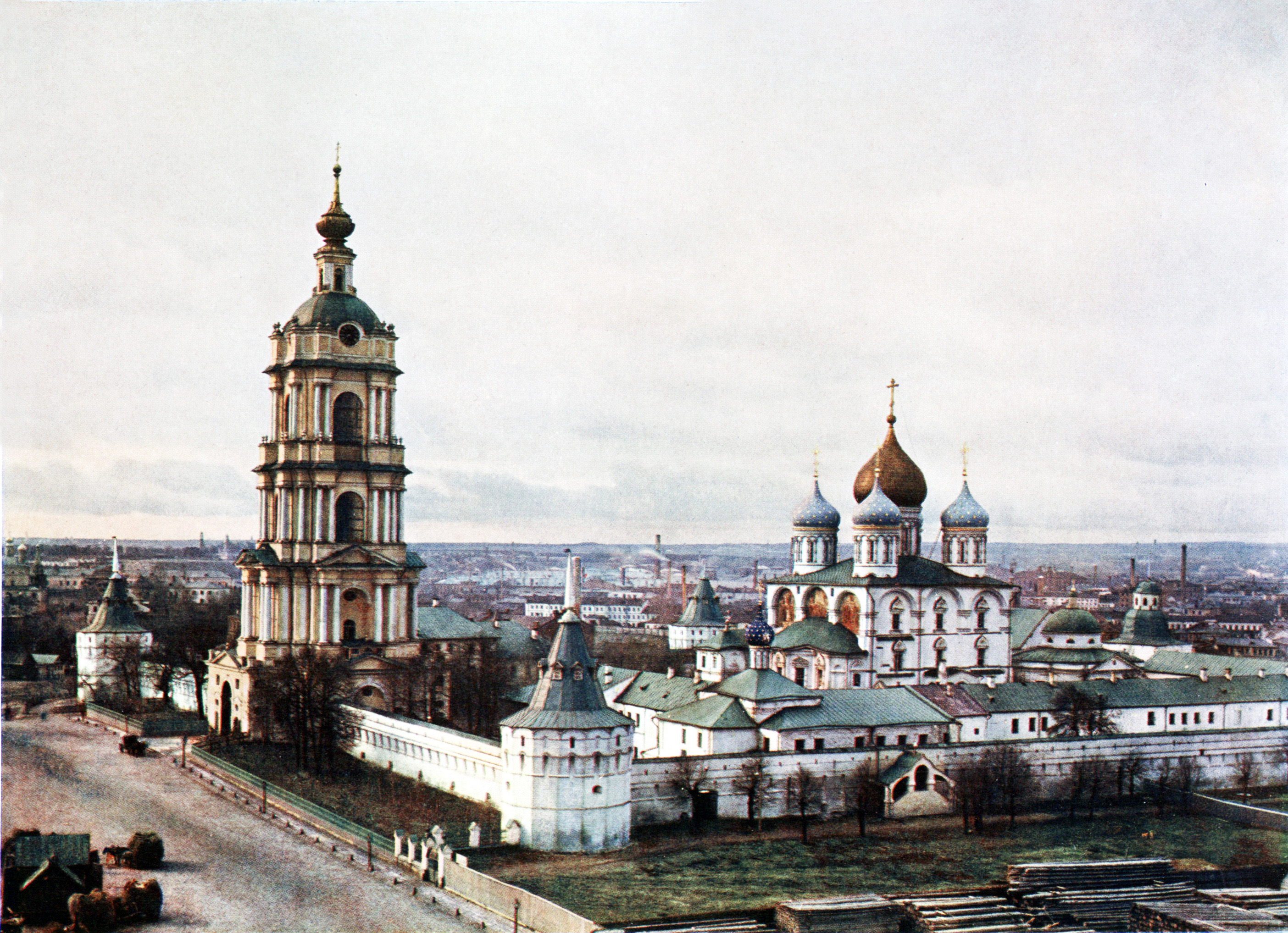
Новоспасский монастырь в Москве, фото С. М. Прокудина-Горского, 1911—1912

Некоторые из этих репродукций известны по сохранившимся негативам в Библиотеке Конгресса, другие — только по отпечаткам в контрольных альбомах, третьи вообще не известны по другим источникам (например, снимки, сделанные в Москве).
Наряду с негативами в Библиотеку Конгресса в 1948 году поступили 14 контрольных альбомов, в которых помещены чёрно-белые отпечатки с негативов с подписями, своего рода каталог коллекции (всего 2433 отпечатка, включая дубли). Однако в этих альбомах представлены далеко не все из сохранившихся негативов. С другой стороны, примерно 700 отпечатков не имеют сохранившихся негативов (в сети Интернет бытует ошибочное мнение, что эти снимки Прокудин-Горский изначально снимал как чёрно-белые).

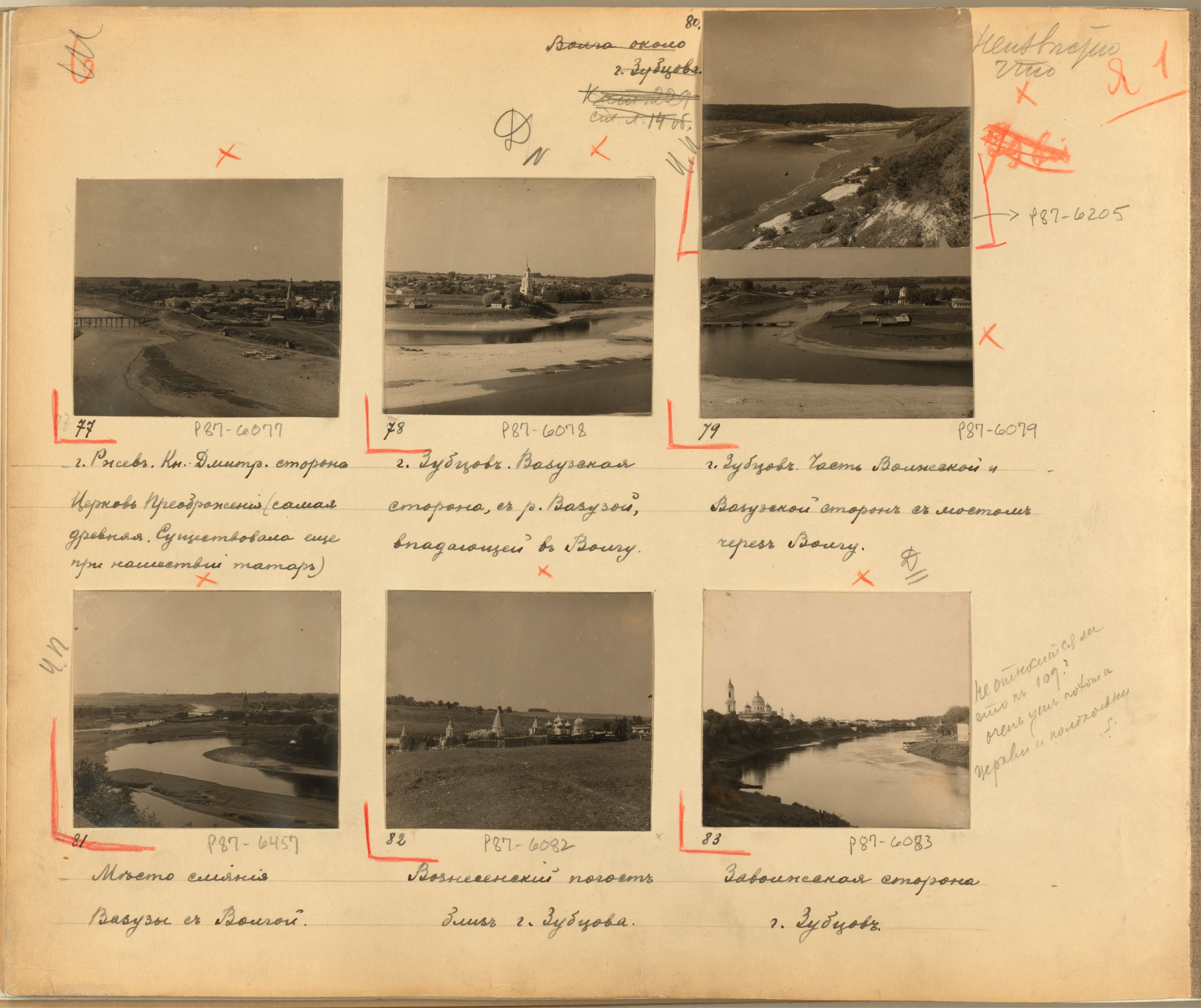
Лист из контрольного альбома Сергея Прокудина-Горского «Виды Верхней Волги от истока до Калязина» с пометками автора

Значительная часть снимков коллекции известна только по названиям, которые можно найти в различных источниках. Так, в контрольных альбомах около сотни снимков имеют только подписи при утраченном контрольном отпечатке. В 2007 году в петербургских архивах был обнаружен составленный собственноручно Прокудиным-Горским список 416 его ранних работ 1904—1905 годов (известный как «Список 416»), из которых лишь четверть дошла до нас в виде негативов, открыток и контрольных отпечатков в альбомах[уточнить]. Общий подсчёт всех известных изображений из коллекции Прокудина-Горского на сегодня даёт примерную цифру в 2750 единиц, из которых около 2600[уточнить] представлены в фондах Библиотеки Конгресса США. Ещё более 300 снимков из коллекции известны только по названиям.
Иногда к числу снимков Прокудина-Горского ошибочно относят альбом «Русско-японская война» 1905 года, напечатанный по заказу Генерального штаба. В действительности Прокудин-Горский эту войну не снимал и отношение к альбому имеет только как составитель и полиграфист.

## Основные разделы коллекции
«Коллекция достопримечательностей» создавалась в результате многочисленных поездок Сергея Прокудина-Горского как внутри Российской империи, так и за границей, среди которых особо следует выделить экспедиции 1909—1912 годов, осуществлённые при поддержке императора Николая II. Все накопленные к 1913 года фотоматериалы были систематизированы в 14 контрольных альбомах, к которым в 1916 году был добавлен альбом с фотографиями из поездки по Мурманской железной дороге. Содержание и судьба одного из этих 15 альбомов до настоящего времени остается неизвестной (вероятно, это были снимки, посвящённые 300-летию дома Романовых, оставшиеся в СССР).
Альбомы построены, главным образом, по географическому принципу:
- Мариинская система (1909)
- Мариинская система (продолжение) (1909)
- Разное и этюды (снимки 1903—1912)
- Мурманская железная дорога (1916)
- Урал (фотографии, сделанные с 17 августа по 12 сентября 1909)
- Урал (продолжение) (снимки 1910)
- Кавказ (снимки 1904—1905 и 1912)
- Местности, с которыми связано воспоминание об Отечественной войне (1911—1912)
- Туркестан (снимки 1907 и 1911)
- Район Волги (1910)
- Район Волги (продолжение) (1910)
- Район Волги и её притоков (1911)
- Камско-Тобольский водный путь (1912)
- Работа на реке Ока (1912)

Однако название альбомов не вполне наглядно отражает географию съёмок. Сам Прокудин-Горский в воспоминаниях 1932 года (хранящихся в семейном архиве) следующим образом очертил географию своих съёмок:

 ОБСЛУЖЕНЫ БЫЛИ:
1. Мариинский водный путь.
2. Туркестан.
3. Бухара (старая).
4. Урал в отношении промыслов.
5. Вся река Чусовая от истока.
6. Волга от истока до Нижнего-Новгорода.
7. Памятники, связанные с 300-летием Дома Романовых.
8. Кавказ и Дагестанская область.
9. Мунгальская степь.
10. Местности, связанные с воспоминаниями о 1812 годе (Отечественная война).
11. Мурманский железнодорожный путь.

Кроме того есть много снимков Финляндии, Малороссии и красивых эффектов природы[уточнить].

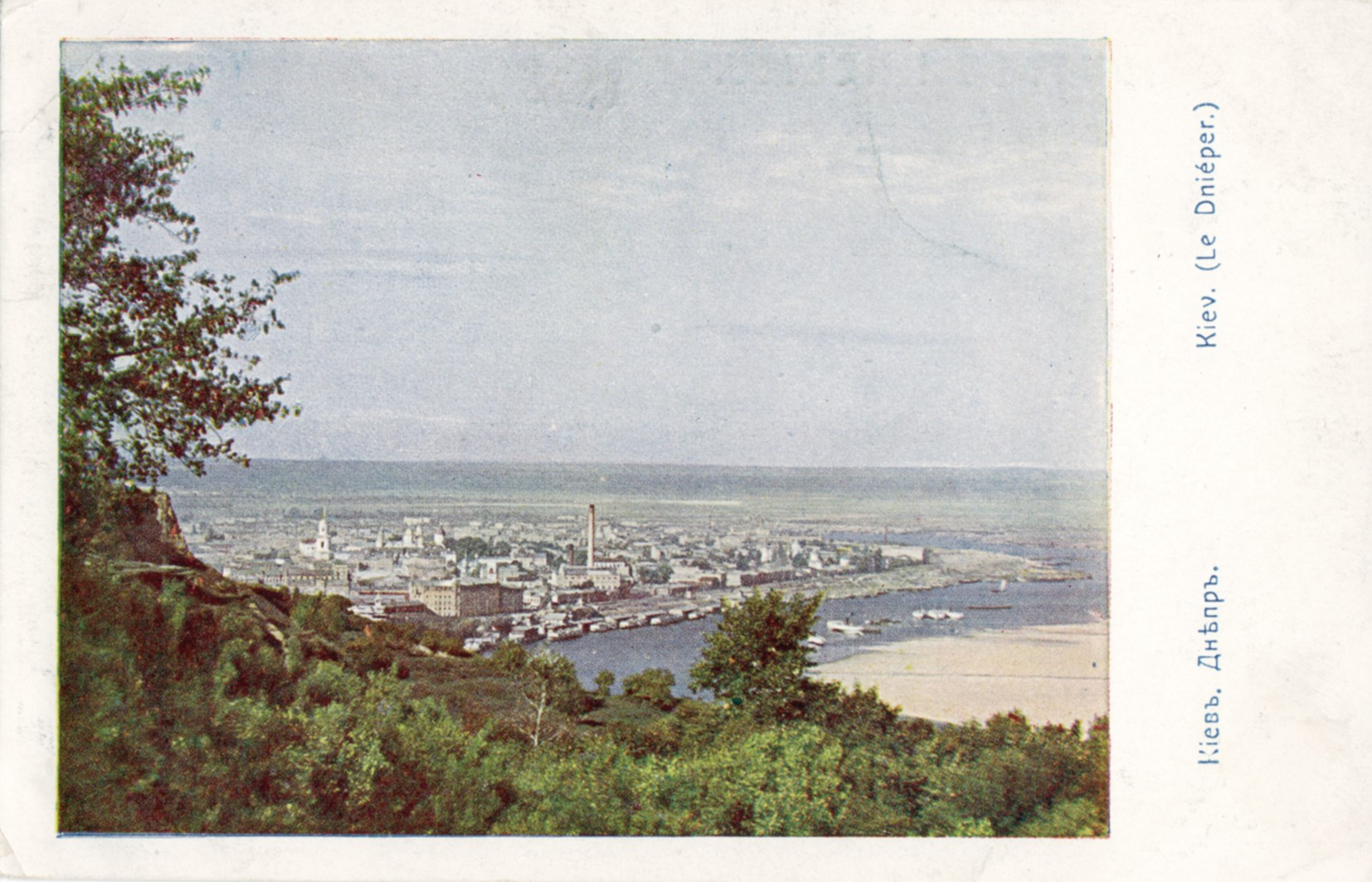
Киев на фотооткрытке Прокудина-Горского, 1905

## Документально-историческая ценность коллекции
Уникальность и исключительность «Коллекции достопримечательностей…» состоит в том, что она охватывает едва ли не все сферы страноведения, являясь своего рода визуальной энциклопедией Российской империи в последние годы её существования. В ней представлено разнообразие географических условий и растительного мира, этнографическая картина страны, памятники архитектуры и искусства, виды городов и сел, отрасли промышленности и сельского хозяйства, пути и средства транспортного сообщения.
Идейно-художественный и научный замысел коллекции не сводился только к последовательному и равномерному запечатлению достопримечательностей отдельных регионов. В ней выделяются различные по своим задачам циклы фотографий, объединённых, по выражению самого Прокудина-Горского «общей идеей». Такими циклами являются «юбилейные» съёмки: фотографирование Мариинского водного пути на всём его протяжении; мест, связанных с памятью о событиях 1812 года; памятников, с связанных 300-летием Дома Романовых. Прокудин-Горский готовил также тематические фотообзоры к торгово-промышленным и художественным выставкам. В частности, выделяются две серии фотографий, посвященных хлопковому производству в Закаспийской области и в Муганьской степи, а также цикл снимков о чайном производстве в Чакве.
В своих поездках Прокудин-Горский уделял особое внимание запечатлению религиозных святынь, а также многочисленных царских и великокняжеских резиденций.
Мотивы и обстоятельства съёмки отдельных частей «Коллекции достопримечательностей» изучены пока ещё очень слабо и оставляют массу вопросов. Так, до сих пор документально не известно, какие задачи стояли перед Прокудиным-Горским в поездке по южному участку Мурманской железной дороги летом 1916 года и для кого предназначались съёмки мест содержания австро-германских военнопленных.
Коллекция Прокудина-Горского является результатом не только широкомасштабных усилий по фотографированию, но и большого научного труда, поскольку из огромной массы природных явлений, архитектурных сооружений, произведений искусства и т. д. нужно было выбрать то, что представляло собой наибольшую ценность, уникальность и наиболее ярко раскрывало особенности данной местности. С подобной задачей могли справиться только высококлассные специалисты в соответствующих областях знаний. По воспоминаниям самого Прокудина-Горского, огромную помощь ему оказывали Императорская Археологическая Комиссия (проф. Н. И. Веселовский) и Археологическое Общество (проф. Покровский) в тех случаях, где дело касалось старины, особенно в поездках по северной России, изобиловавшей древними церковными памятниками, а равно и в поездках в Туркестан.
Запечатление «в красках» архитектурных памятников Прокудиным-Горским представляет особую ценность ввиду того, что в последующие десятилетия они подверглись массовым разрушениям. В частности, сегодня не существуют или находятся в полуразрушенном состоянии более половины храмов, которые можно увидеть на фотографиях из «Коллекции достопримечательностей». Однако эти уникальные снимки не только сохранили память об утраченном, в последние годы они всё активнее используются реставраторами при воссоздании памятников (например, ансамбля Старо-Голутвинского монастыря в Коломне и Сретенского собора в Ялуторовске).
Особую часть коллекции составляют фотопортреты, которых у Прокудина-Горского известно относительно не много. Среди них — знаменитые снимки Льва Толстого, Федора Шаляпина, эмира Бухарского и Хана Хивинского.

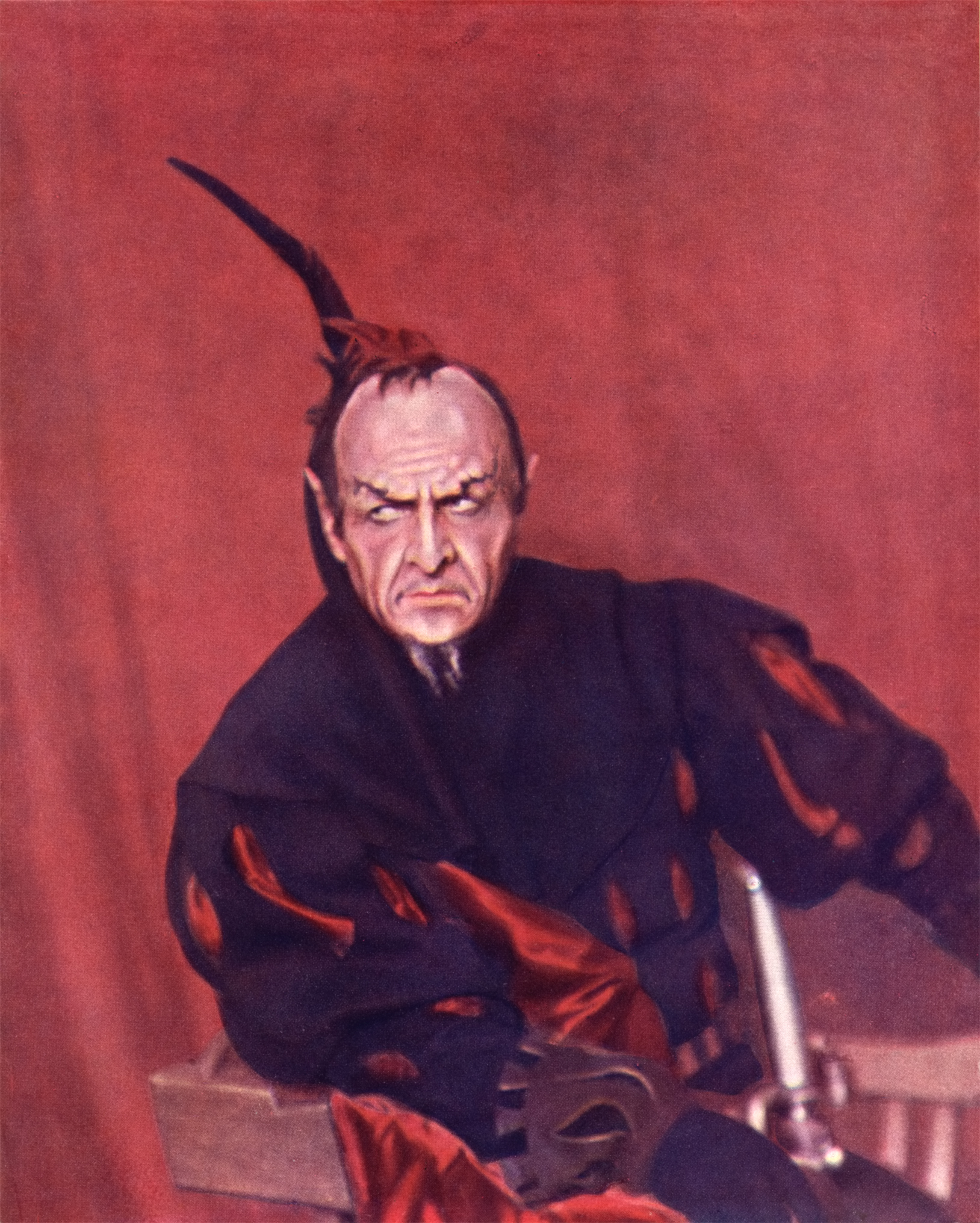
Шаляпин в образе Мефистофеля, фото Прокудина-Горского, 1915

Исключительный интерес представляет тема съёмки Прокудиным-Горским членов царской семьи. Единственное упоминание об этом факте содержится в предисловии к альбому Р. Оллсхауса «Фотографии для царя» 1980 года:

Кроме того, он оставил [в России] десять негативов царской семьи Романовых, о которых он сообщил только, что они «спрятаны в России». До сего дня нет свидетельств, что они были найдены. Ему удалось увезти с собой только фото царевича[уточнить].
.
Никаких источников этой информации Р. Оллсхаус не приводит и о якобы вывезенном из России фото царевича сегодня также ничего не известно. Единственным подтверждением факта съёмок царской семьи может служить сообщение сотрудников Ливадийского музея, что «в рабочем кабинете царя хранились в красных кожаных футлярах два небольших диапозитива в натуральных цветах на стекле, выполненные С. М. Прокудиным-Горским. Один диапозитив был с изображением государя и государыни, другой — царской семьи. После революции эти фотографические снимки на стекле были отправлены в Москву, куда ушли многие ценные вещи из Ливадийского дворца».
Среди известных шести женских фотопортретов у Прокудина-Горского (ни один из которых пока не опознан) есть снимок «Аурокария [то есть Араукария]. В царском парке Дагомыс», на котором запечатлена дама, имеющая портретное сходство с последней императрицей. Однако тождество лиц не было доказано.

## Популяризация и изучение коллекции
До 1918 года, то есть до момента отъезда Прокудина-Горского из России, использование коллекции носило ограниченный характер, главным образом, оно осуществлялось путём эпизодической демонстрации цветных проекций на экране и издания некоторых снимков в виде открыток, «настенных картин» и книжно-журнальных иллюстраций. Между тем сам Прокудин-Горский имел в виду широкое использование своей коллекции для целей народного просвещения, а именно для преподавания в школах «Родиноведения». Для этого нужно было наладить массовый выпуск дешевых диапозитивов и проекторов, но решить эту задачу так и не удалось. Тем не менее, в 1915 году, в разгар мировой войны, АО «Биохром» официально выпустило в продажу для всех желающих цветные диапозитивы снимков из коллекции Прокудина-Горского, о чём в течение всего года сообщали рекламные объявления в журнале «Аргус»:

 "ЦВЕТНЫЕ ДИАПОЗИТИВЫ АО «БИОХРОМ»
изобретение С. М. Прокудина-Горского.
Собственность Акционерного общества «Биохром».
….
А. О. «Биохром» имеет огромную коллекцию снимков России с натуры в цветах, исполненную С. М. Прокудиным-Горским.

С этих снимков ныне изготавливаются цветные диапозитивы. Каталог снимков высылается за 2 десятикопеечные марки. Цена отдельного цветного диапозитива 8х8 см. — один рубль (1 р.) без пересылки.
В период эмиграции Прокудина-Горского коллекция демонстрировалась в 1931—1936 гг. на мероприятиях русской общины в Париже в виде чёрно-белых слайдов, так как не имелось специального аппарата для цветных проекций.
После смерти Прокудина-Горского и продажи коллекции в США она долгое время была исключена из научного и культурного оборота, пока в 1980 году не был издан альбом Роберта Оллсхауса «Фотографии для царя: пионер цветной фотографии Сергей Михайлович Прокудин-Горский, уполномоченный царем Николаем II». Однако широкое знакомство публики с коллекцией началось только после того, как в 2000 году хранящиеся в Библиотеке Конгресса негативы были оцифрованы и выложены на сервере Библиотеки в сети Интернет. Началу популяризации коллекции способствовала проведённая в 2001 году Библиотекой Конгресса выставка «Империя, которой была Россия», для которой были отобраны 122 фотографии, прошедшие тщательную реставрацию.
Начиная с 2001 года в России и некоторых других странах регулярно проходят выставки фоторабот Прокудина-Горского, началось издание фотоальбомов по материалам коллекции.
Изучение «Коллекции достопримечательностей» как таковой было начато в 1991 году В. В. Минахиным (ныне заместитель директора по науке Научно-реставрационного центра «Реставратор-М»), который дал научное описание «американской» части фотографического наследия Прокудина-Горского в работе «„Коллекция достопримечательностей России“ в Библиотеке Конгресса»
Основными направлениями в изучении коллекции Прокудина-Горского являются: выявление её полного состава и поиск пропавших частей, идентификация и датировка снимков, исследование условий (обстоятельств) создания коллекции, научная реставрация снимков.
В частности, поиск оставшейся в СССР части коллекции (прежде всего, оригиналов цветных снимков Льва Толстого) с начала 1970-х годов вела С. П. Гаранина, первый отечественный биограф мастера.
С 2008 года активное исследование фотографического наследия Прокудина-Горского ведется в рамках нескольких русскоязычных Интернет-проектов.
Основная часть коллекции С. М. Прокудина-Горского доступна для свободного просмотра на сайте Библиотеки Конгресса США. Кроме того, реализована возможность поиска в коллекции на русском языке.

## Галерея цветных фотографий

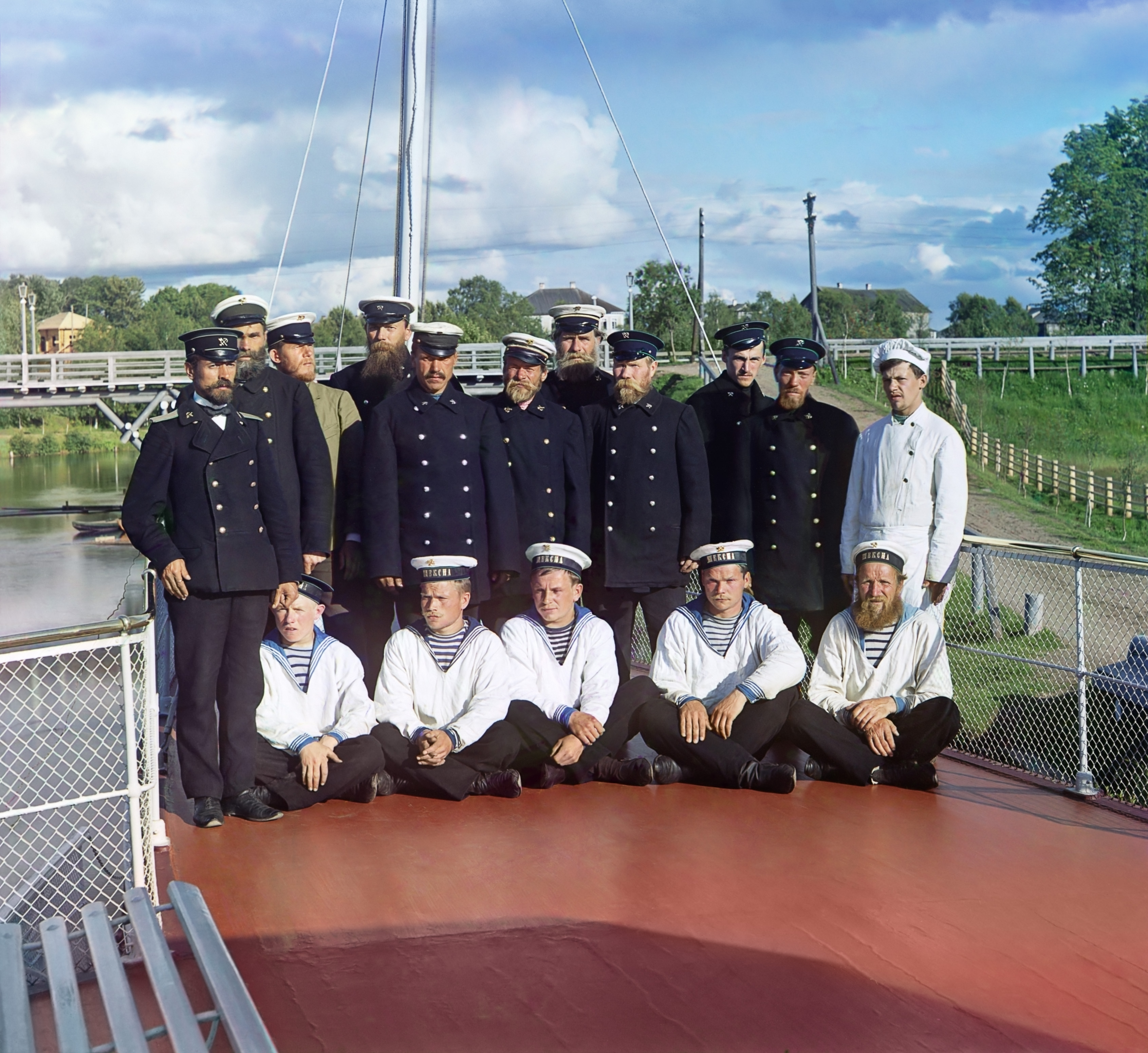
Команда парохода «Шексна» (М.П.С.) Российская Империя, 1909
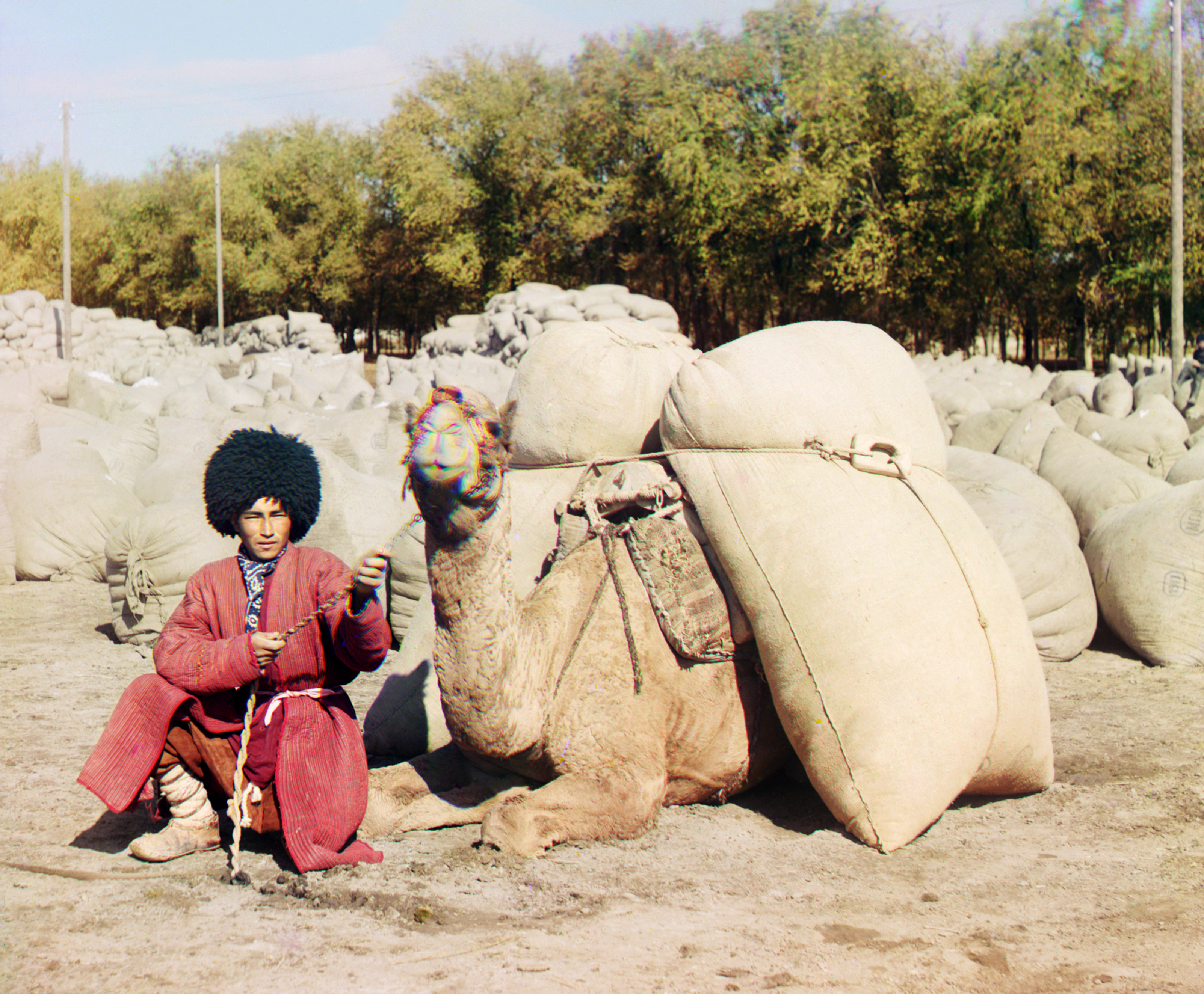
Туркмен с верблюдом
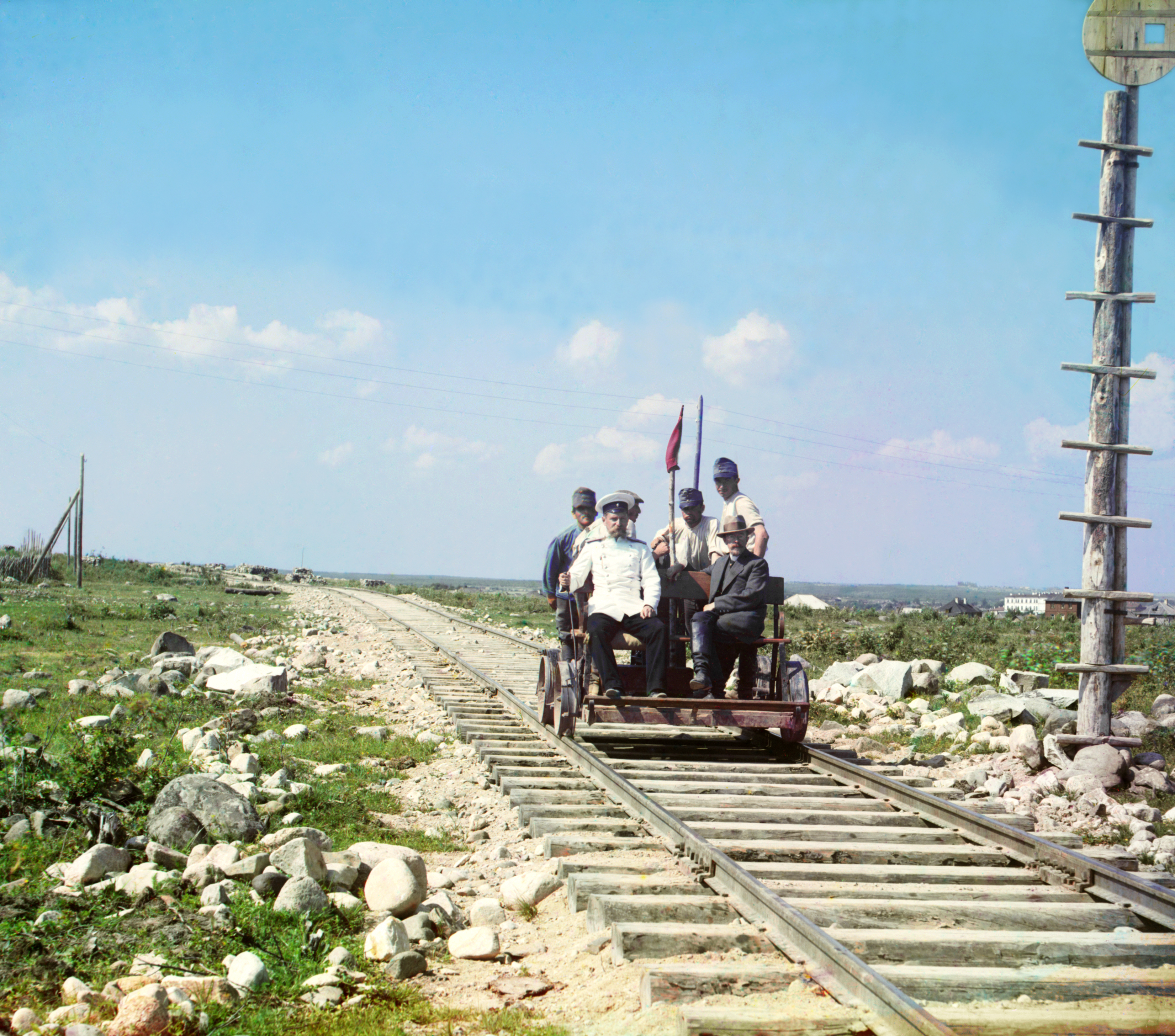
Дрезина на Олонецкой железной дороге, Петрозаводск
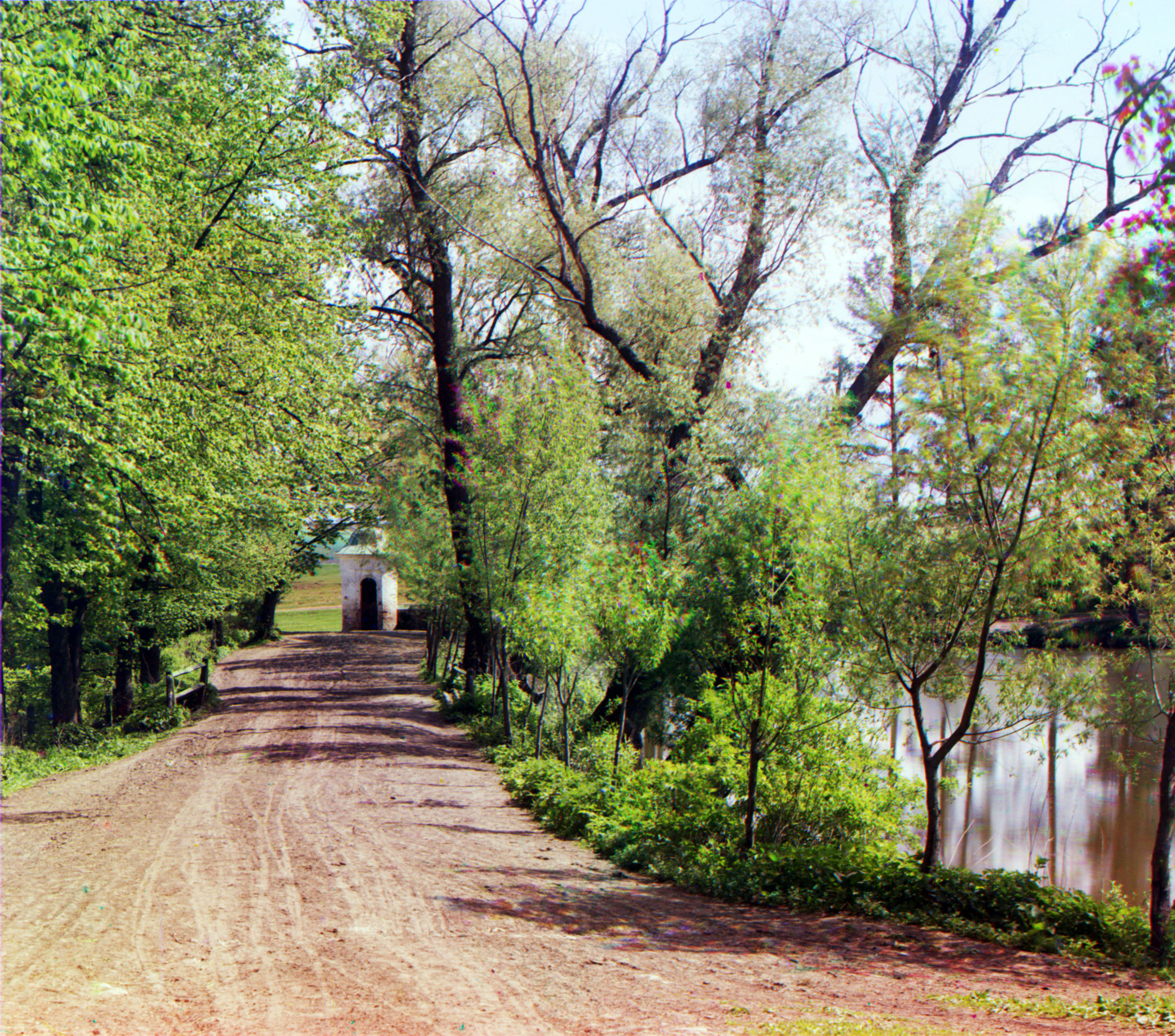
Ясная Поляна. Главный въезд в усадьбу Л. Н. Толстого.
«Три поколения» Златоуст, Уральские горы
Молодые крестьянки на фоне традиционного деревянного дома в (посёлок Кириллов, ныне Вологодская область).
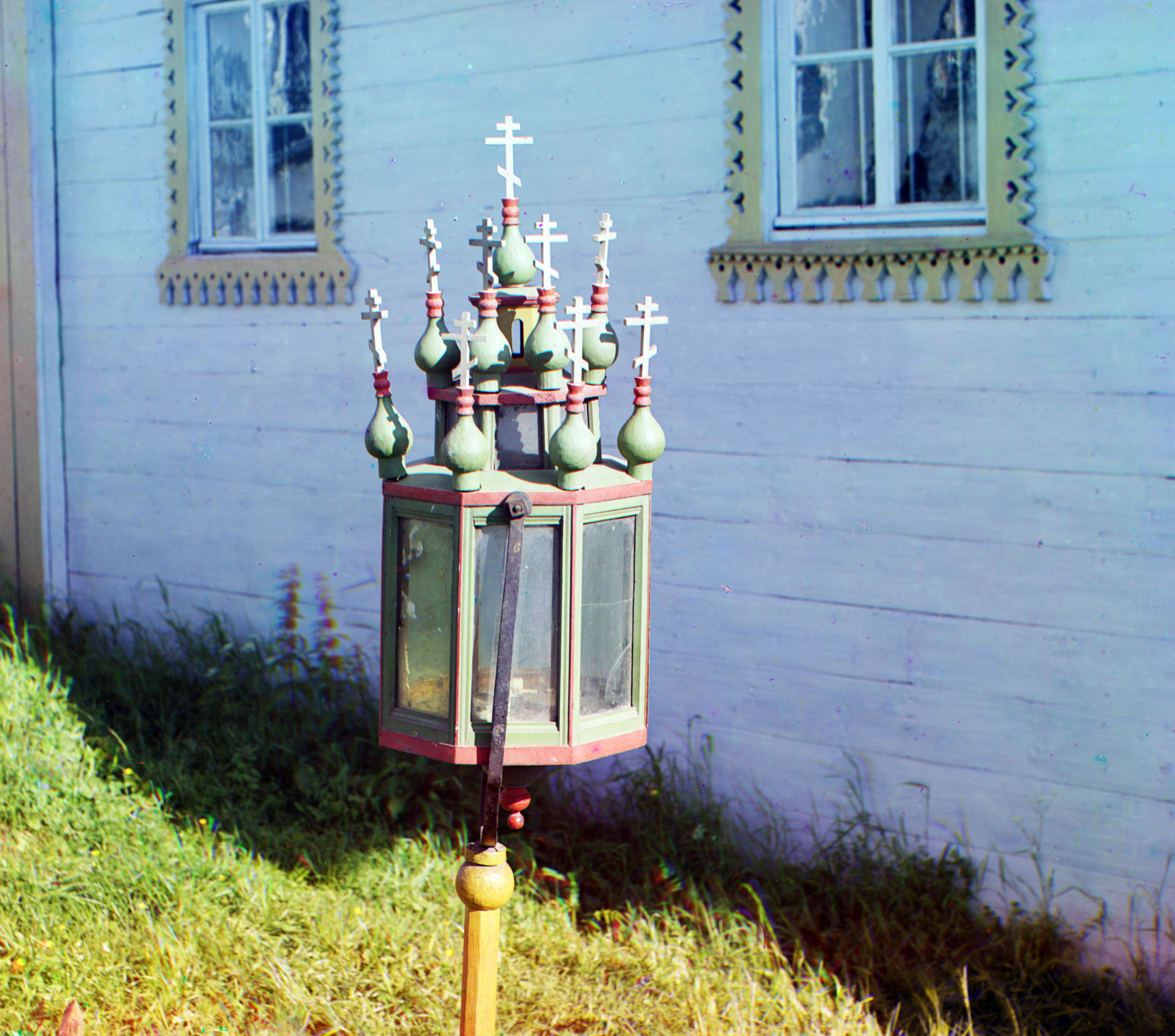
Старинный фонарь в церкви Успения Божьей Матери. (Девятины)
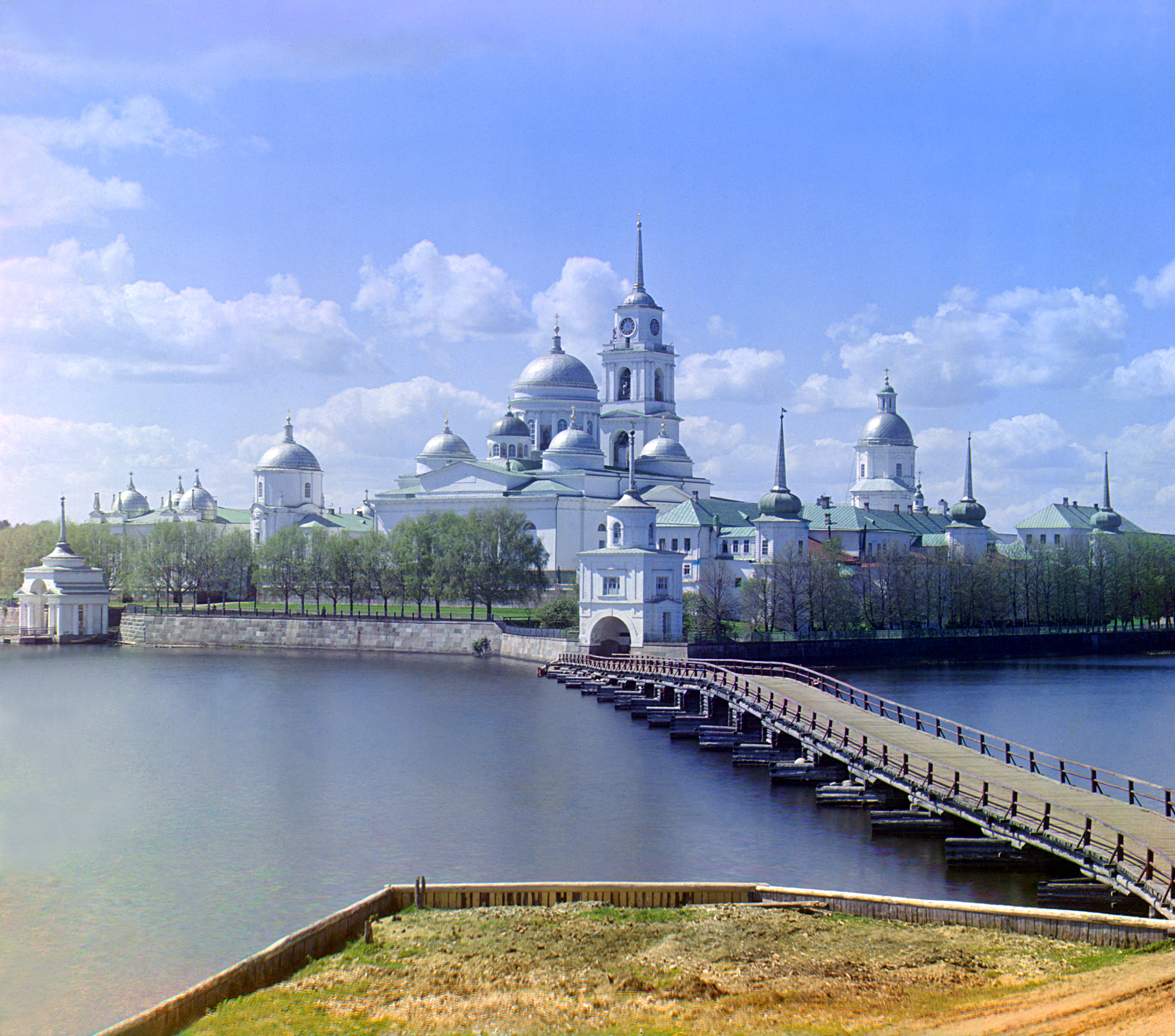
Нило-Столобенская пустынь, построенная на месте отшельничества преп. Нила
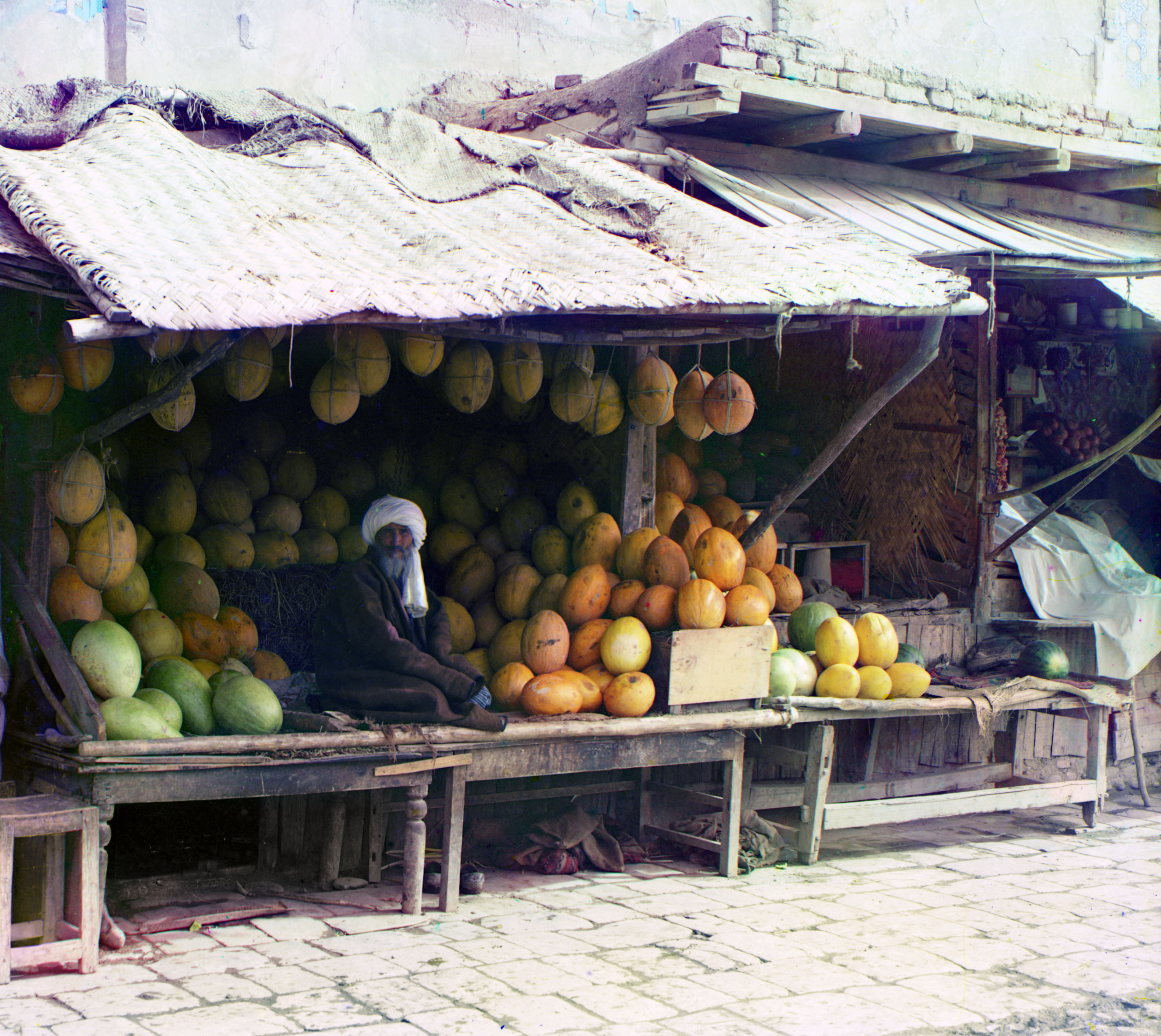
Продавец дынь в Самарканде
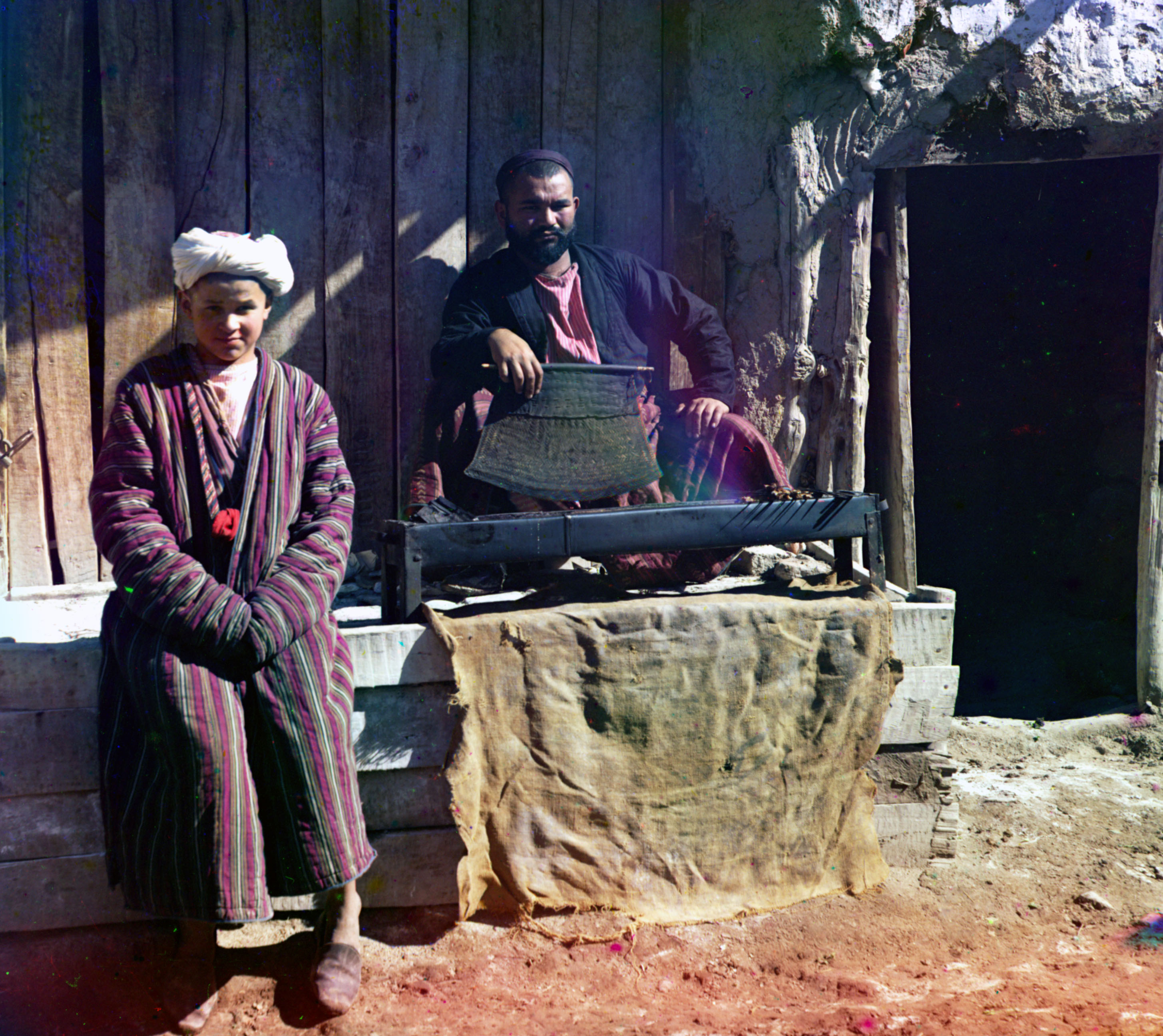
Шашлычная в Самарканде
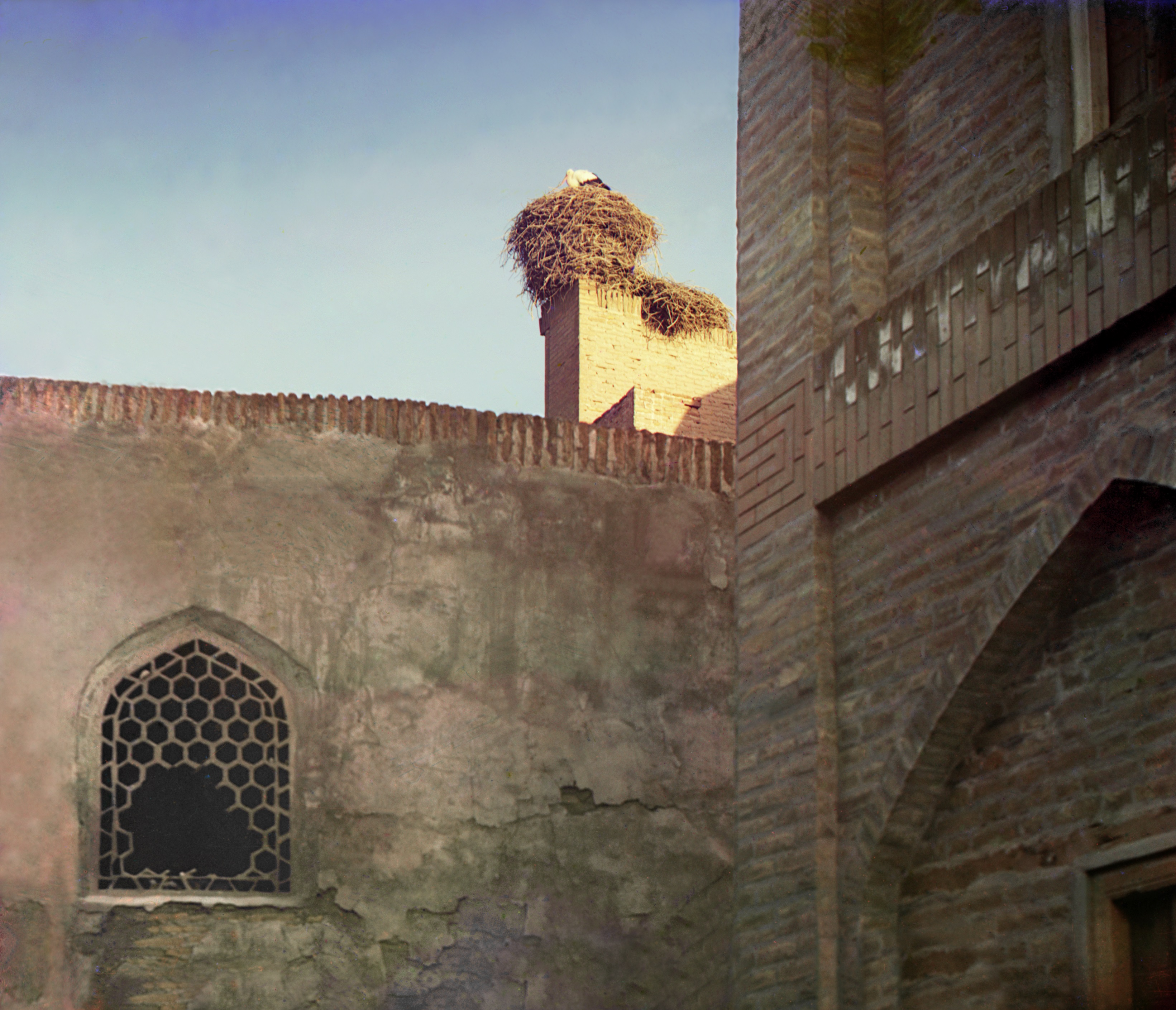
Гнездо аиста. Дворец эмира Бухары.
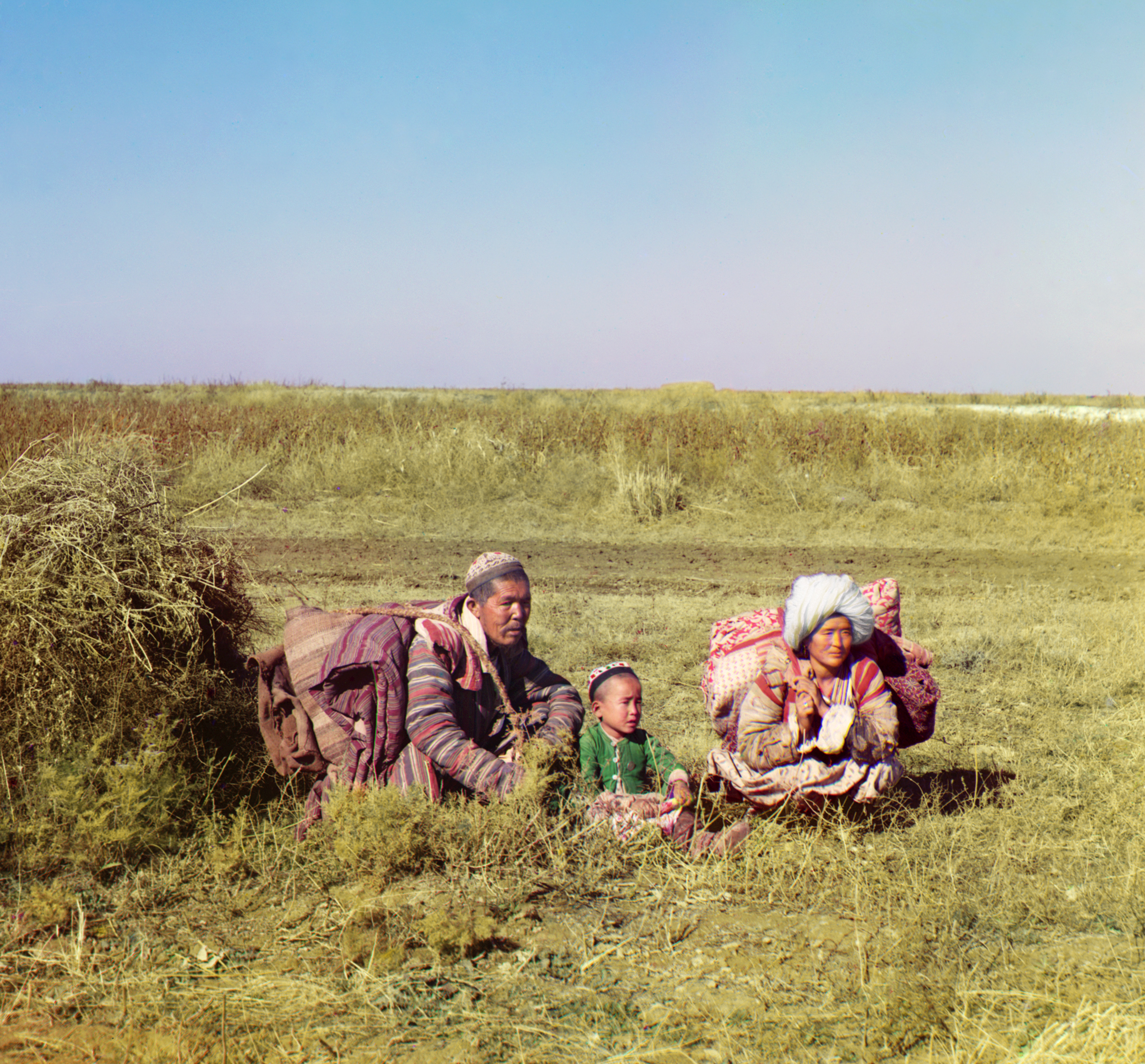
Казахская семья в Сырдарьинской области
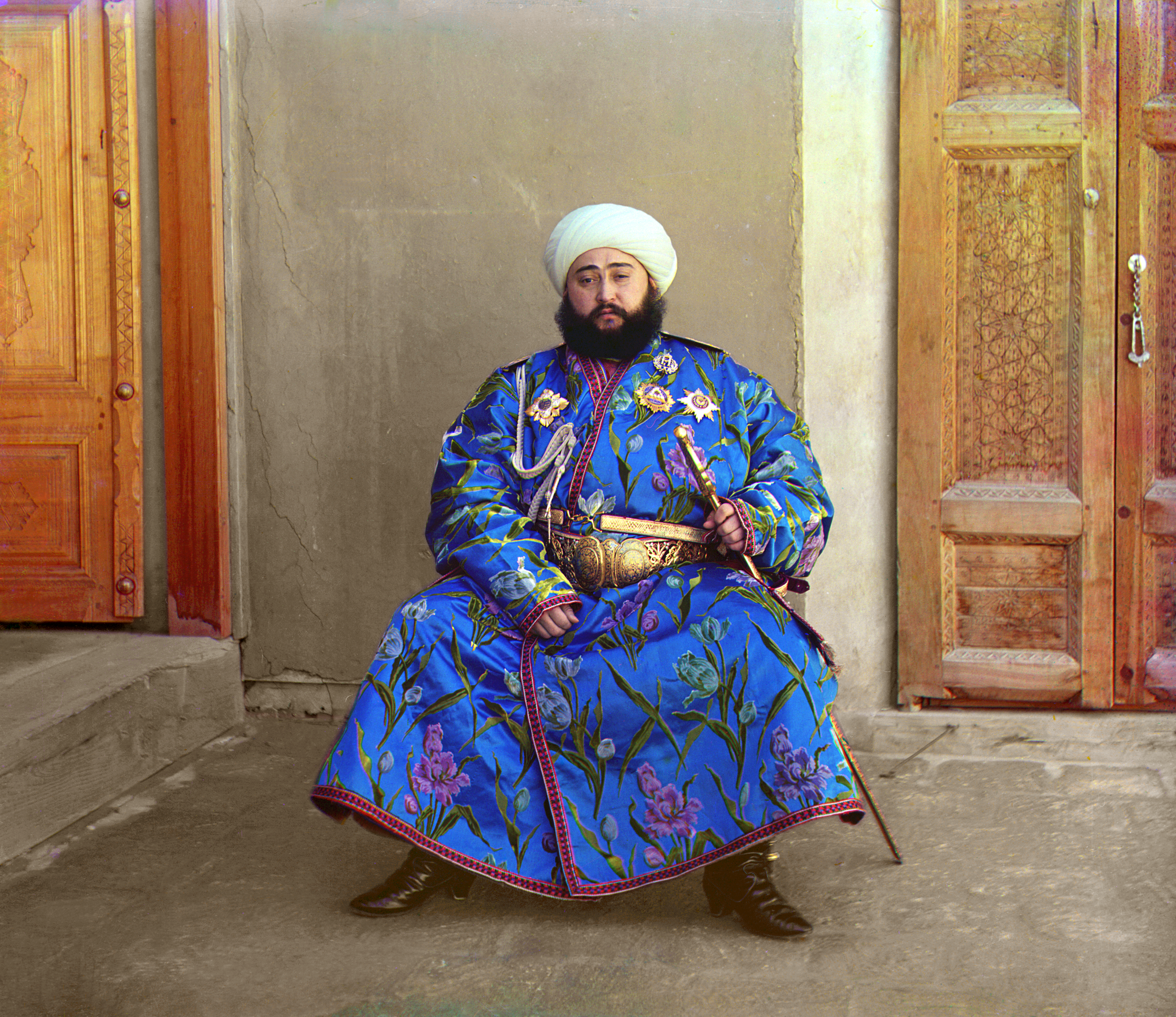
Алим-Хан (1880—1944)
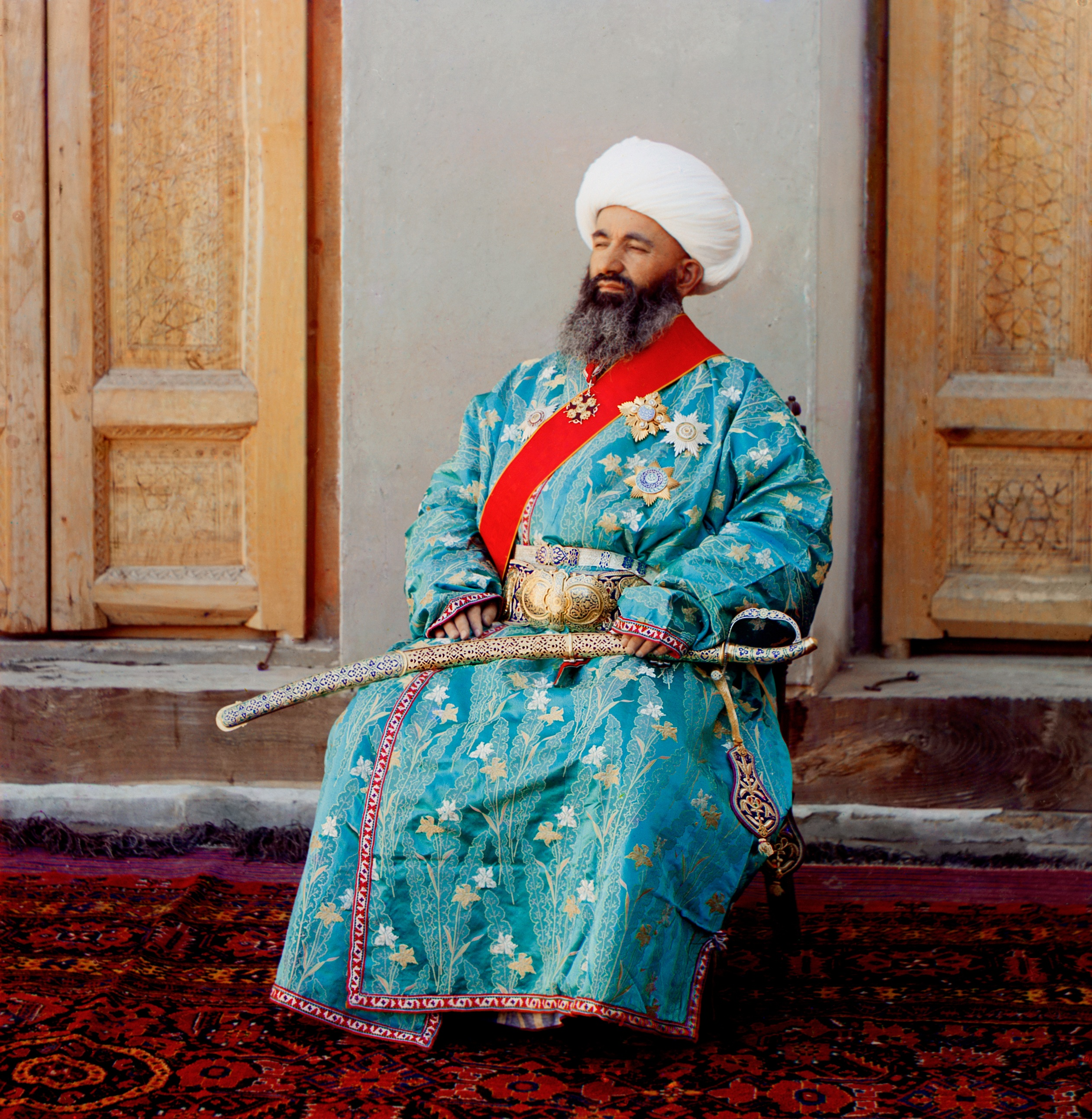
Министр внутренних дел (Куш-Беги) Бухарского ханства
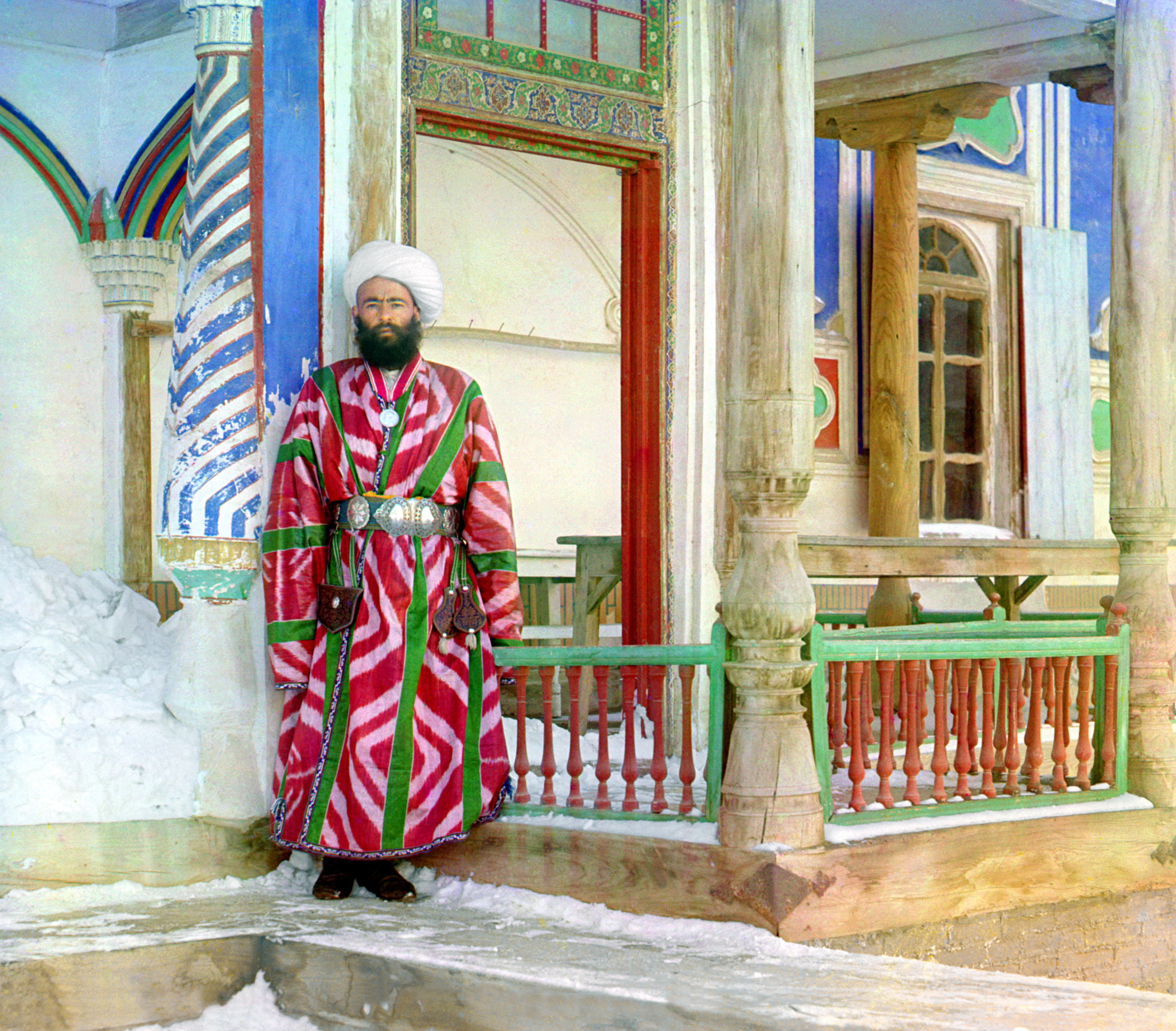
Бухарский чиновник
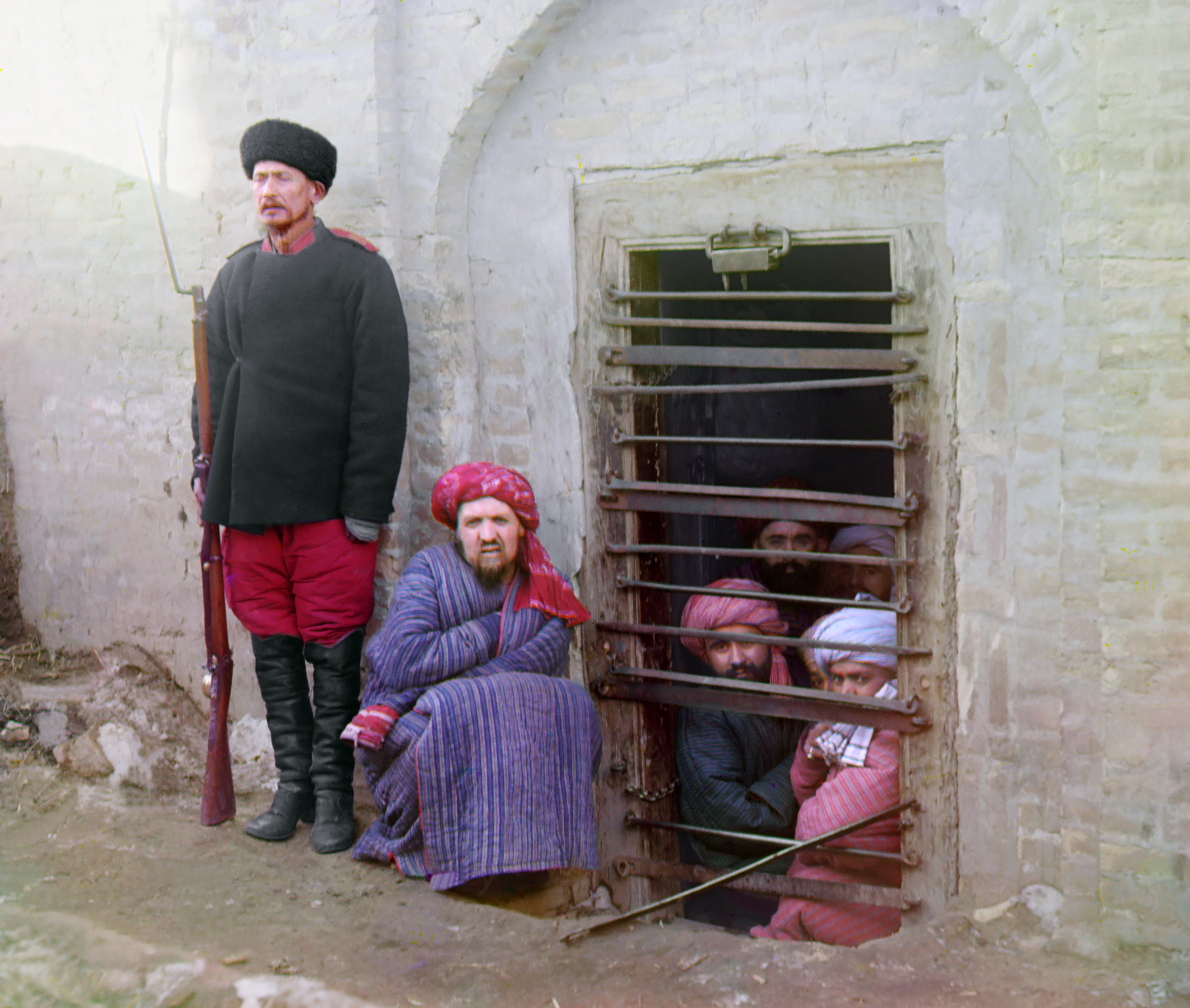
Пятеро заключённых в зиндане
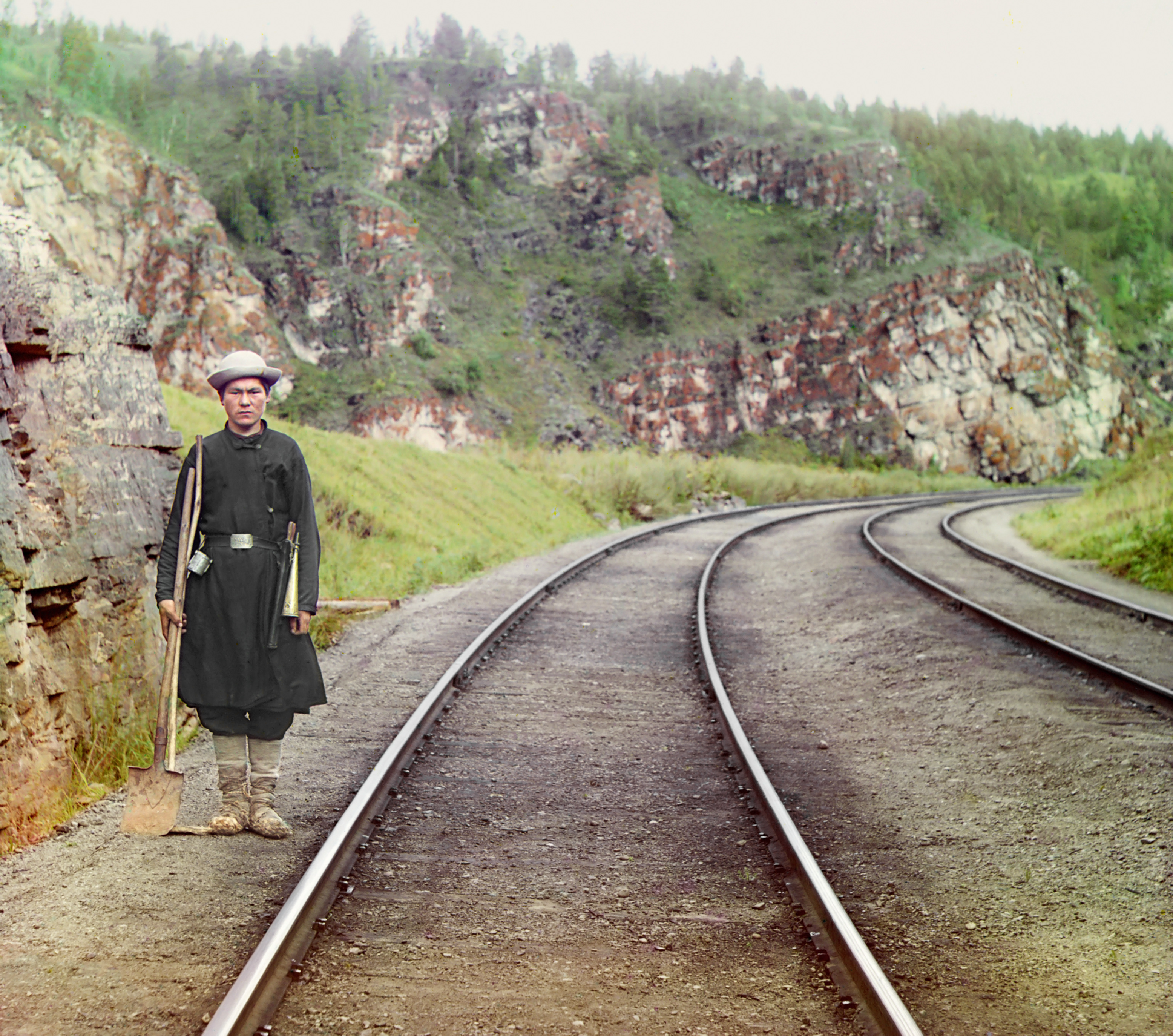
Стрелочник-башкир на Транссибирской железной дороге
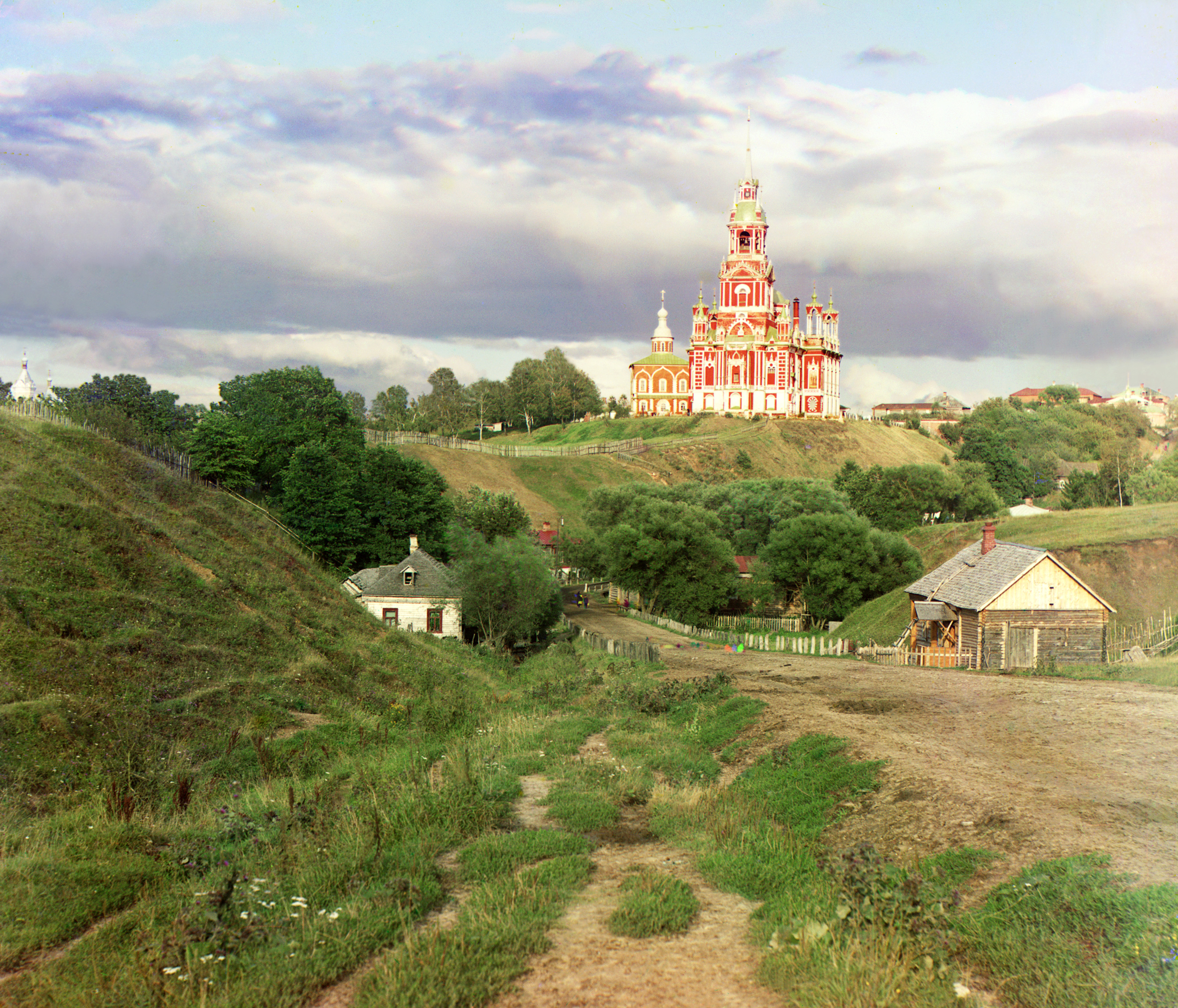
Собор святого Николая в Можайске
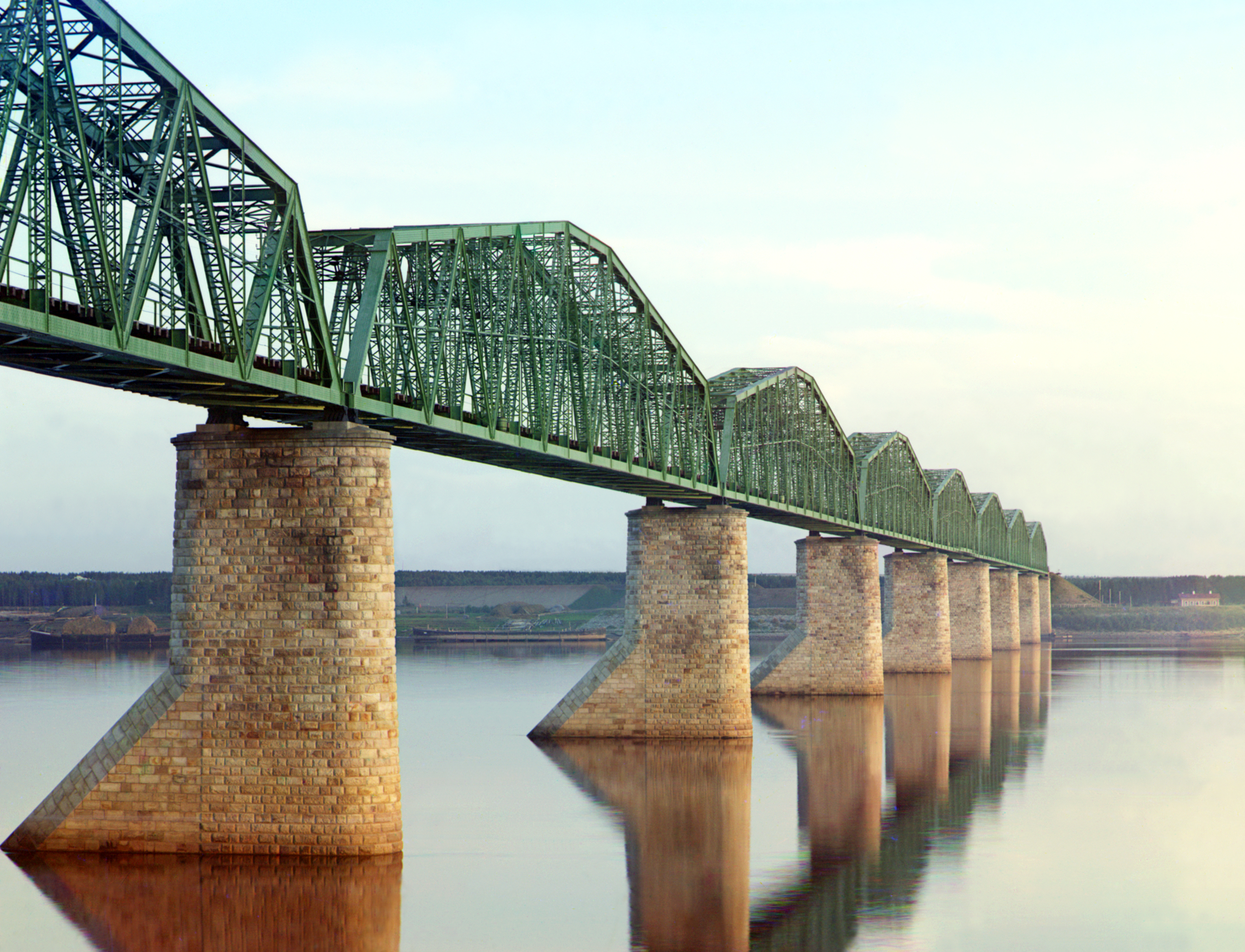
Железнодорожный мост через Каму в Перми. 1910
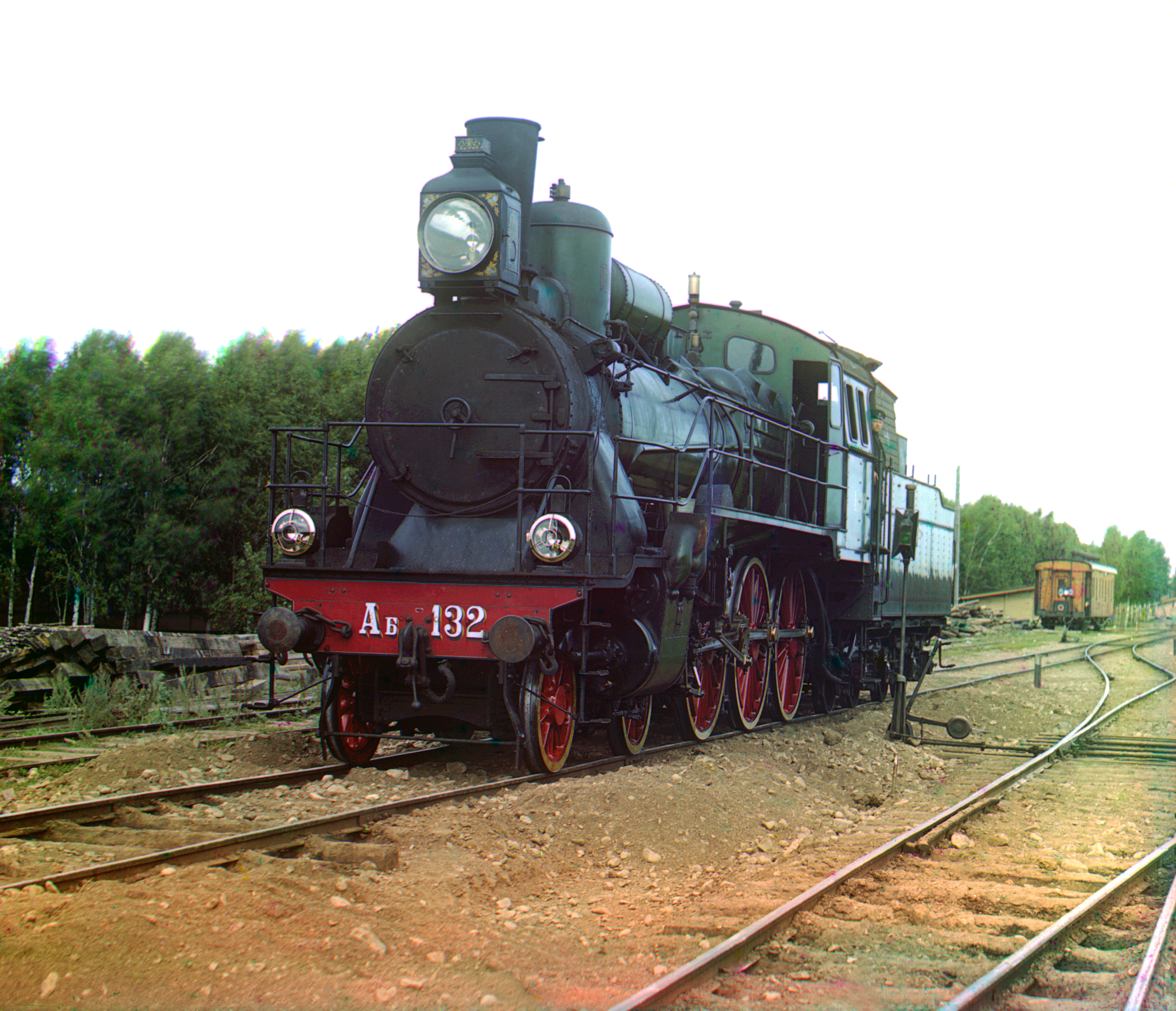
Паровоз АБ132 на Самаро-Златоустовской железной дороге
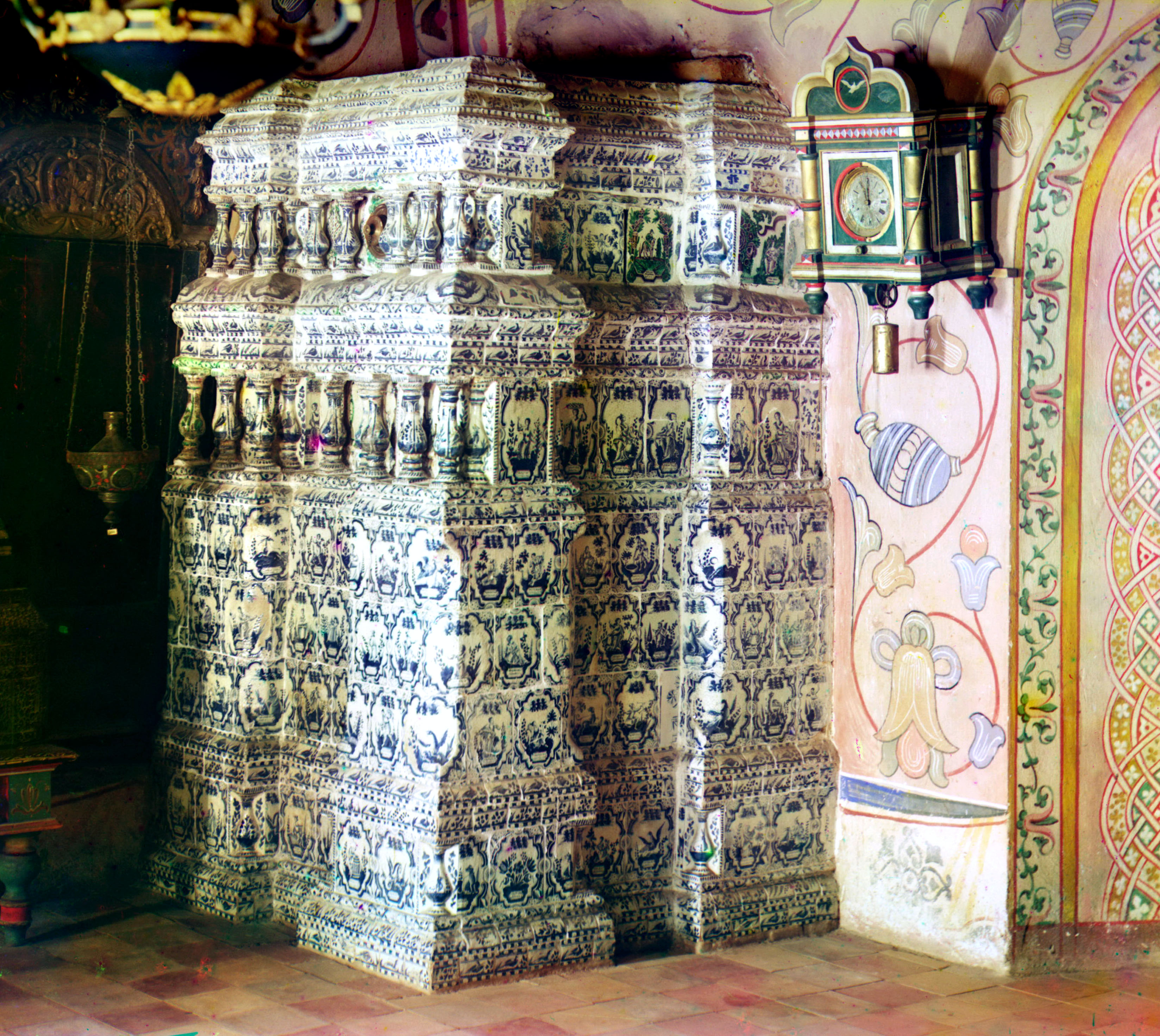
Изразцовая печь в «Княжьих теремах» Ростовского Митрополичьего двора (XVIII).
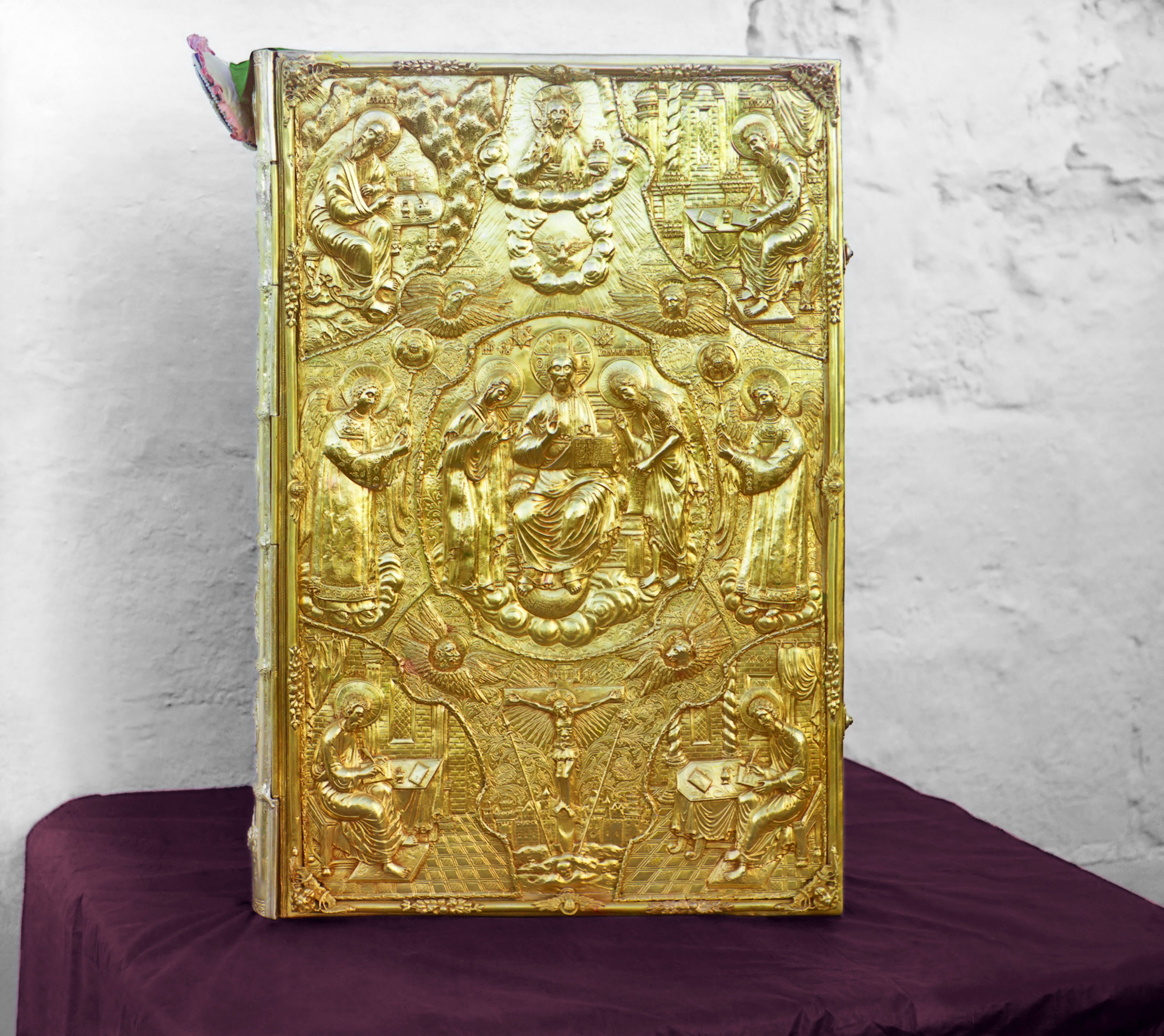
Евангелие
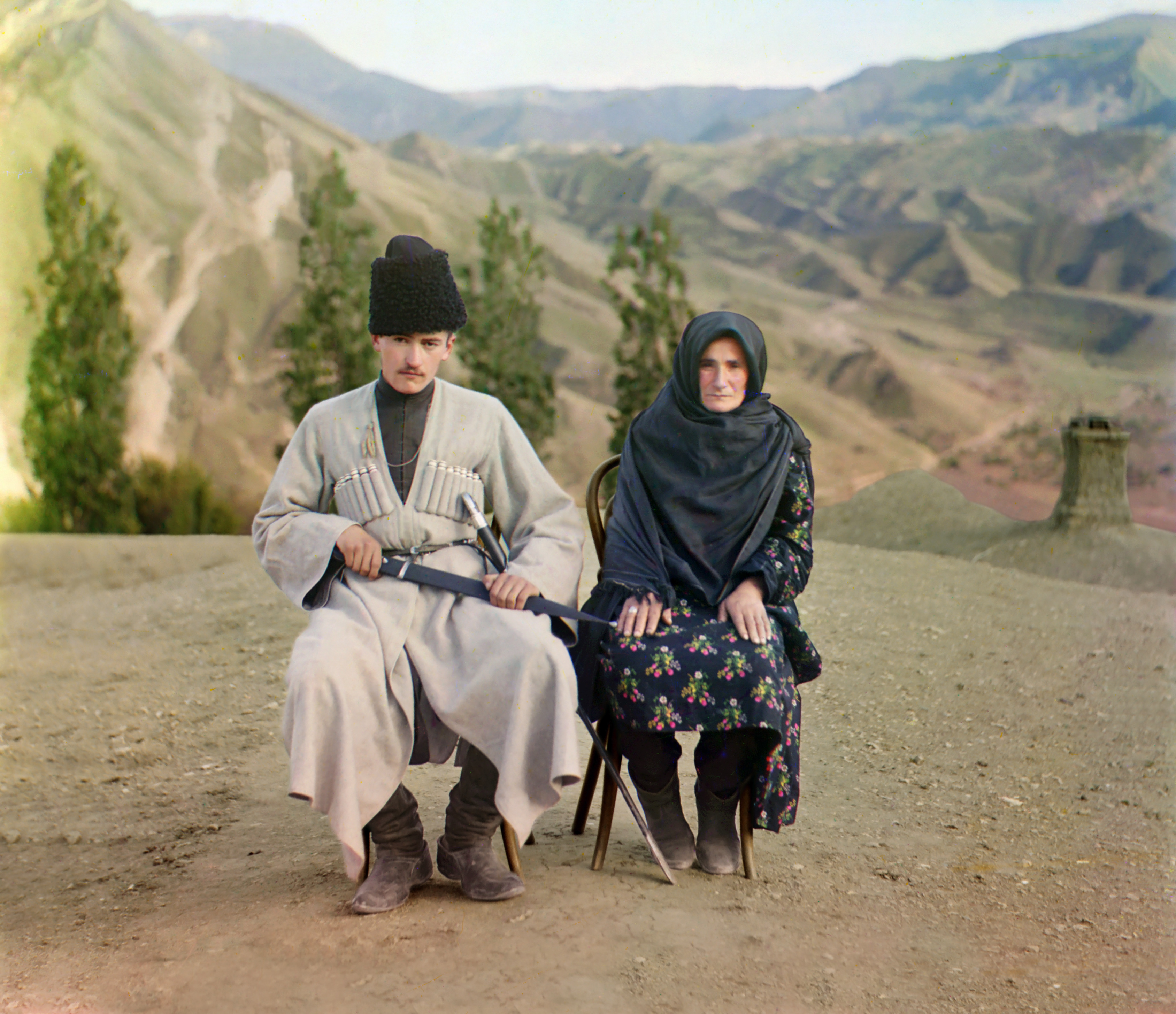
Дагестанцы
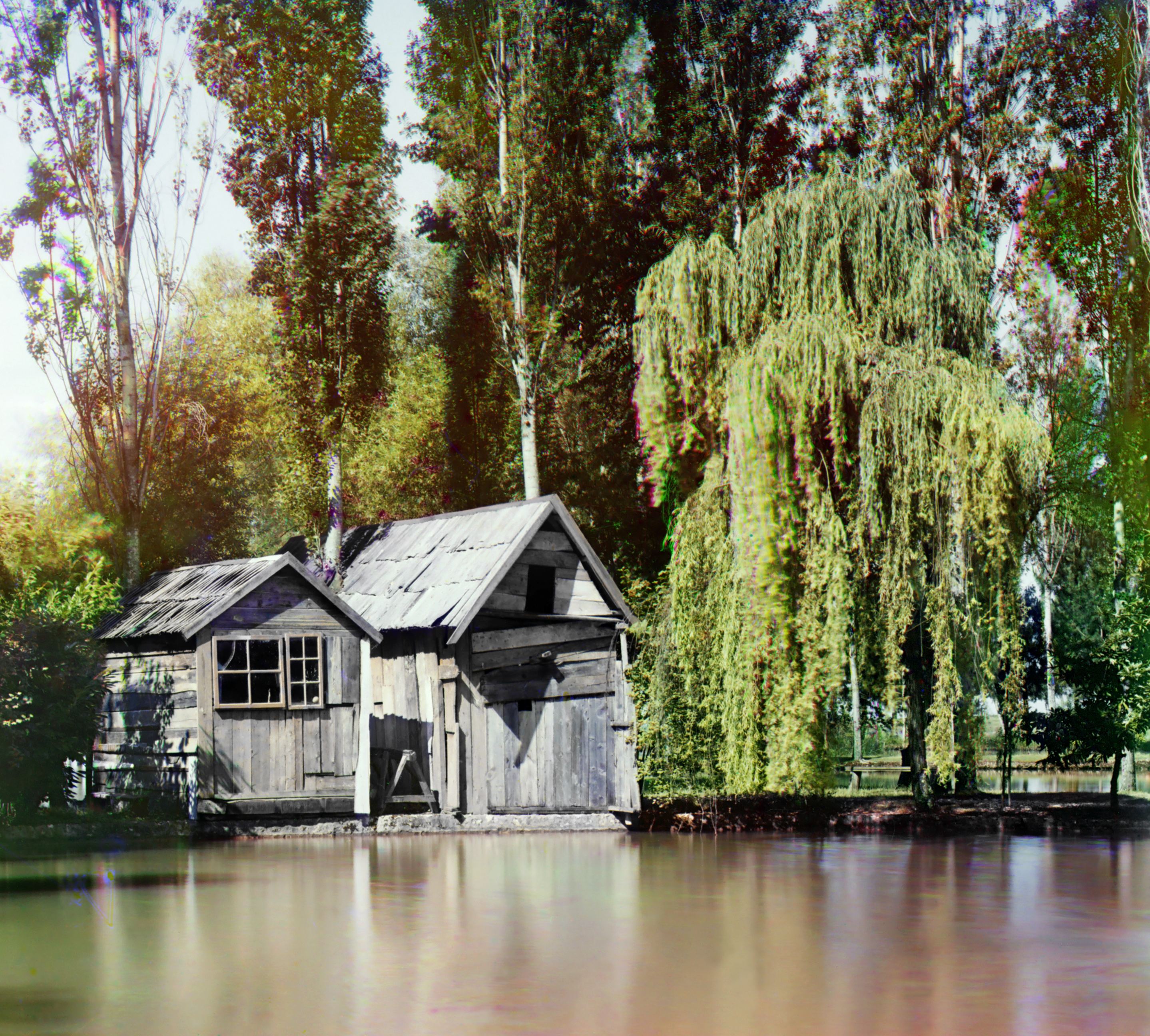
Пруды Новоафонского монастыря
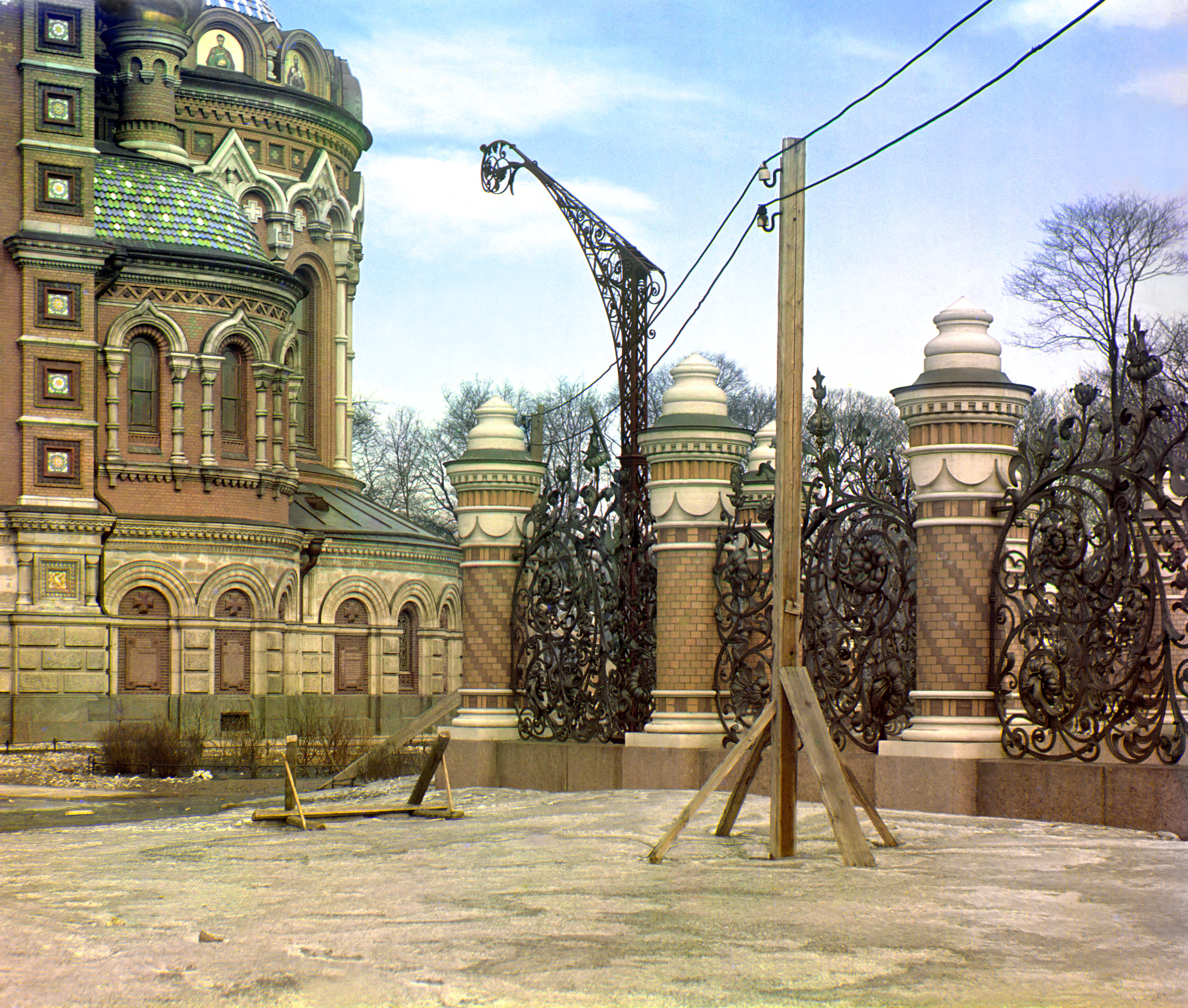
Фрагмент собора Воскресения Христова («Спас на крови») в Санкт-Петербурге
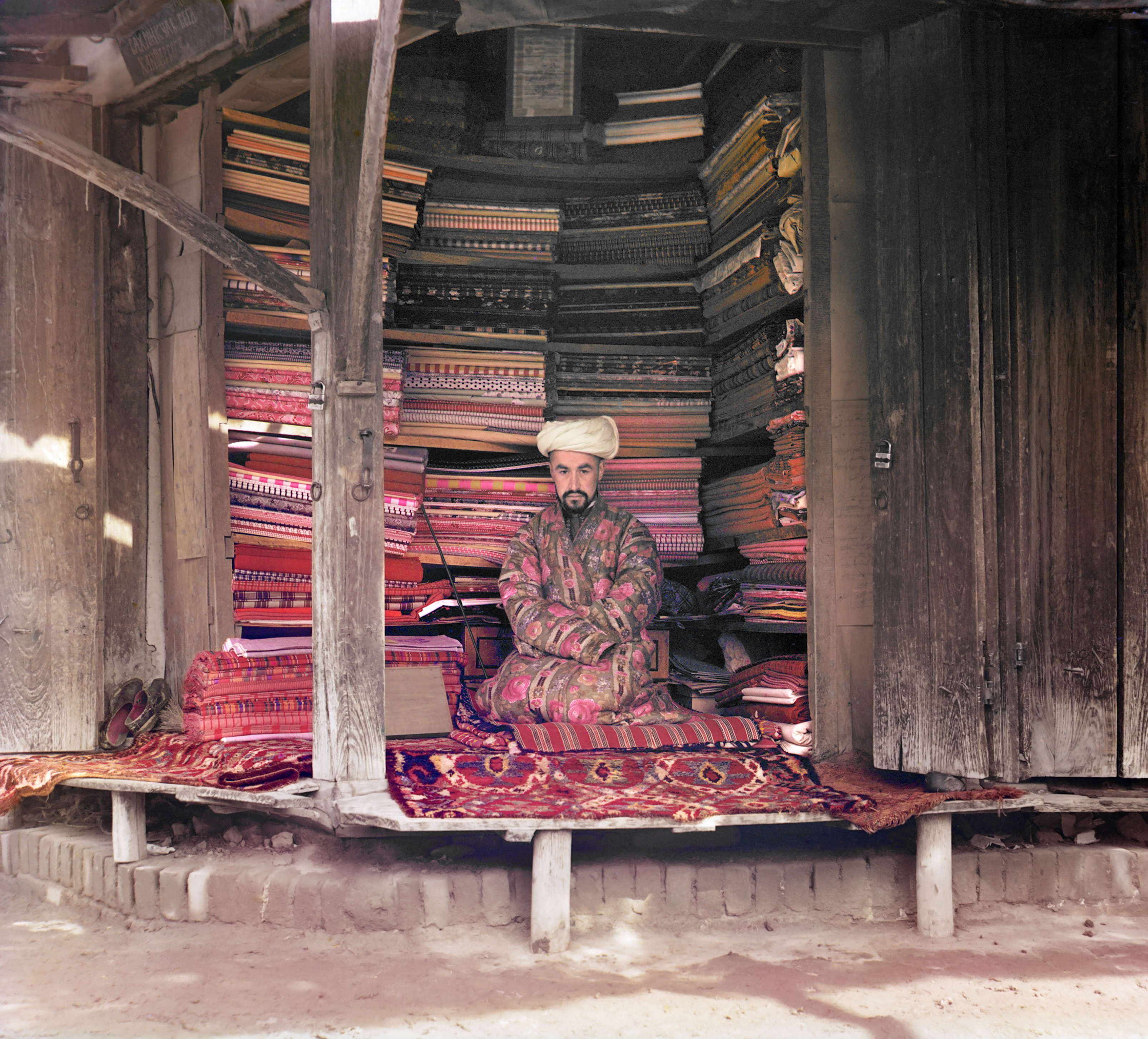
Торговец коврами в Самарканде
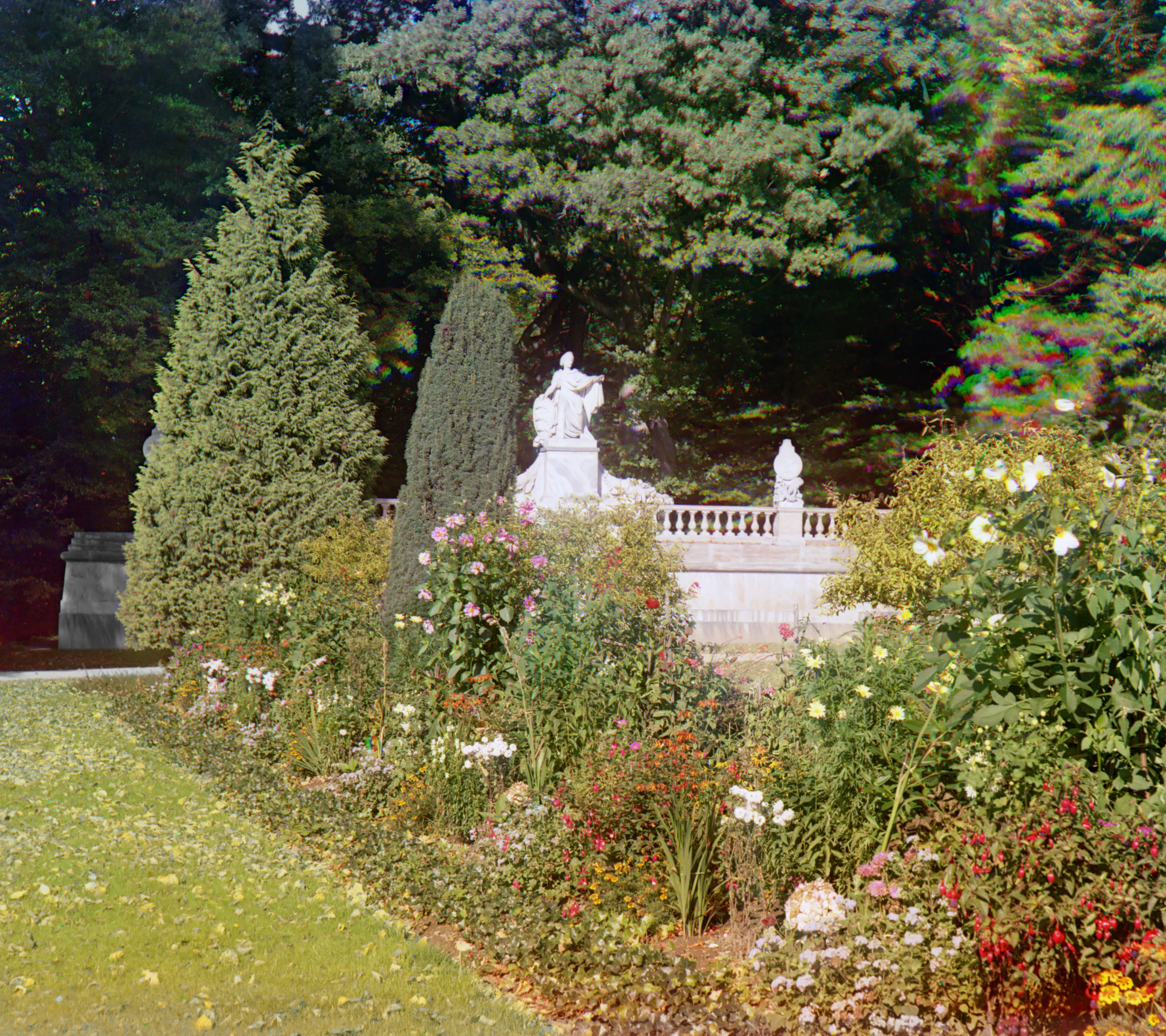
Фреденсборг, Дании
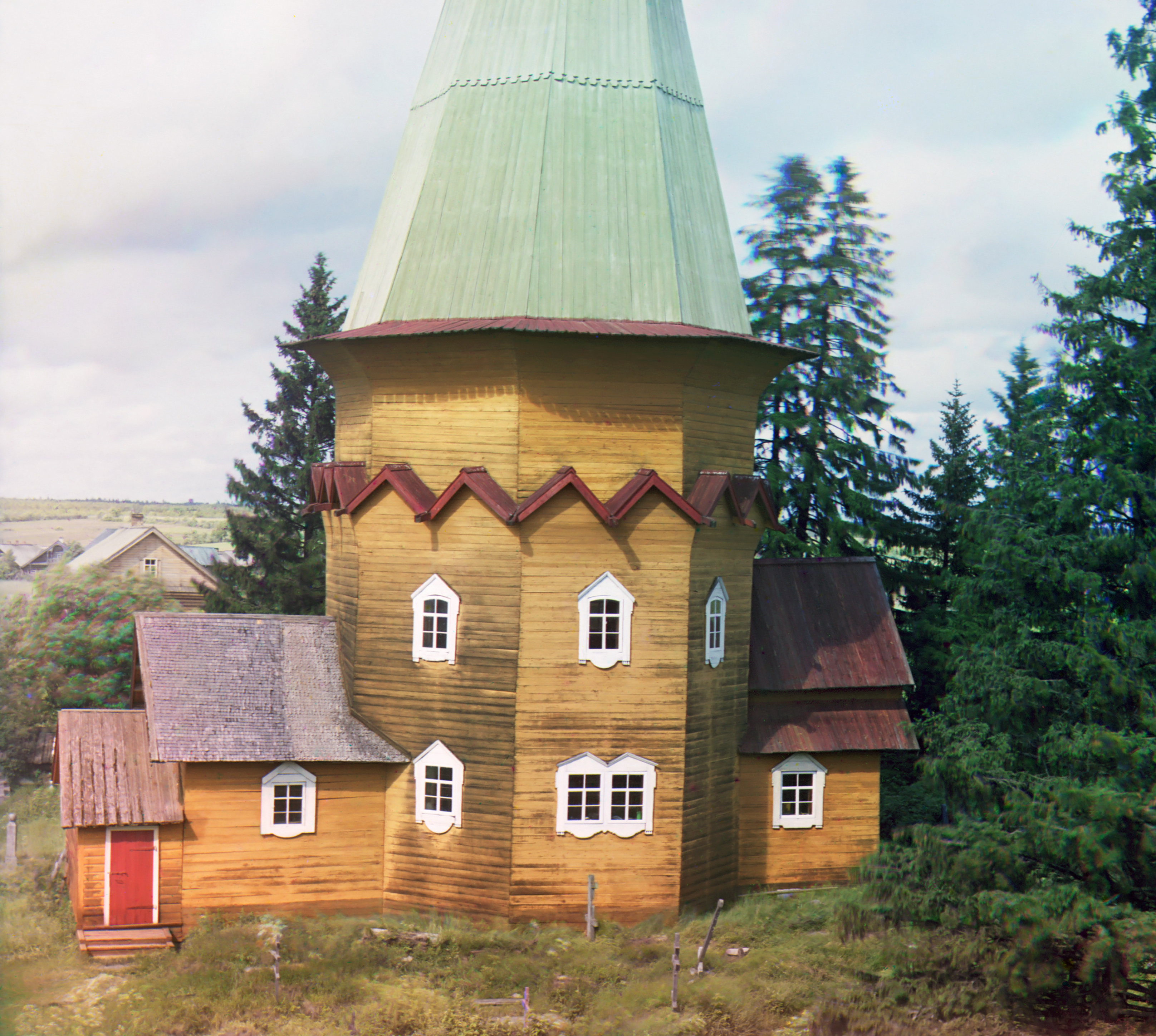
Церковь Преображения Господня. Пидьма
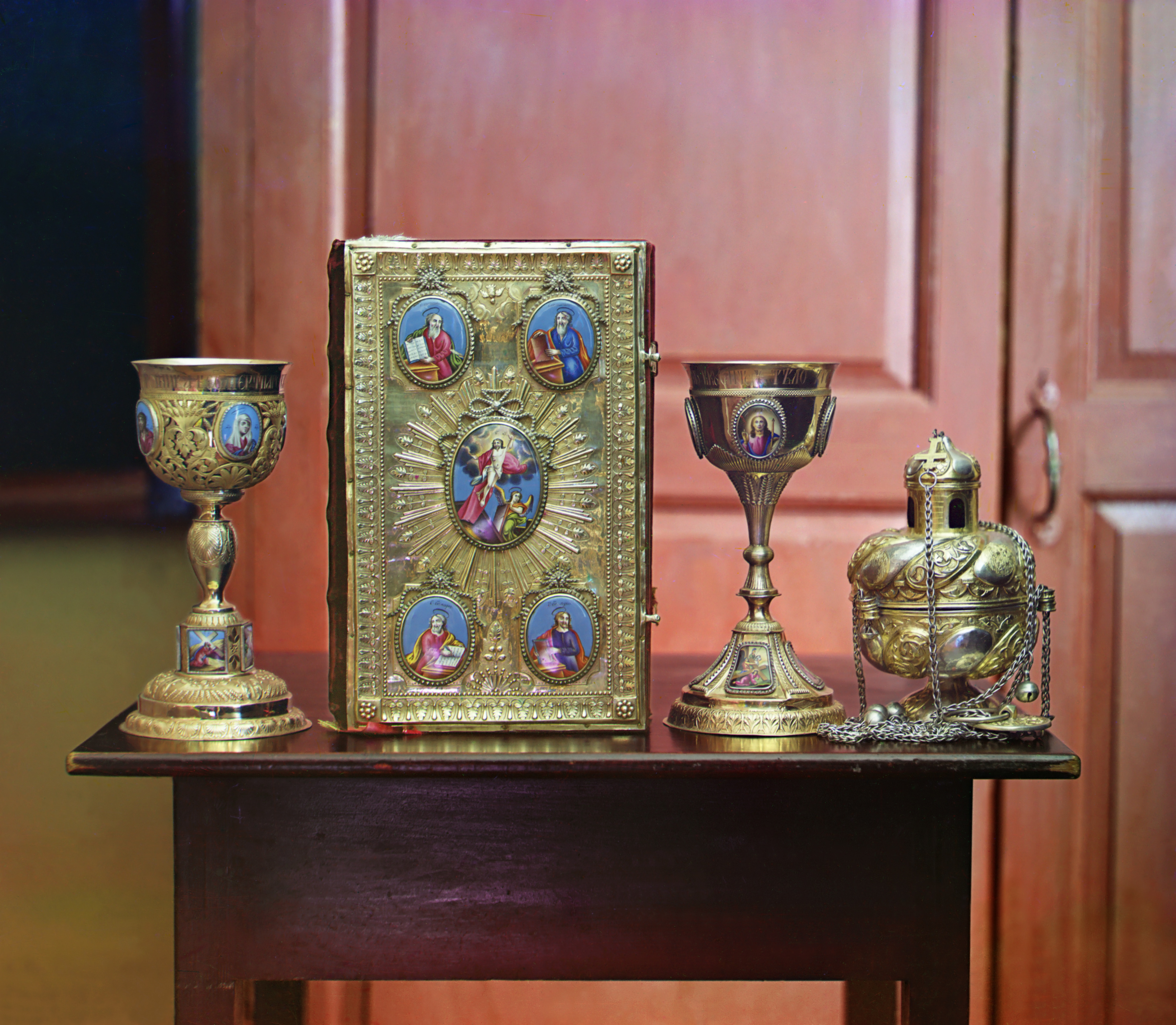
Царские дары Горицкого Воскресенского монастыря
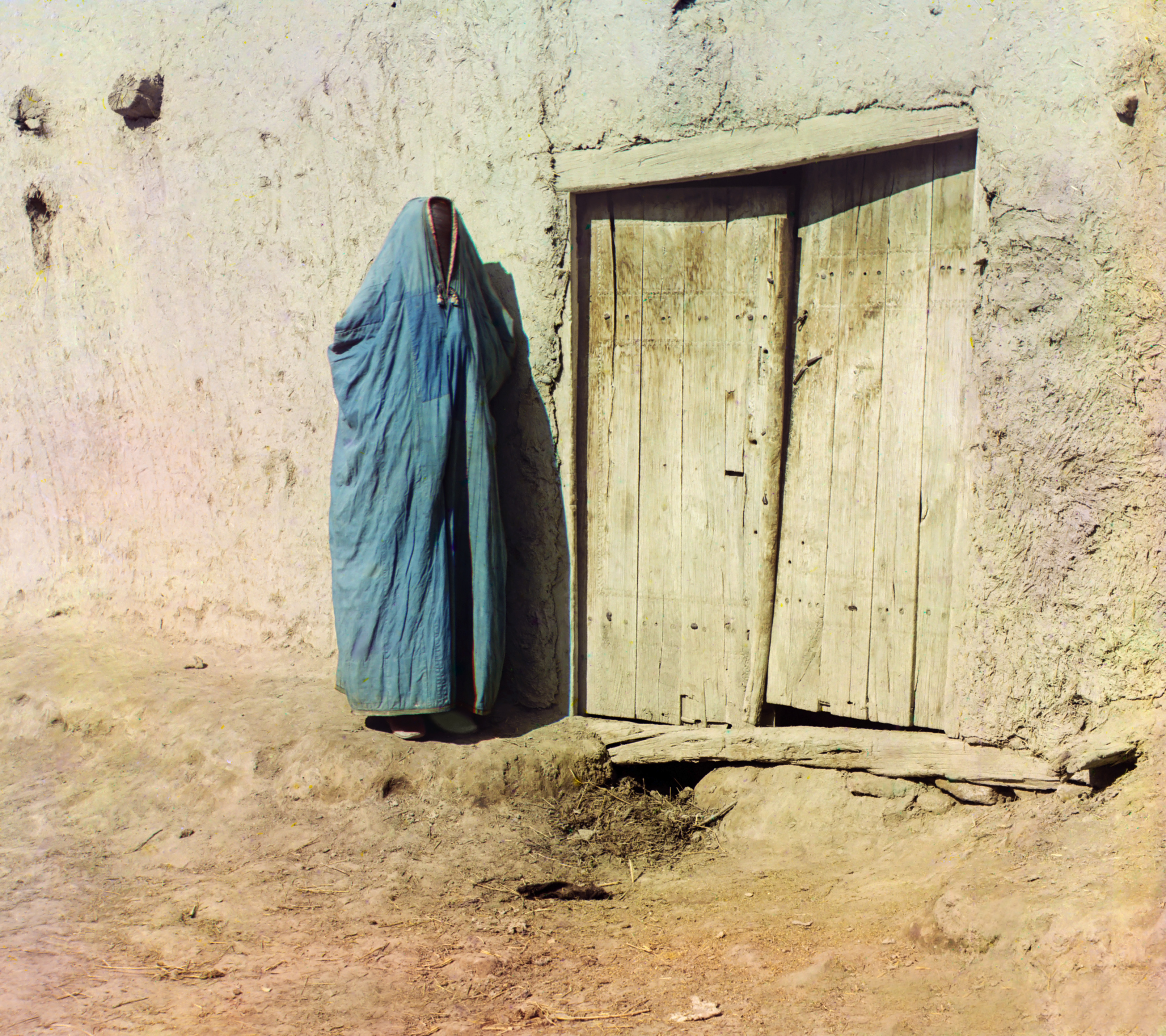
Женщина в парандже. Самарканд
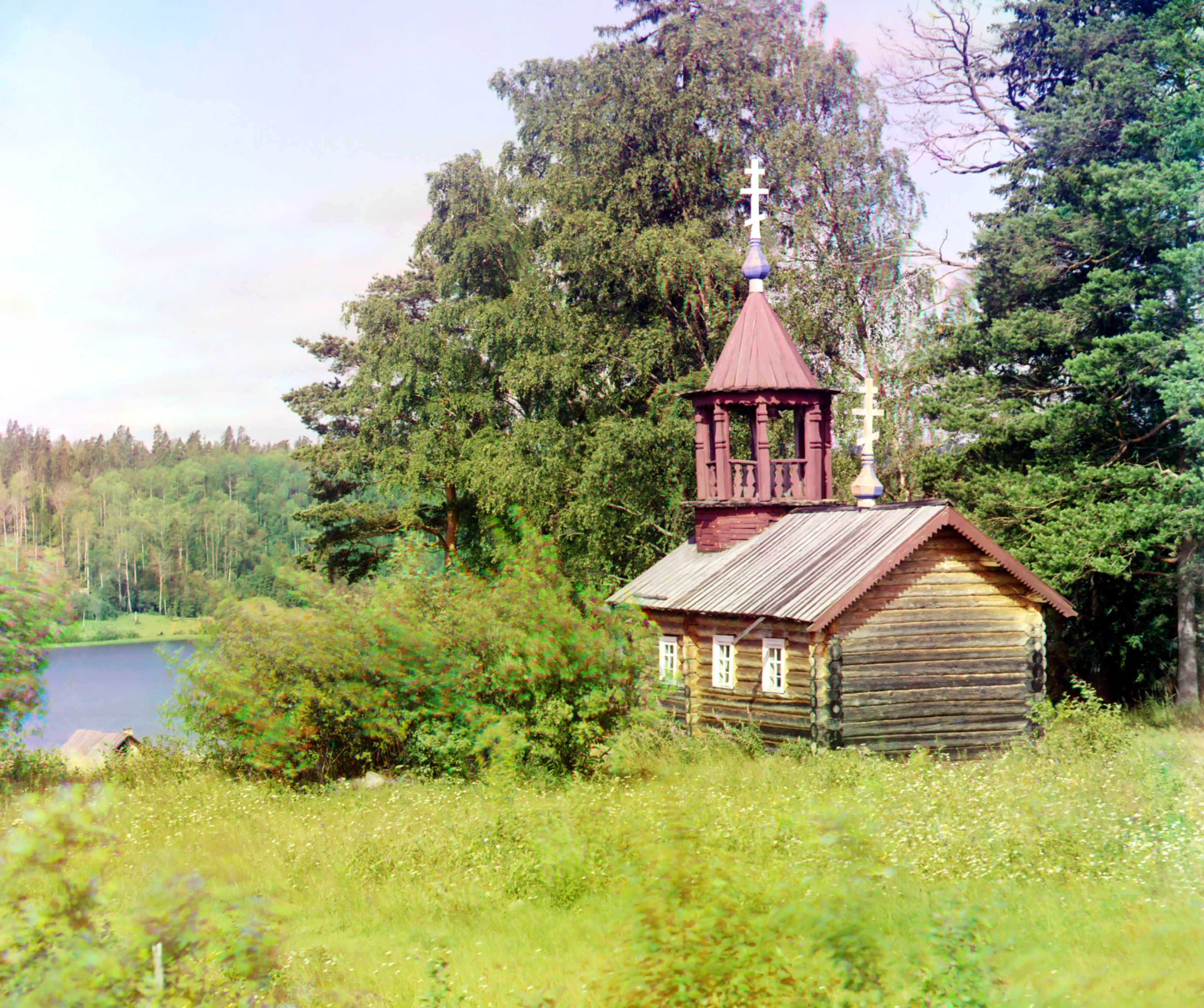
Часовня времён Петра Великого. Близ водопада Кивач
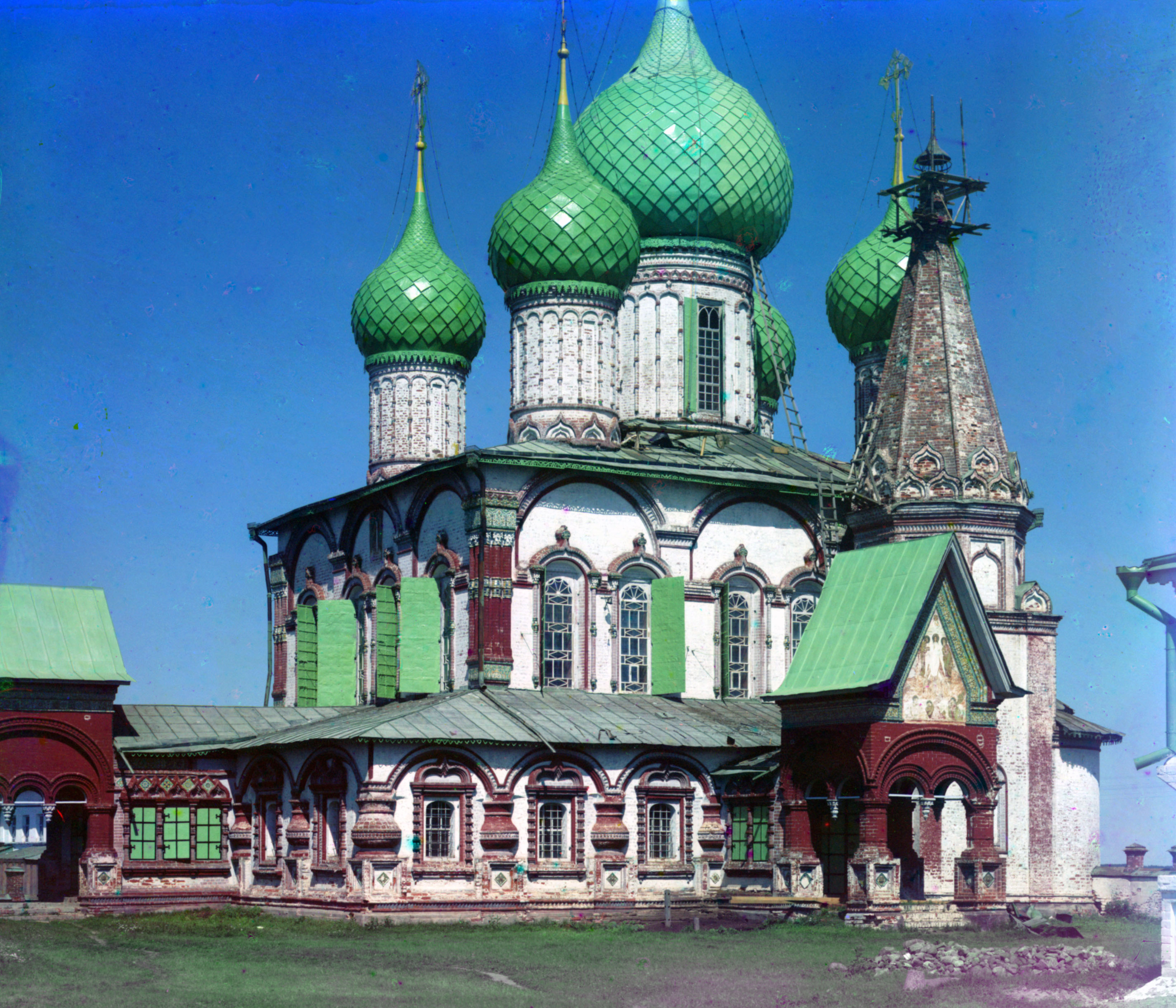
Церковь Иоанна Златоуста с юго-запада. Ярославль
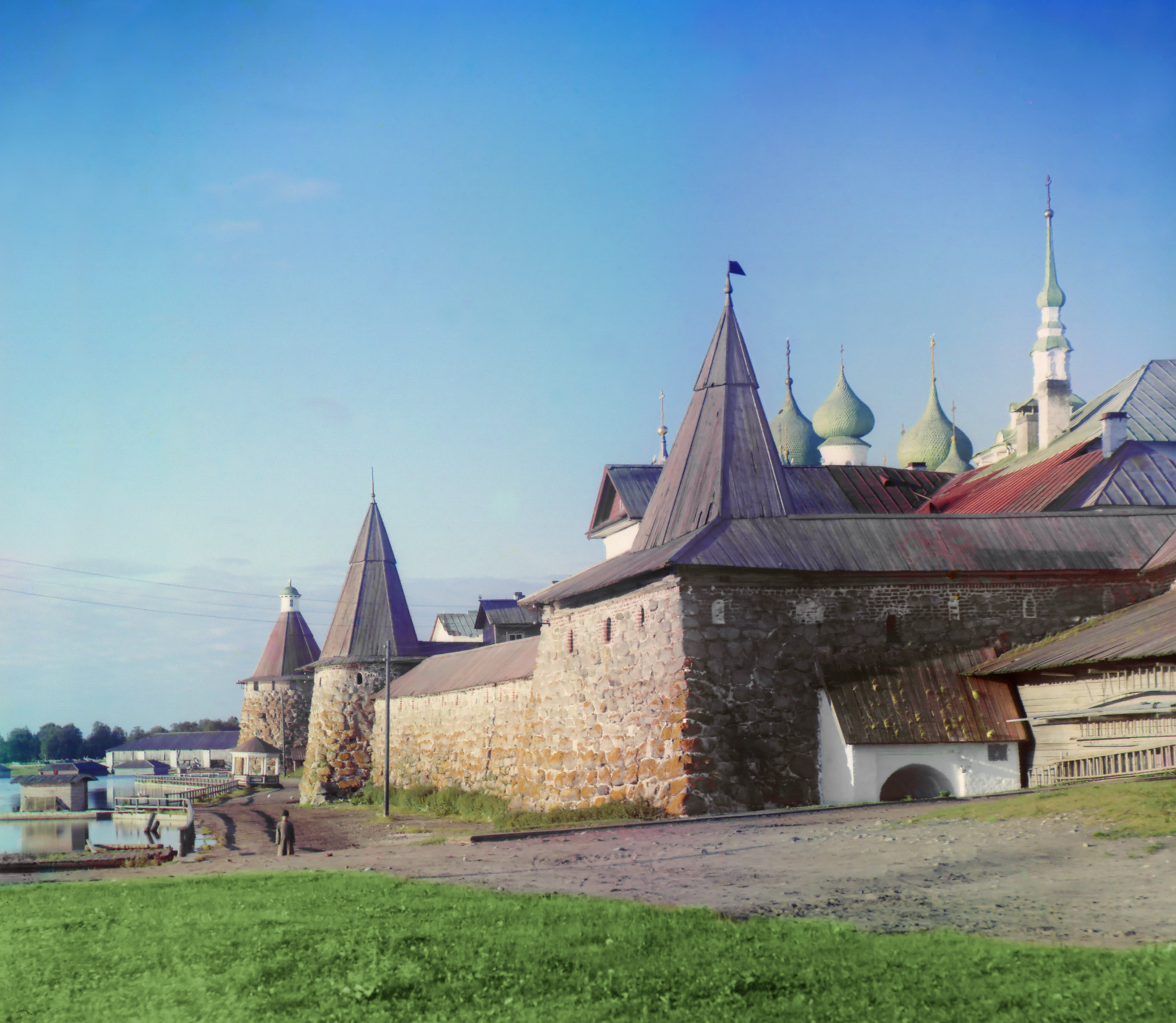
Соловецкий монастырь
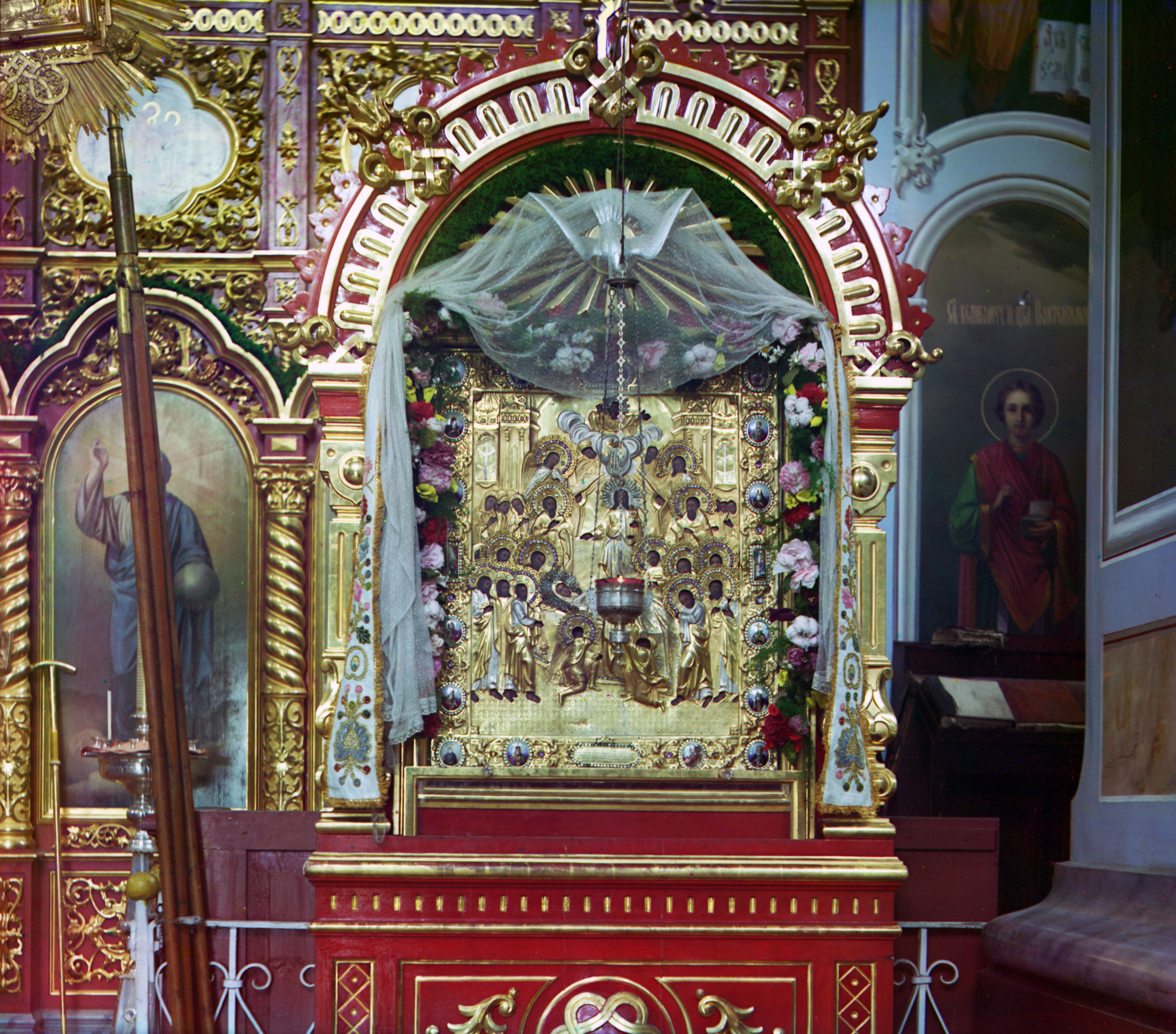
Чудотворная икона (Успения Божией Матери), принесённая пр. Далматом. (Далматовский Успенский монастырь)
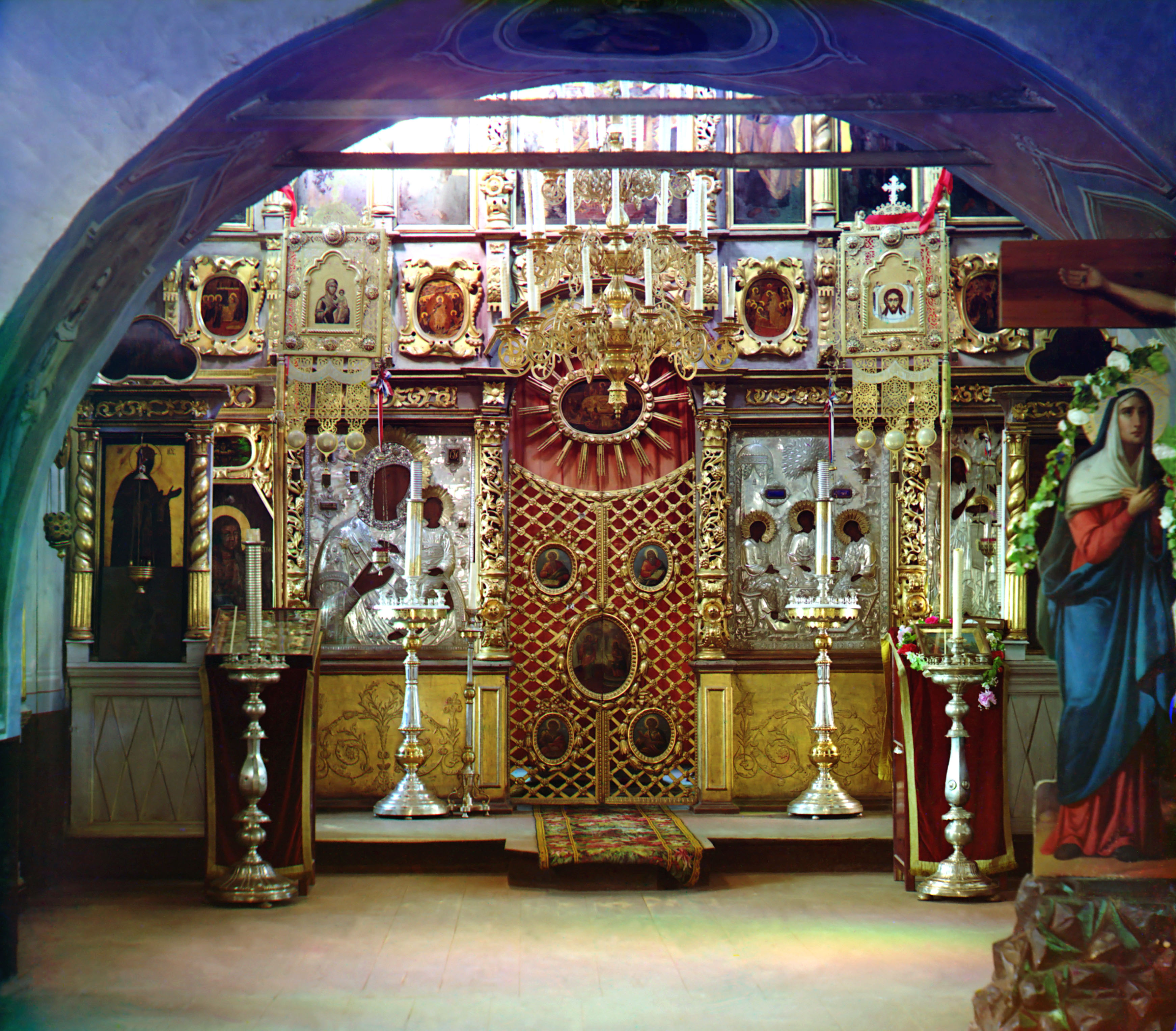
Иконостас в церкви Смоленской иконы Божией Матери. Бородино
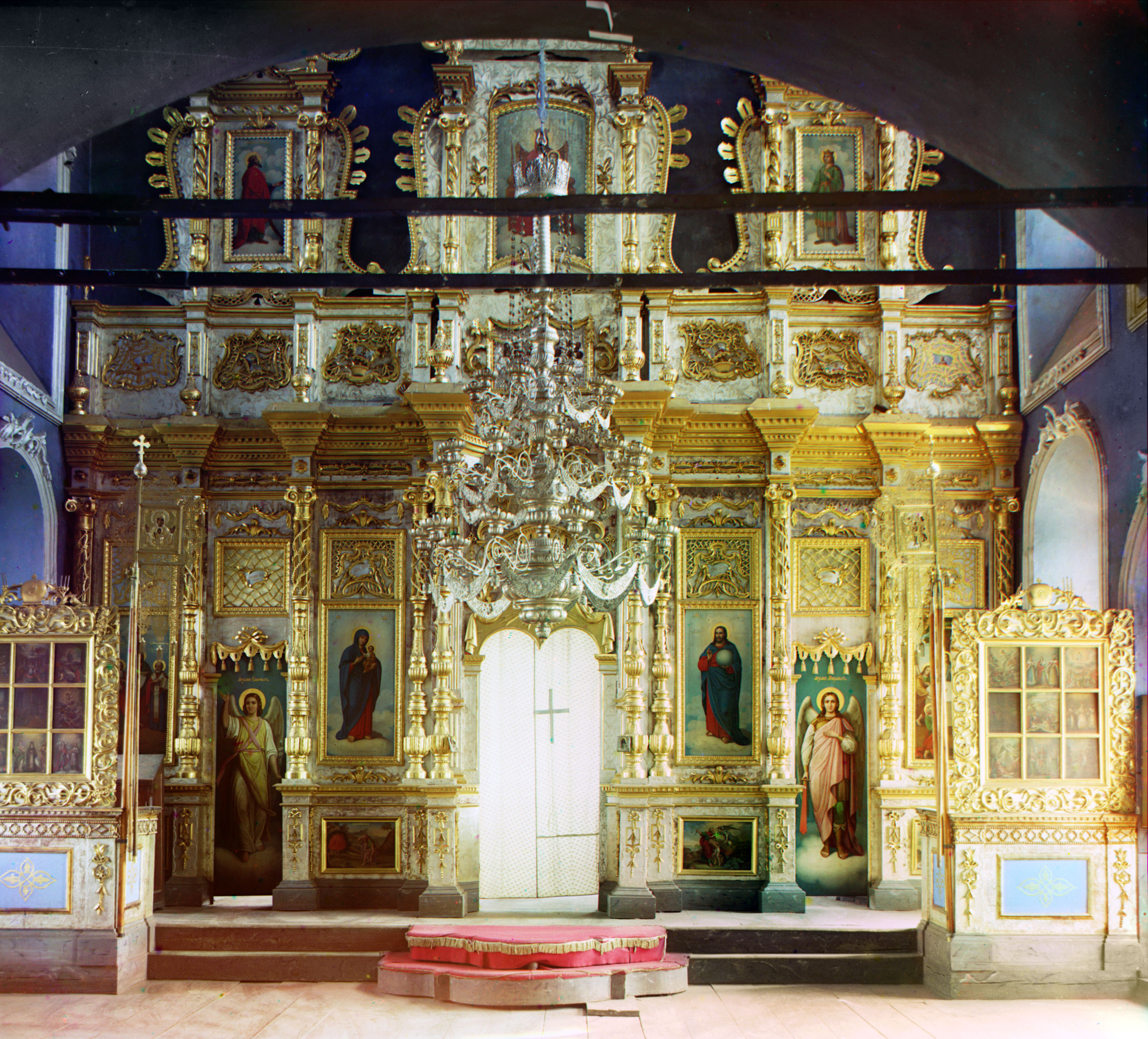
Иконостас в Троицком соборе в Ялуторовске
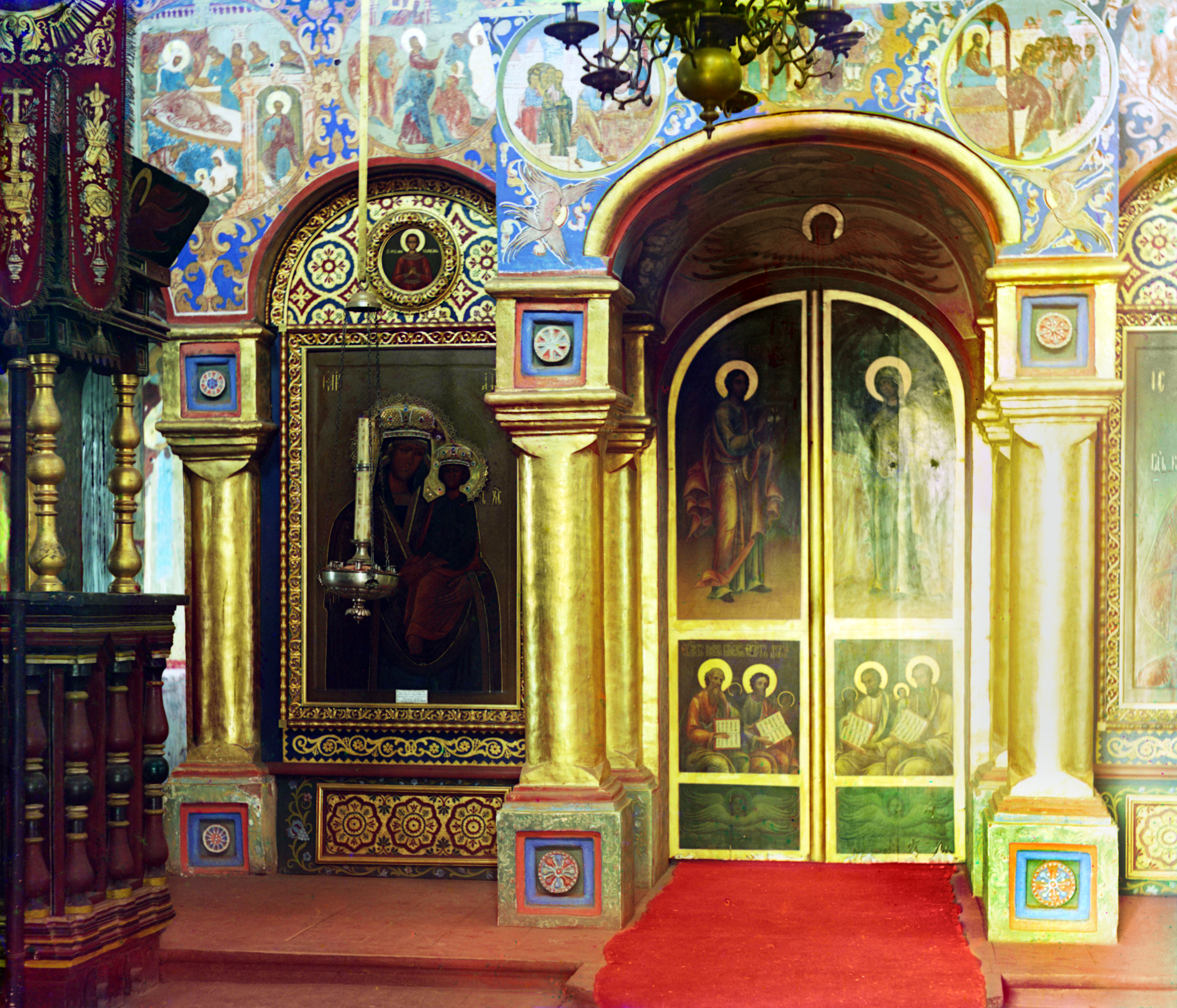
Иконостас церкви Иоанна Богослова. Ростов Великий
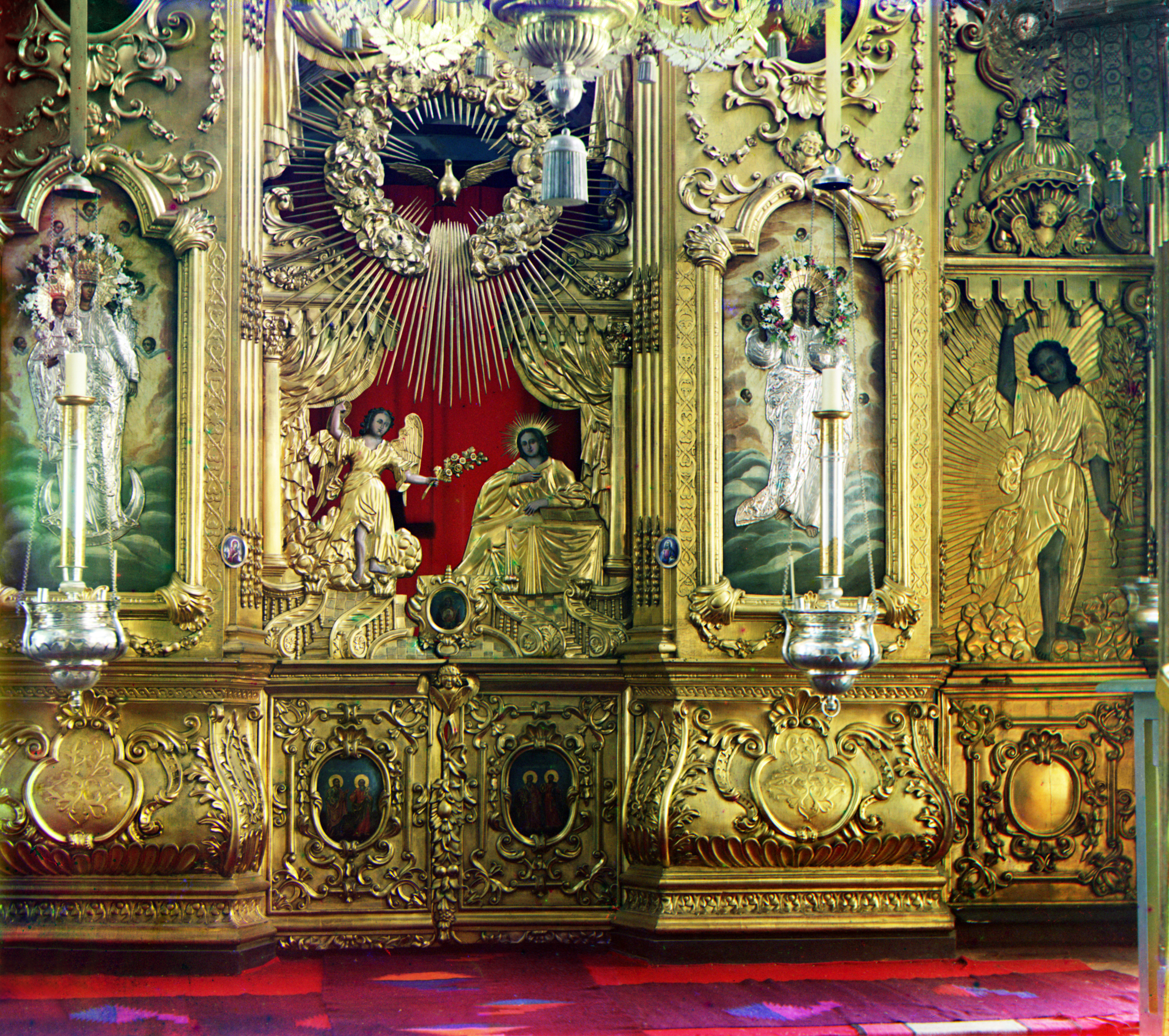
Иконостас церкви св. Николая Чудотворца. Ростов Великий, 1911
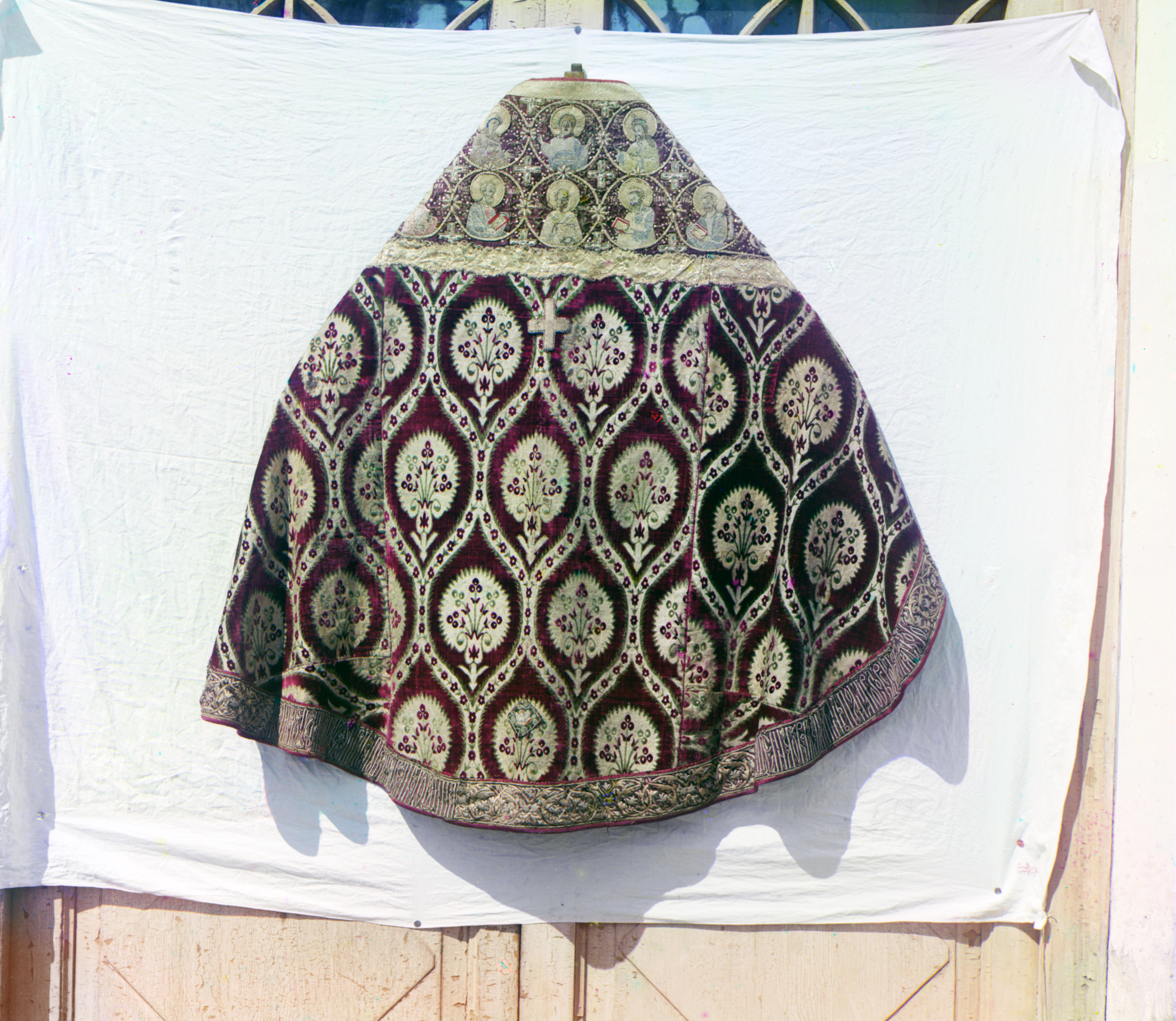
Фелонь Митрополита Ростовского Варлаама (1635 г.). Ростов Великий, 1911
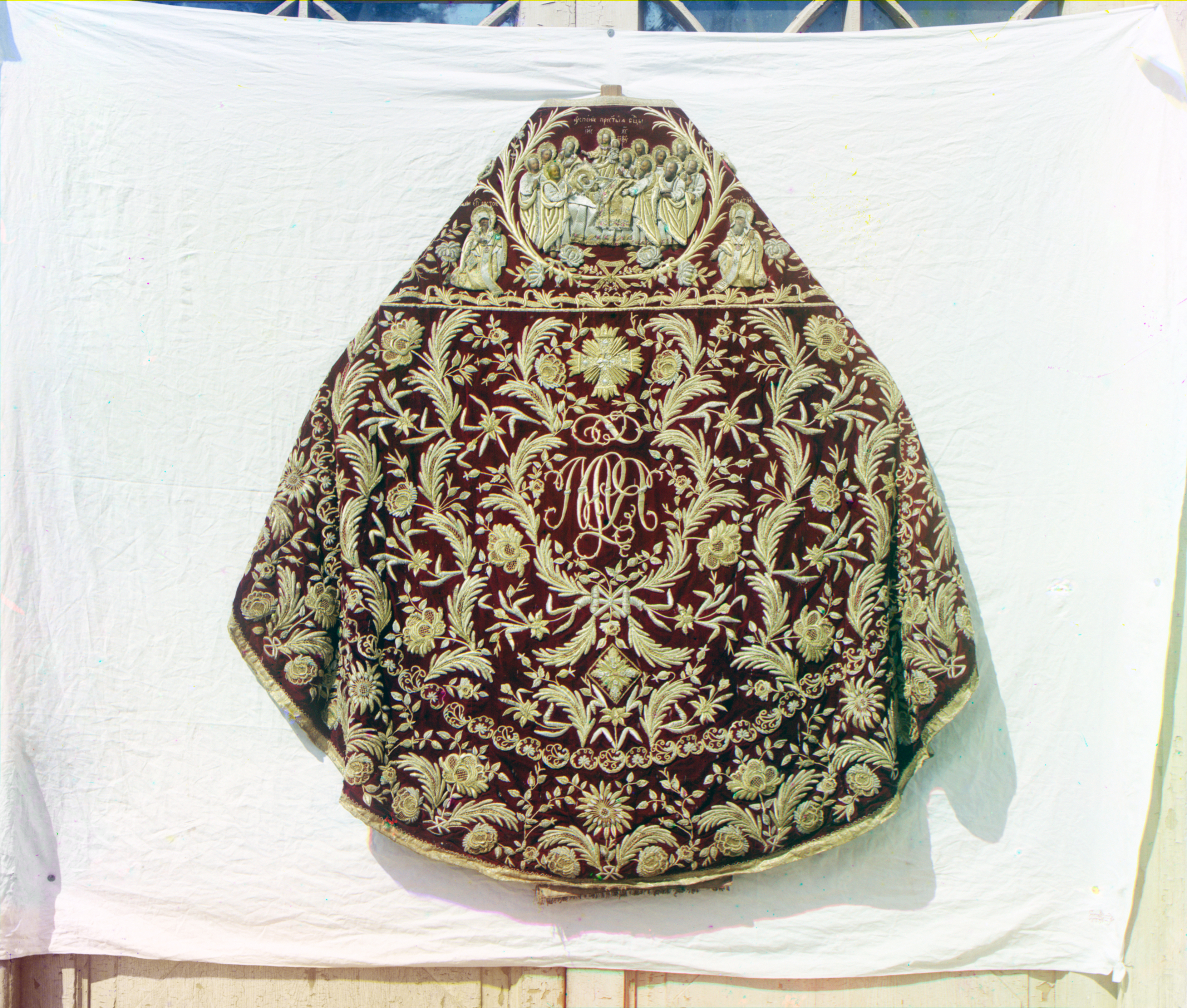
Фелонь времён Царя Михаила Фёдоровича. Ростов Великий, 1911
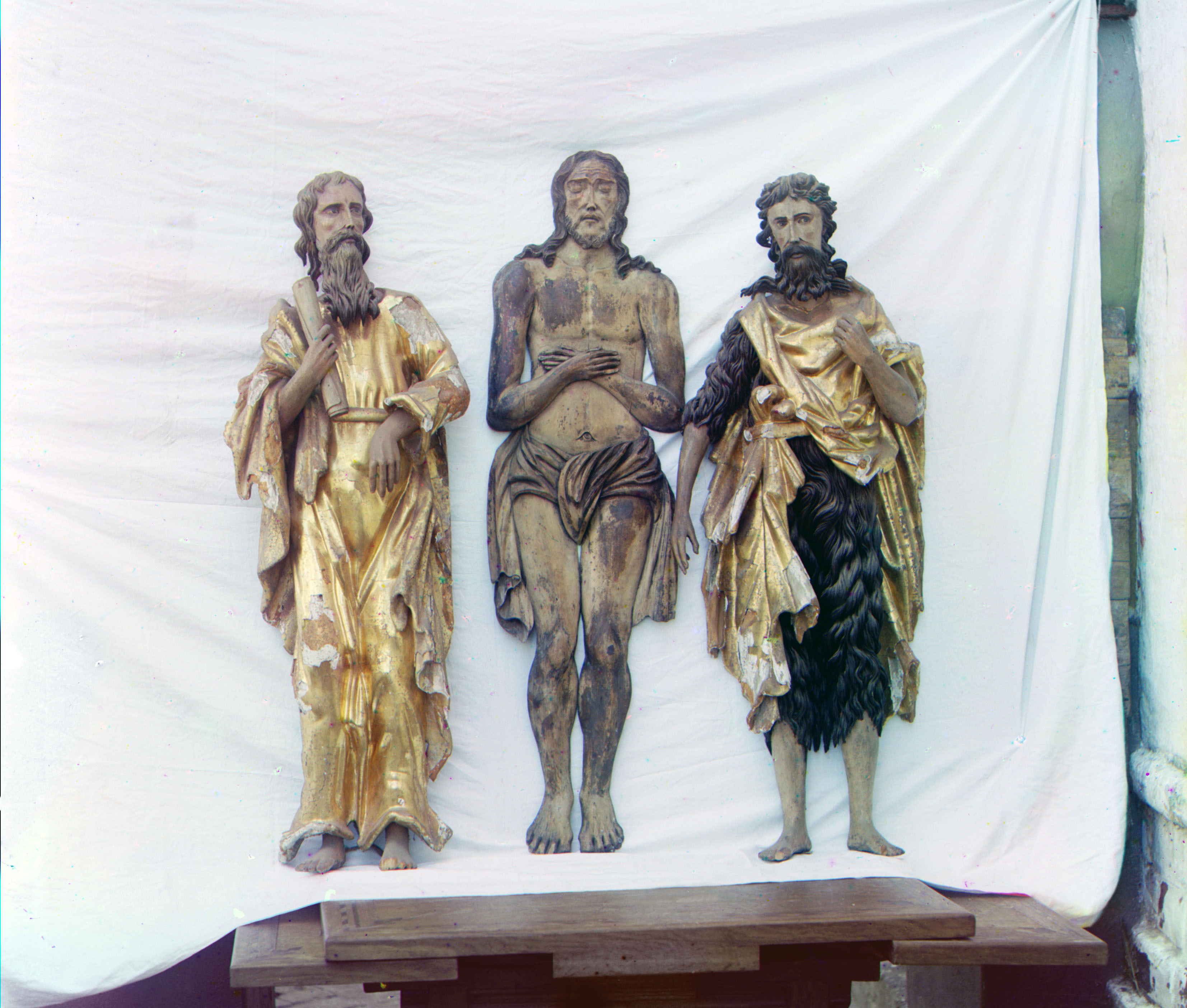
Посредине — резное изображение возлежащего во Гробе Христа Спасителя. По сторонам — резные изображения Св. Иоанна Богослова и Св. Иоанна Предтечи. Муз. оп. № 5683 и 190. В Ростовском музее. Ростов Великий, 1911
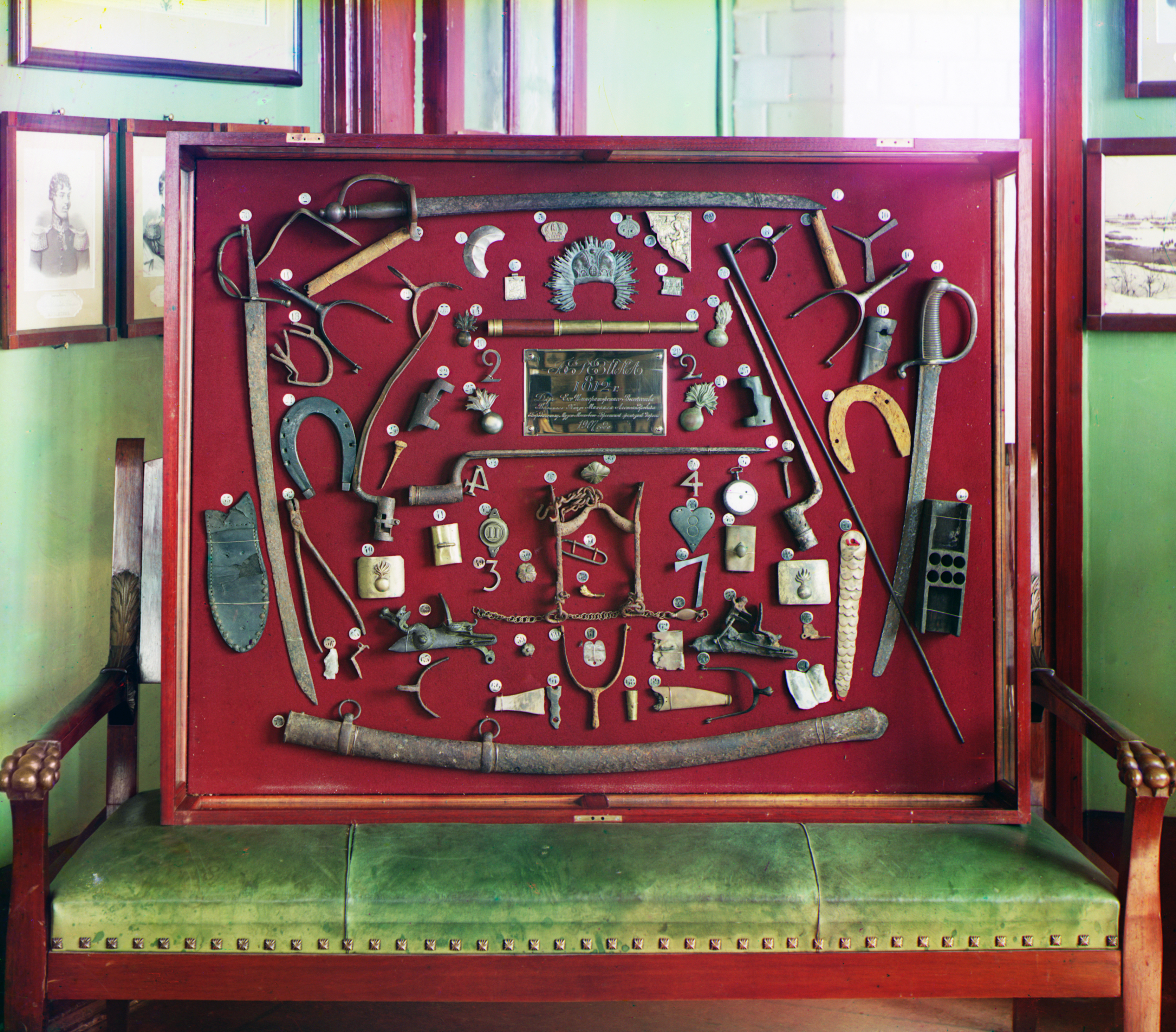
В Бородинском музее. Бородино
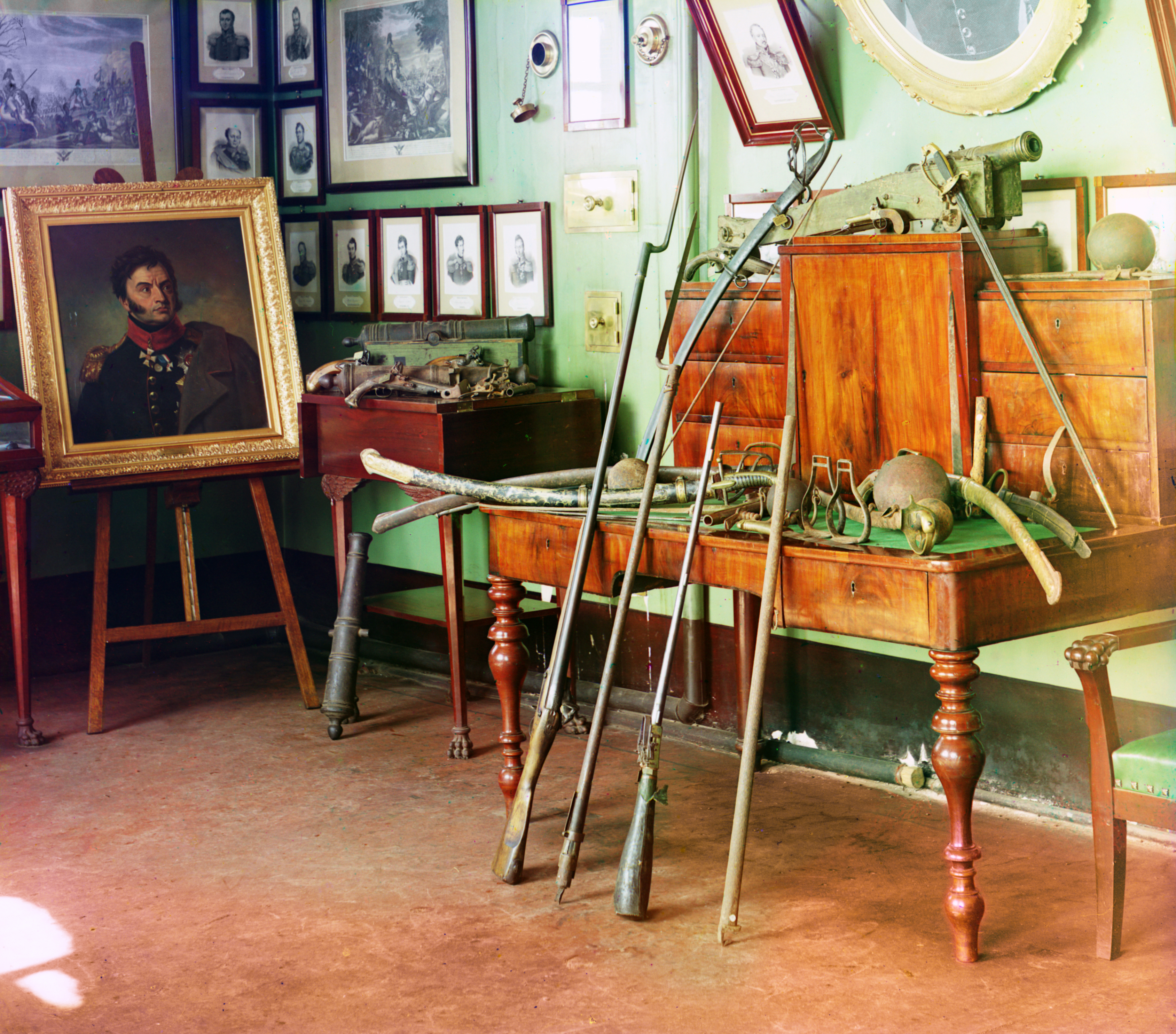
В Бородинском музее. Бородино
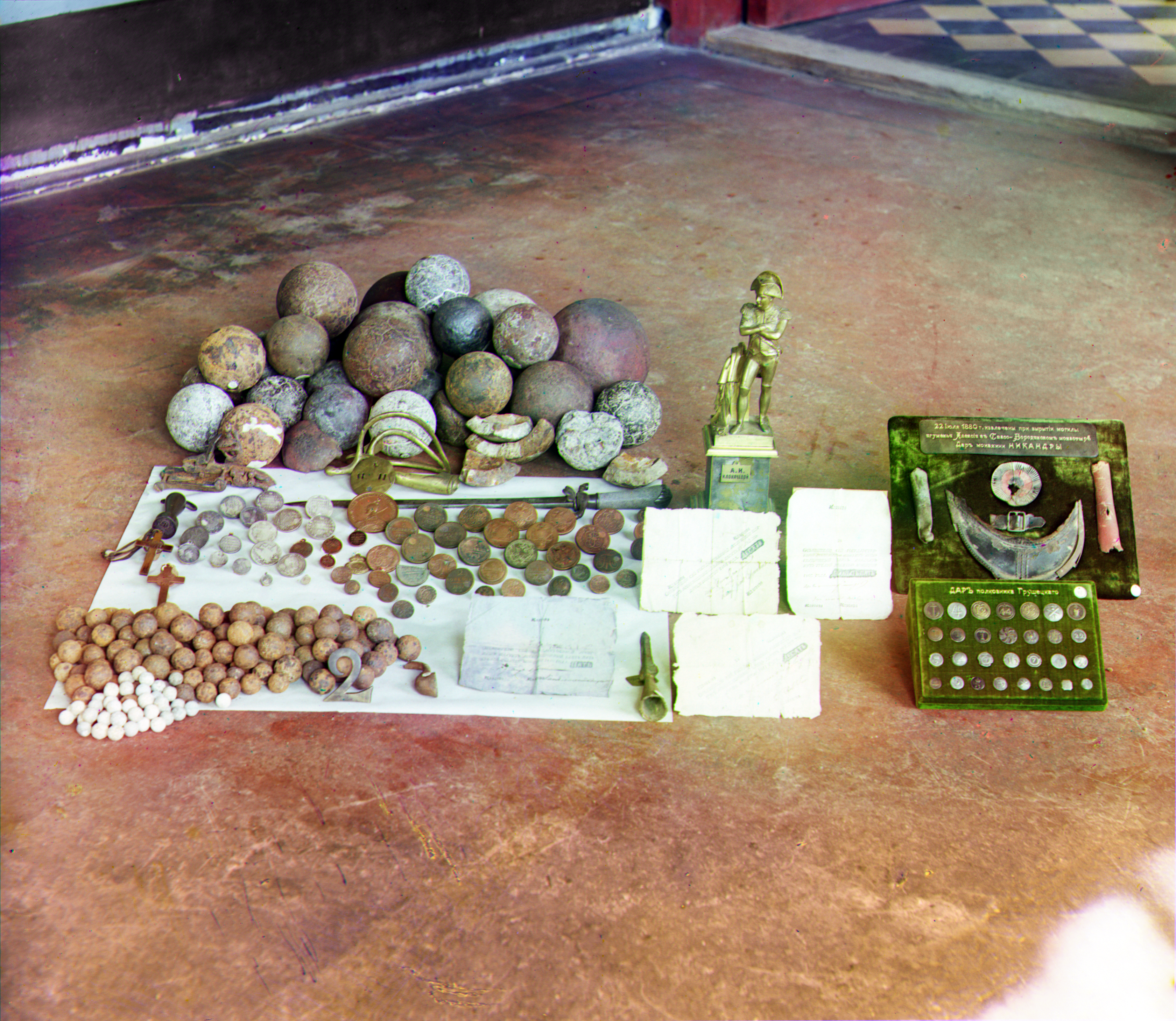
В Бородинском музее. Бородино
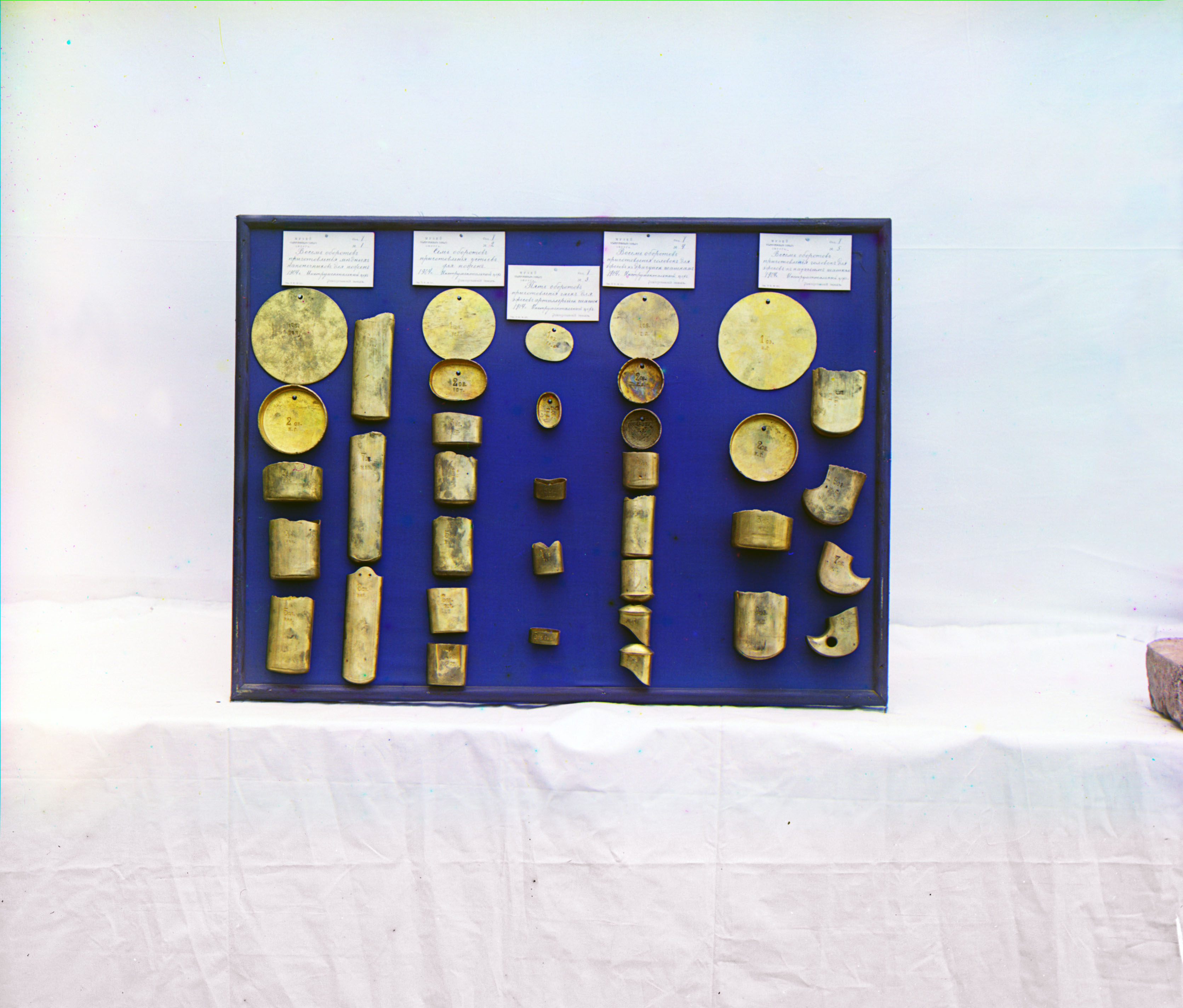
Последовательный ход выделки клинков, ножен и изготовление сварочного булата на Златоустовском заводе. Образцы солдатских шашек.
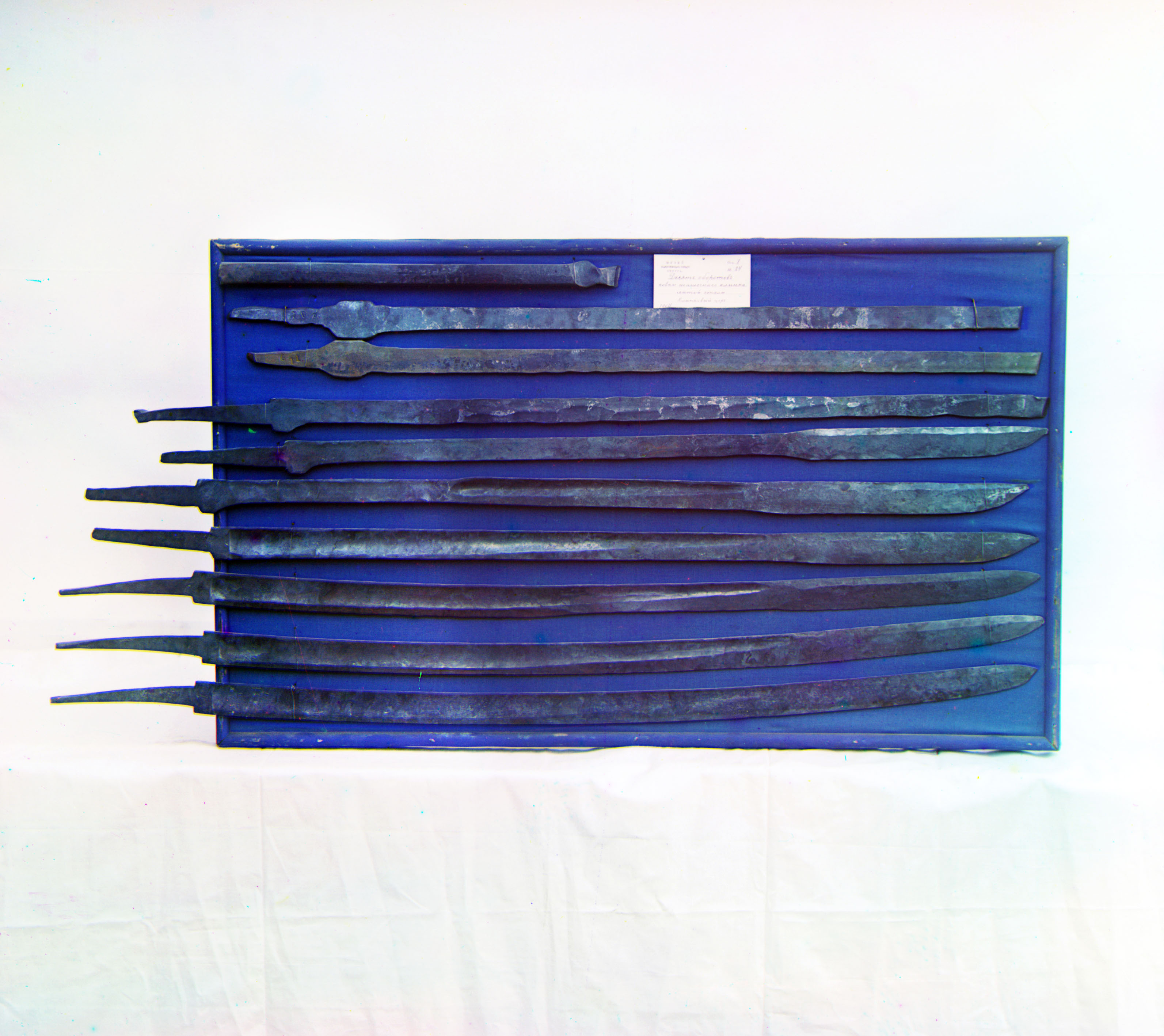
Последовательный ход выделки клинков, ножен и изготовление сварочного булата на Златоустовском заводе. Образцы солдатских шашек.
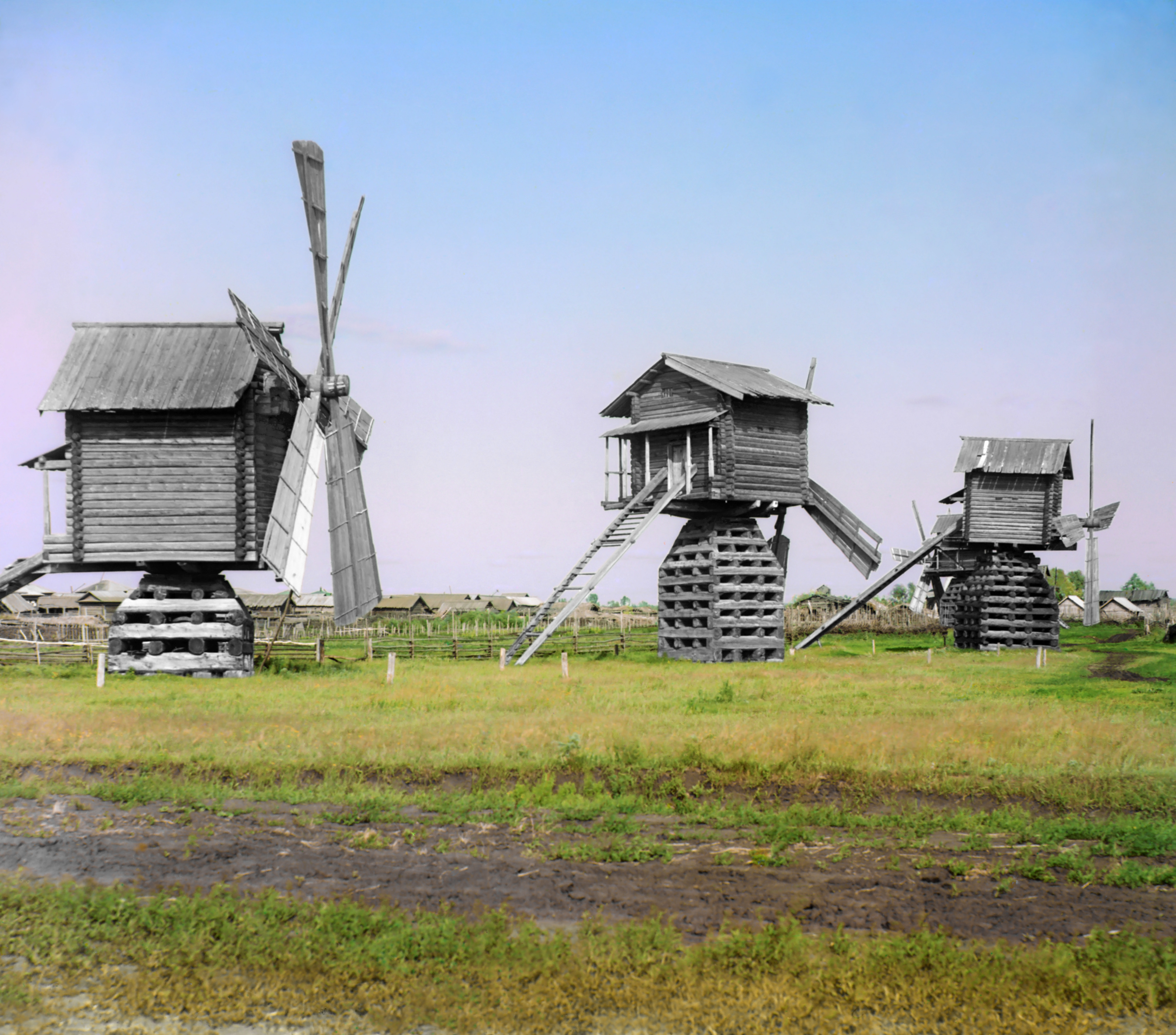
Мельницы в Ялуторовском уезде Тобольской губернии.
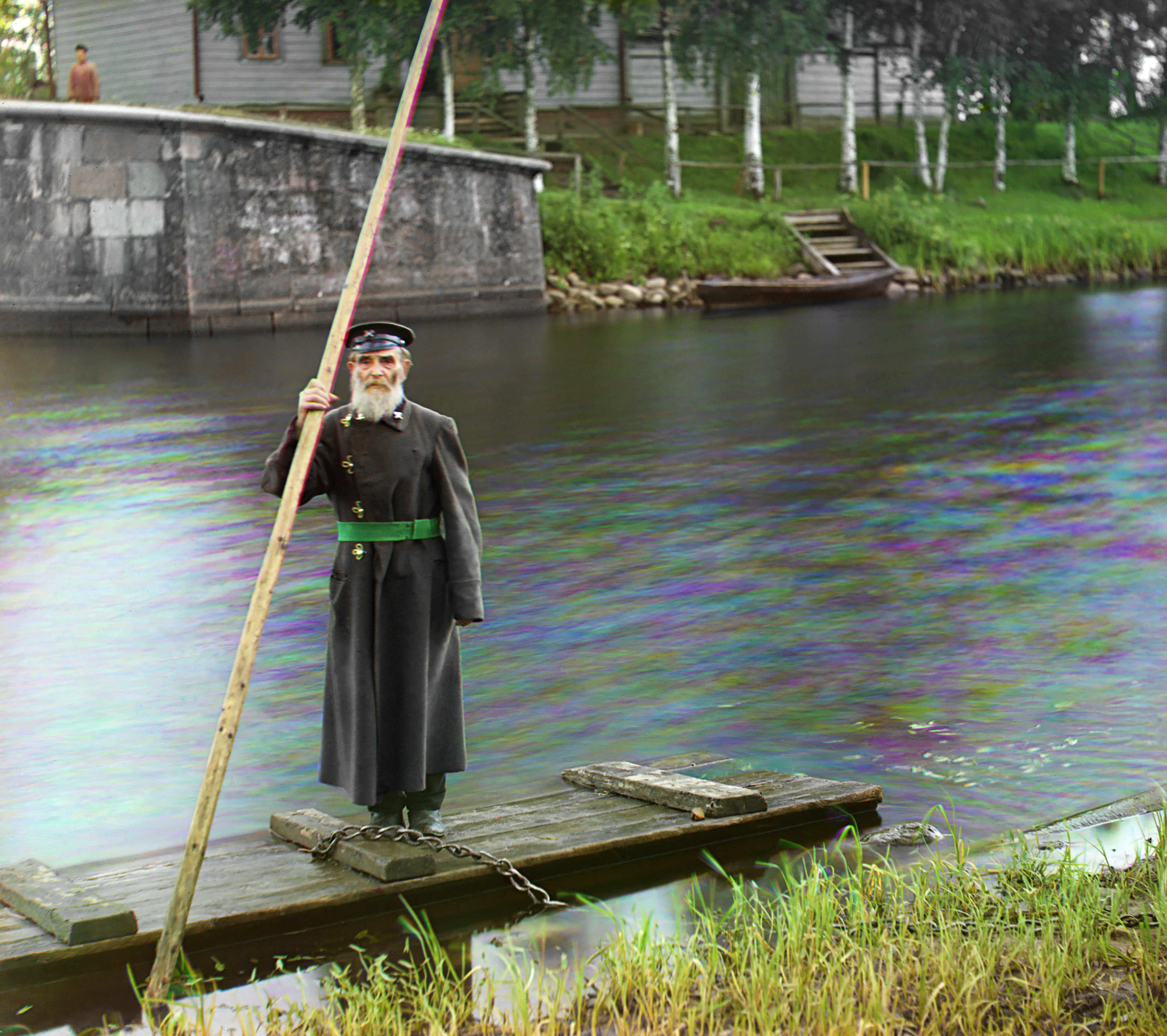
Контролёр на Мариинском канале, 1909
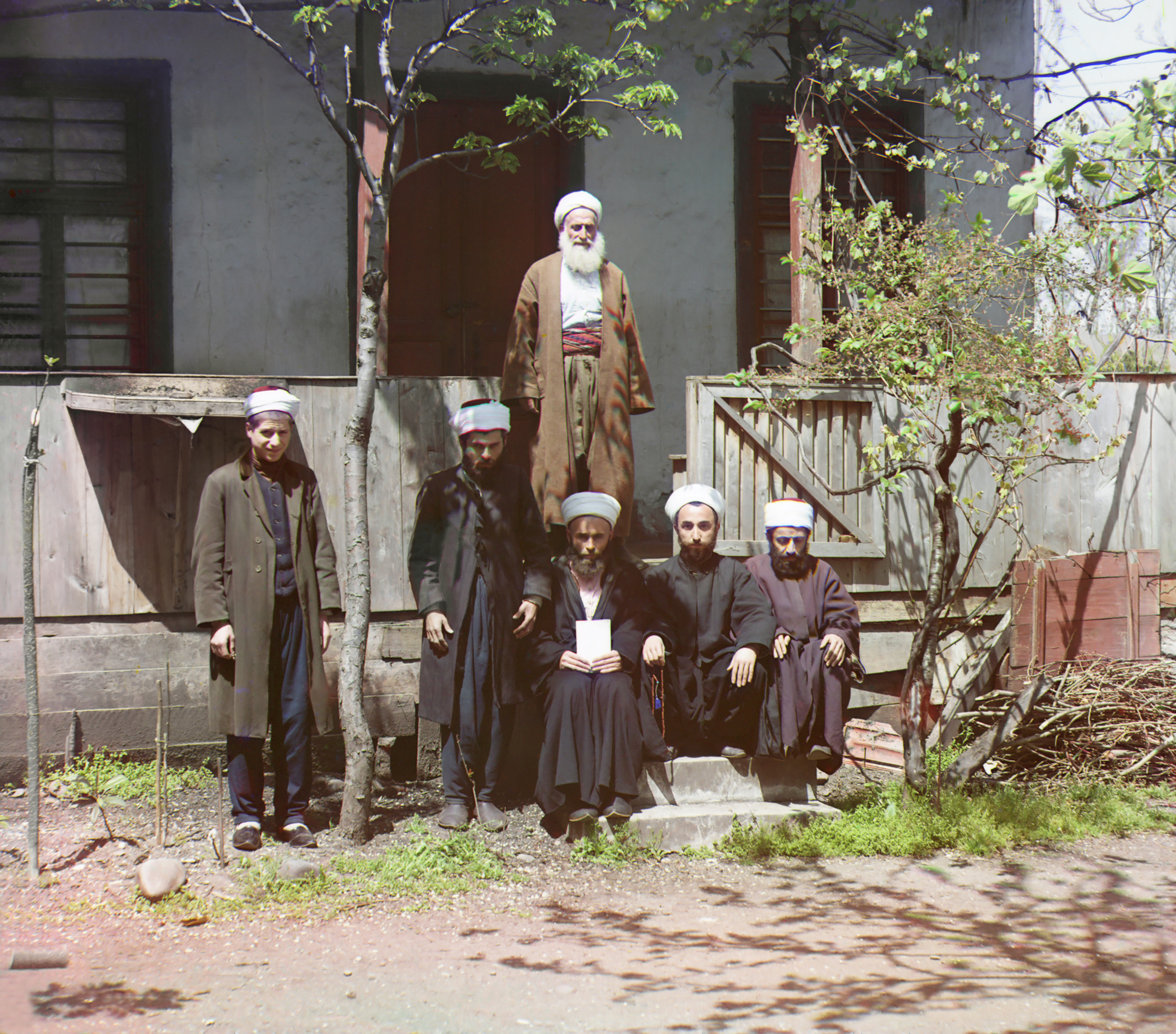
Муллы. Батум
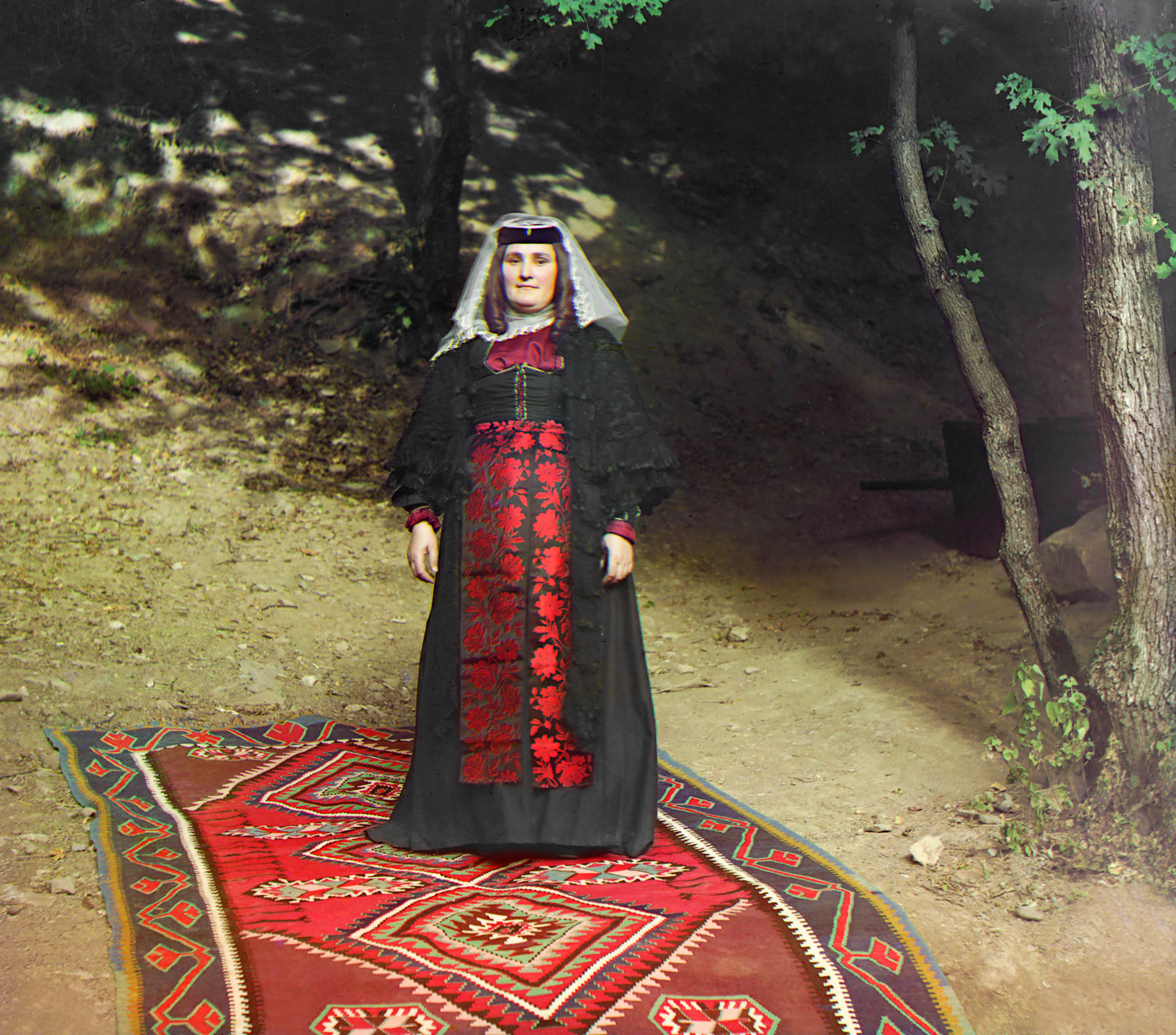
Грузинка
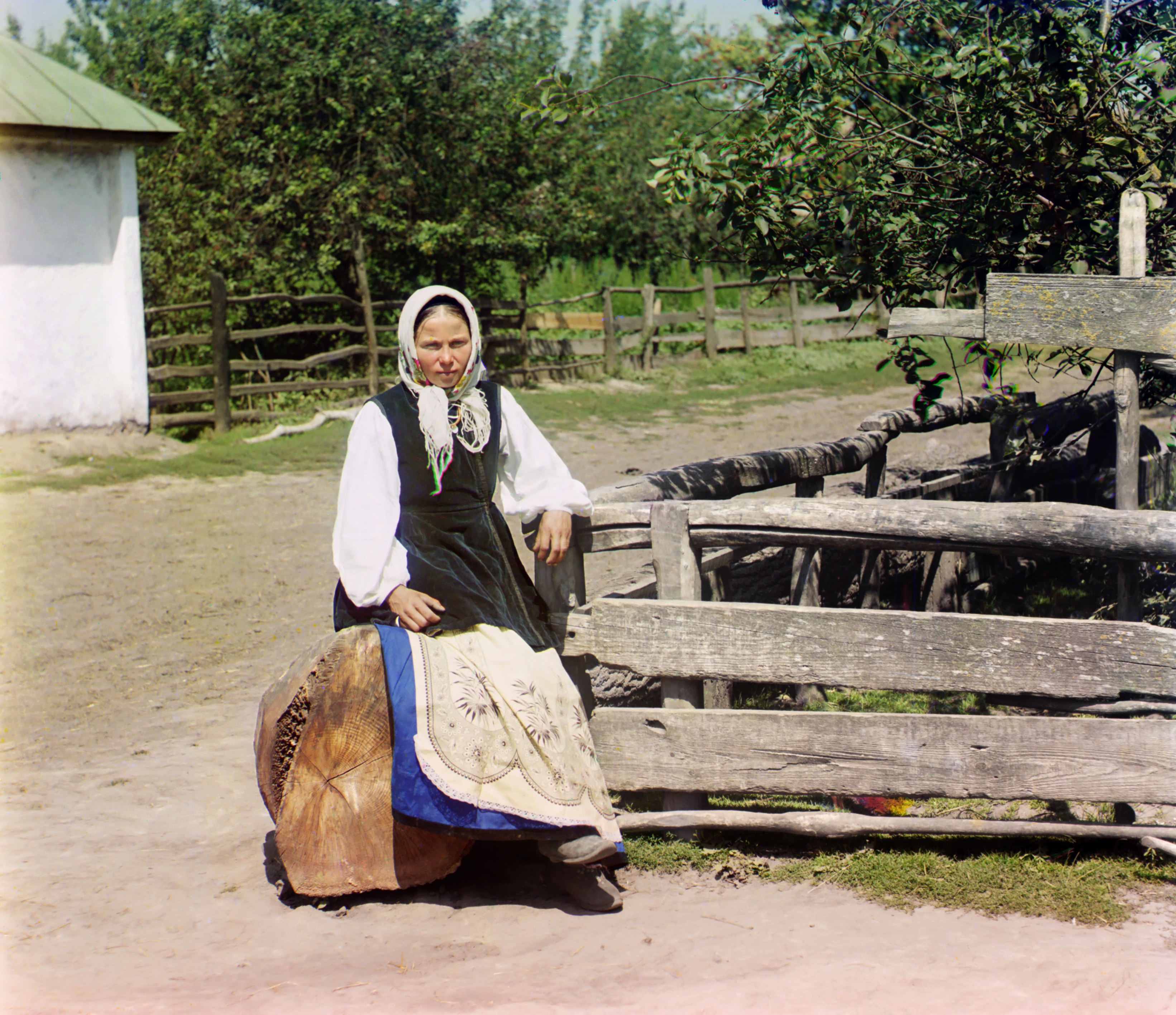
Малоросска
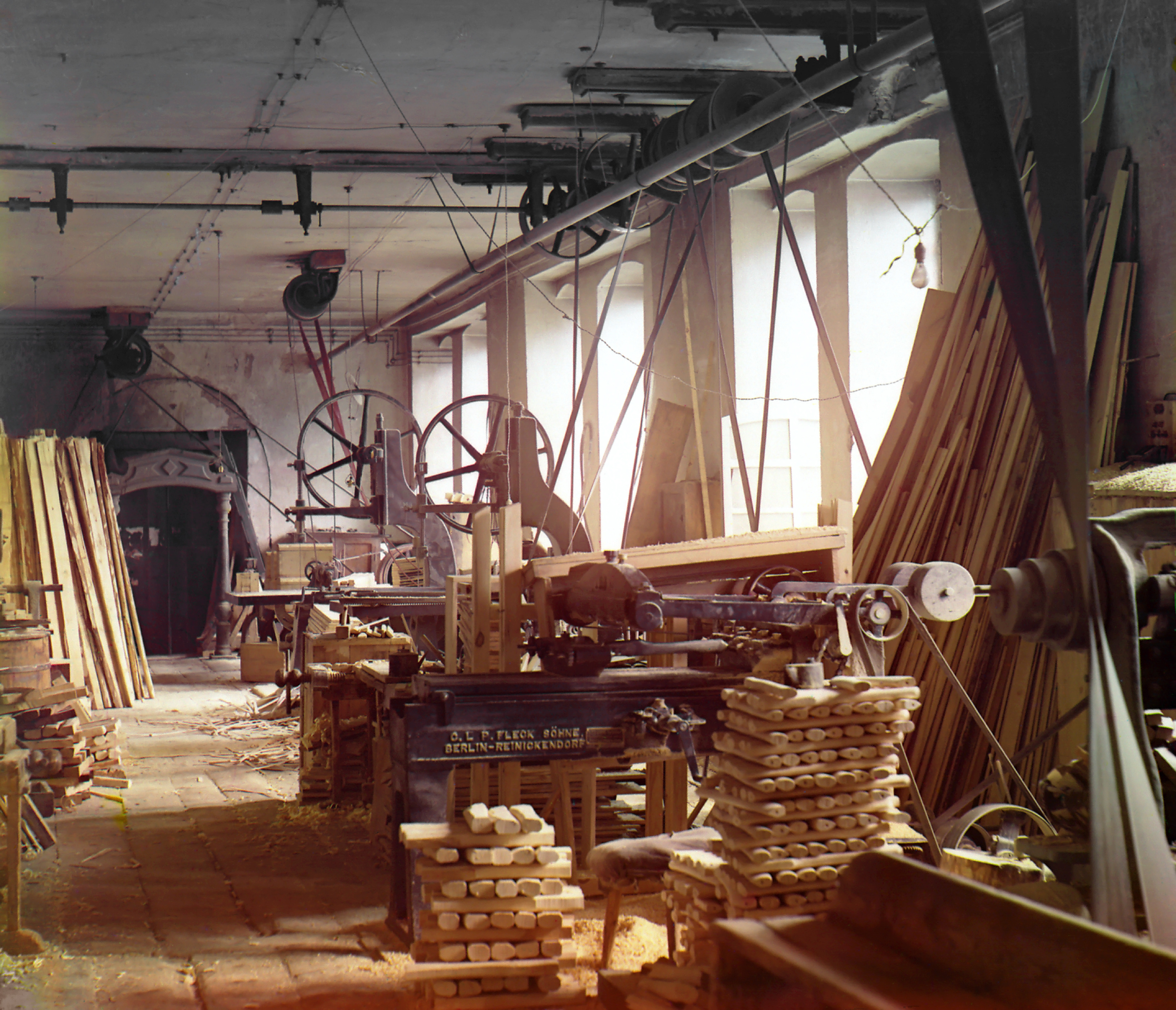
Производство ножен в Златоусте.
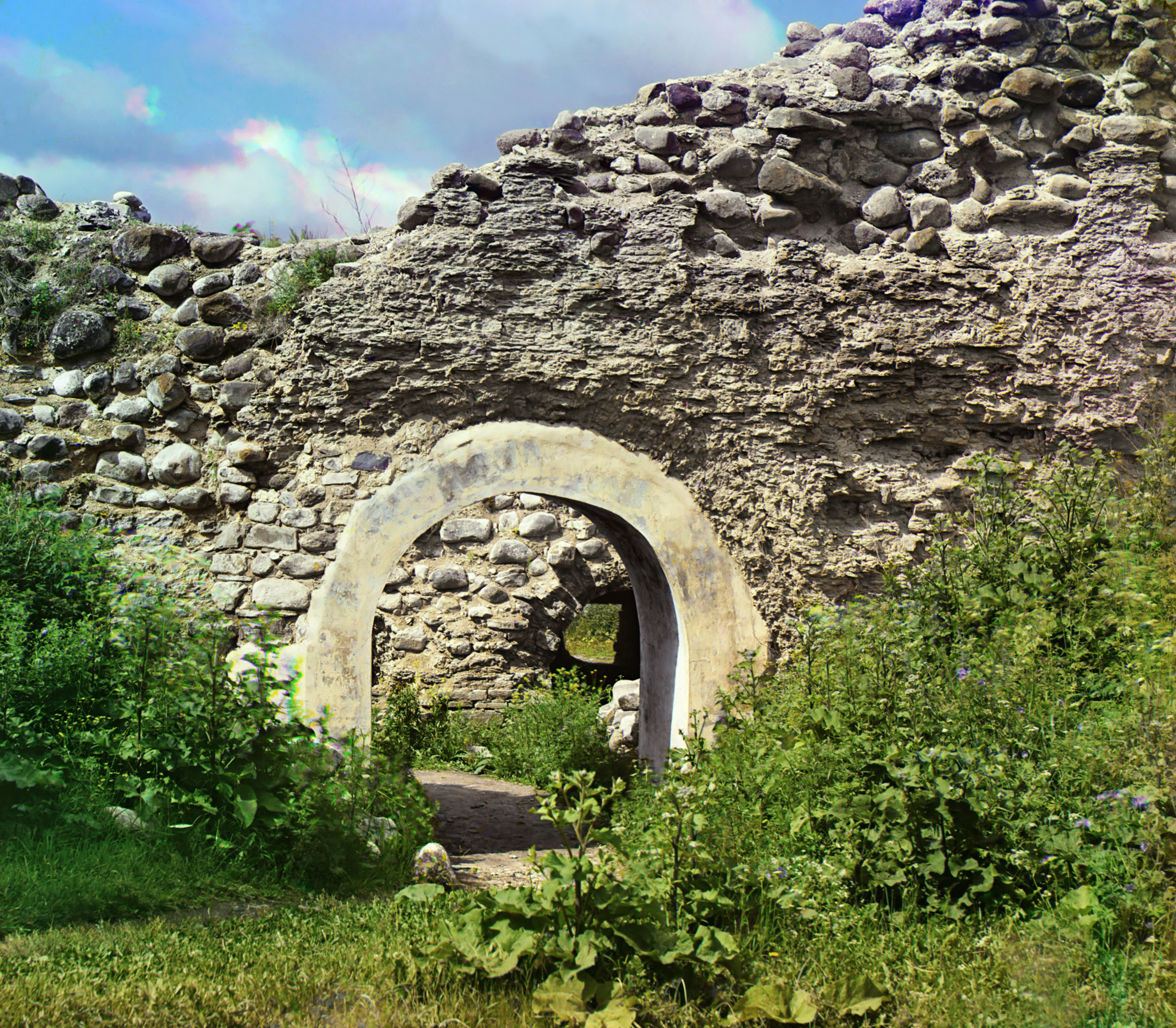
Выход со двора Георгиевской церкви. Староладожская крепость, 1909
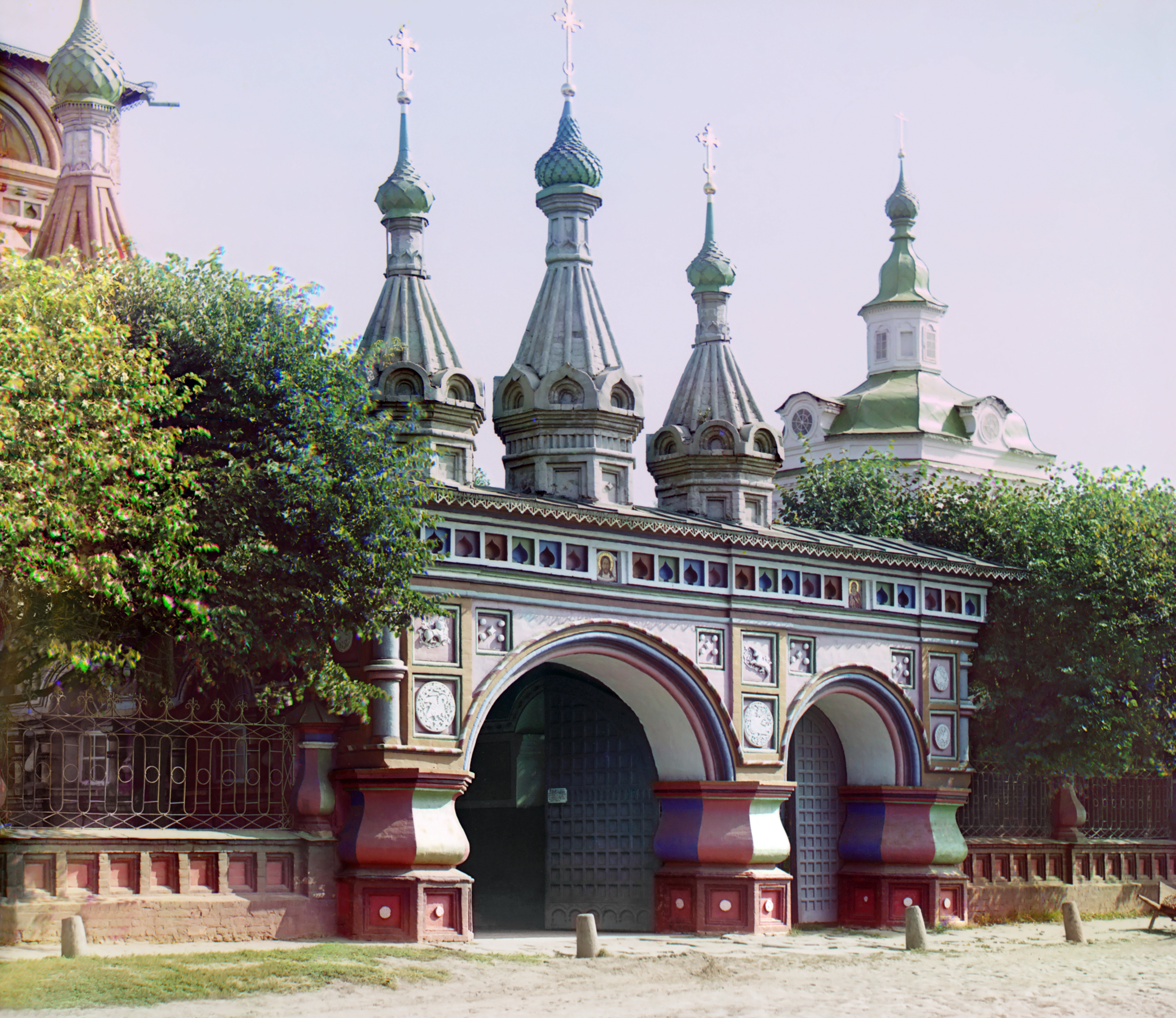
Кострома. Ворота церкви Воскресения
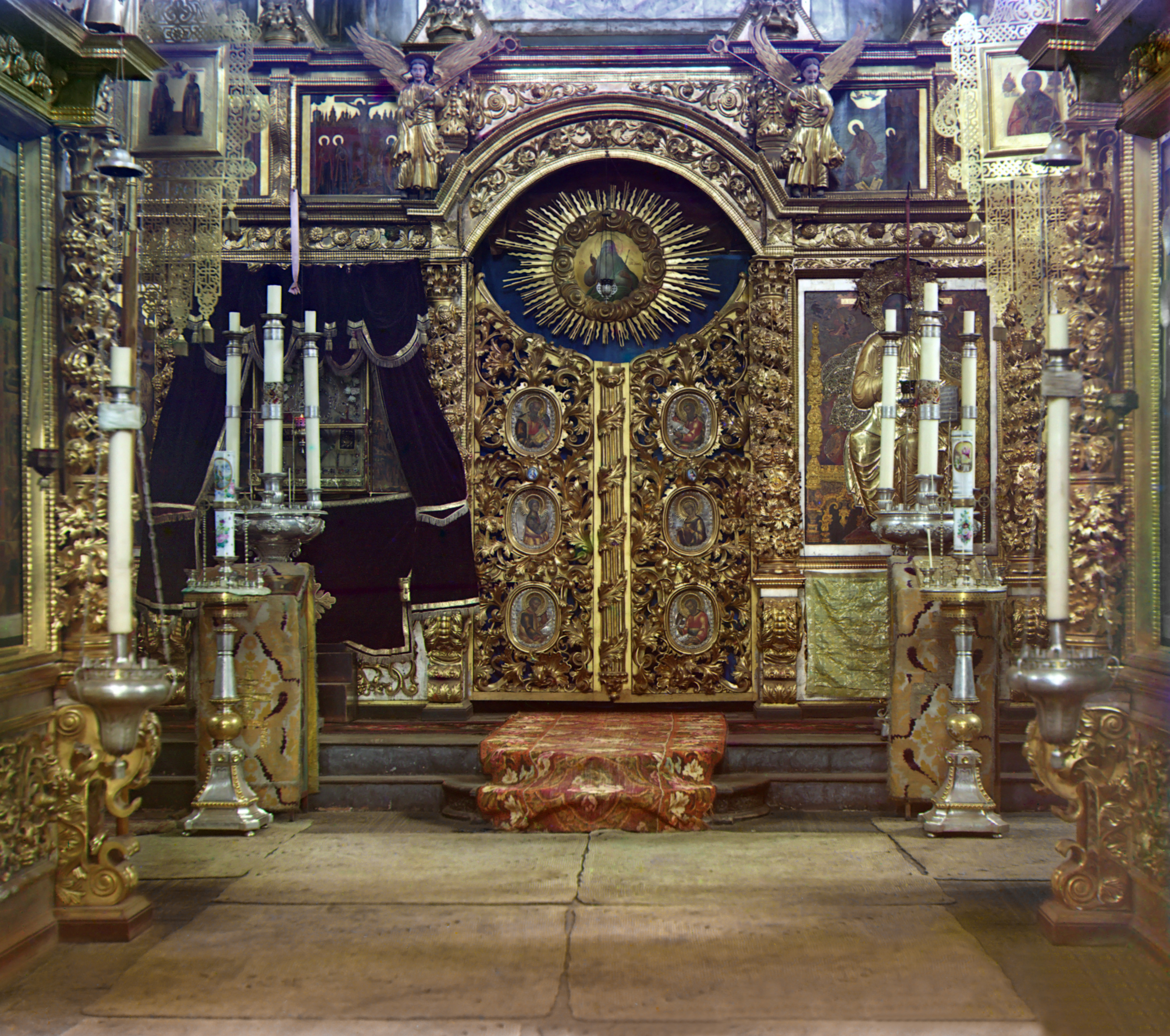
Царские врата ярославской приходской церкви Фёдоровской Богоматери, 1911
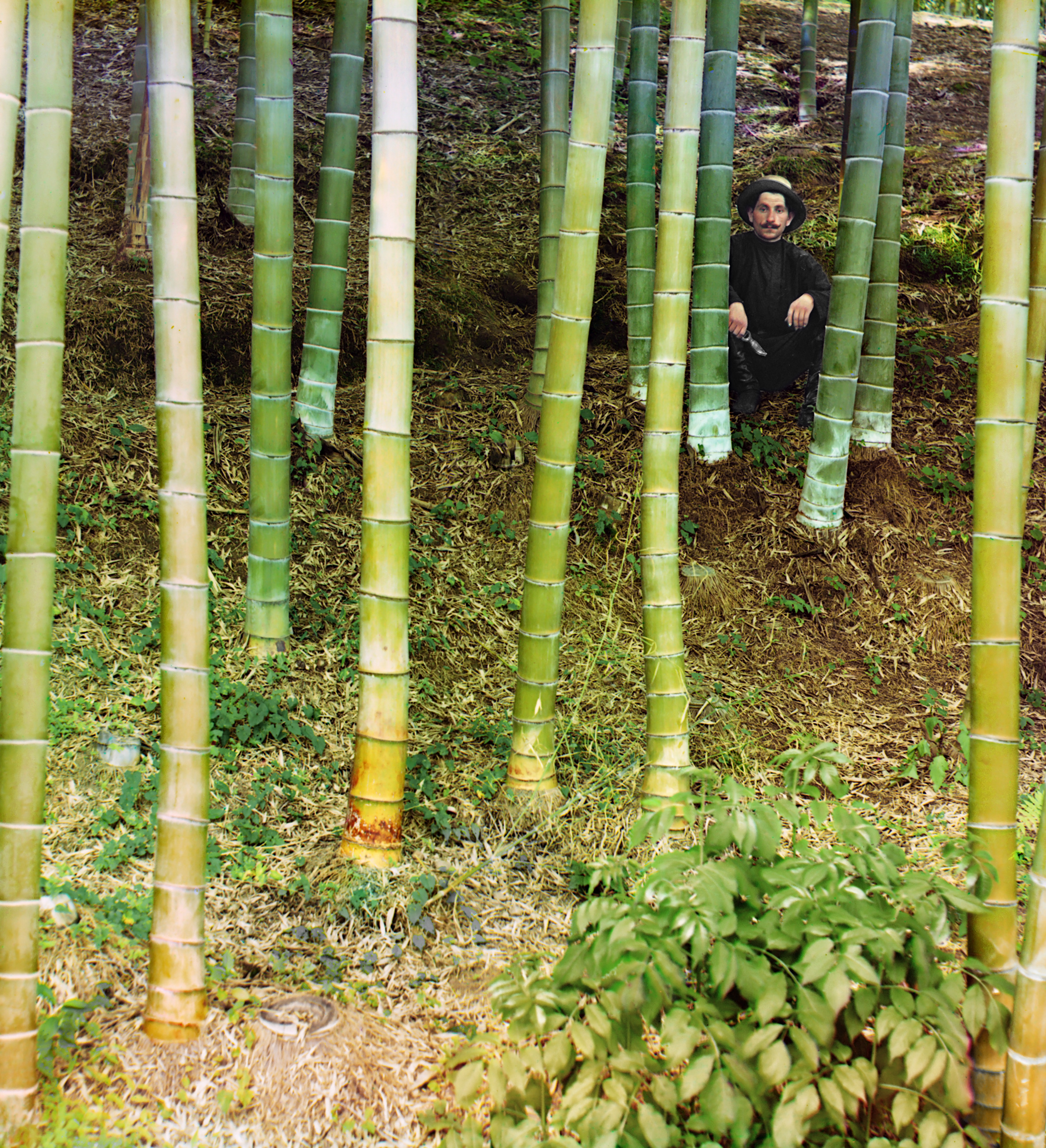
Сидящий мужчина в бамбуковом лесу. Чаква
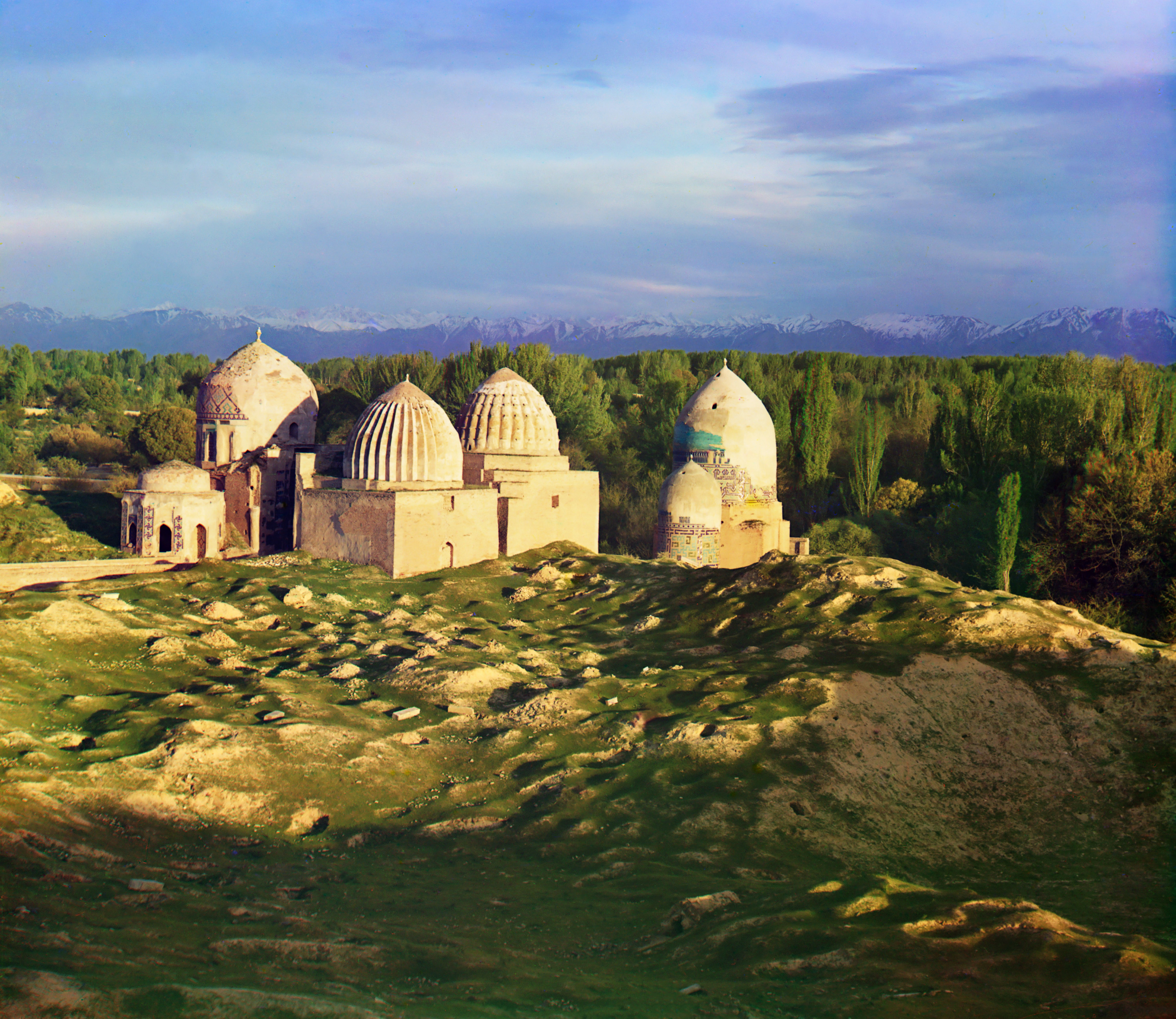
Ансамбль мавзолеев Шахи Зинда в Самарканде
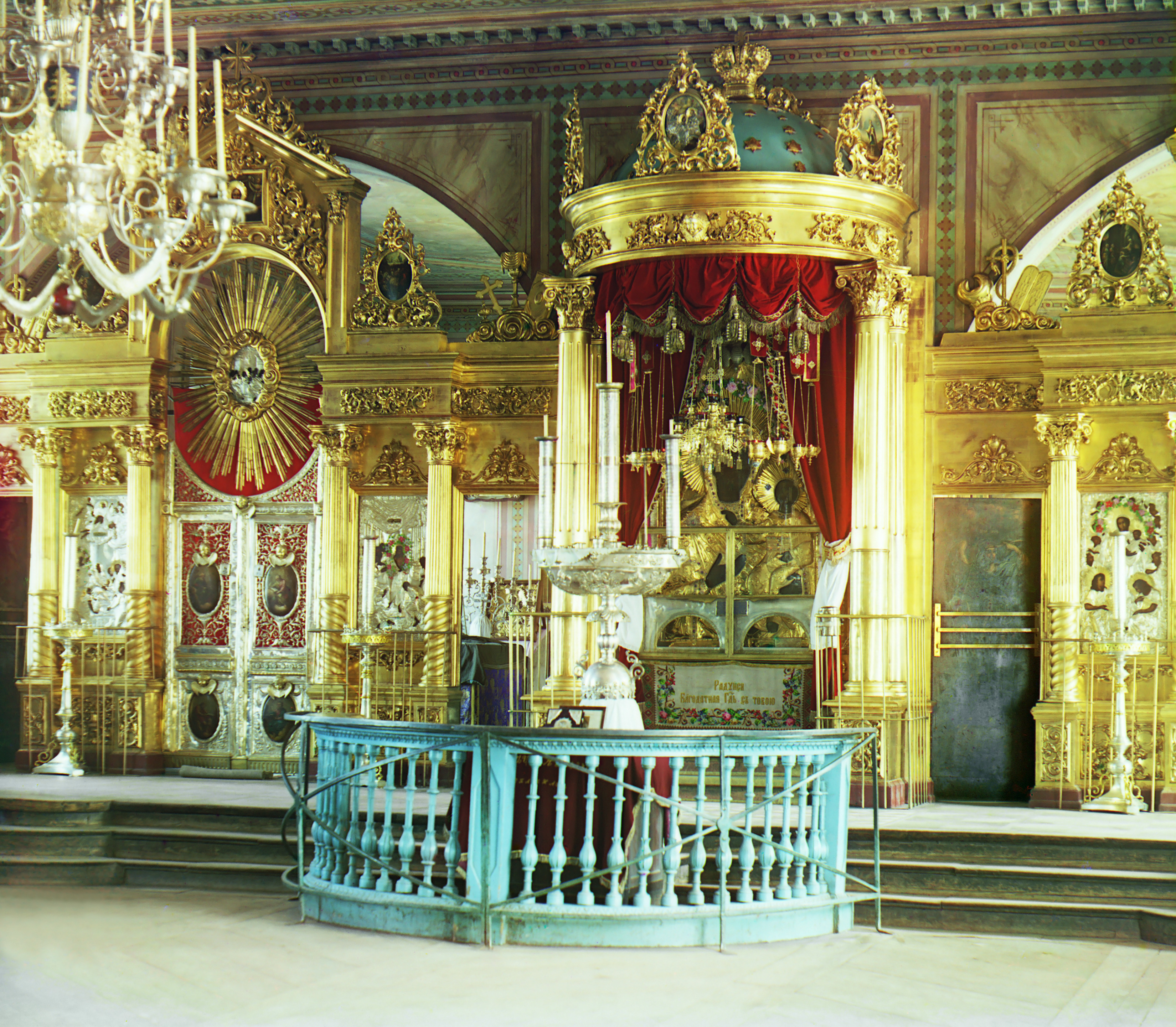
Смоленская икона Божией Матери
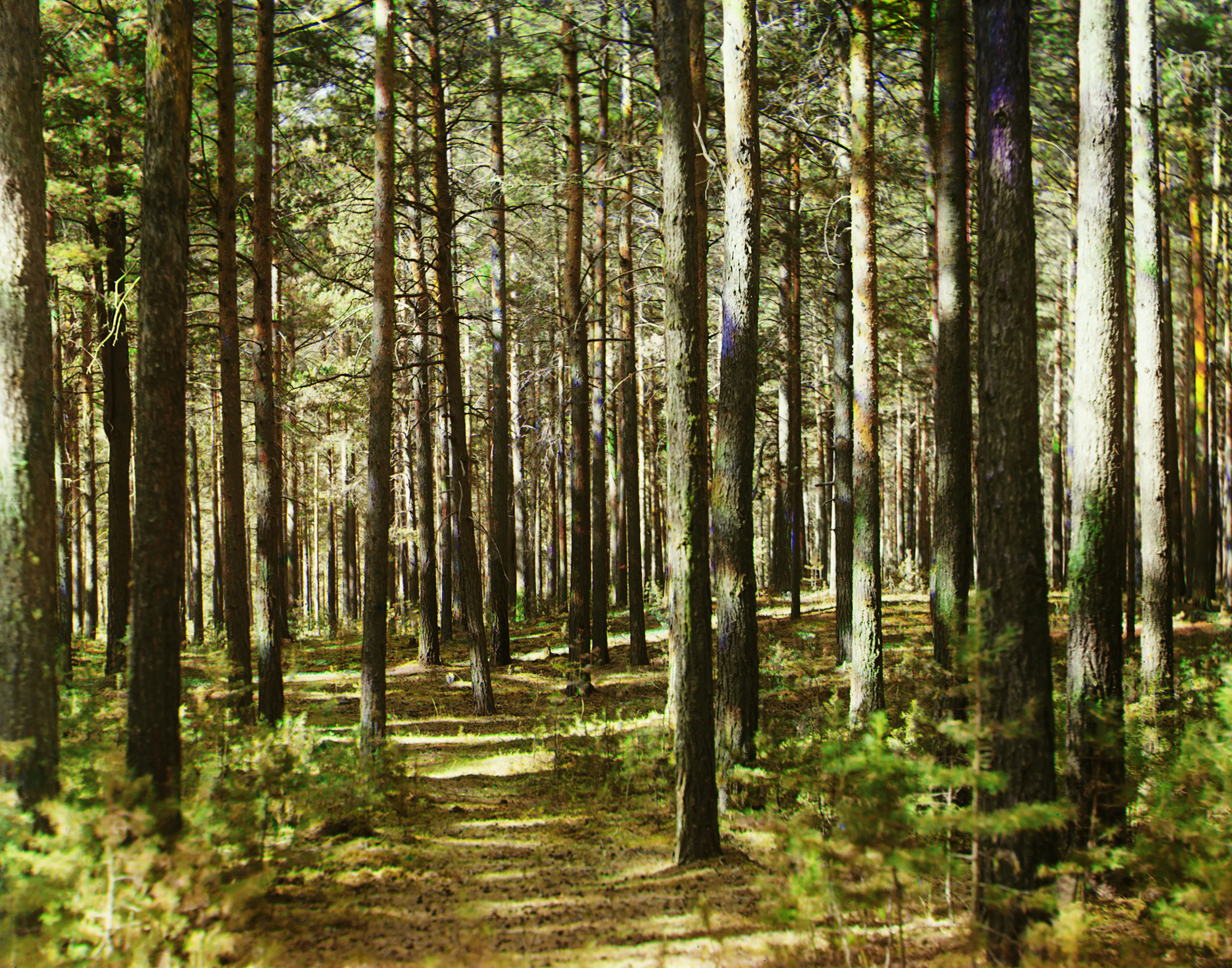
Лес
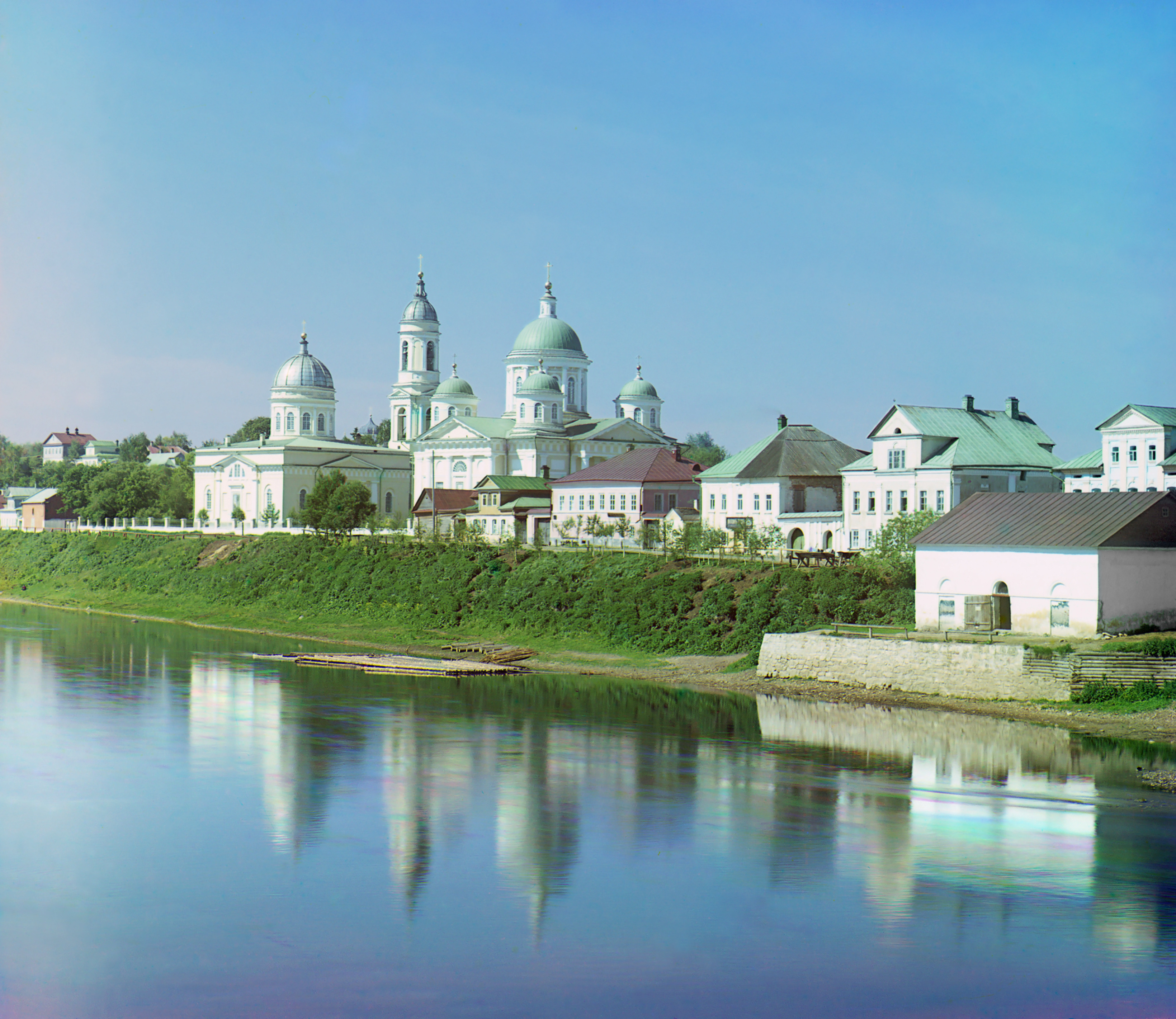
Торжок. Спасо-Преображенский собор (справа) и Входоиерусалимская церковь.
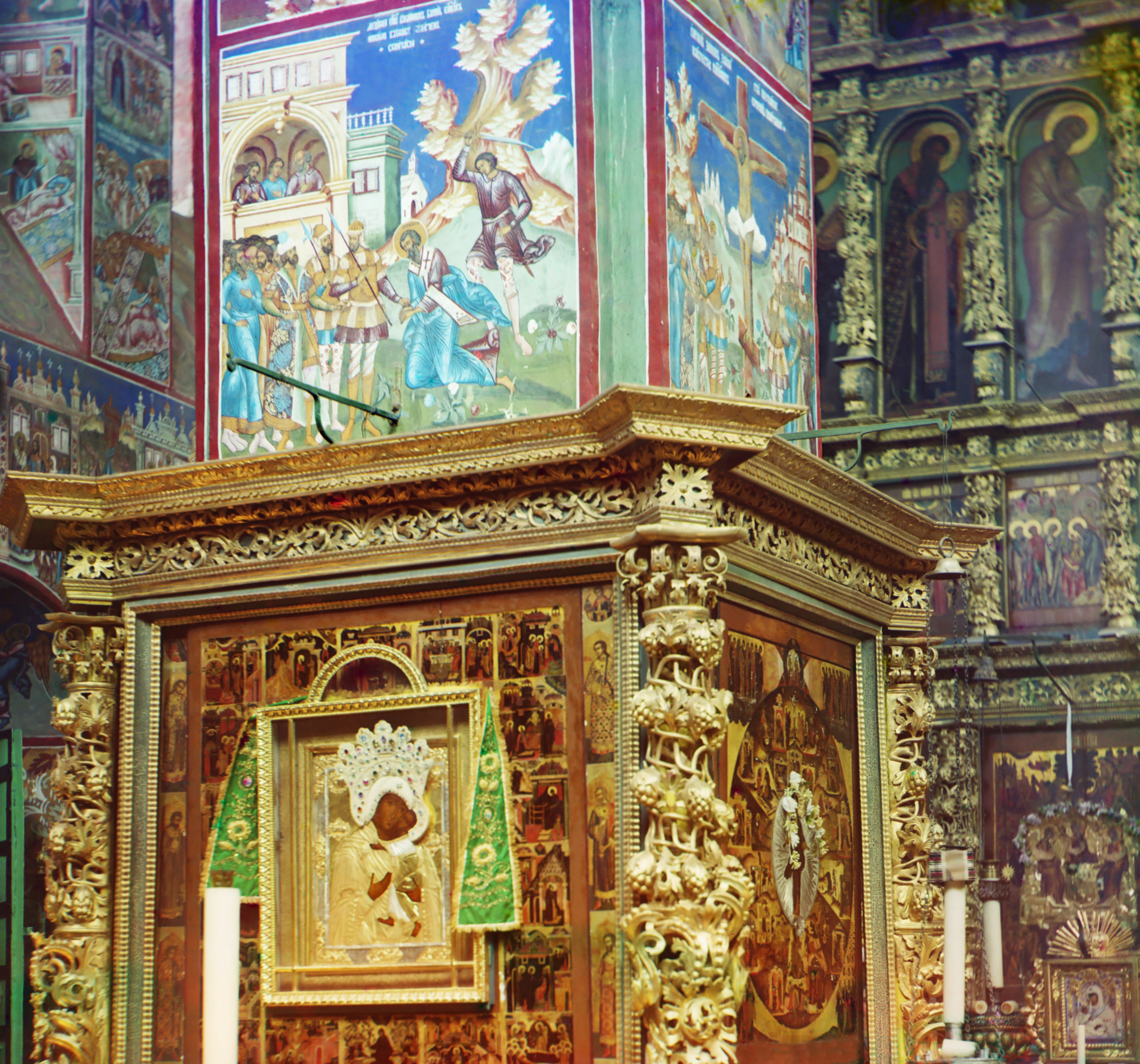
Роспись столпа в церкви Иоанна Златоуста. Ярославль, 1911
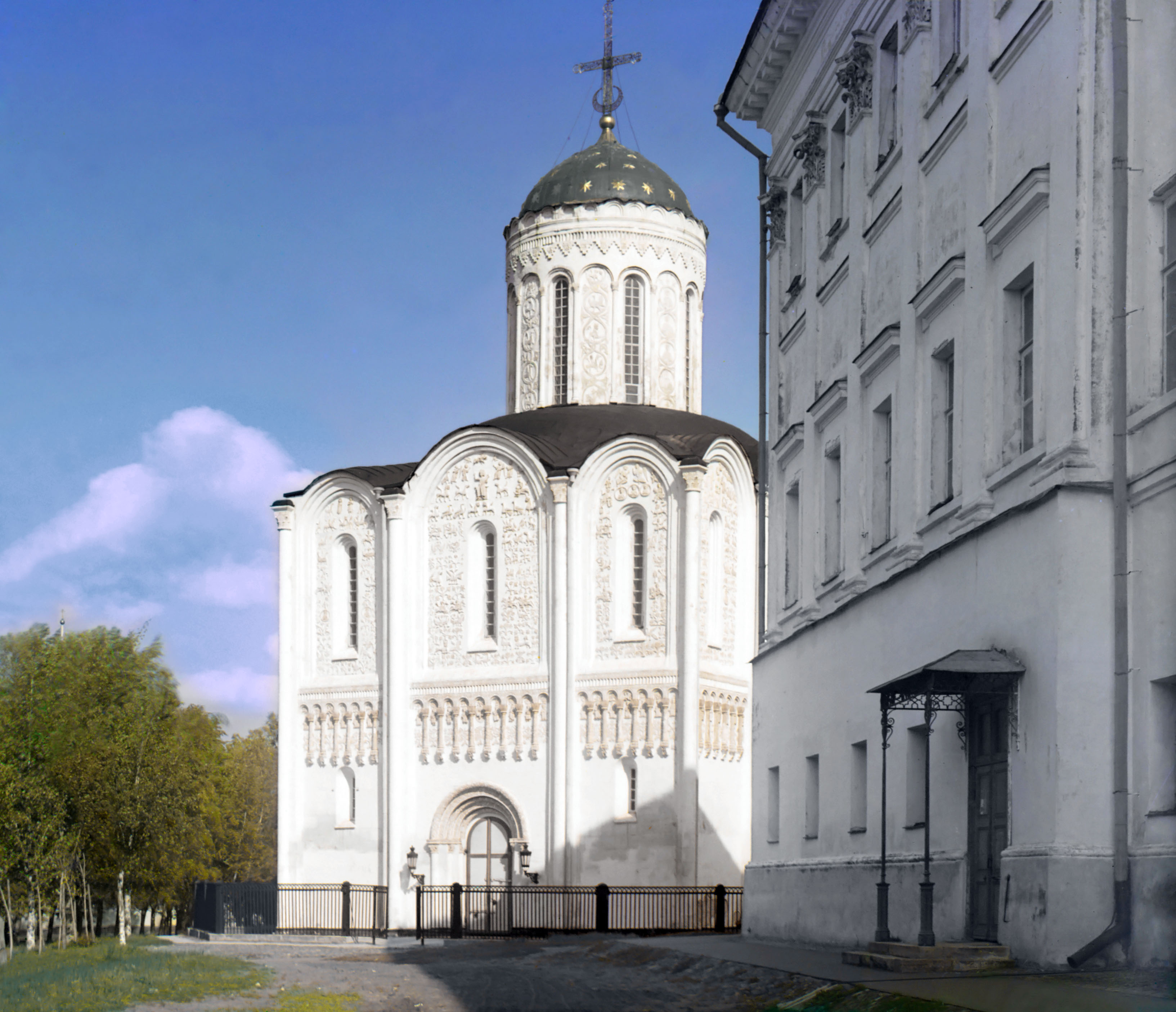
Дмитриевский собор города Владимир
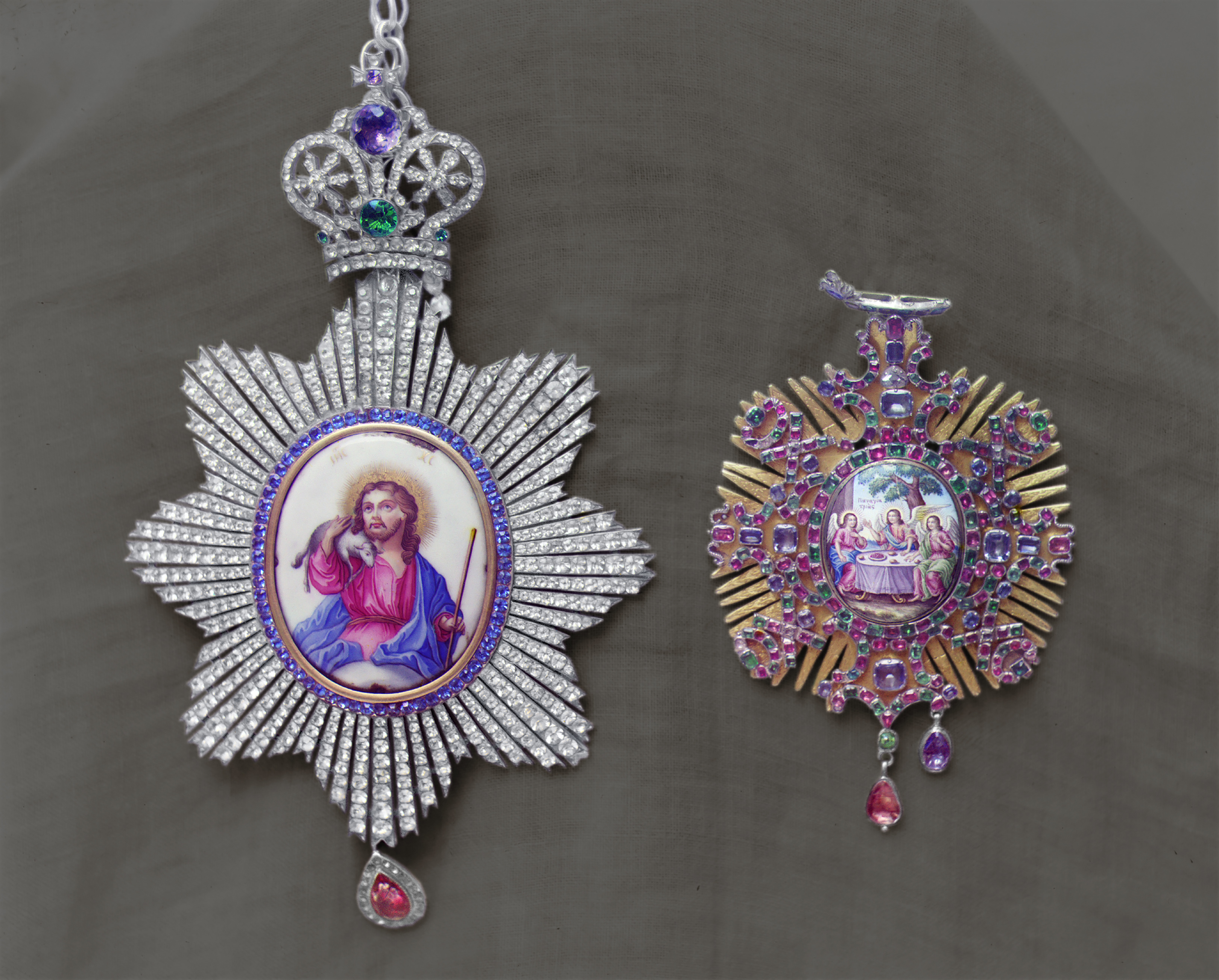
Энколпион из Ипатьевского монастыря. Кострома
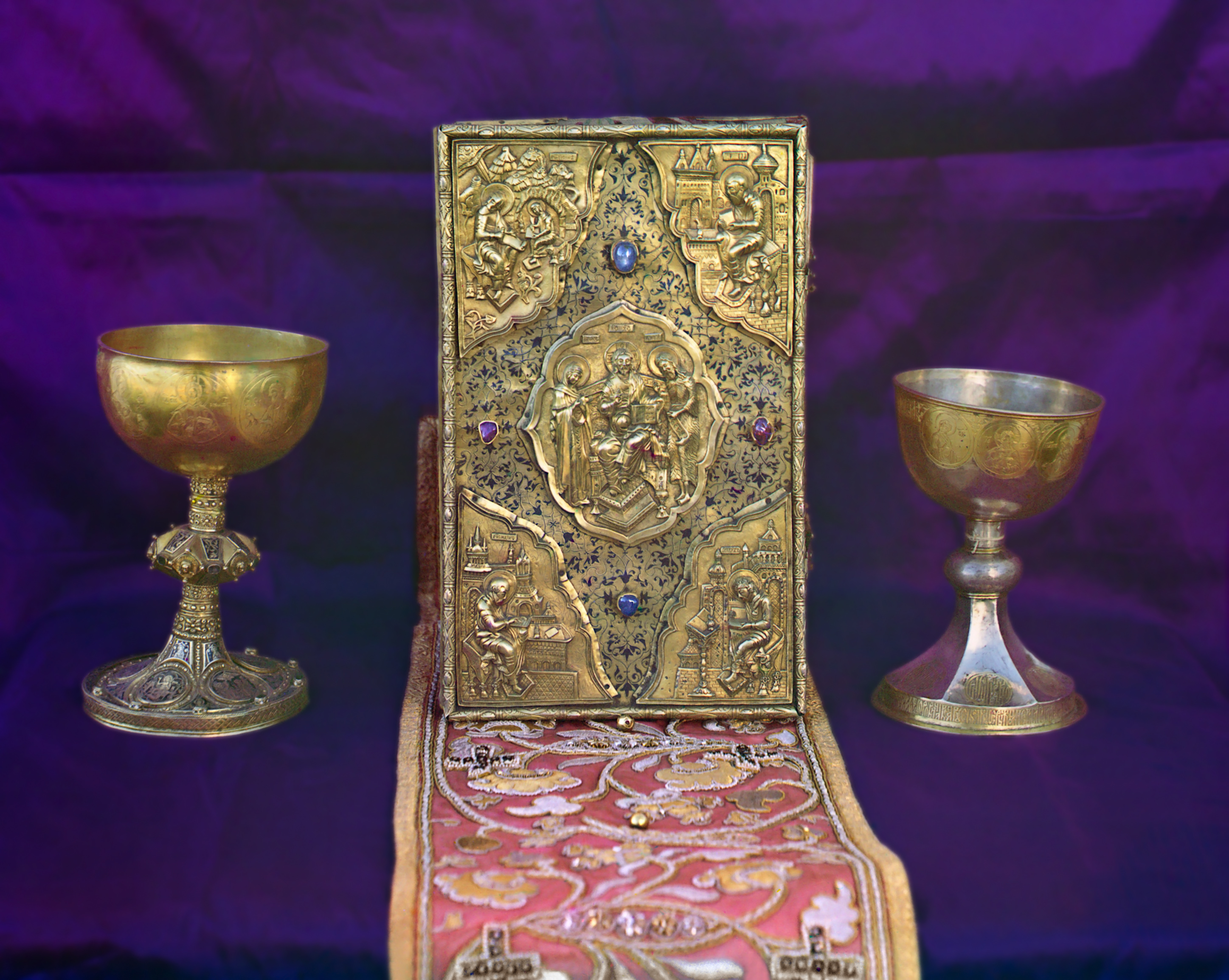
Евангелие и священные сосуды царя Алексея Михайловича. Троицкий собор, Александров
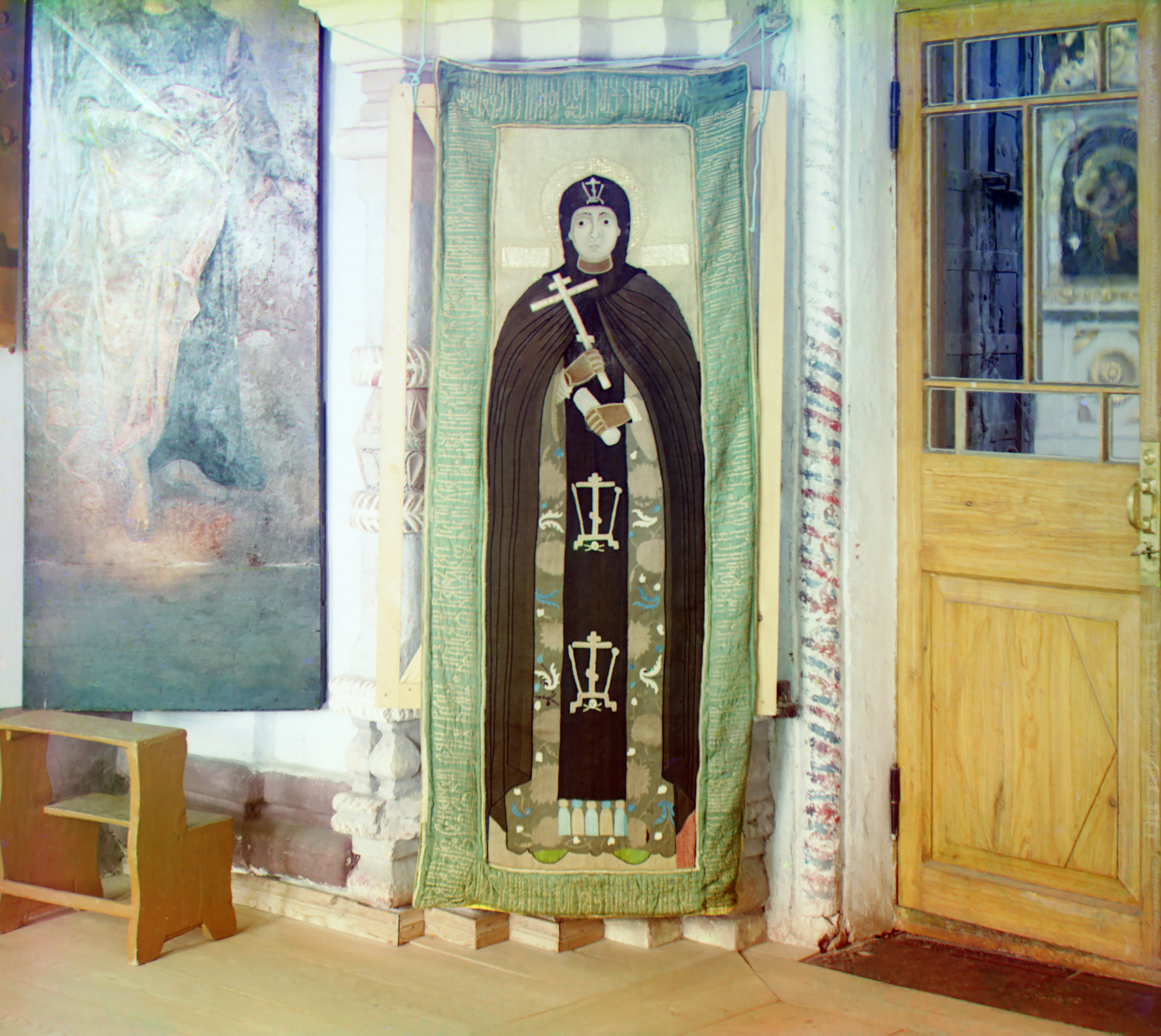
Покров с ликом преподобной Евфросинии. Ризоположенский монастырь, Суздаль
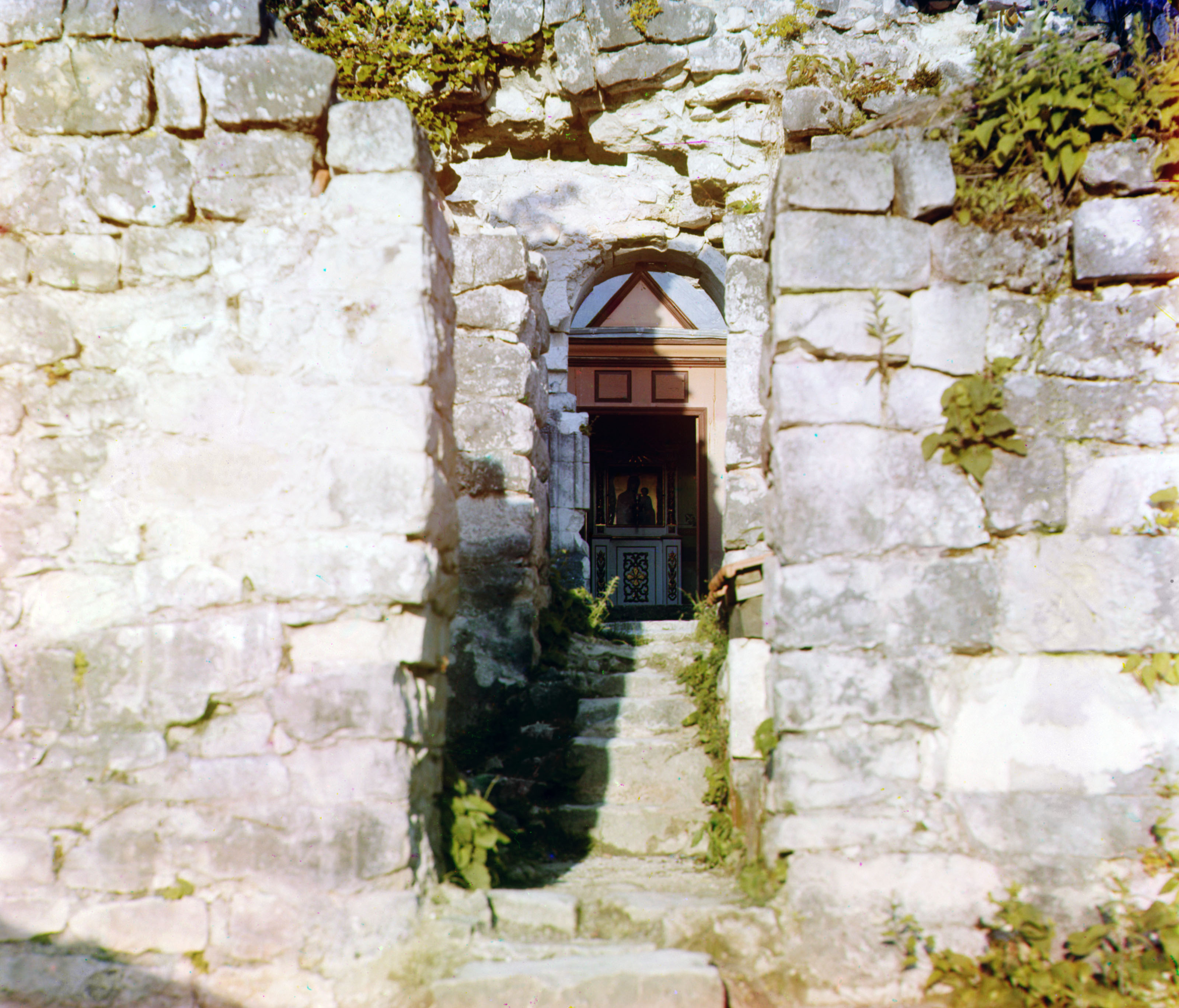
Развалины древнего христианского храма VI в. на Иверской горе. Новый Афон.
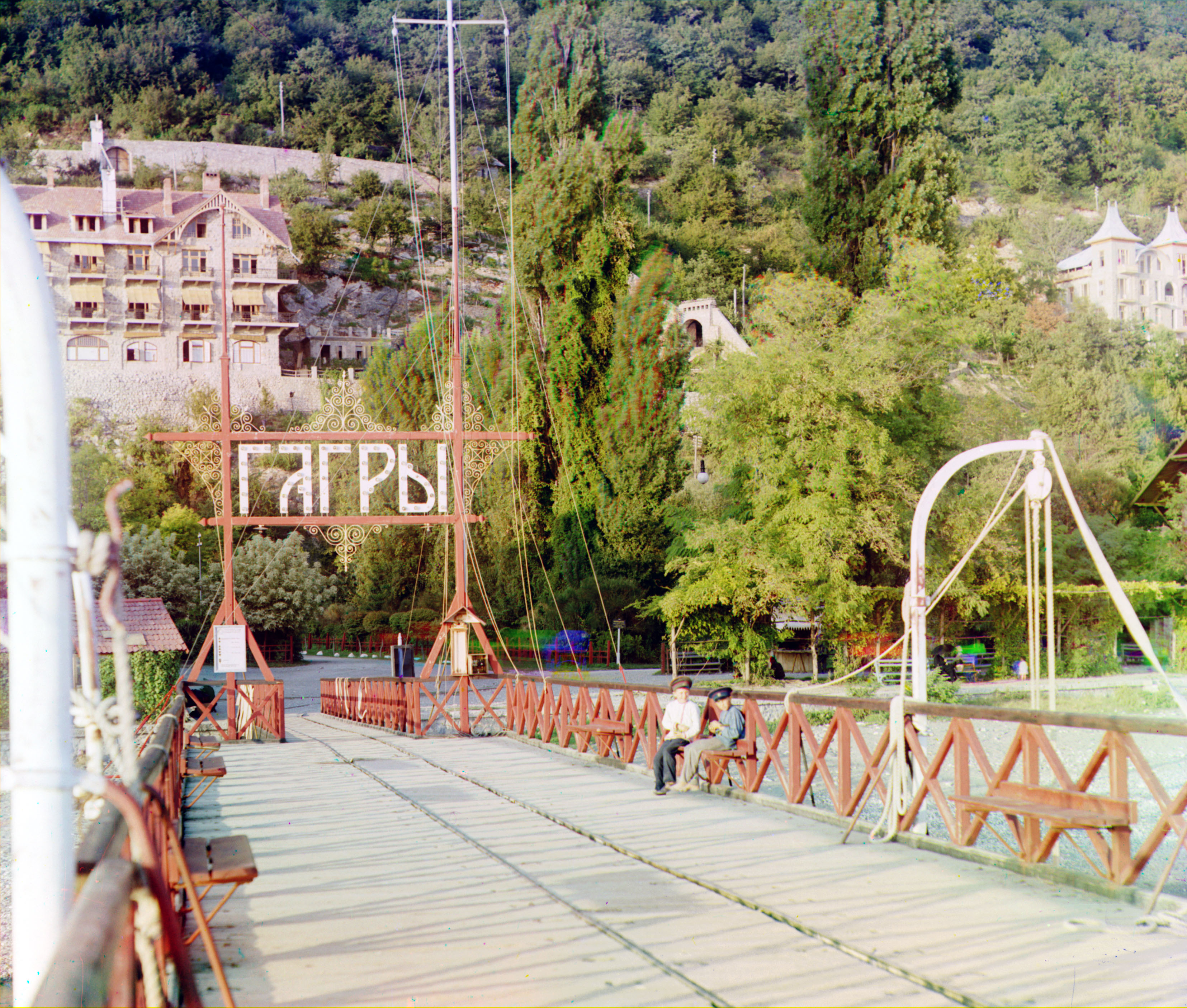
Пристань Гагры.
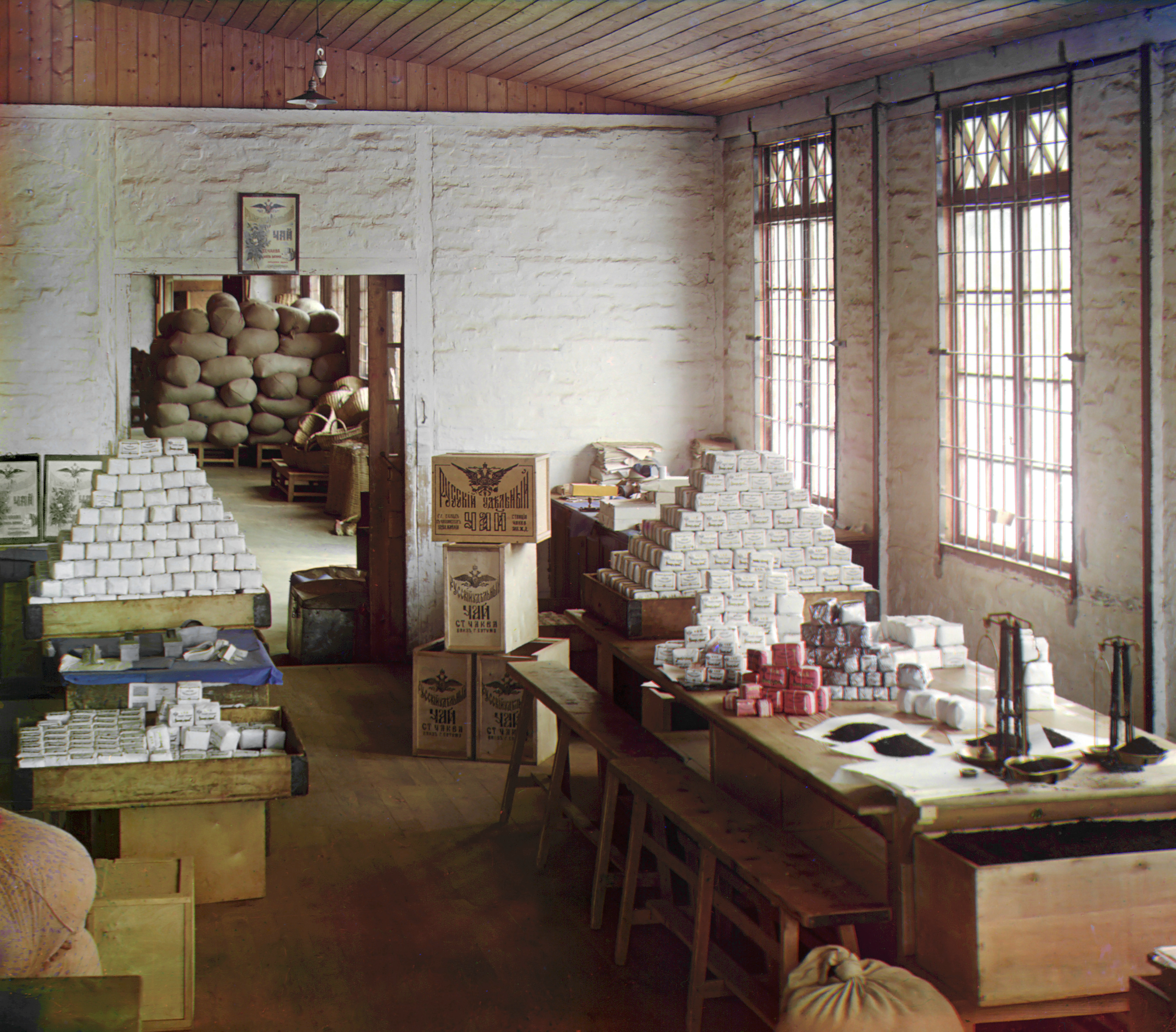
Чаеразвесочный пункт в Чаква близ Батуми
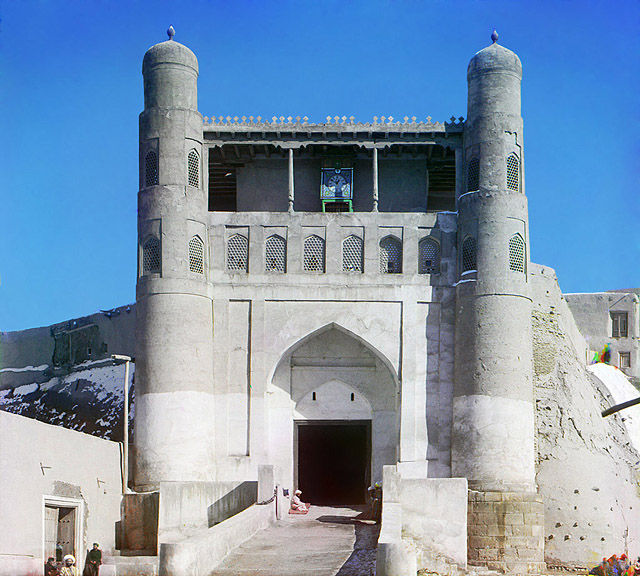
Вход в эмирский дворец в Бухаре
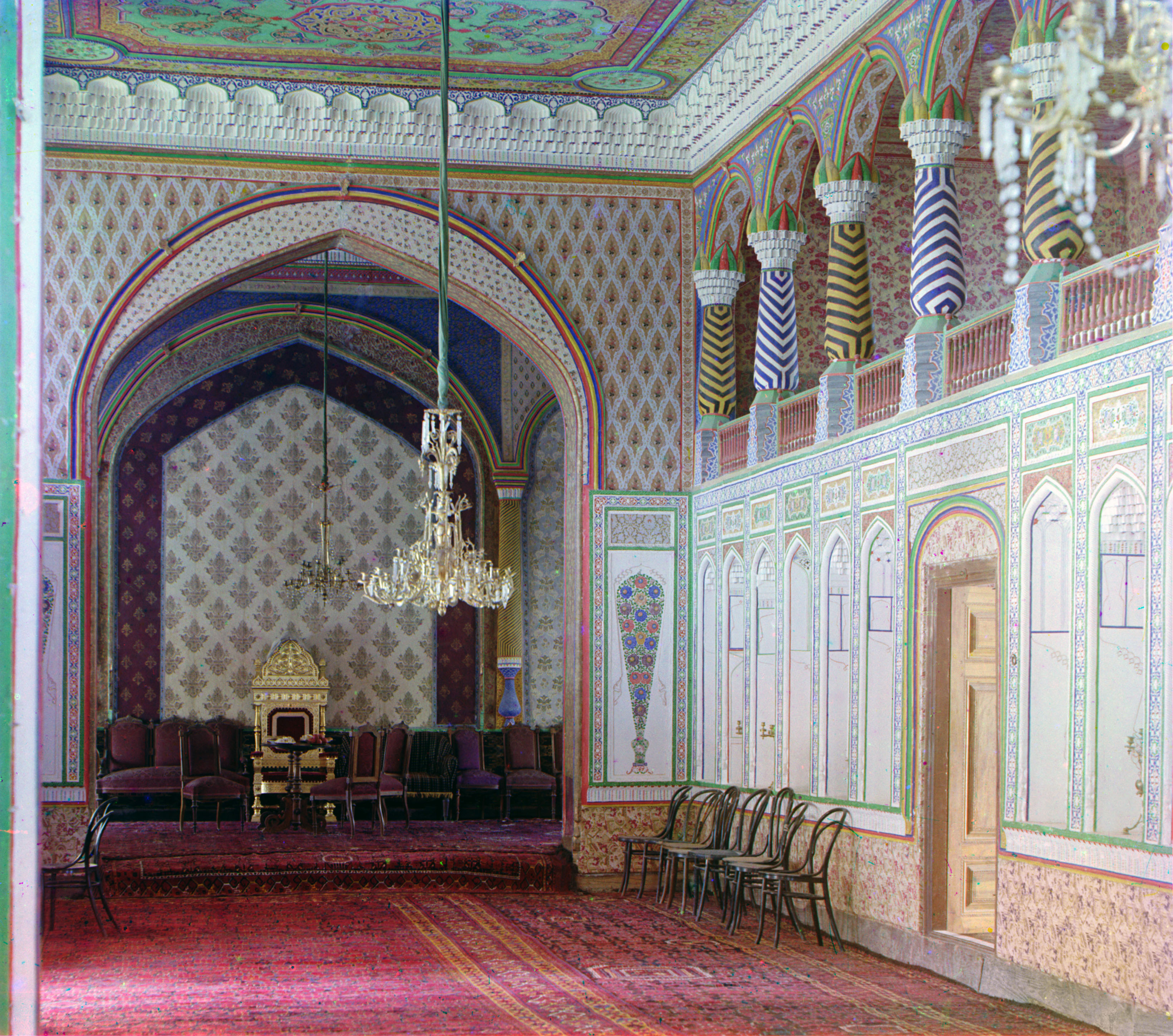
В загороднем дворце эмира бухарского, Бухара
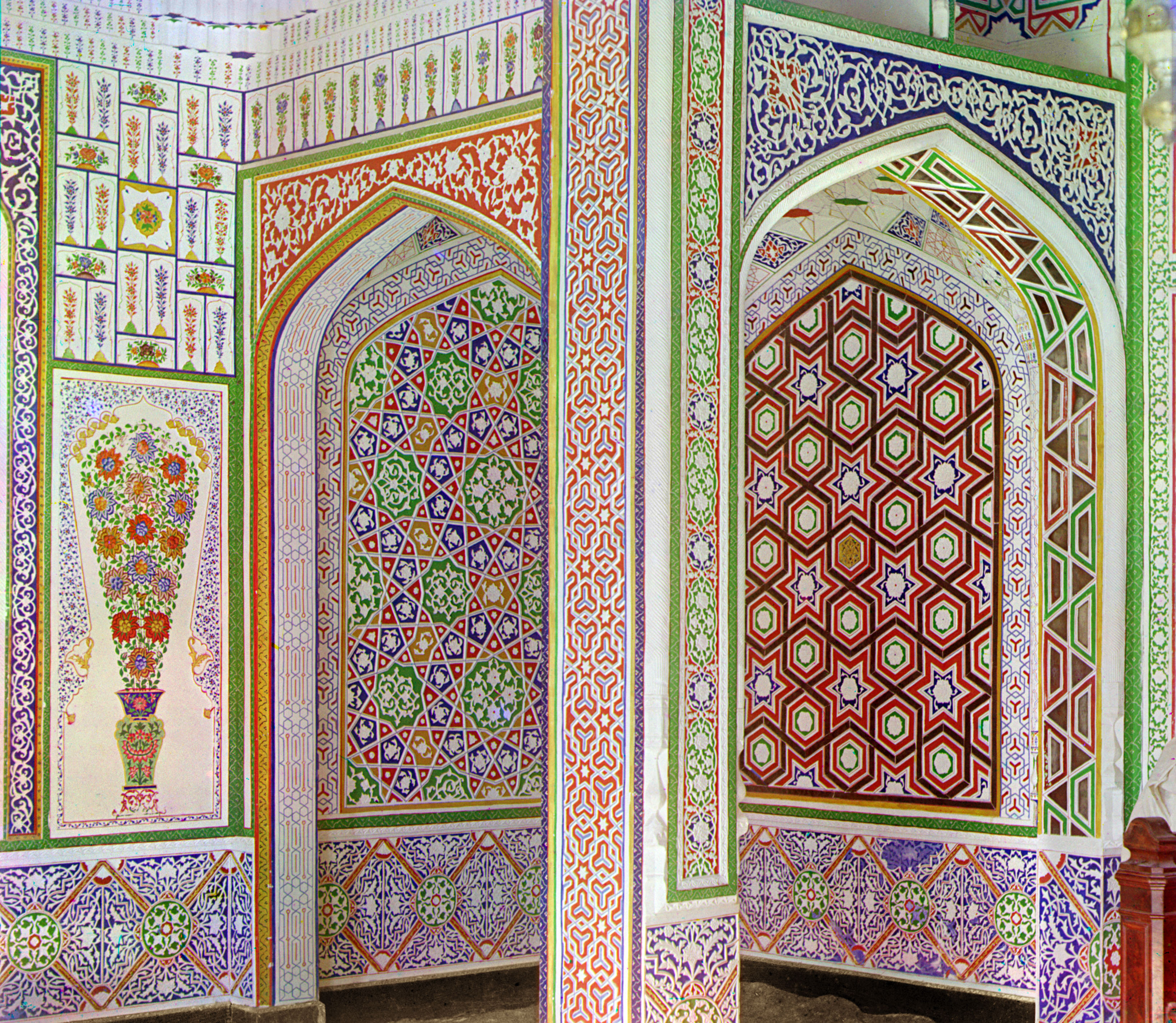
Образцы мозаичных стен внутри дома богатого сарта. В окрестностях Самарканда
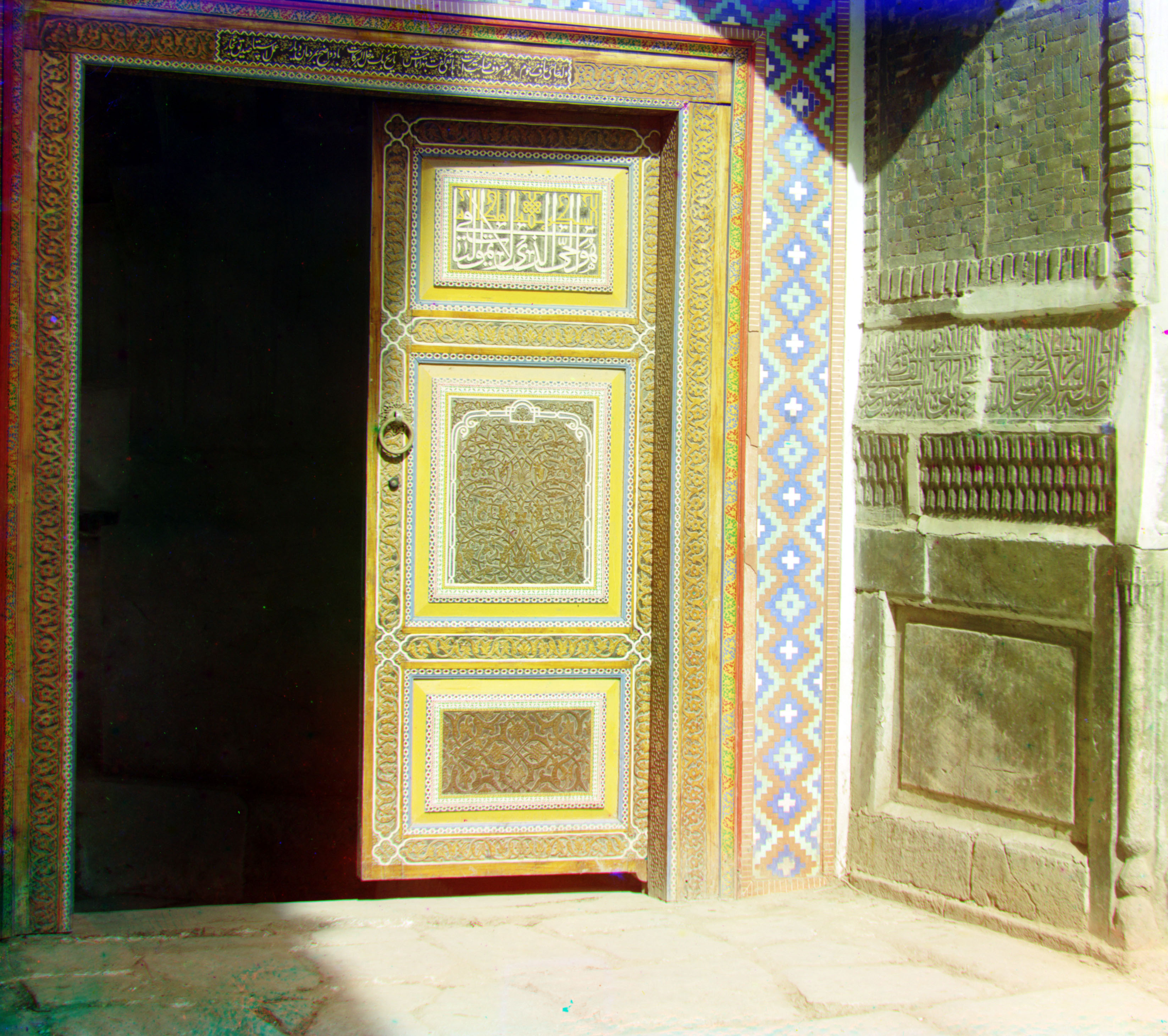
Части входной двери с правой стороны в Тилля-Кари, Самарканд
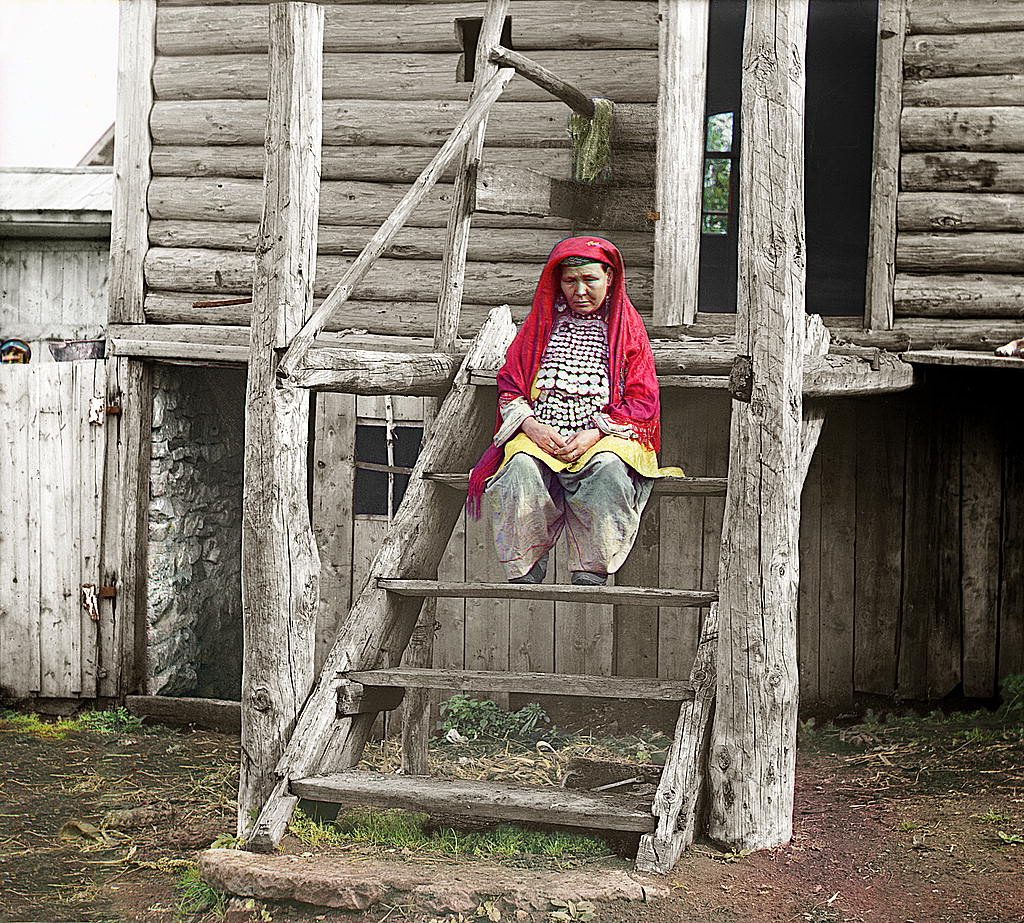
Башкирская женщина в национальном костюме
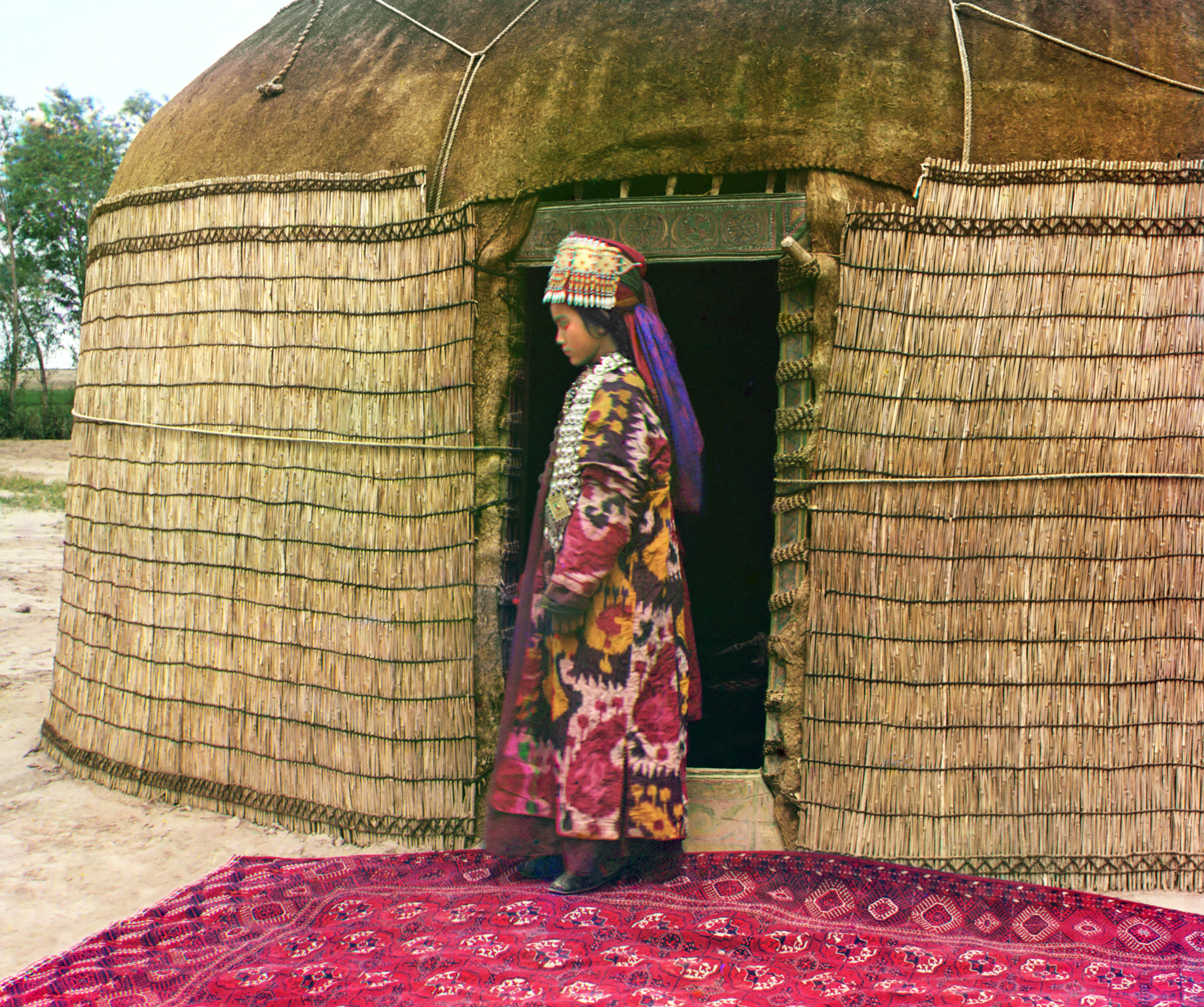
Туркменка на ковре перед входом в юрту, Туркестан
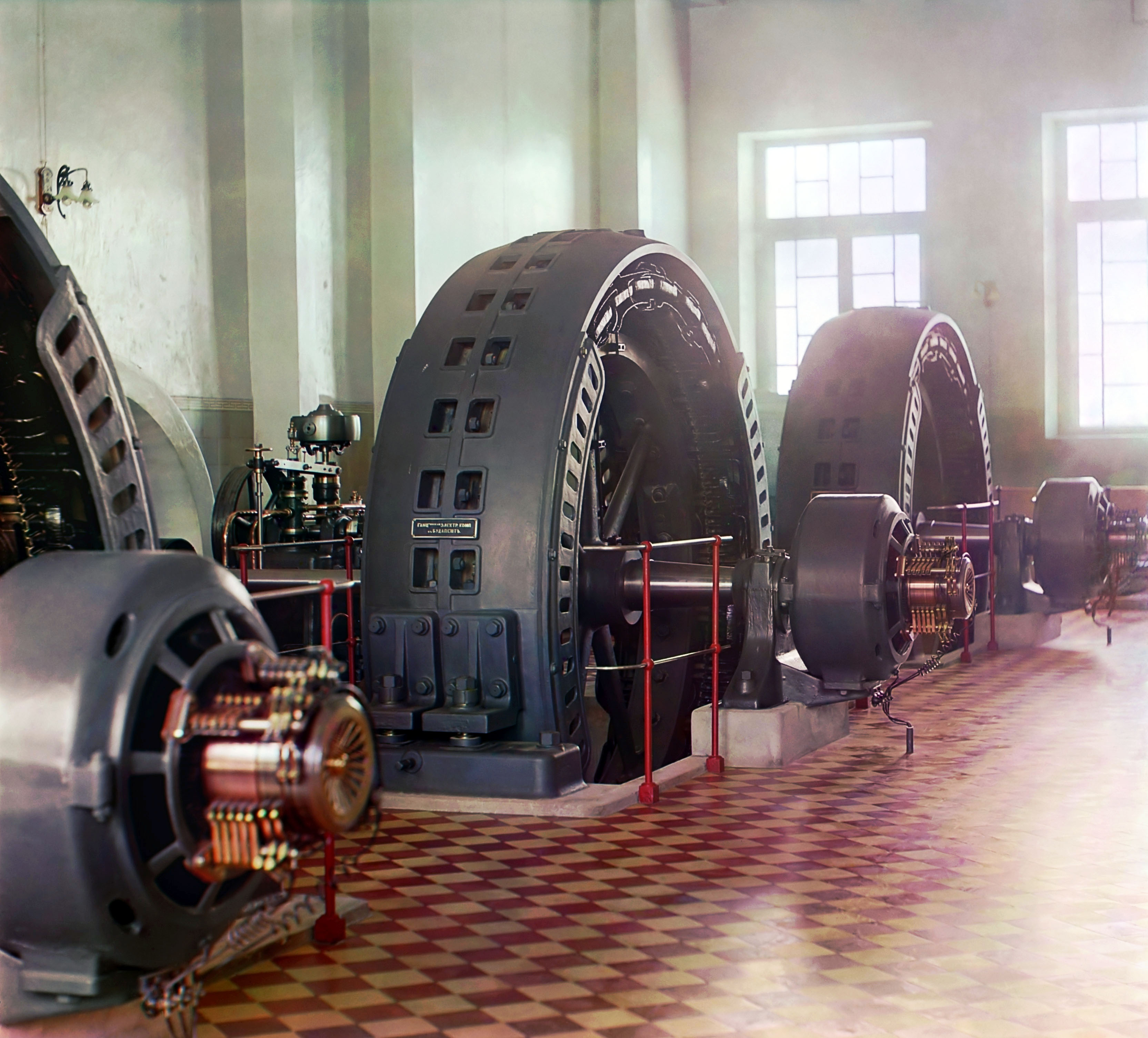
Машинный зал крупнейшей в дореволюц. России Гиндукушской ГЭС
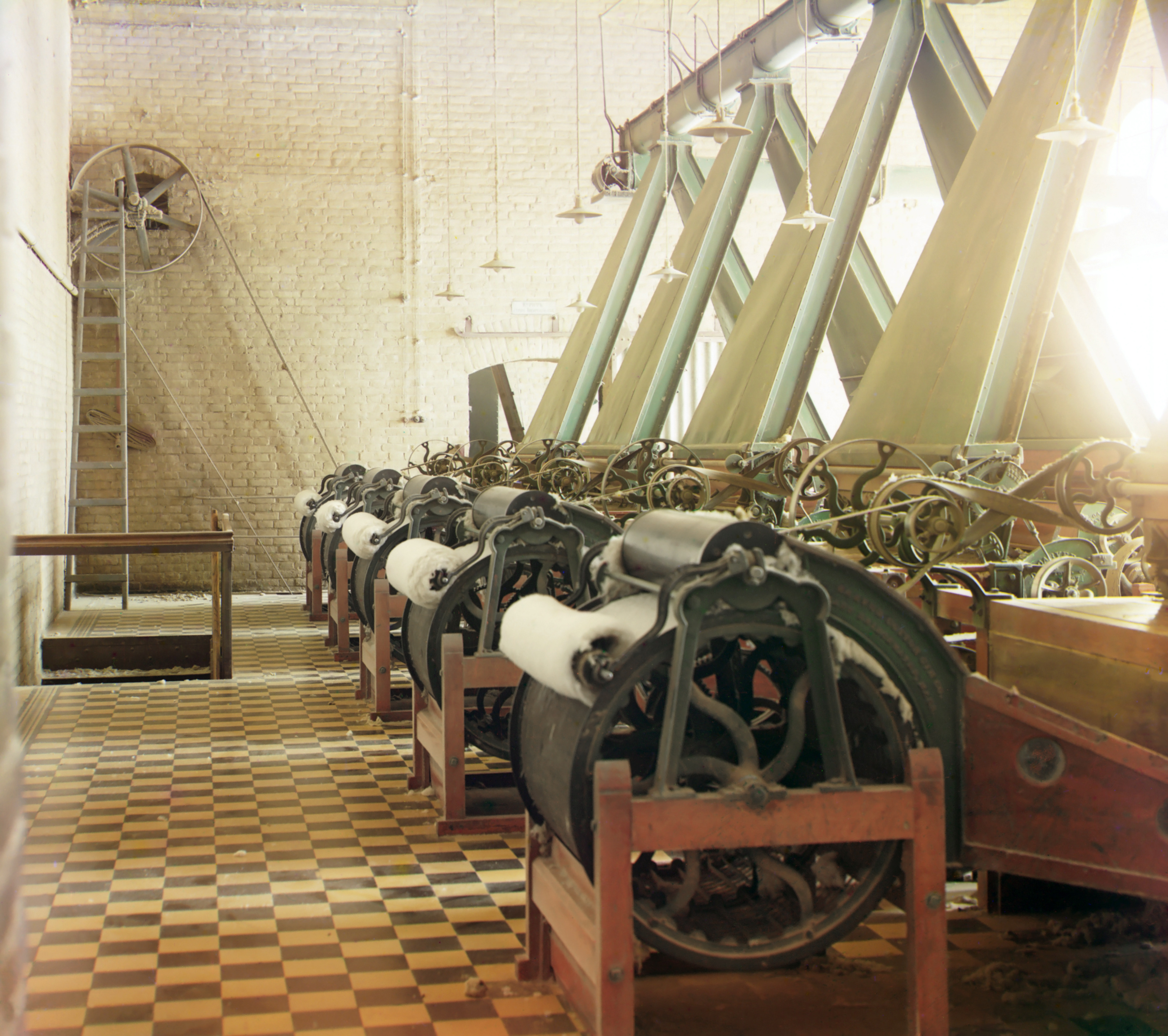
Внутри текстильной фабрики в Байрамали
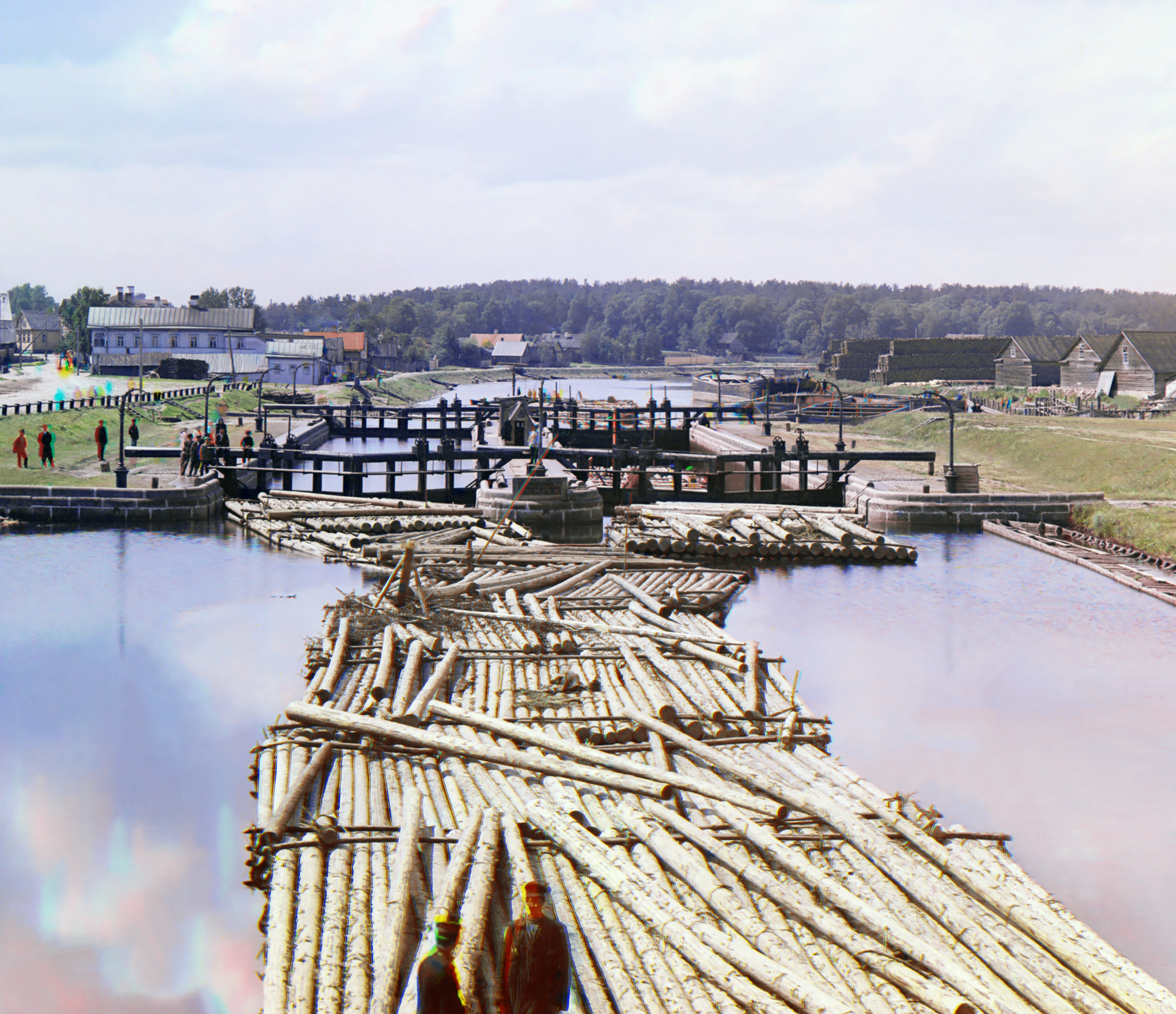
Сплав леса по каналу Петра I на Ладожском озере
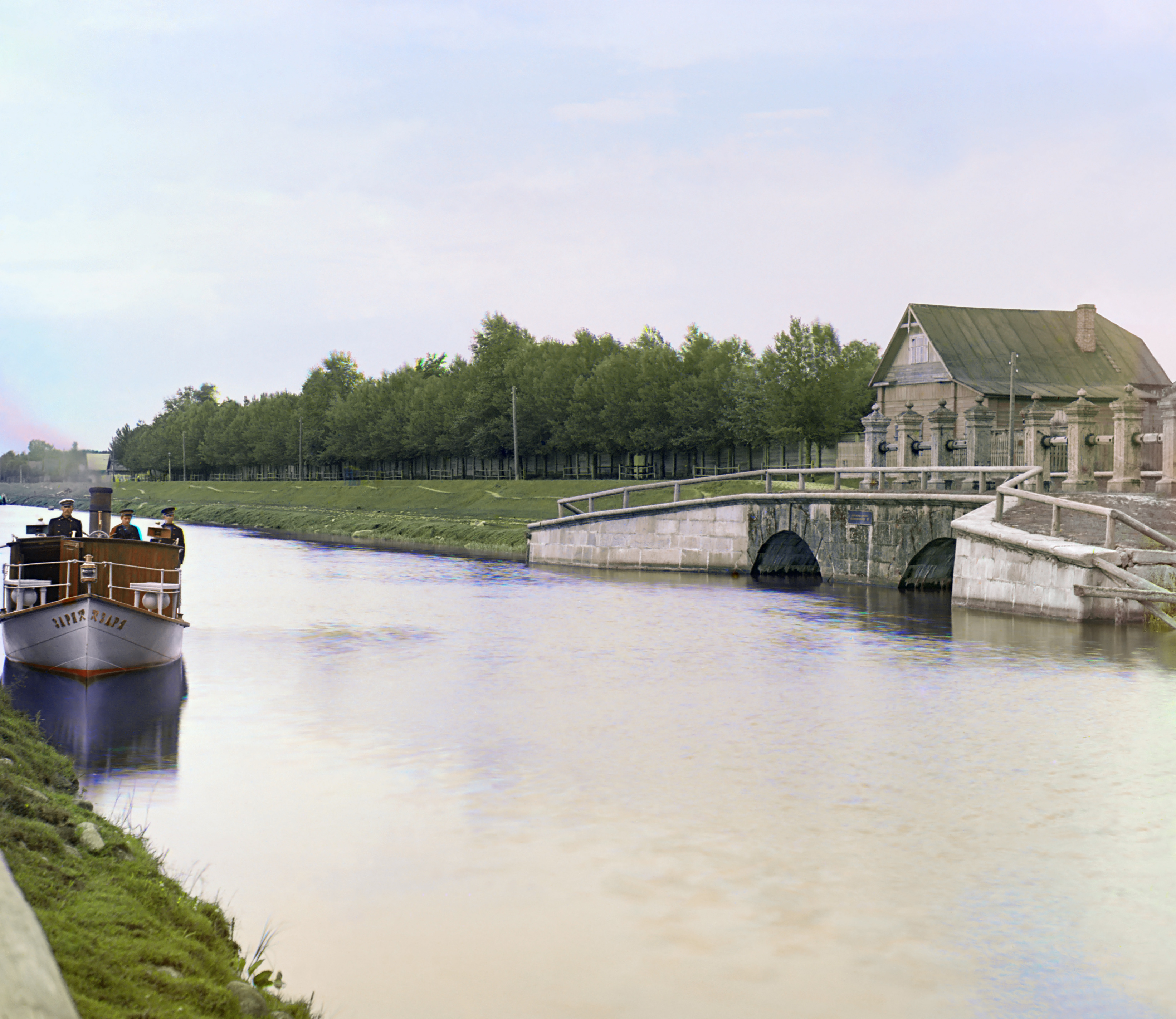
Ладожский канал в деревне Лава
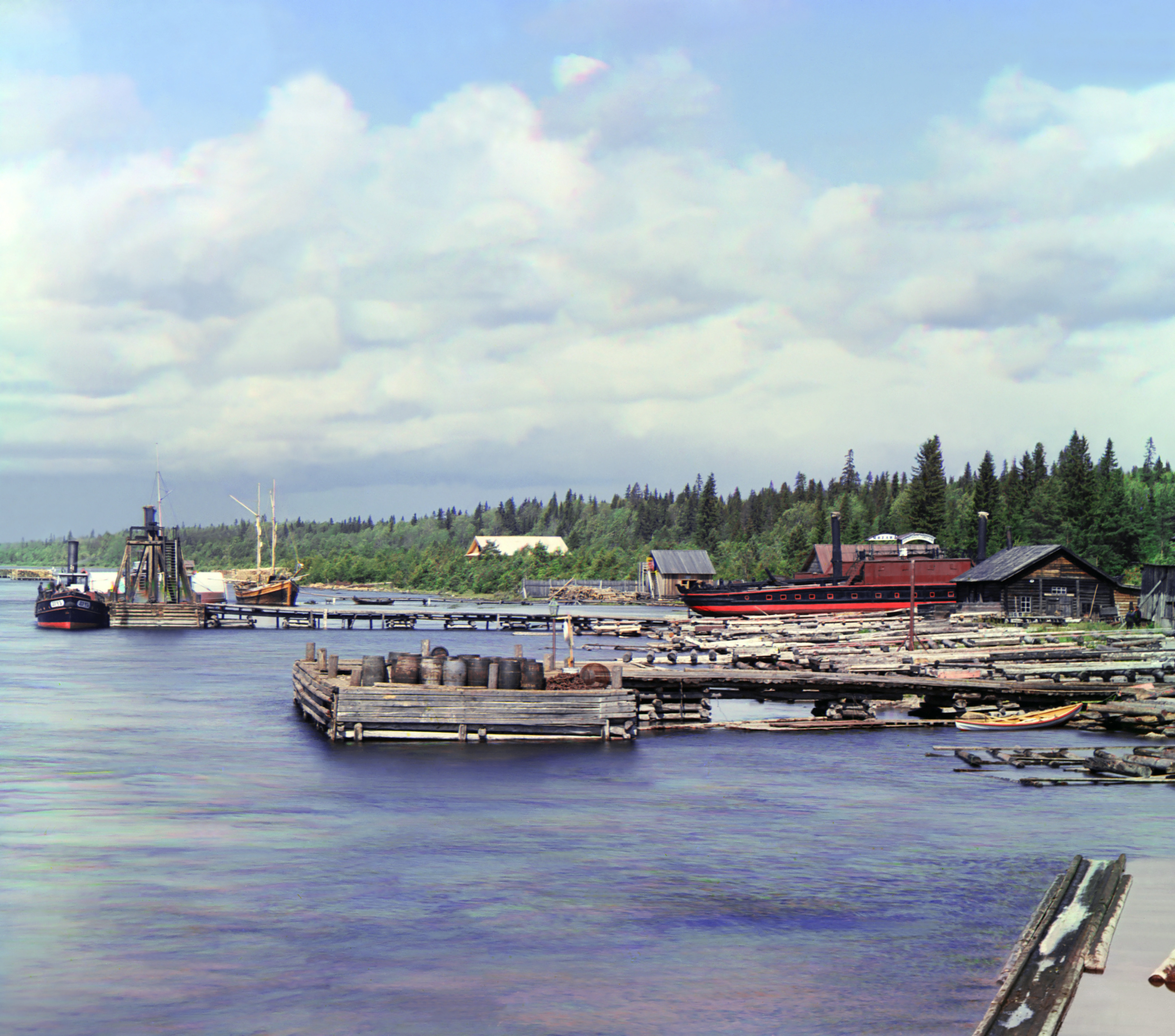
Лодки на берегу Онежского озера
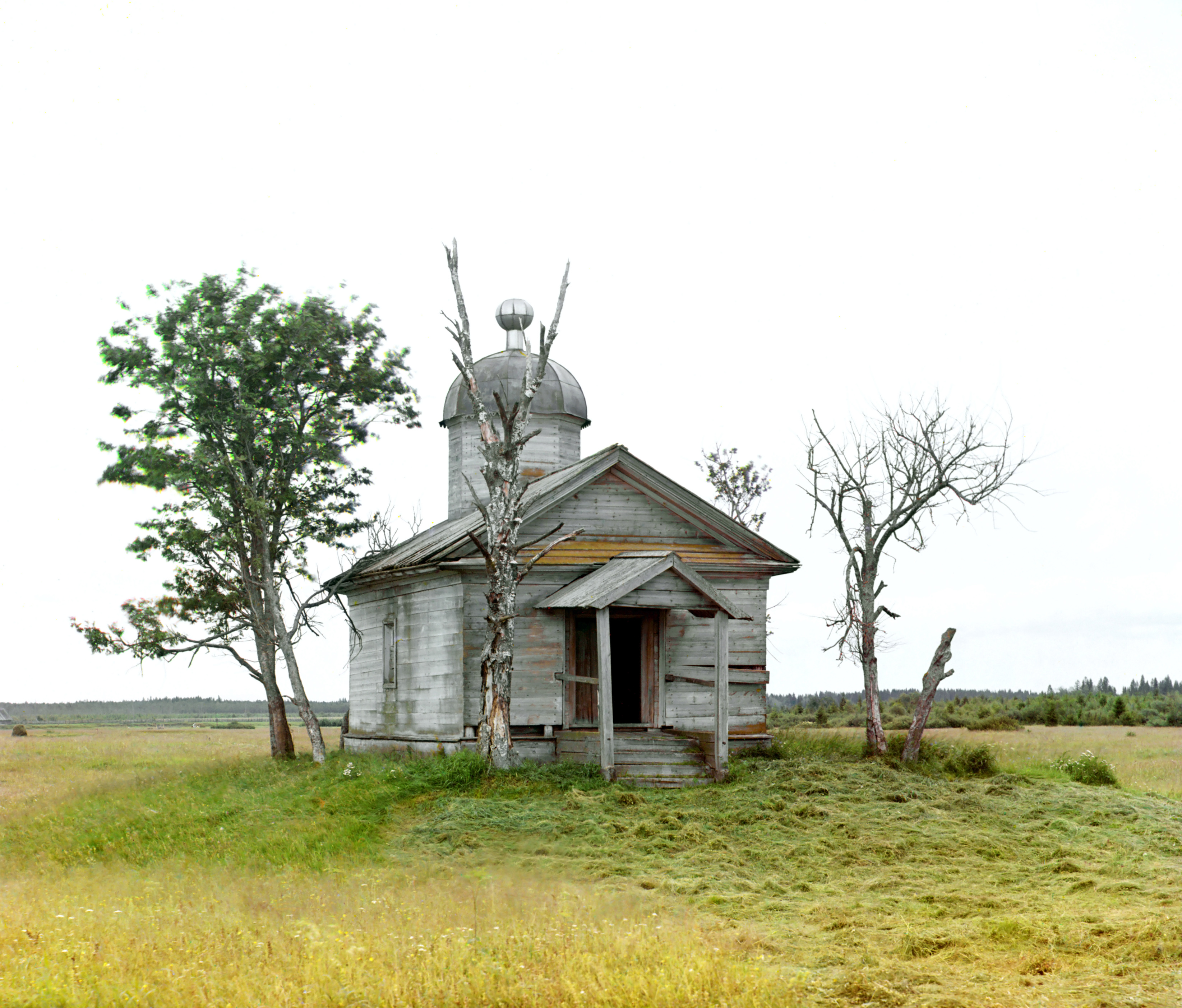
Часовня на месте, где был основан Белозерск. Около деревни Крохино
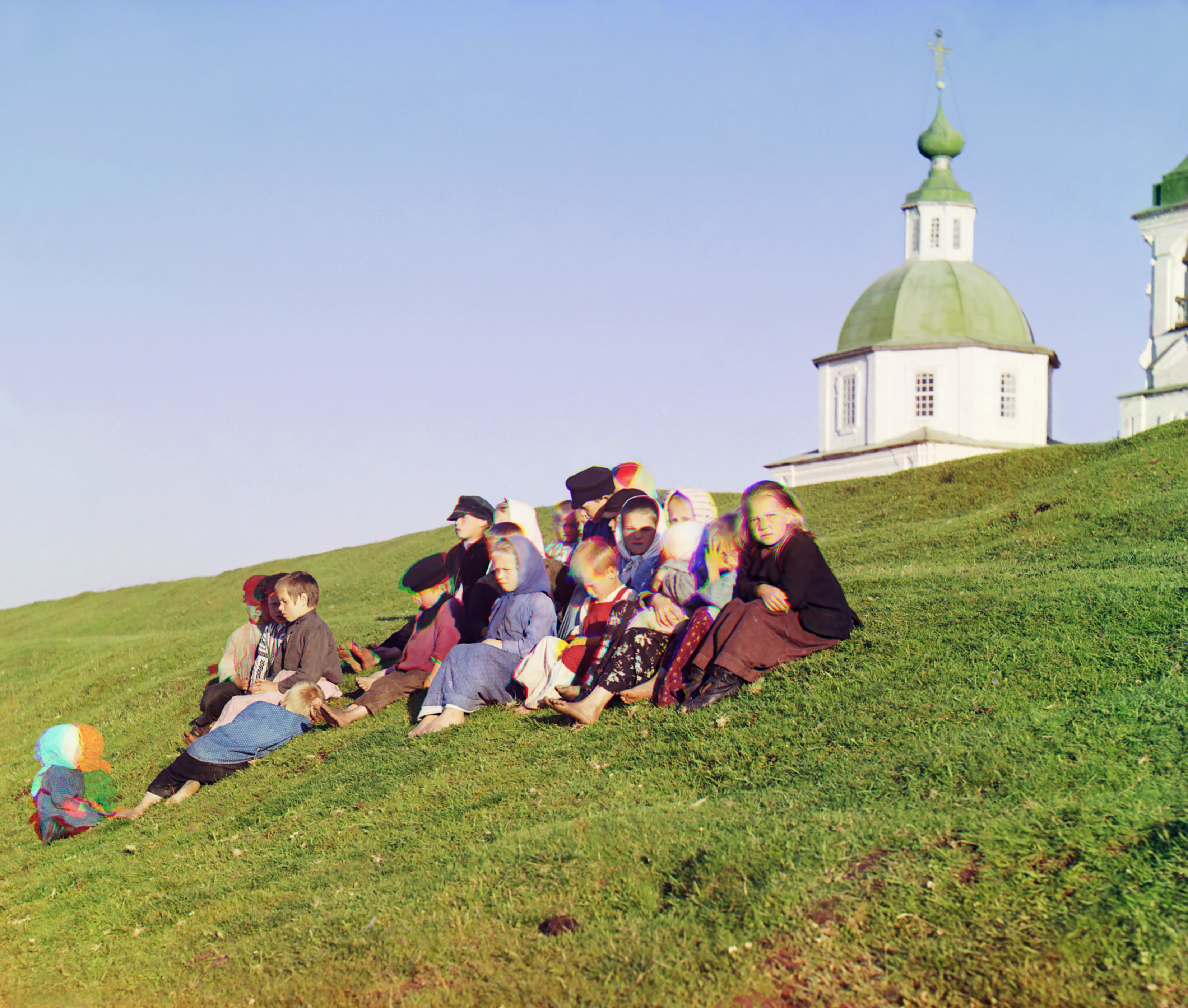
Русские дети на склоне холма в Белозёрске
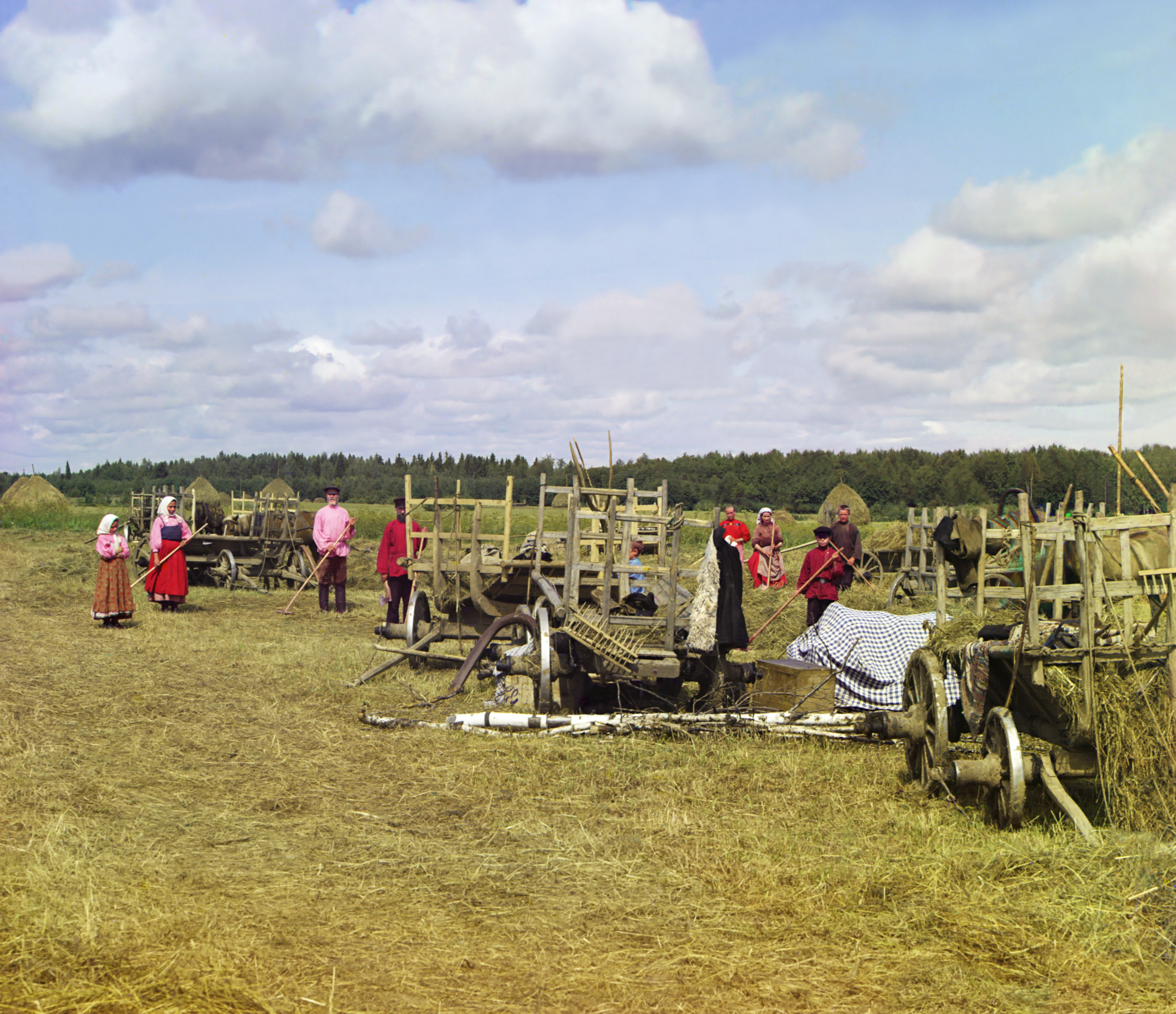
Заготовка сена в центральной России
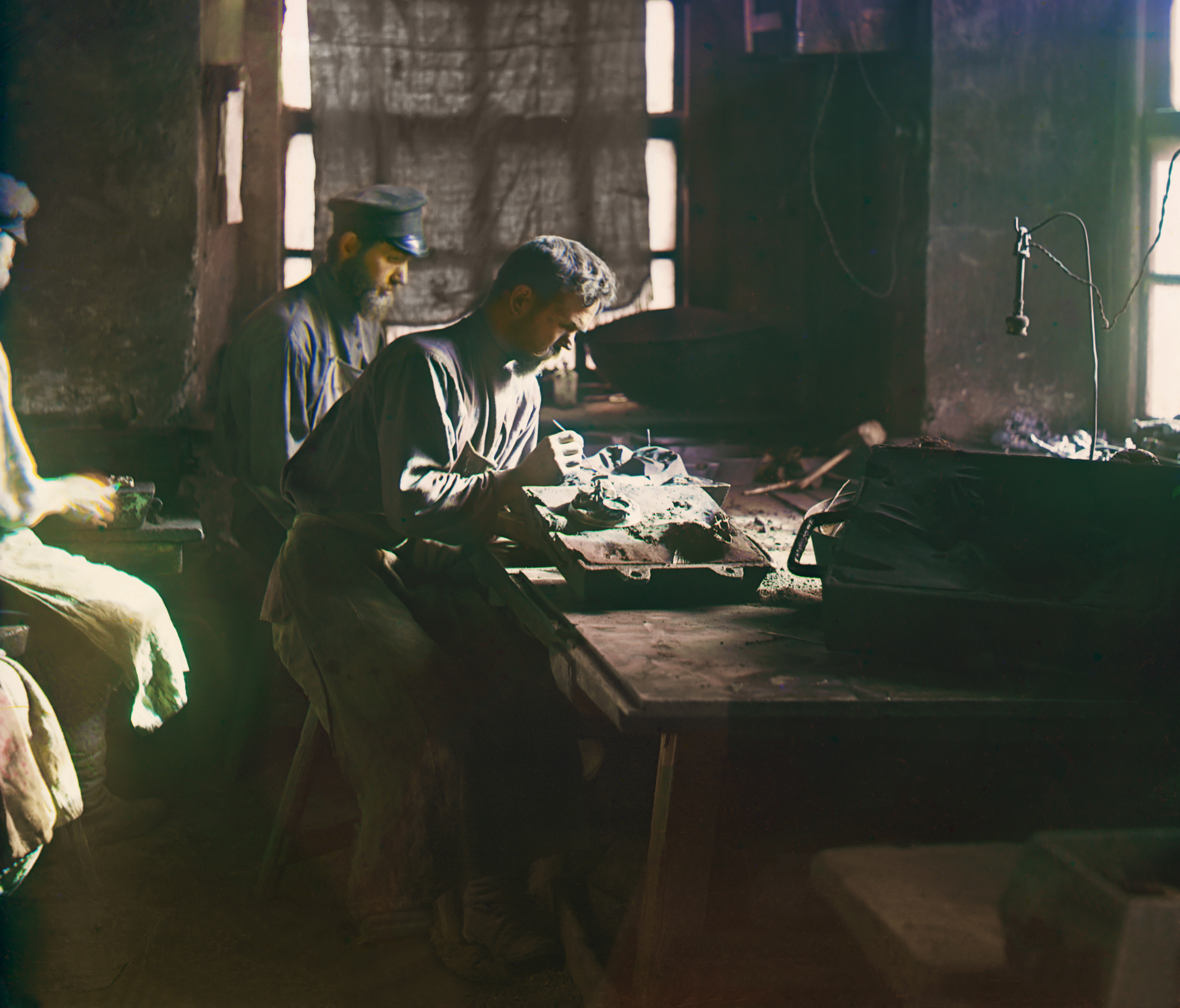
Создание художественного каслинского литья
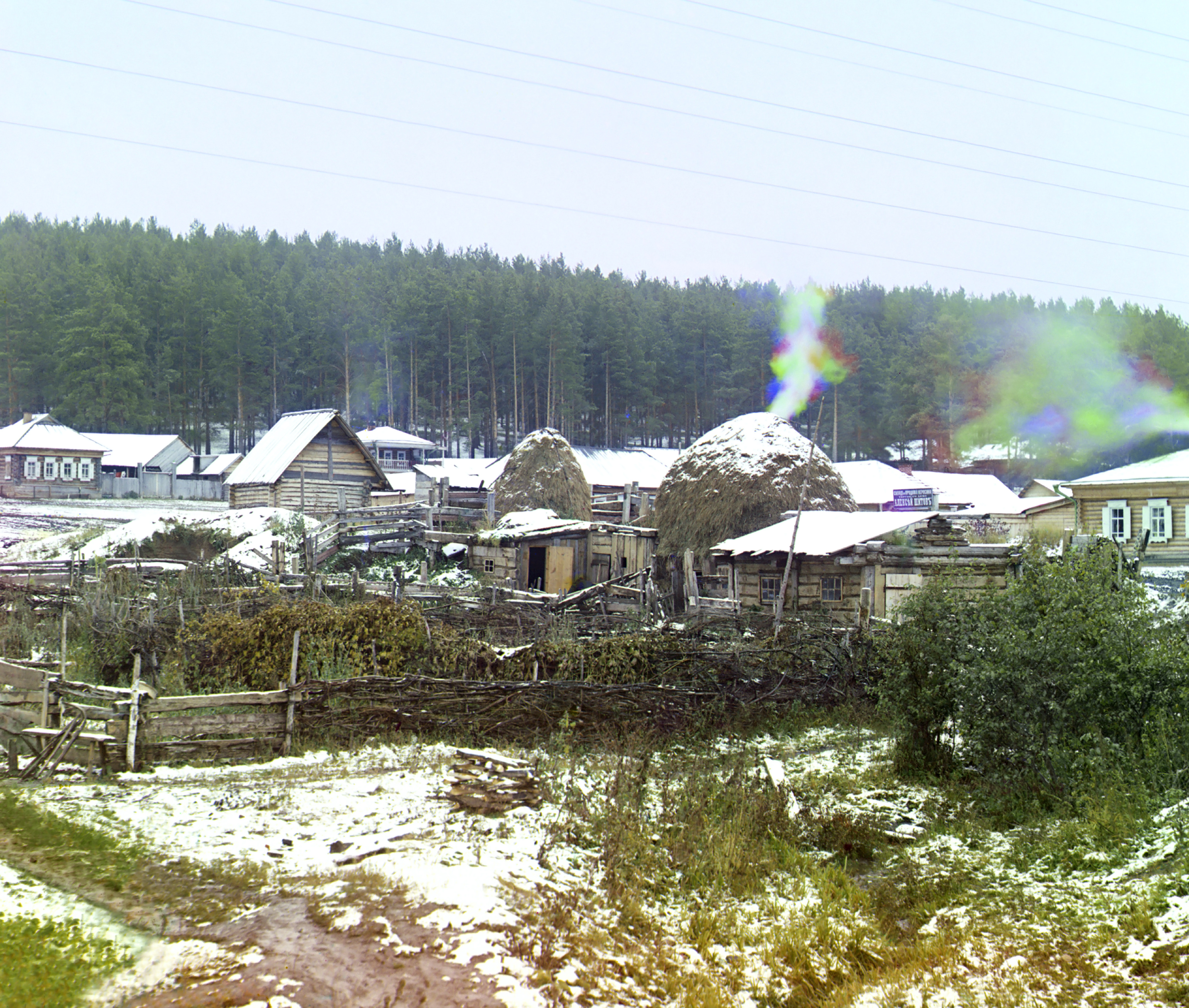
Хранилище сена в деревне Вязовая в Уральских горах
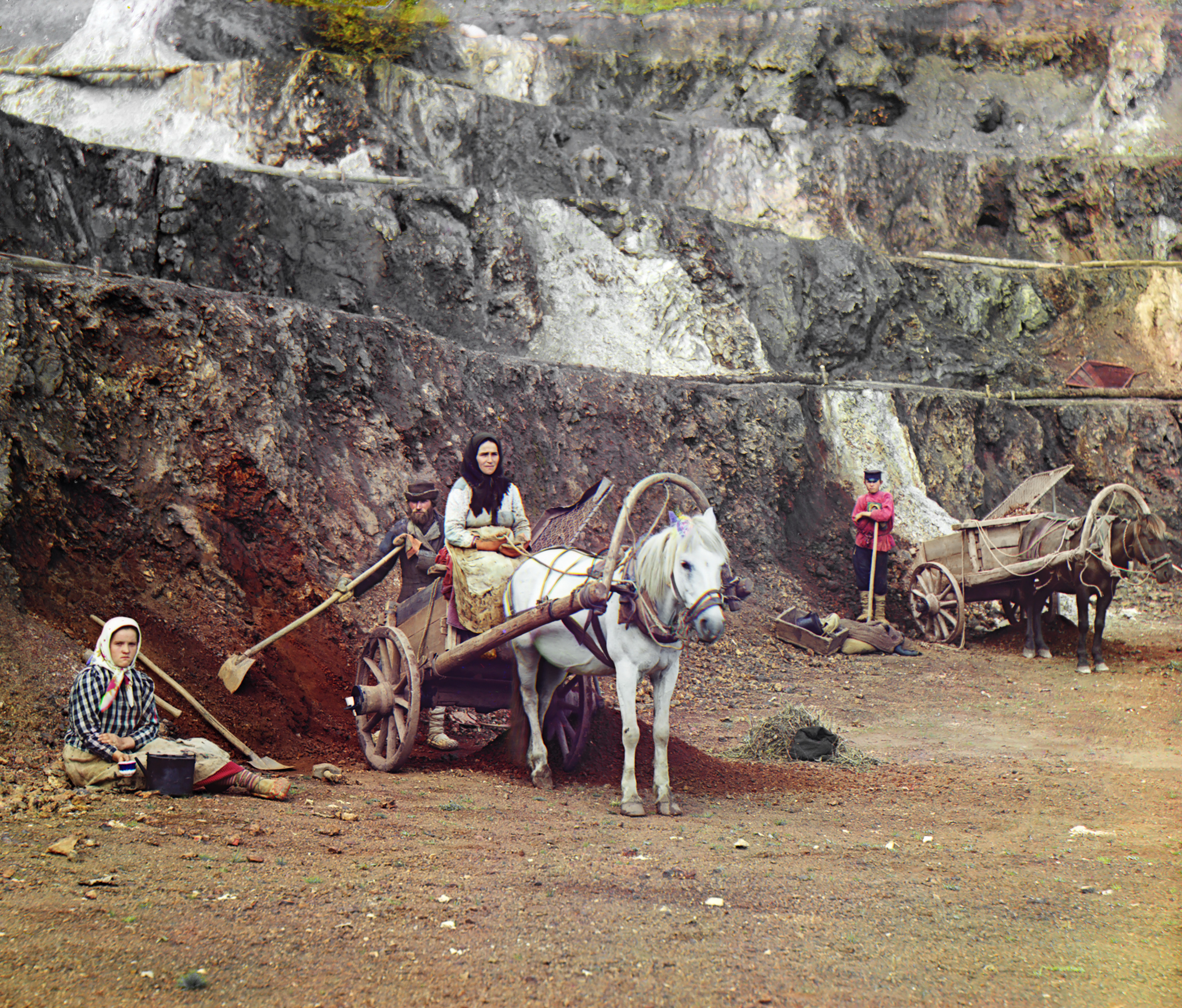
Работа на Бакальском руднике
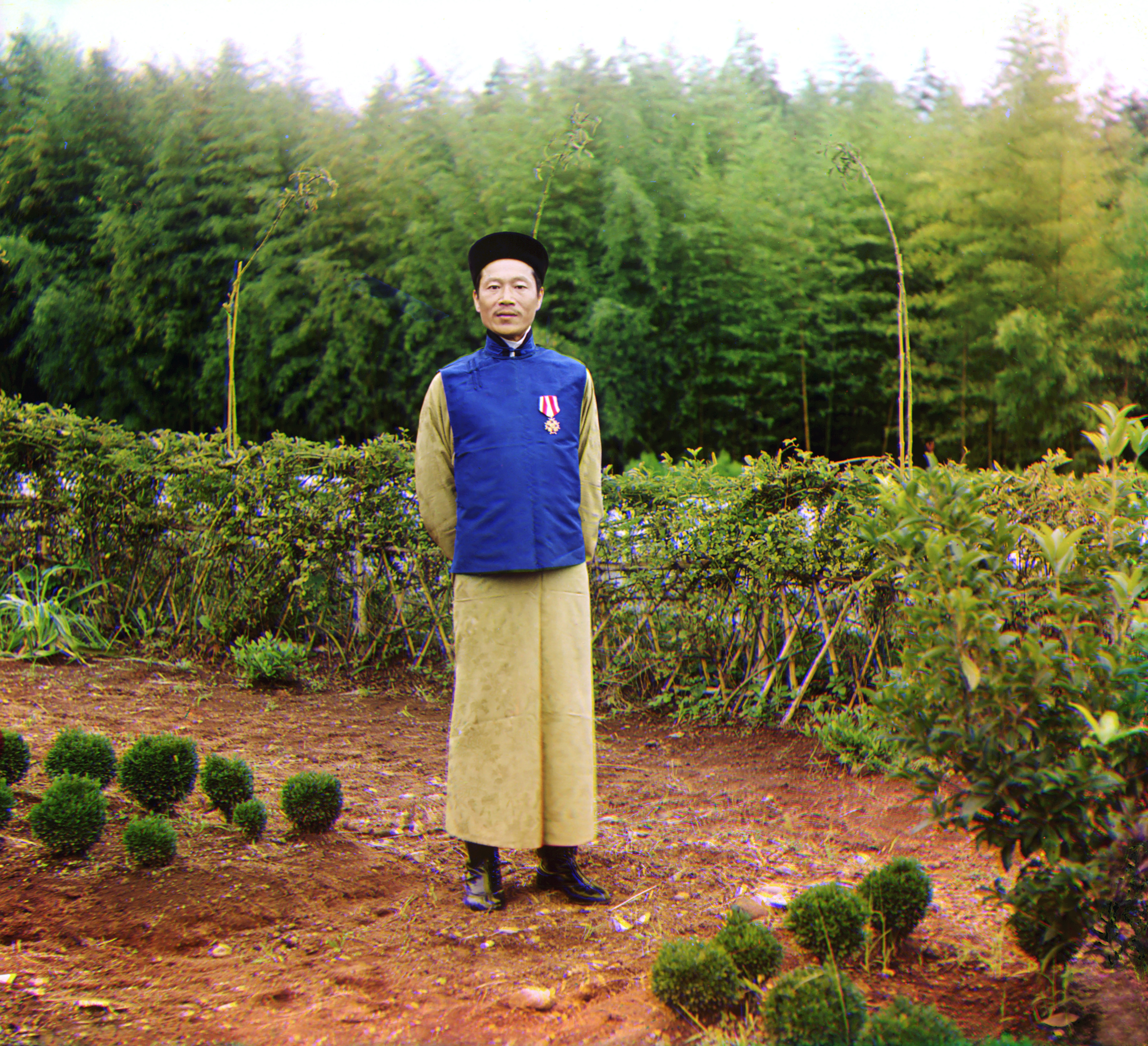
Китайский прораб на чайной ферме возле Батума
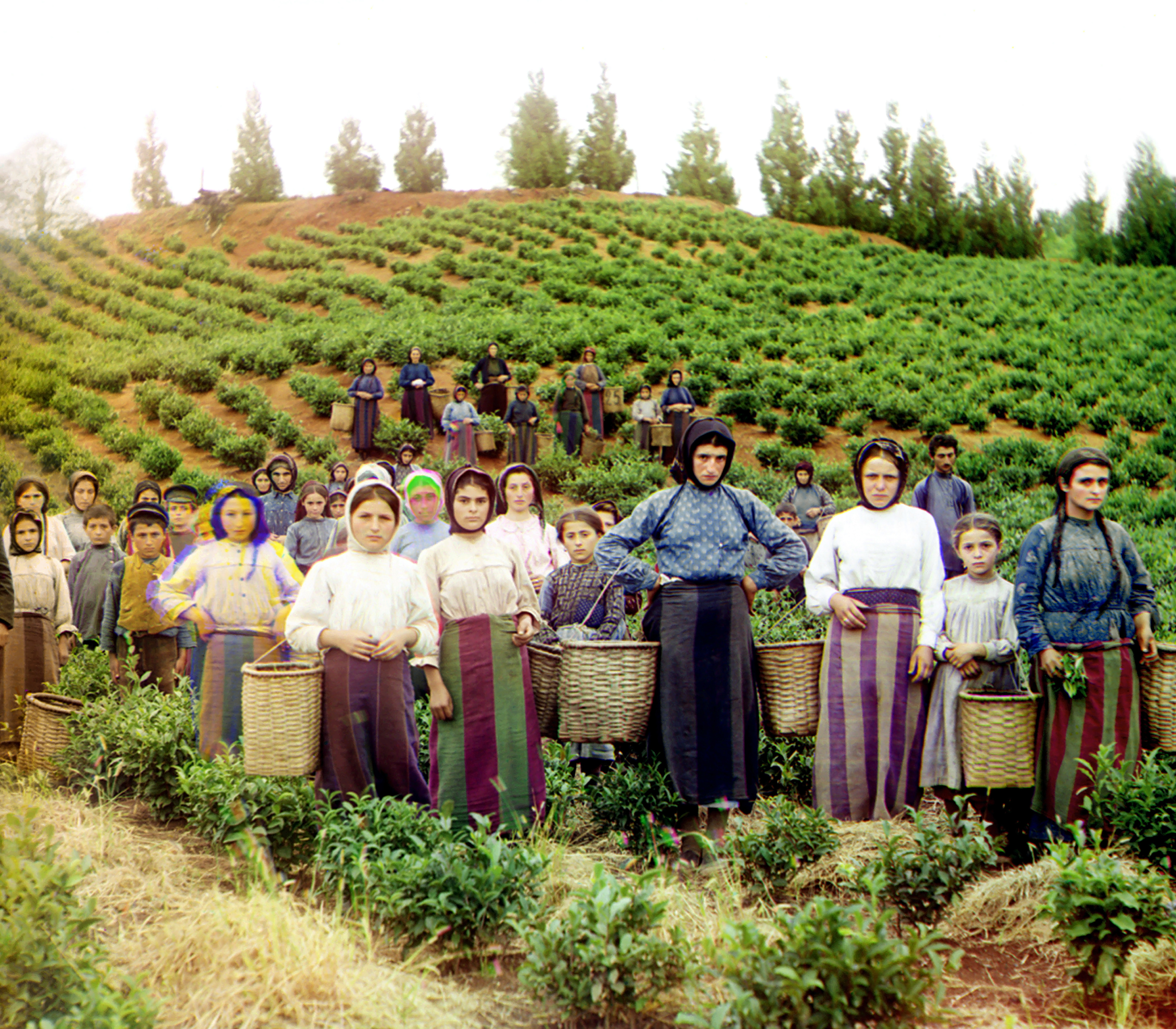
Сбор чая в Чакве
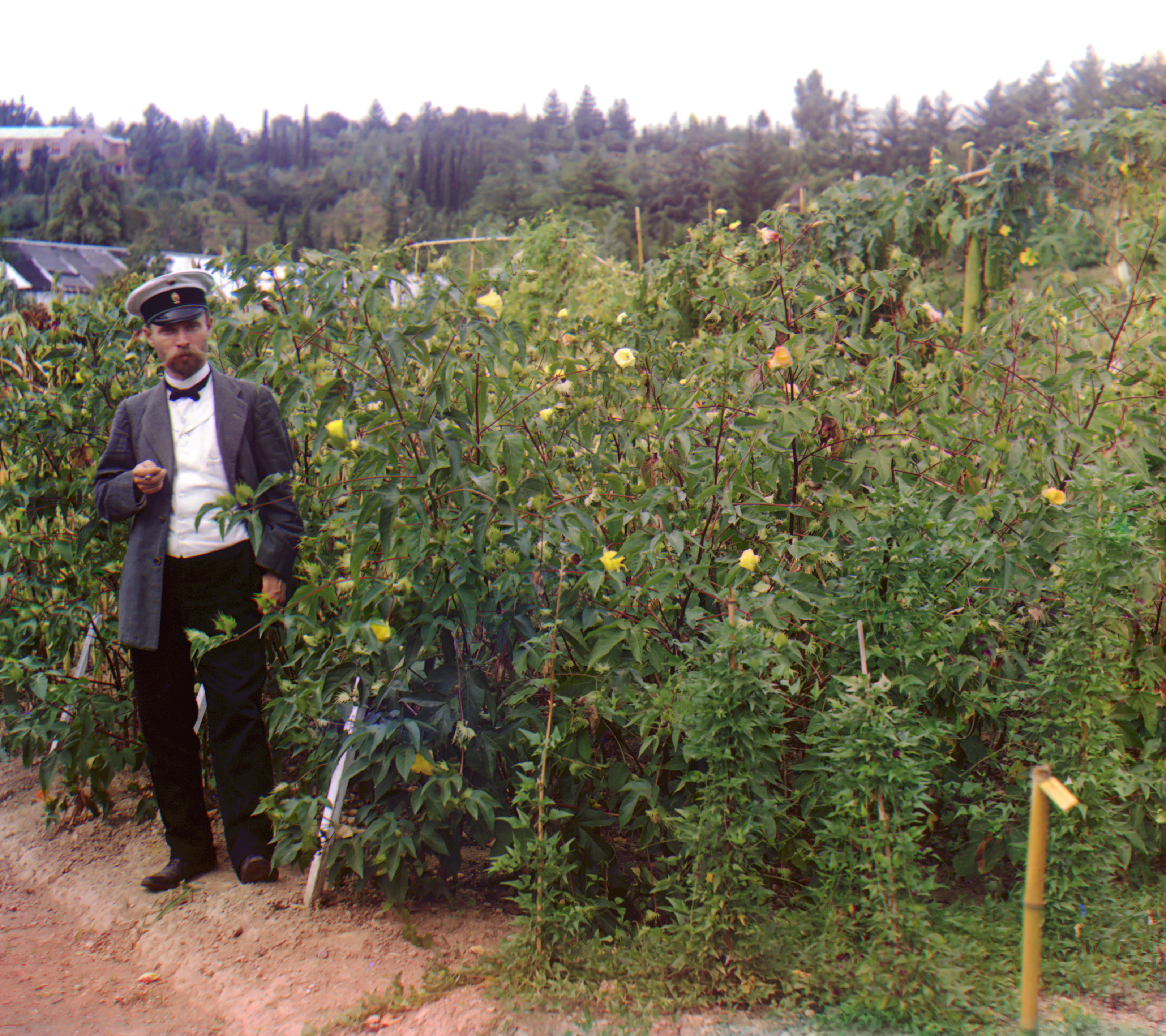
Хлопковое поле в Сухумском ботаническом саду
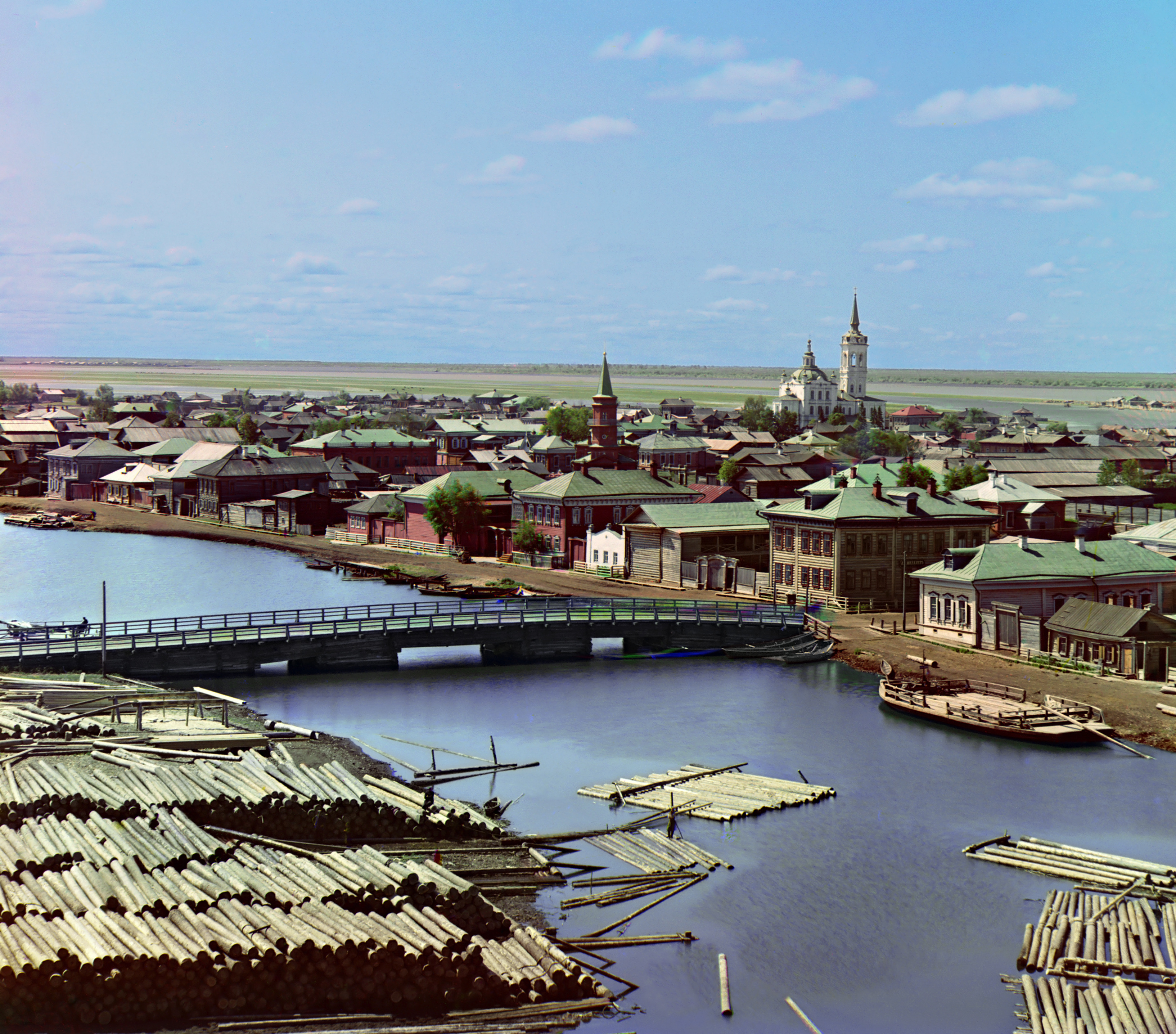
Вид Тобольска с колокольни церкви Преображения
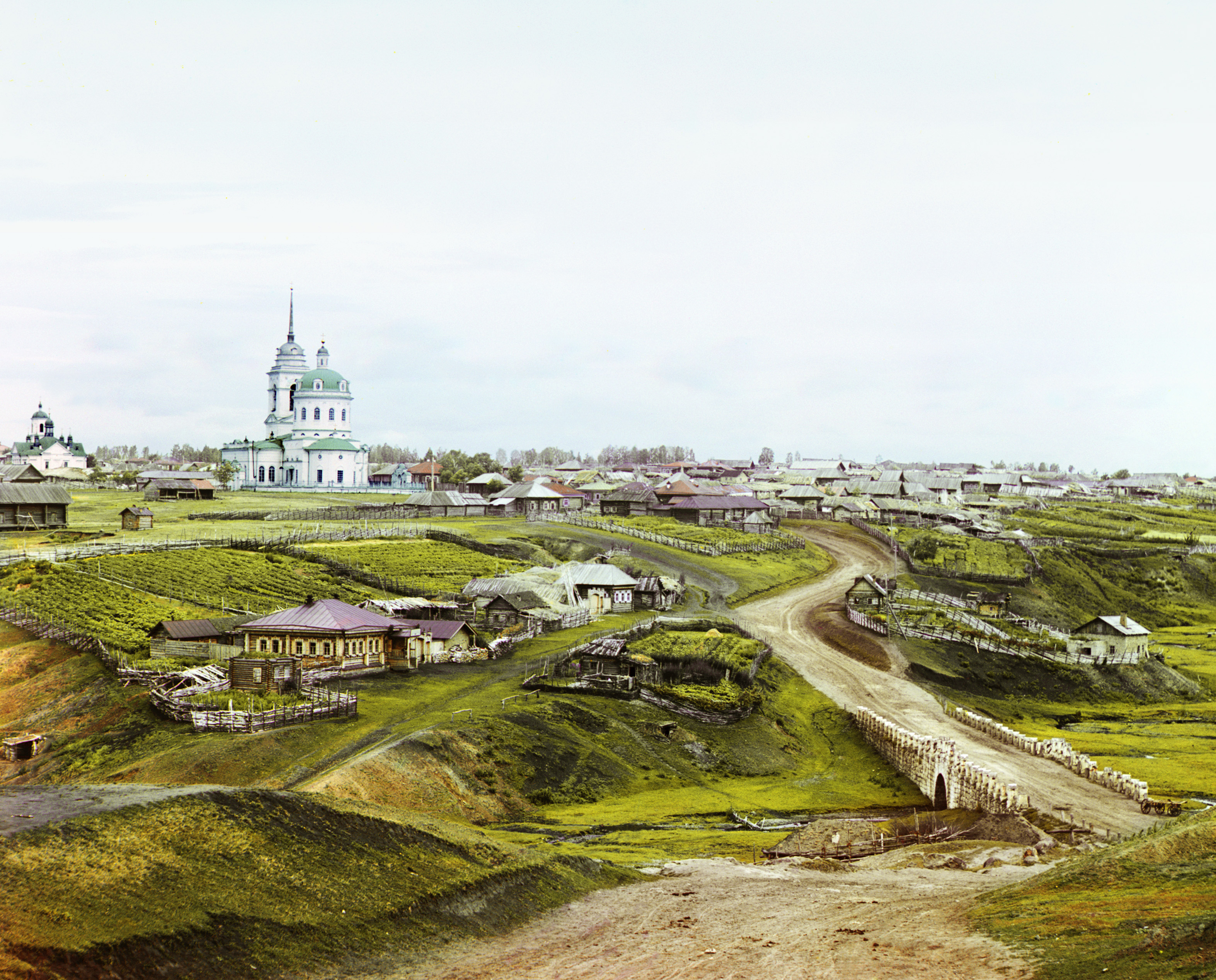
Деревня Колчедан в Уральских горах
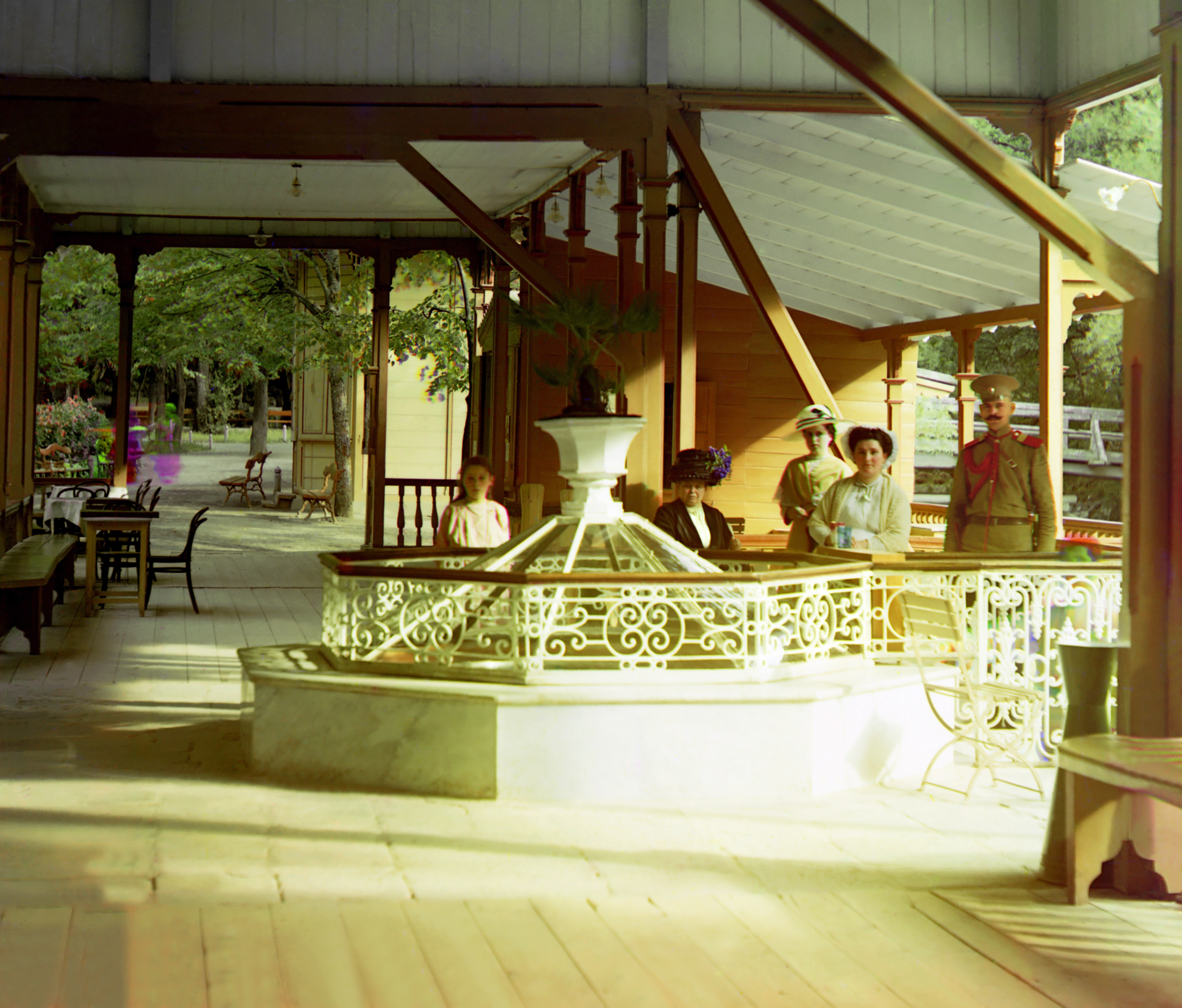
У источника на курорте в Боржоми
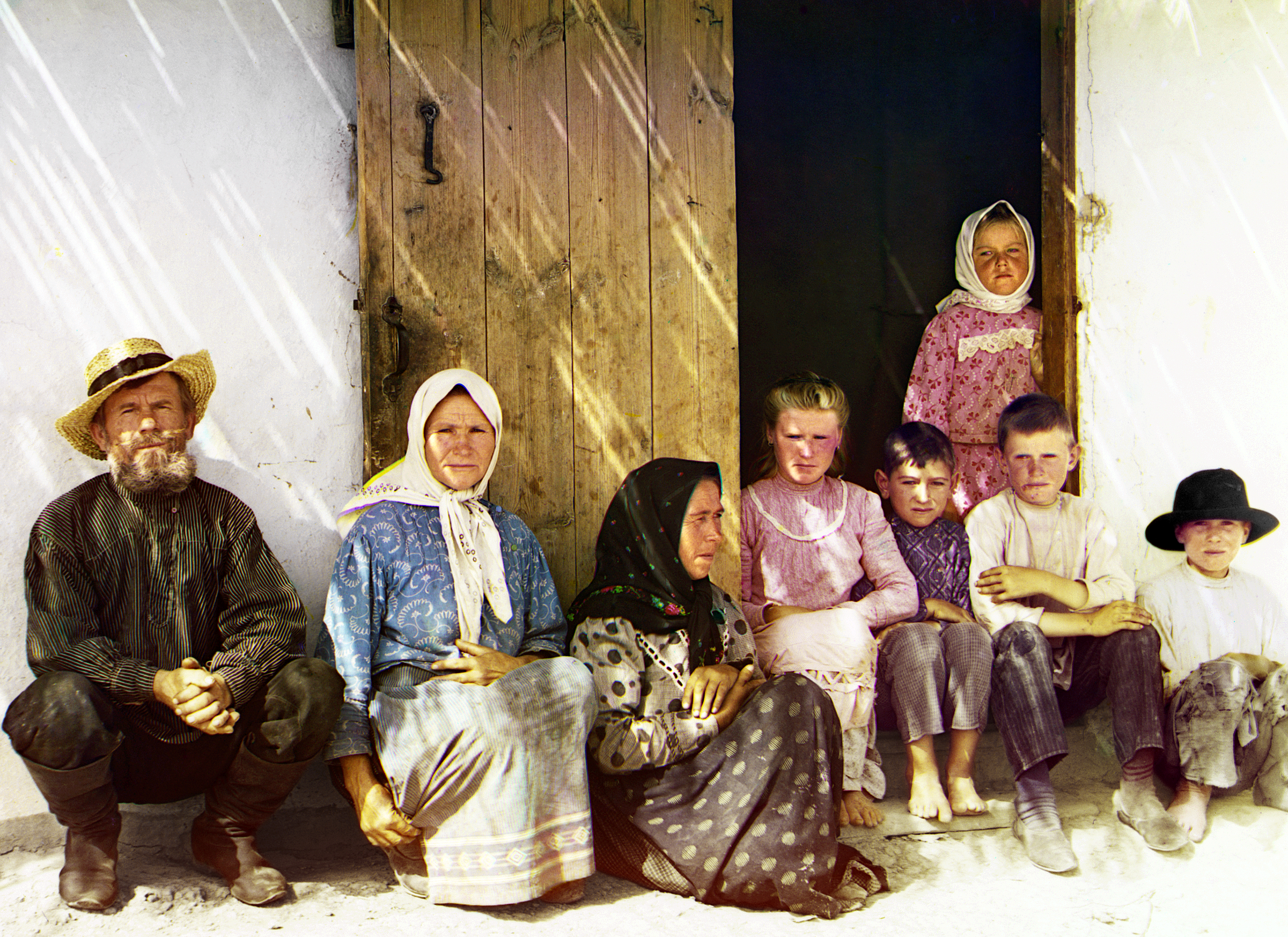
Русские поселенцы в Муганской степи
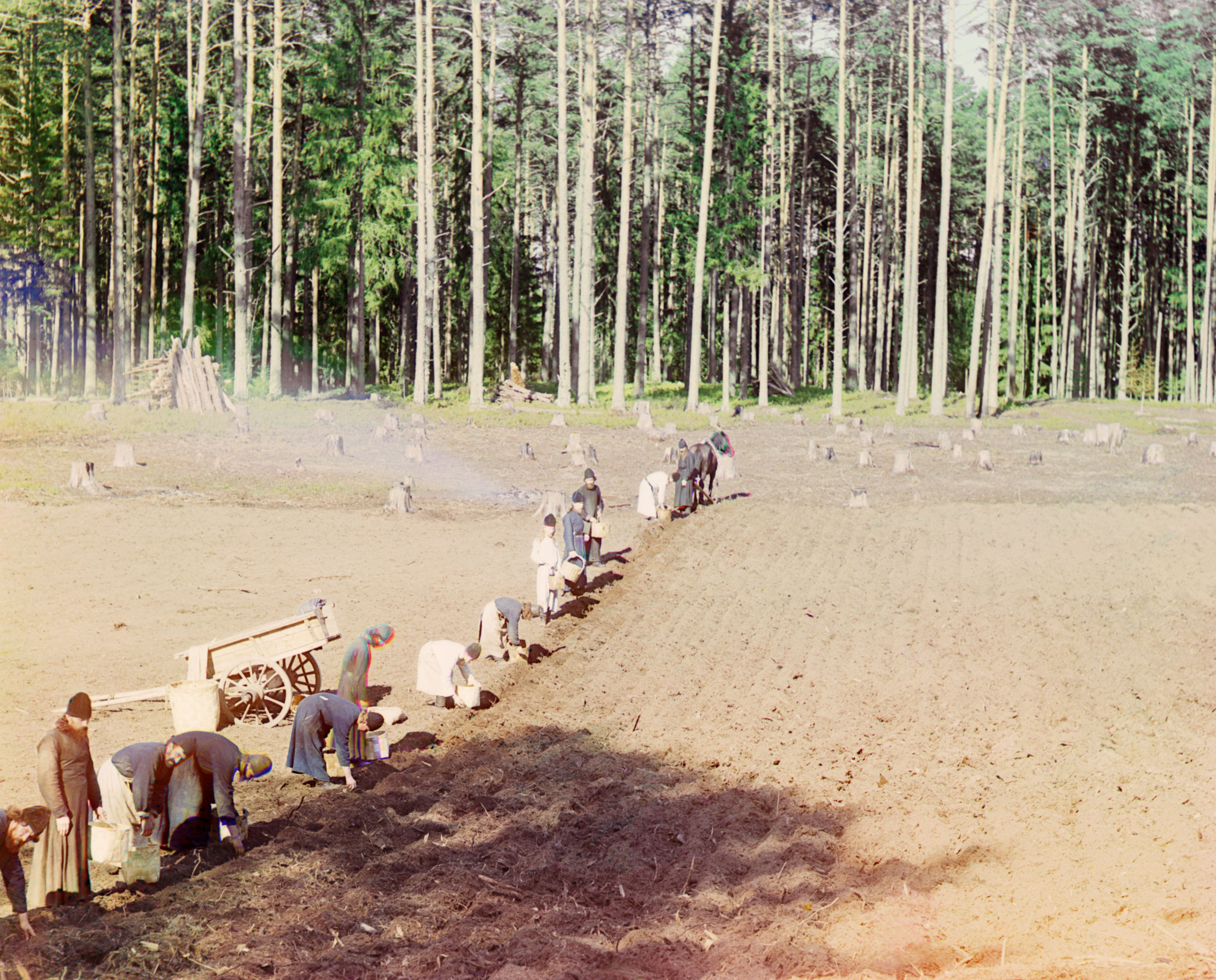
Монахи сажают картошку на озере Селигер
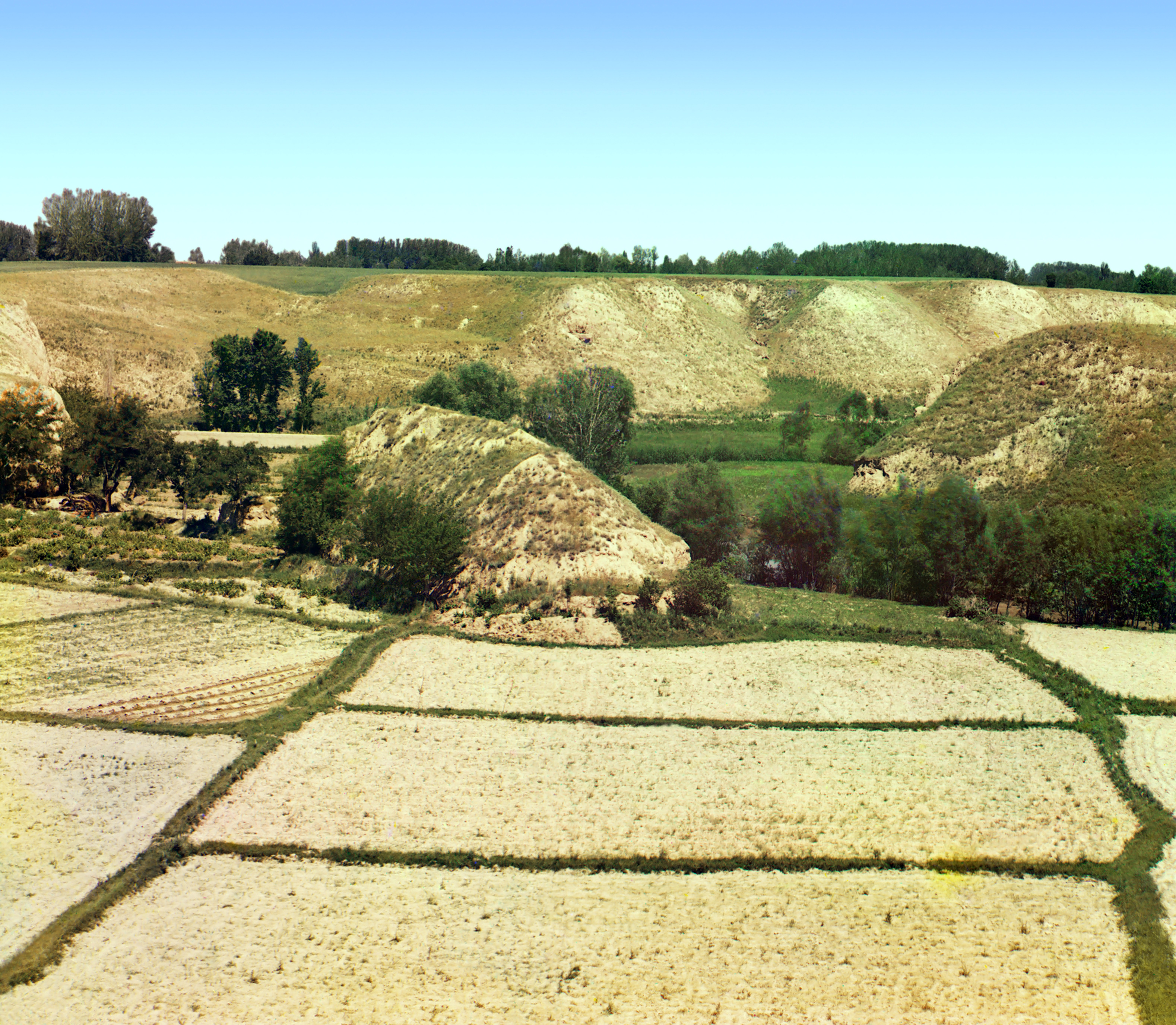
Поля Самарканда
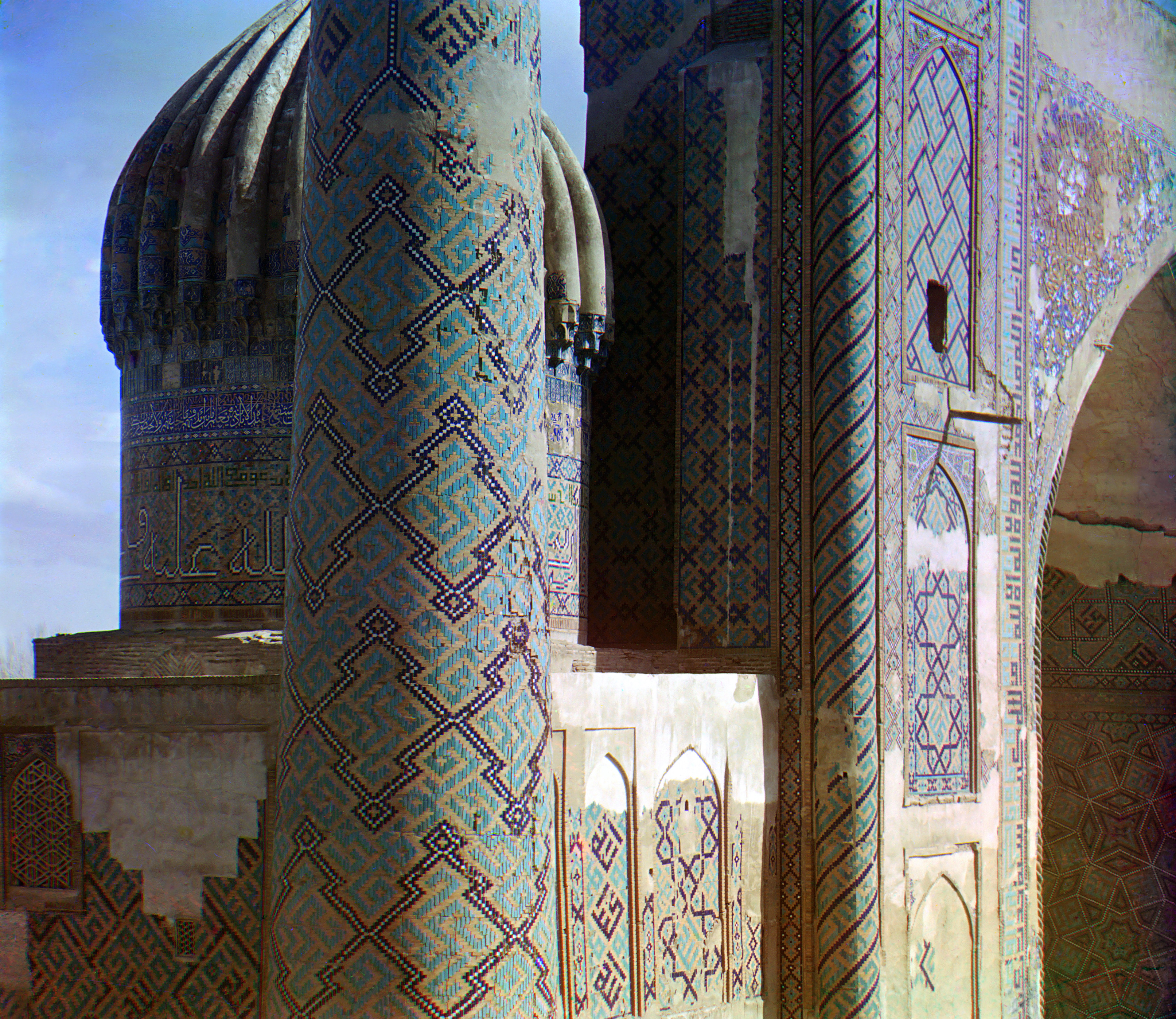
Образцы мозаики на минарете Медресе Шердор. (Самарканд, площадь Регистана).
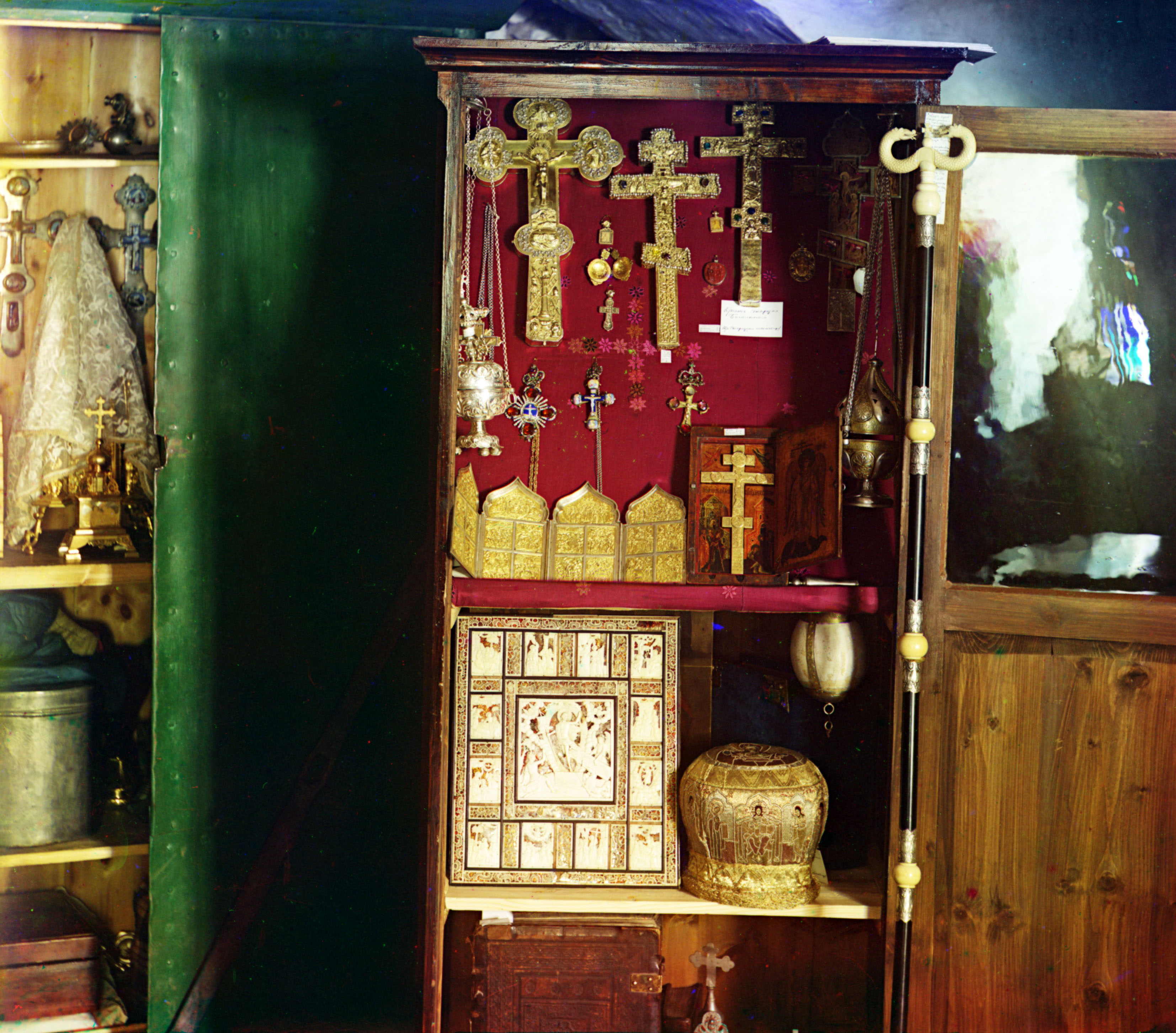
Некоторые предметы из ризницы Старицкого монастыря: Митра Св. Дионисия, кадило и крест Св. Дионисия. Крест патриарха Иова.
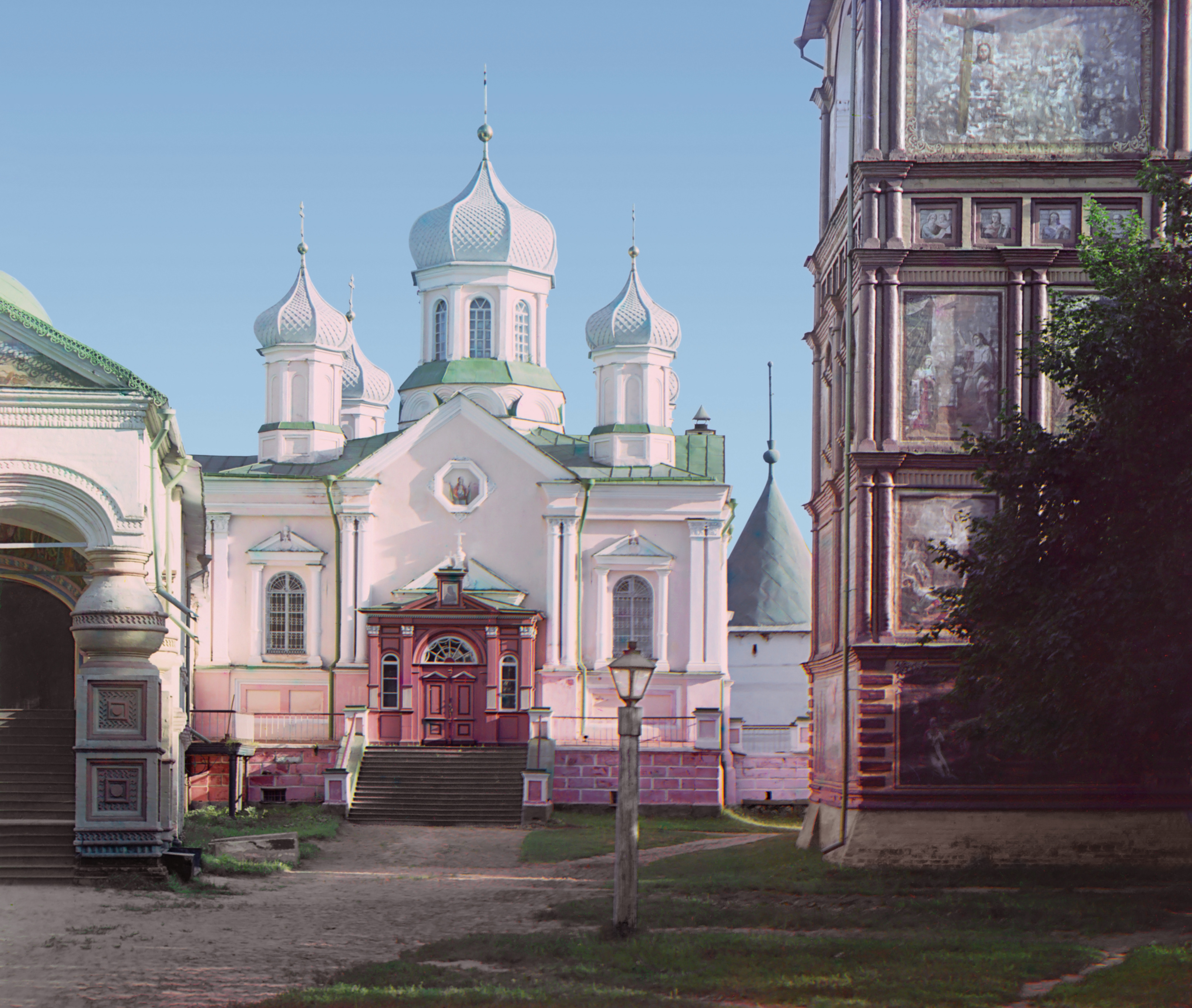
Кострома. Собор Рождества Пресвятой Богородицы в Ипатьевском монастыре
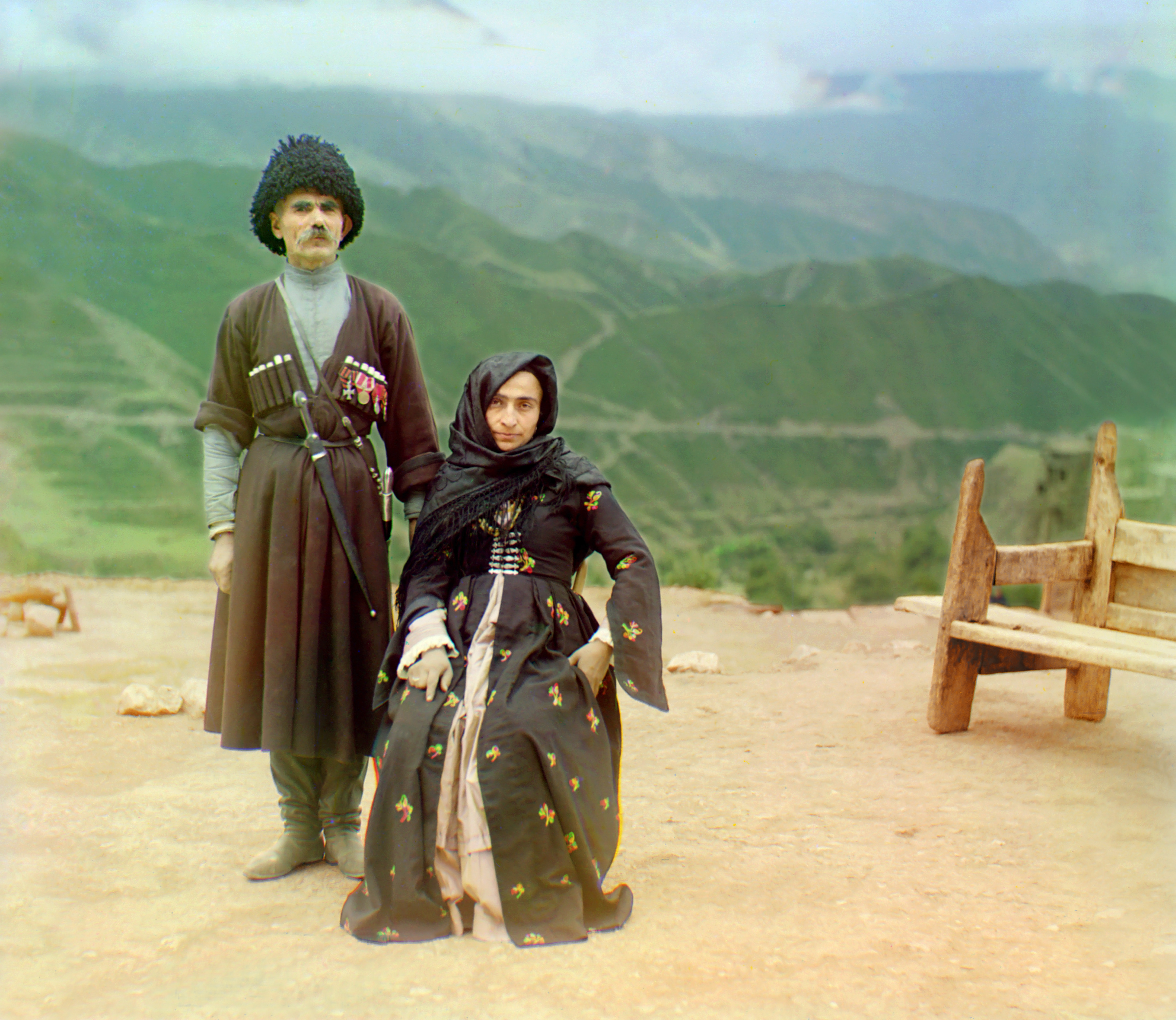
Портрет дагестанской пары в Кавказских горах
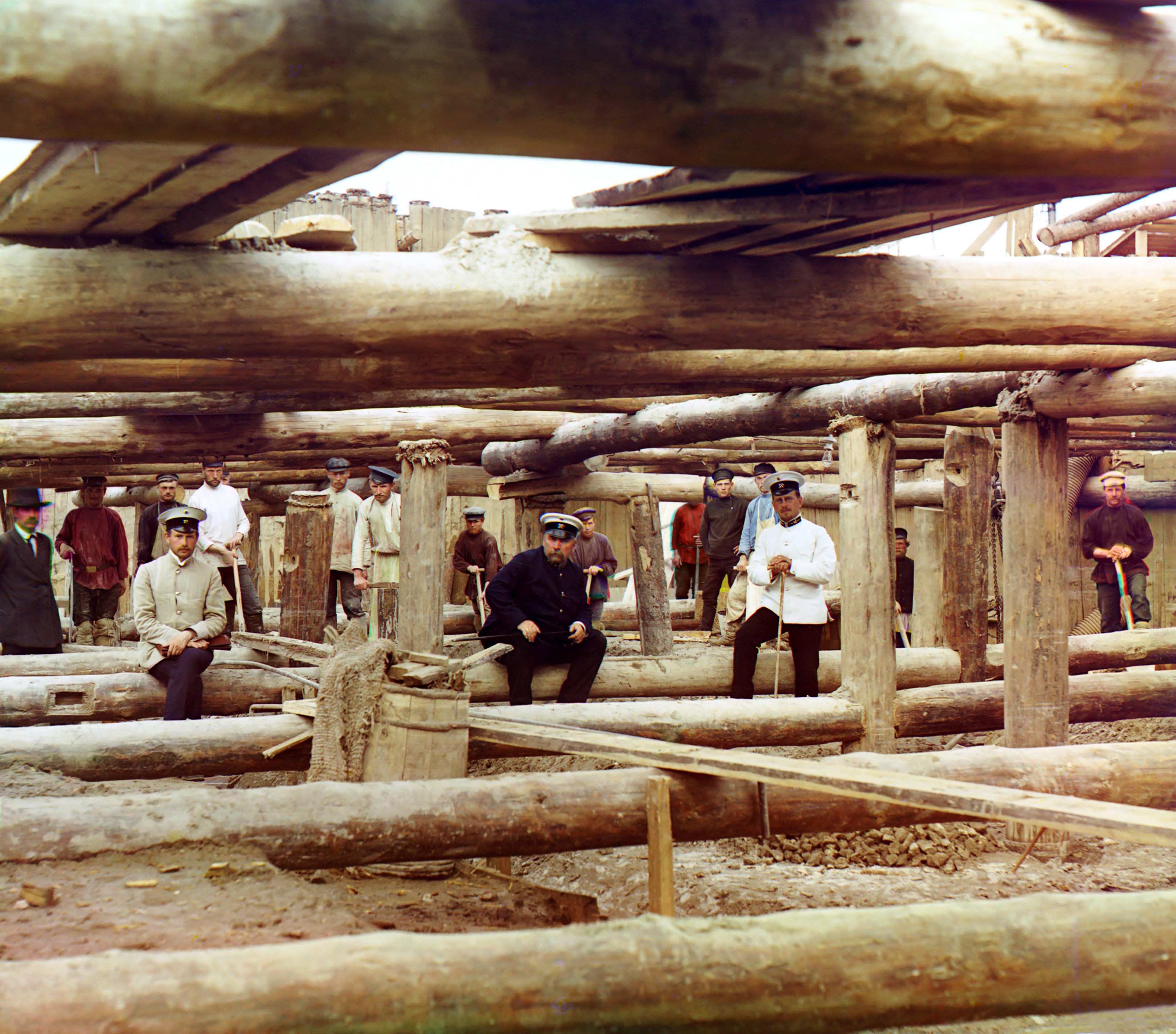
Сооружение дамбы на Оке
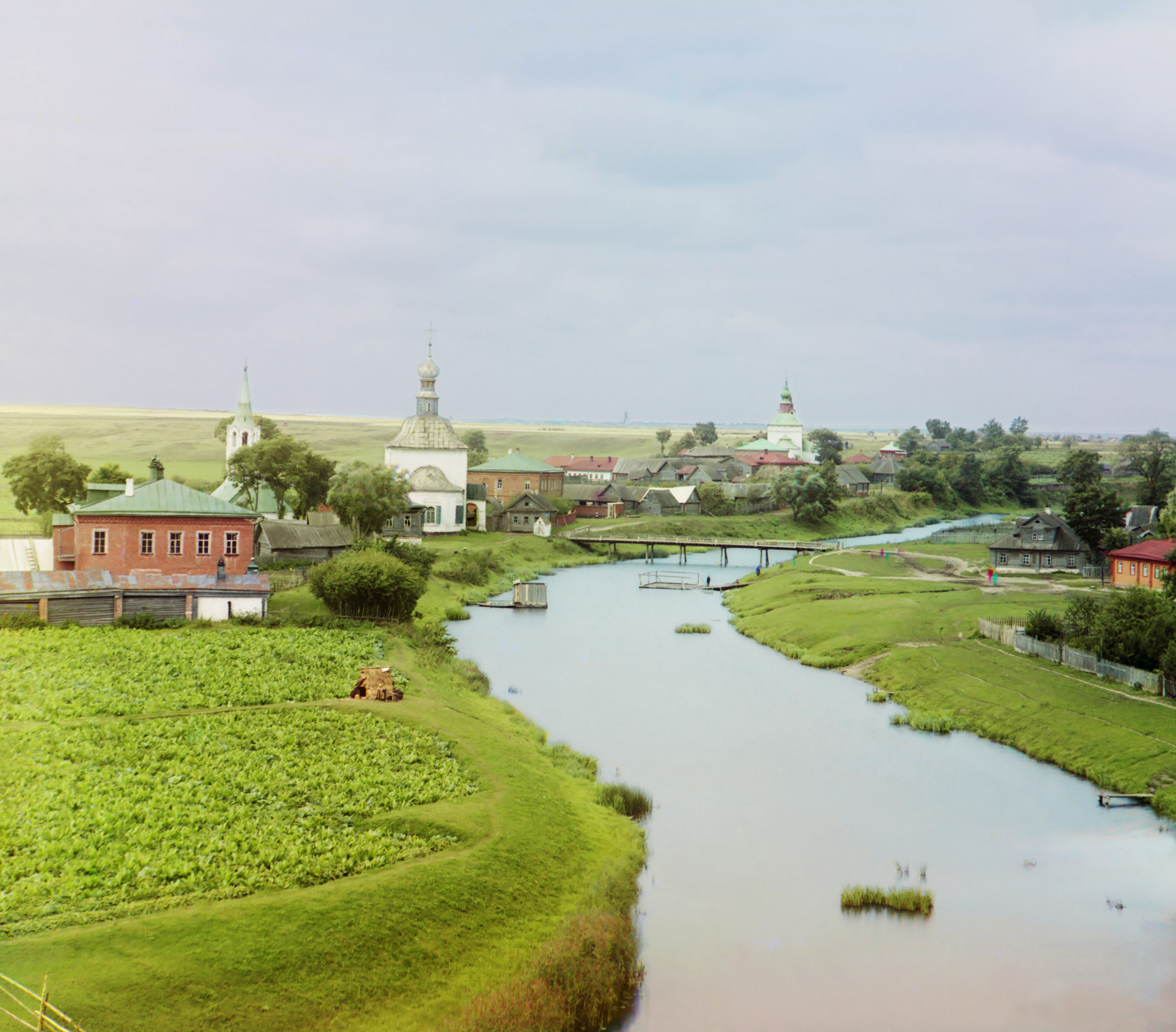
Вид на Суздаль с реки Каменка к северо-востоку от Москвы
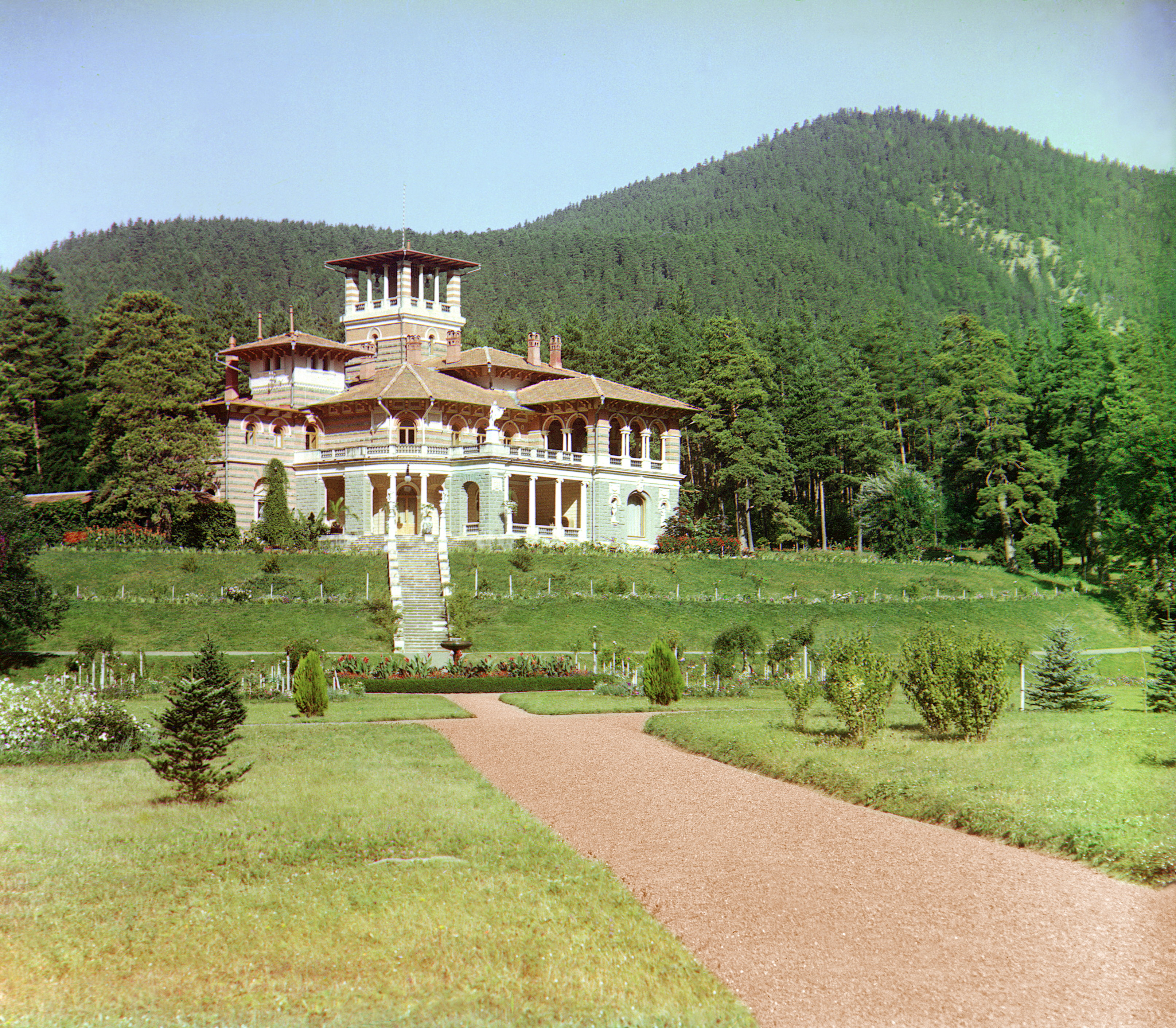
Вид на дворец Ликани от реки Куры в Боржоми
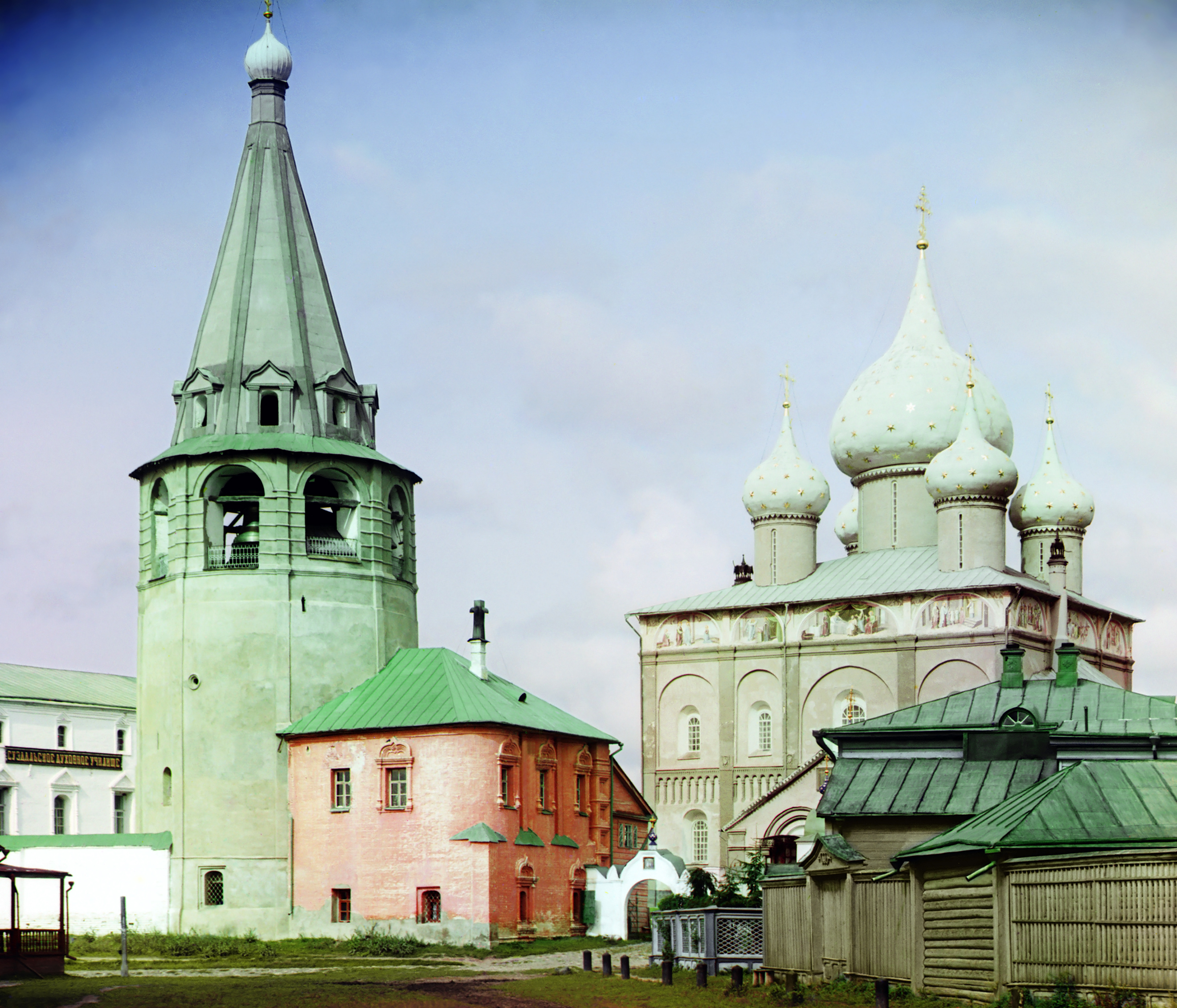
Суздаль. Собор Рождества Богородицы
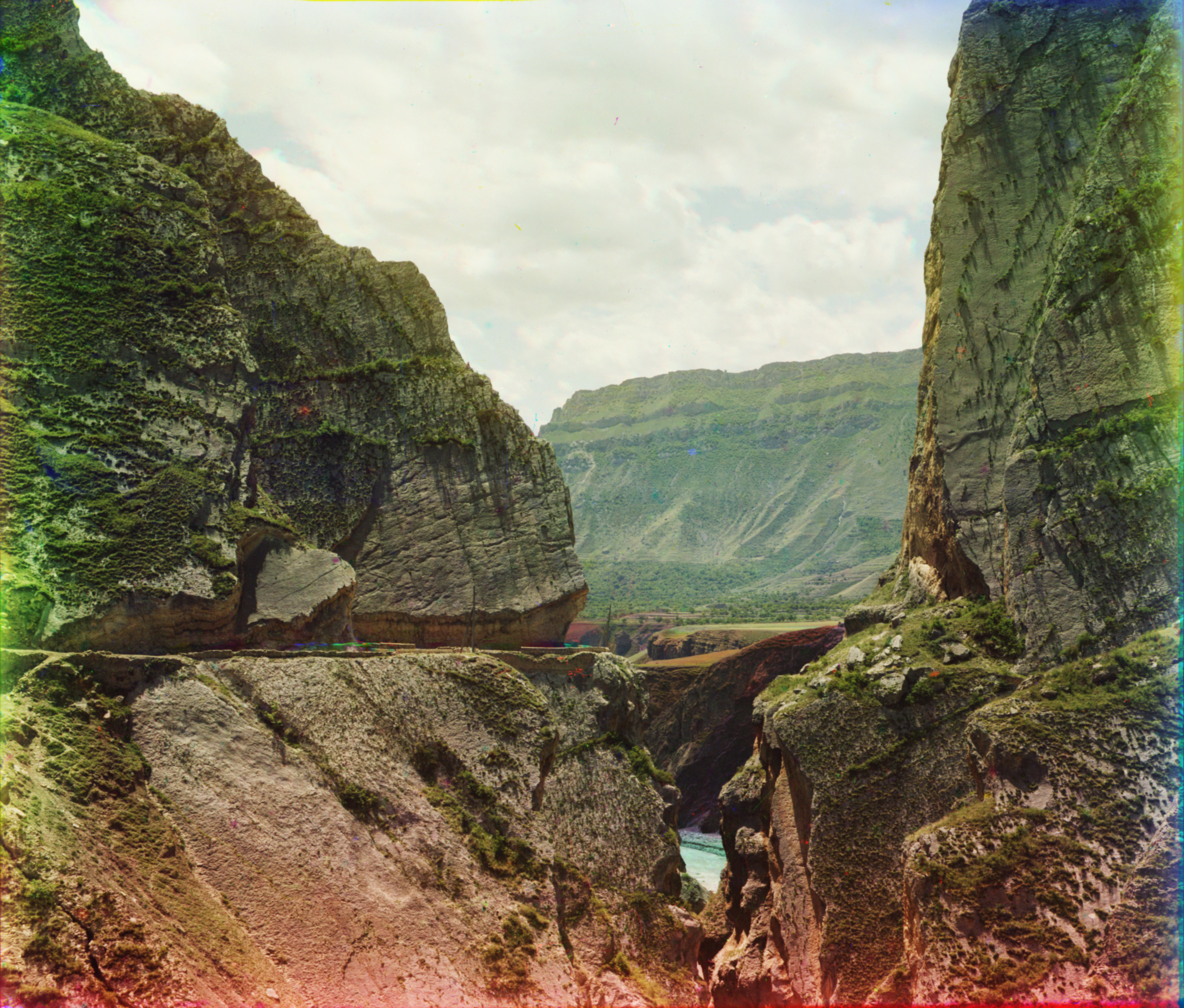
Салтинское ущелье, Дагестан.
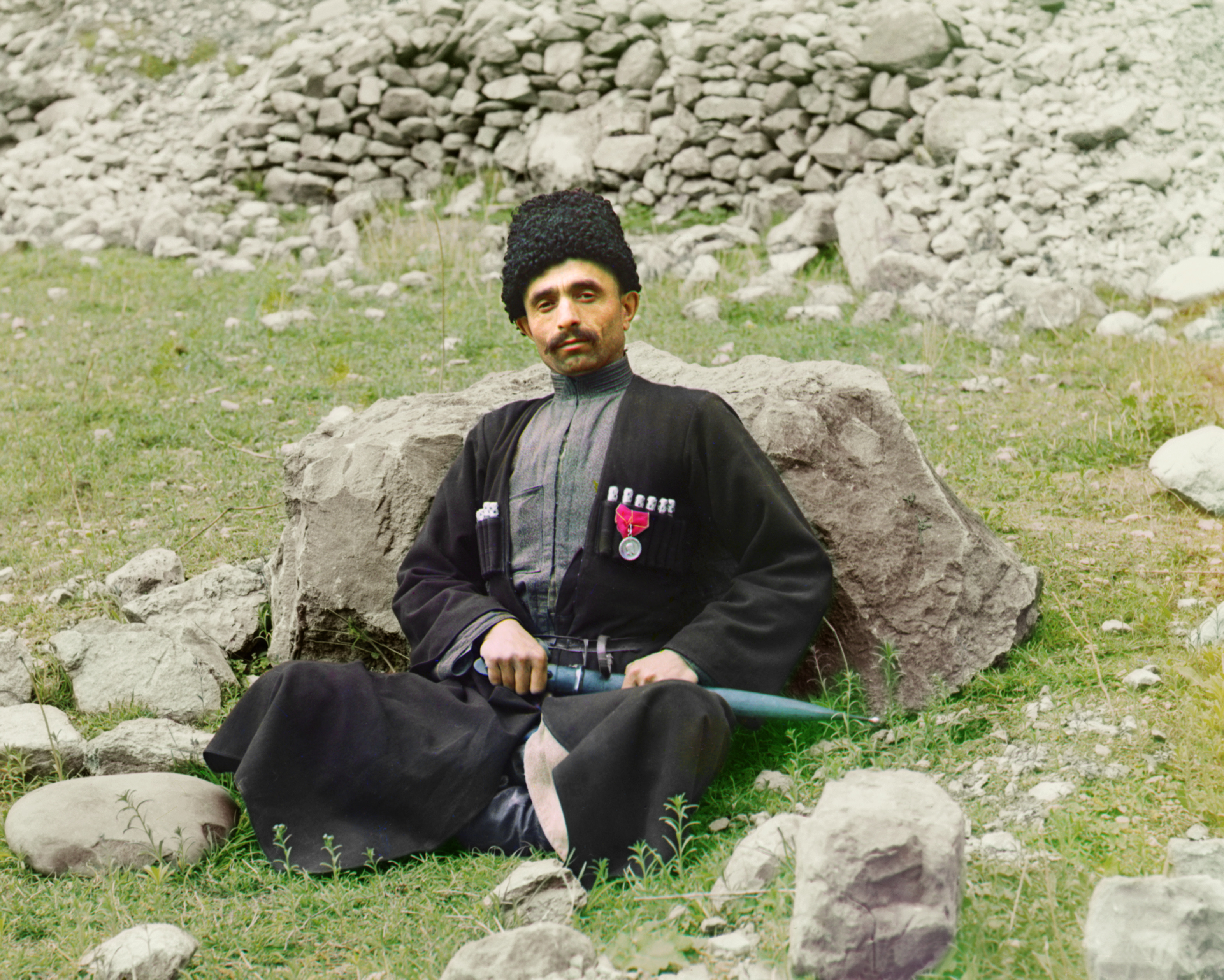
Дагестанец в национальной одежде с кинжалом
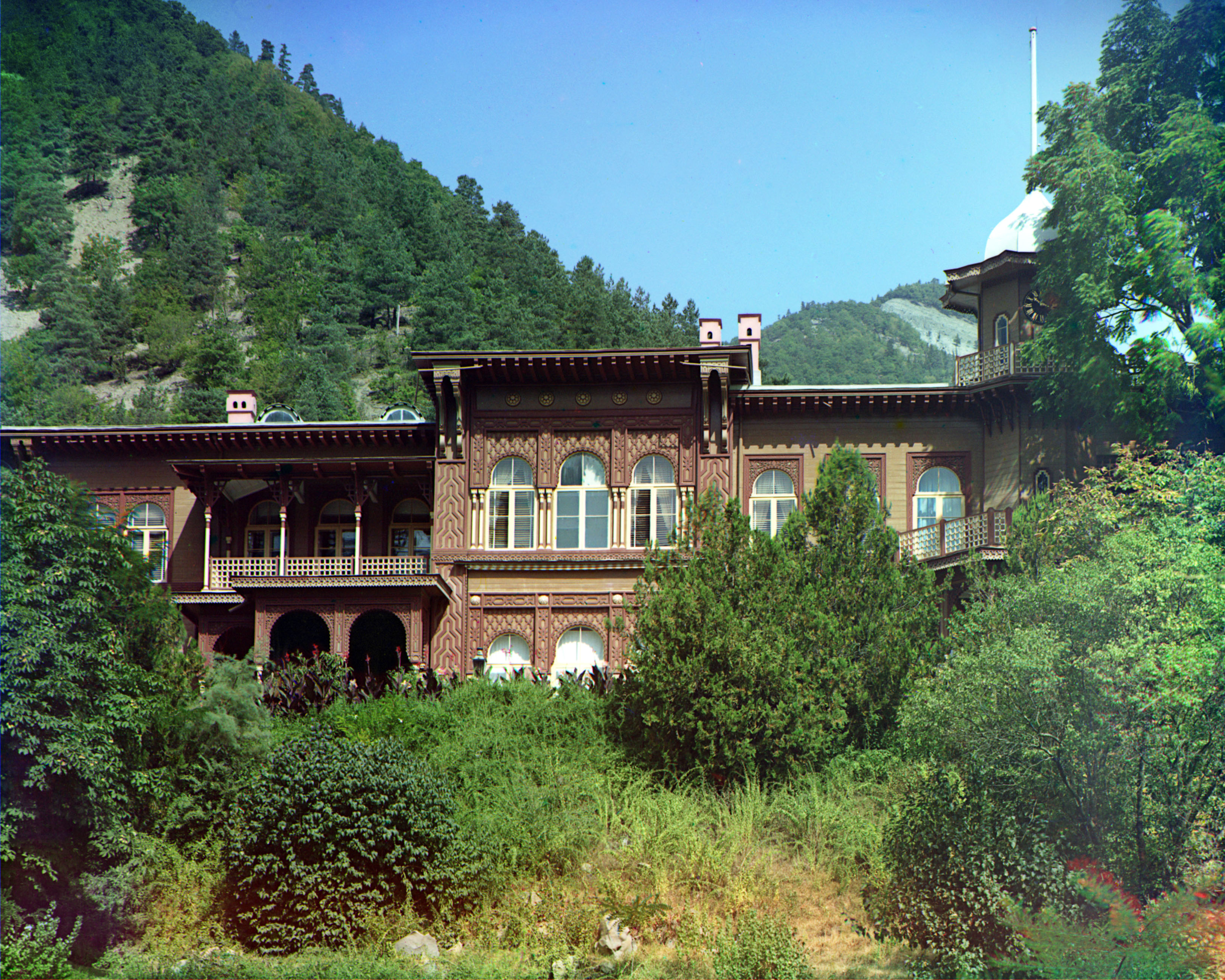
Дворец великого князя Михаила Николаевича в Боржоми
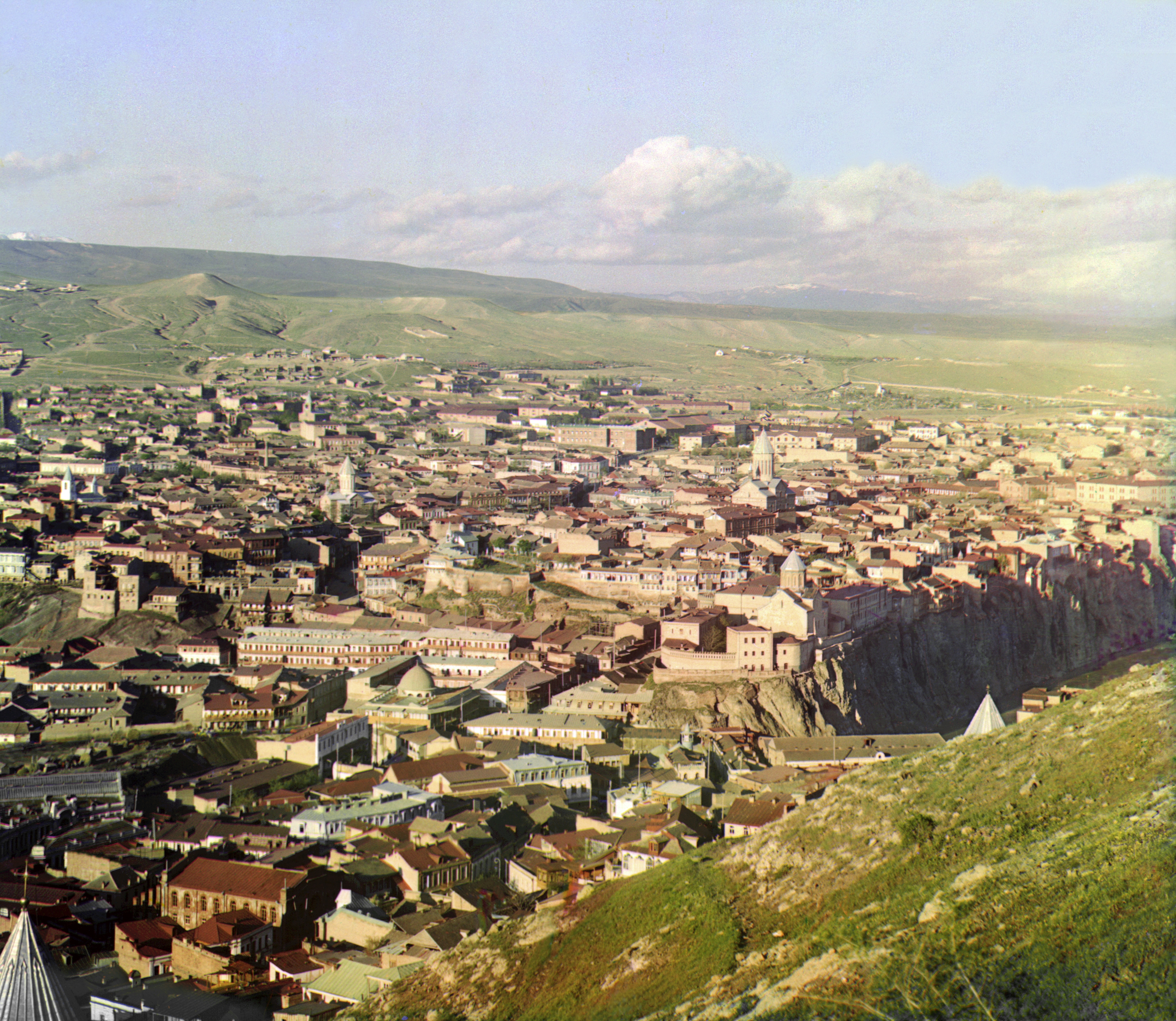
Вид на Тифлис
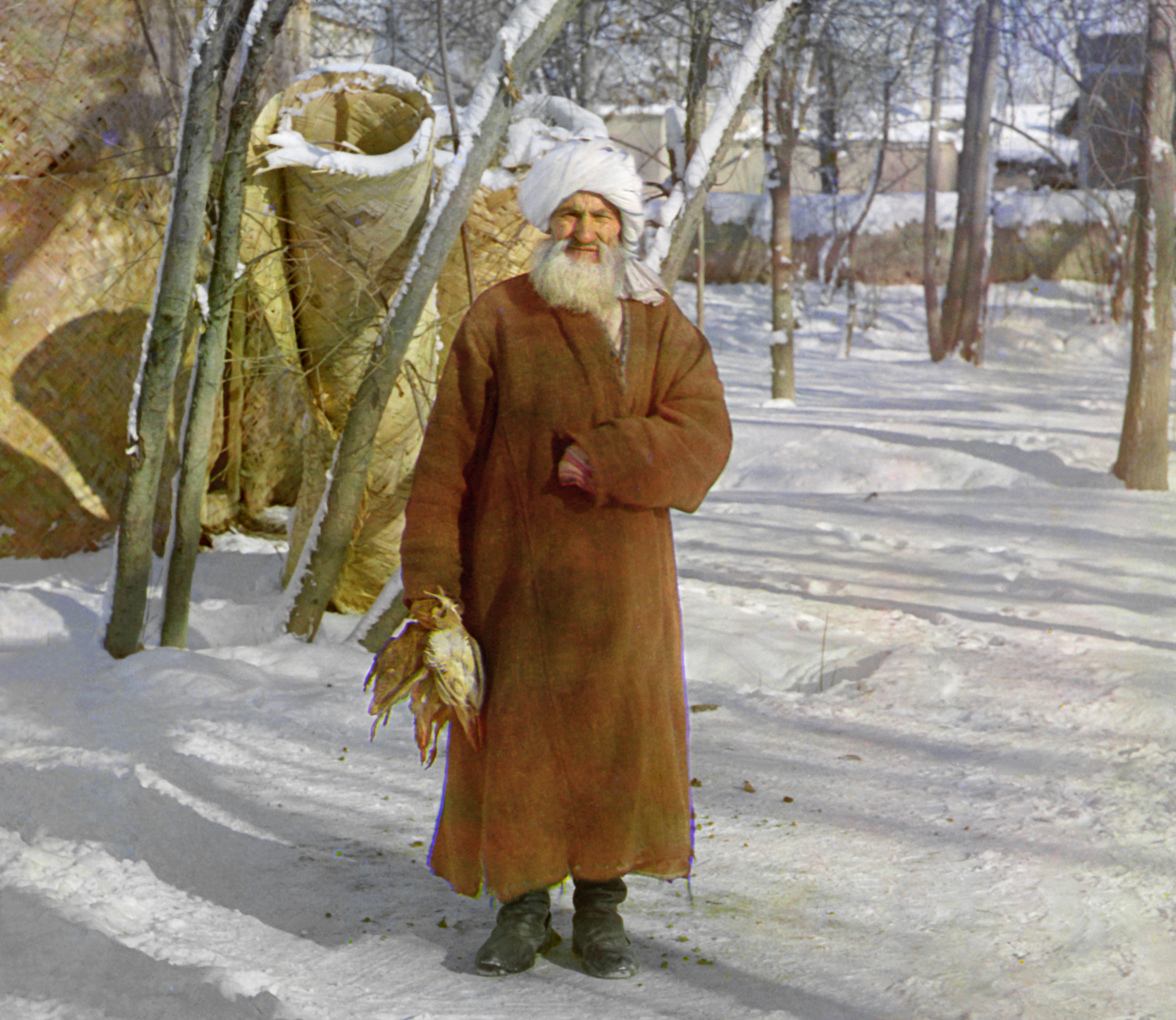
Сарт близ Самарканда
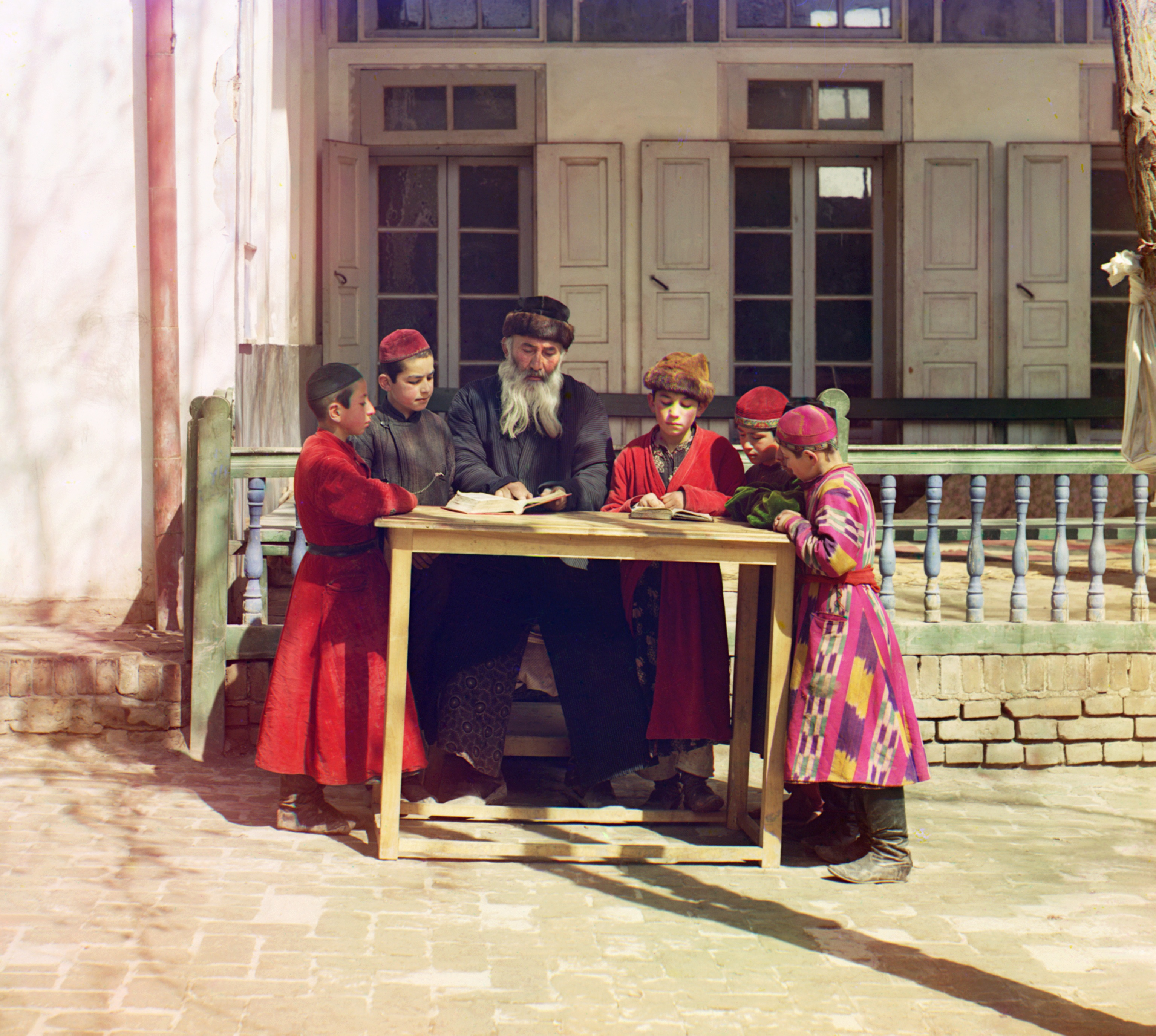
Еврейские дети и их учитель в Самарканде
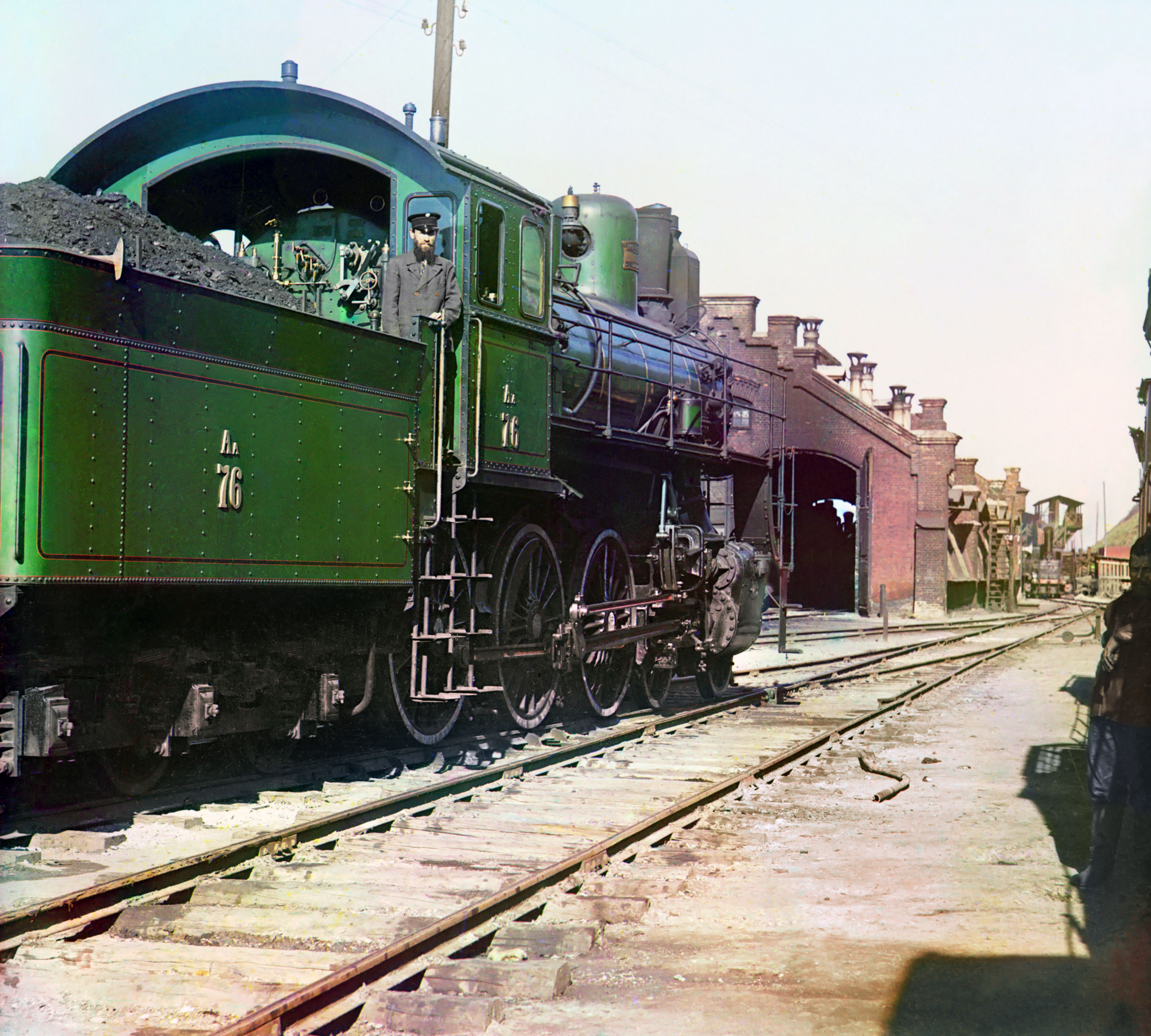
Русский паровоз AА76 на Пермской железной дороге
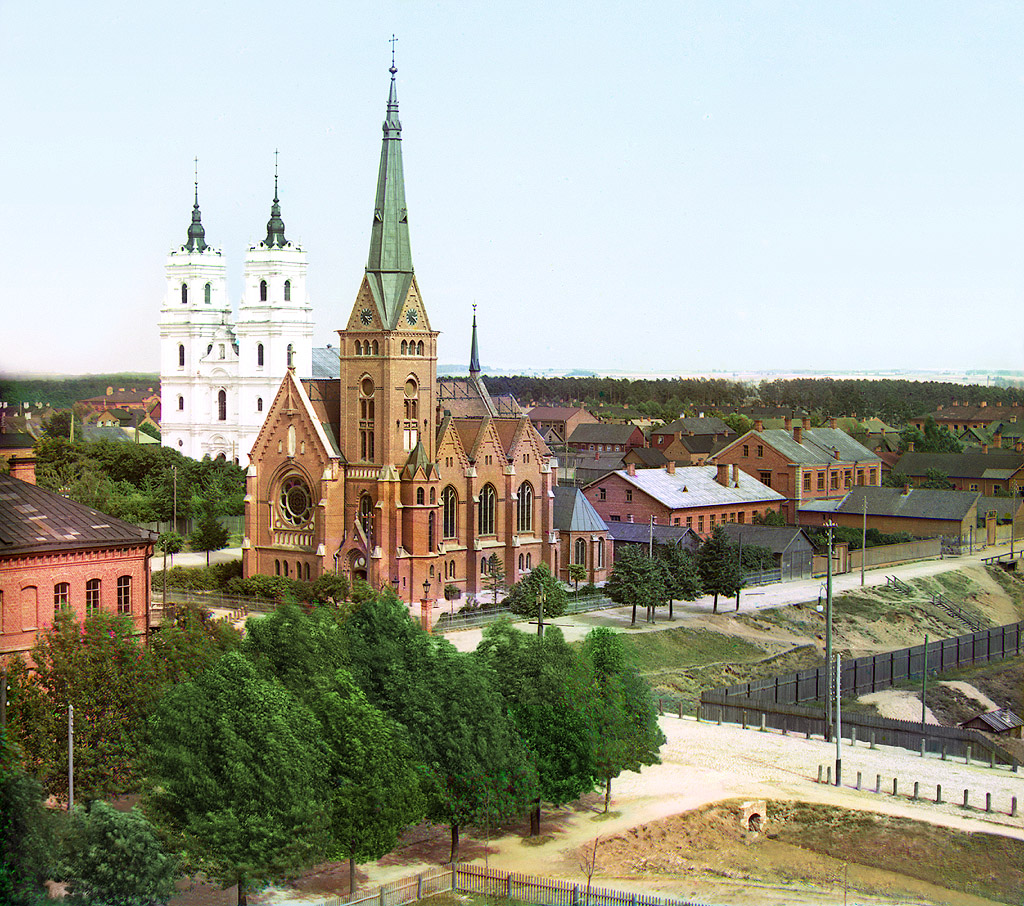
Лютеранская кирха и костёл Непорочного Зачатия Девы Марии в Двинске
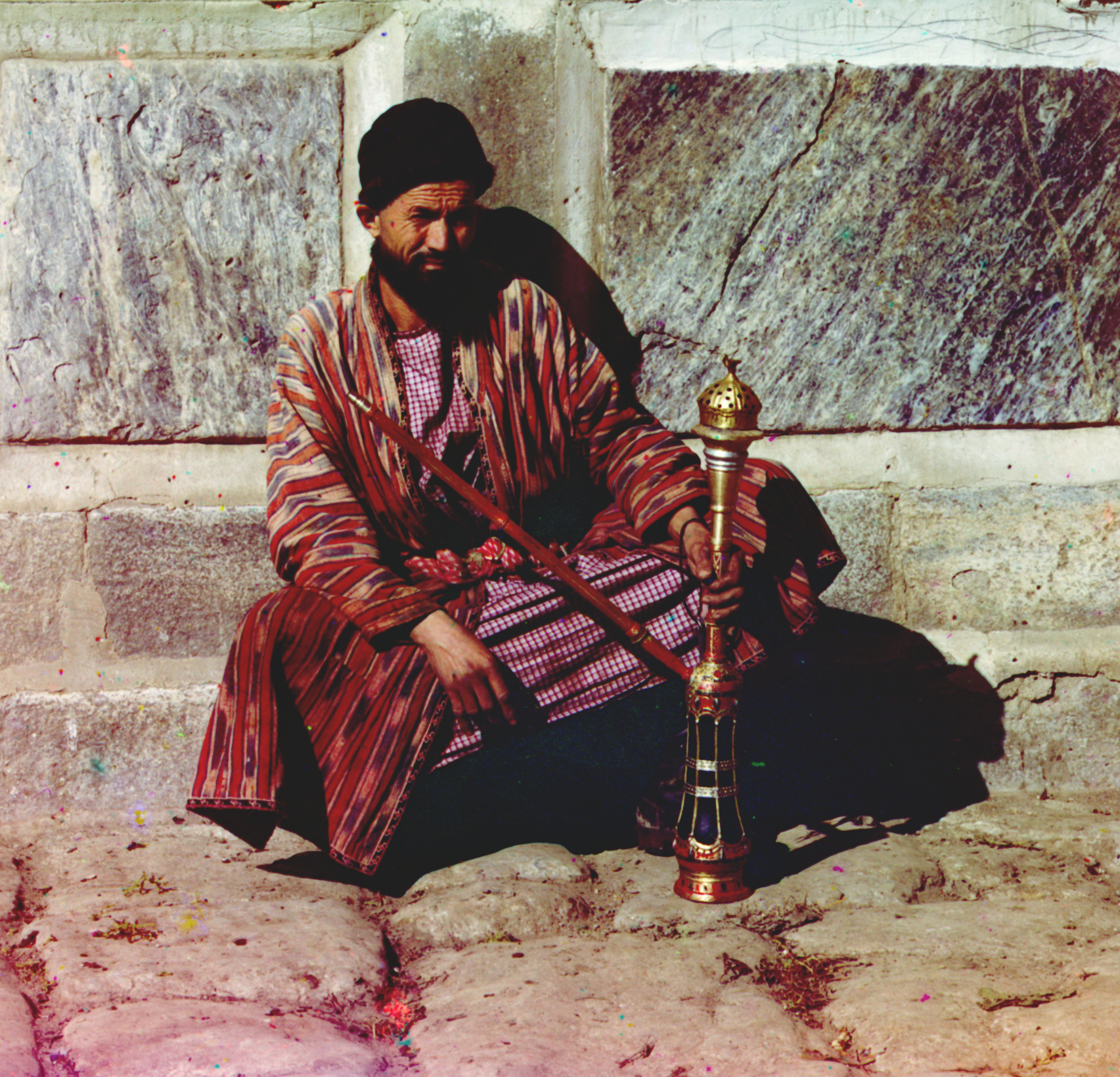
Мужчина с кальяном
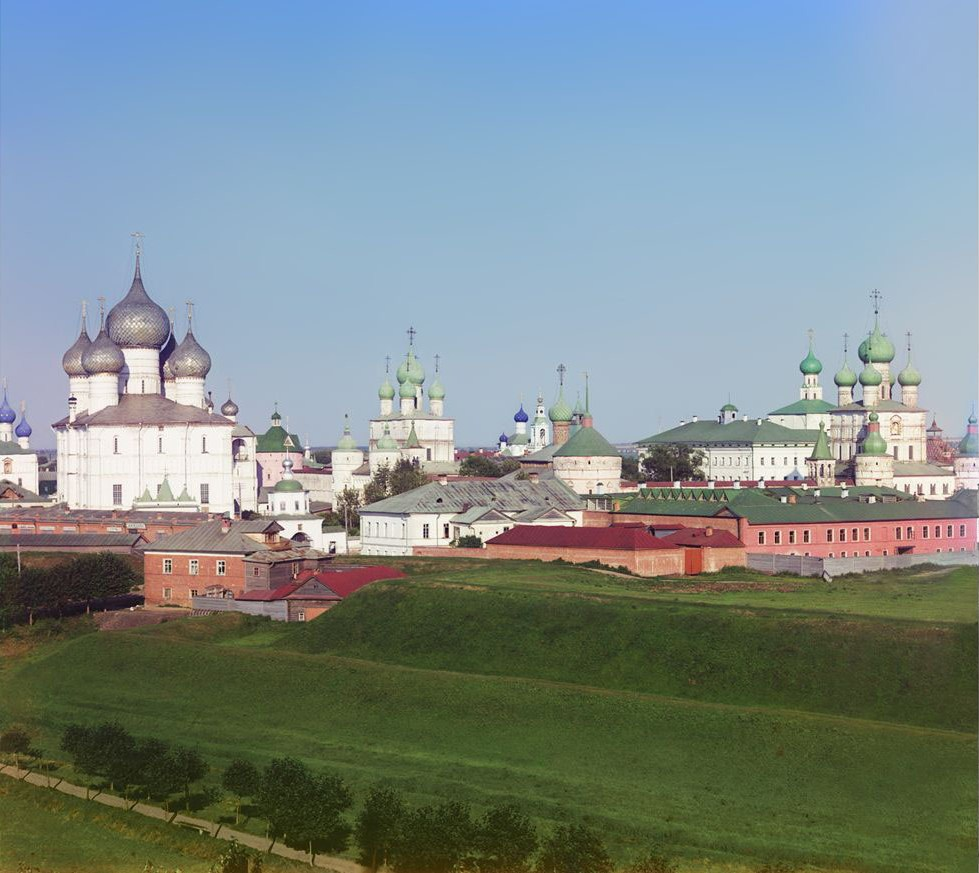
Ростовский Кремль
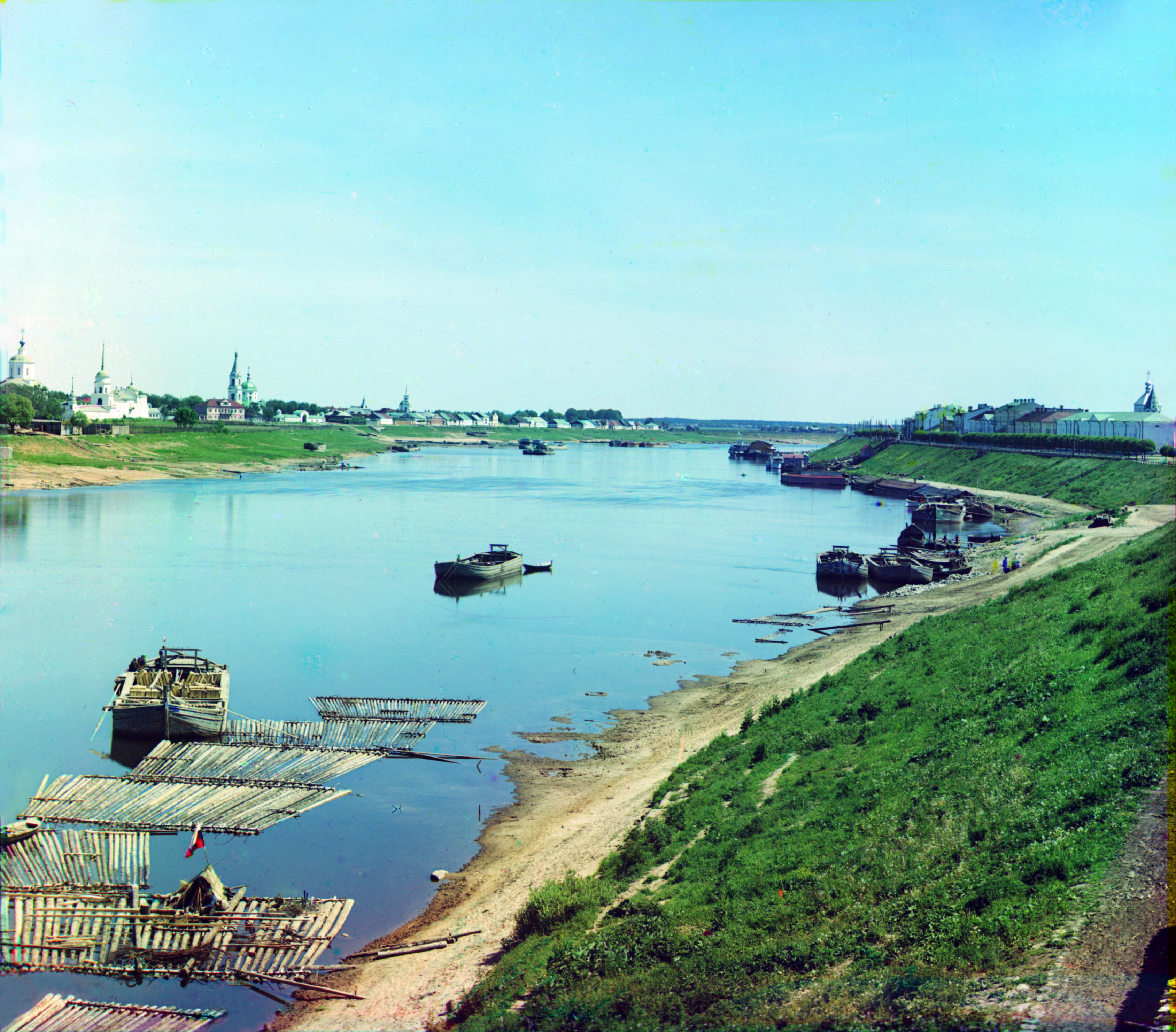
Сплав леса по Волге неподалёку от Твери
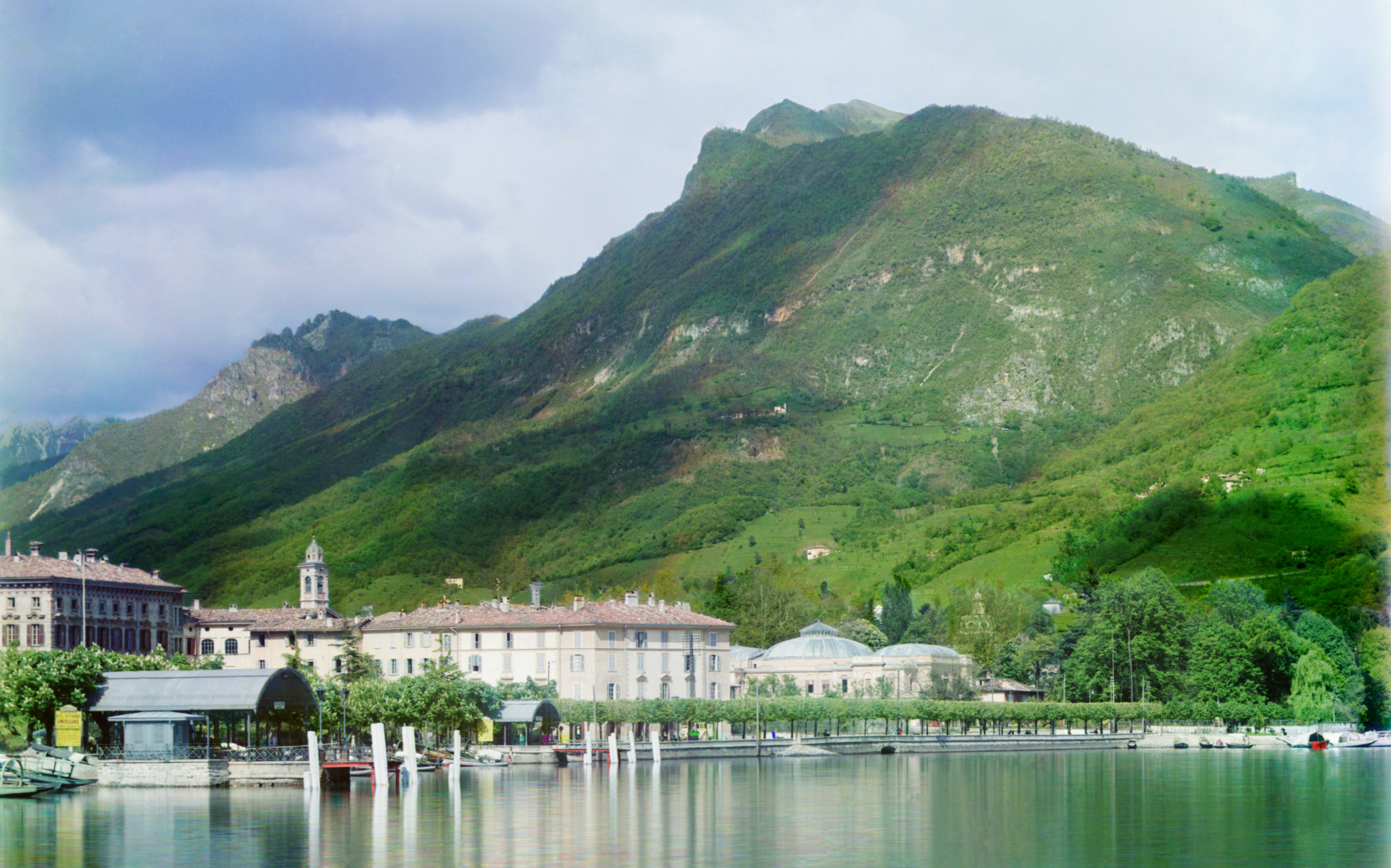
Вид на Лугано, Швейцария
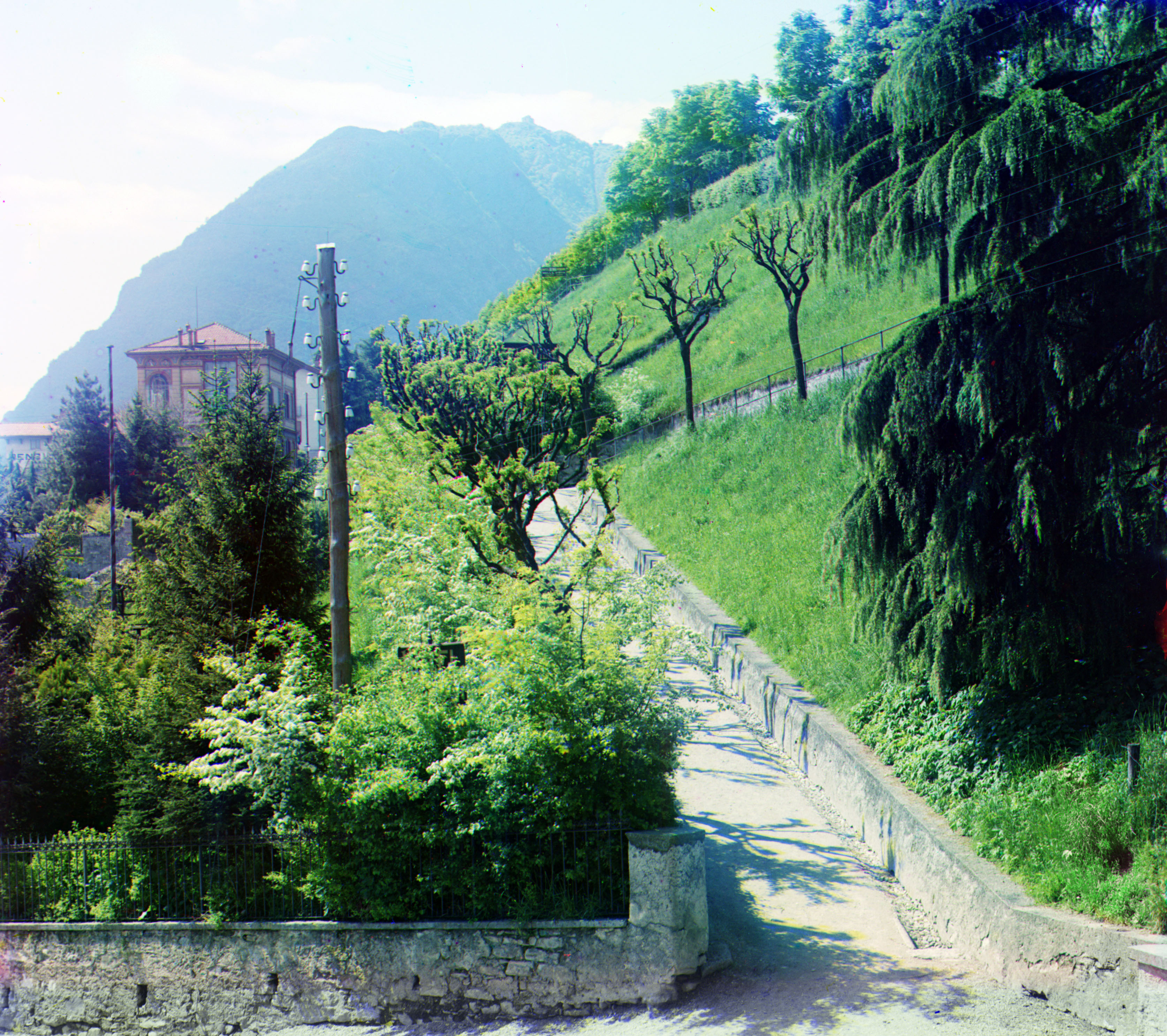
Лугано. Вид на гору Сан-Сальваторе (Подпись в контрольном альбоме: «На острове Капри»).
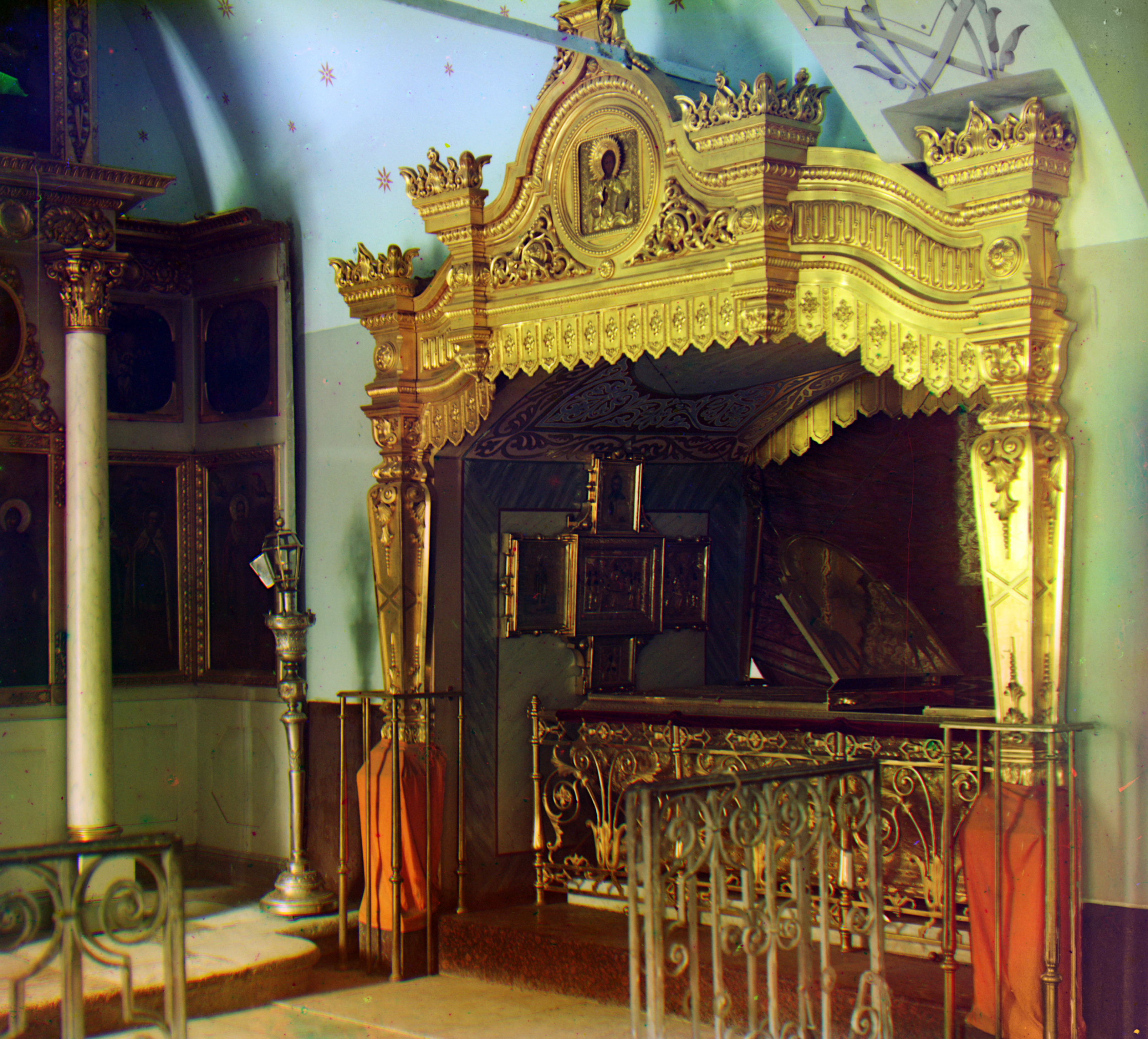
Рака для мощей преподобной княгини Евфросинии Суздальской в соборе Ризоположенского монастыря
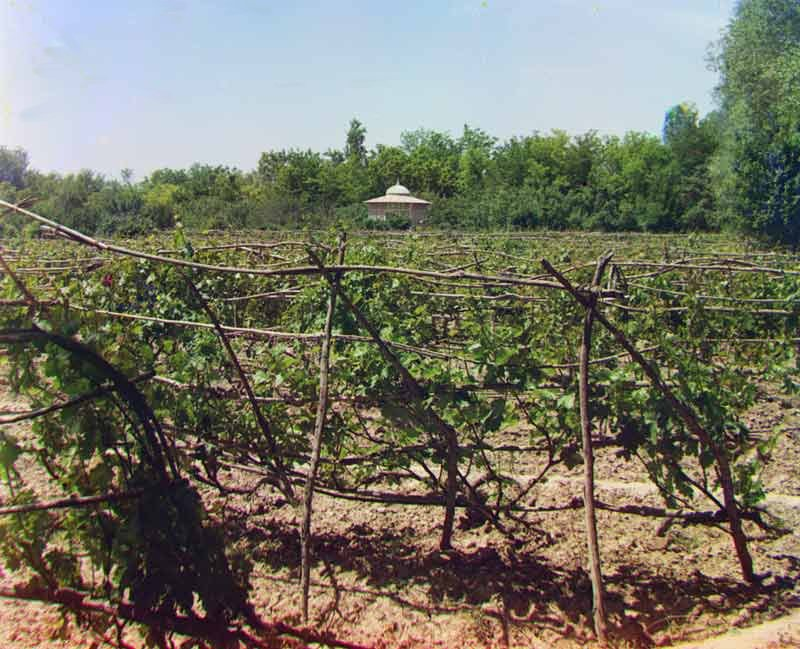
Виноградник
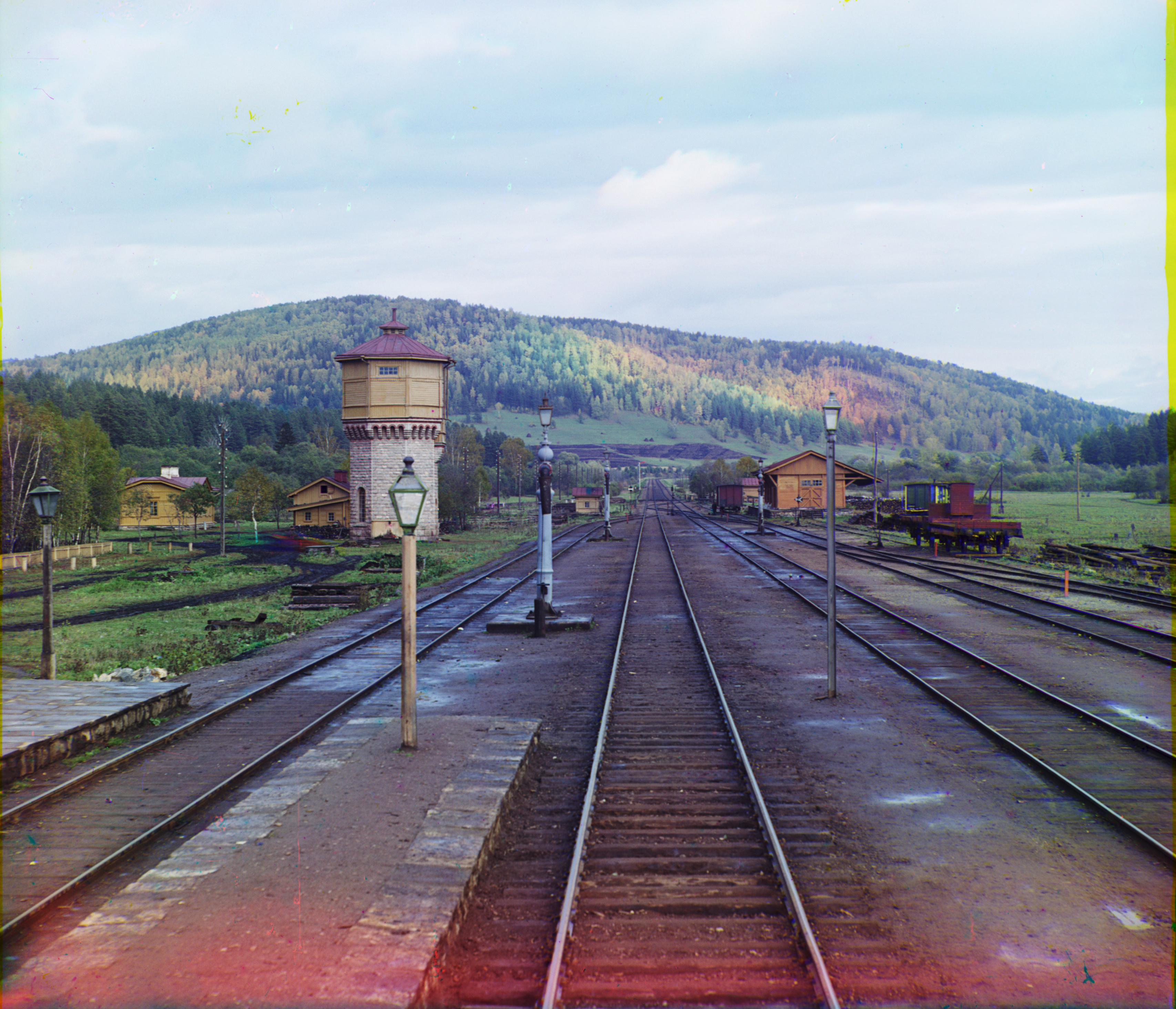
Железнодорожная станция Симская
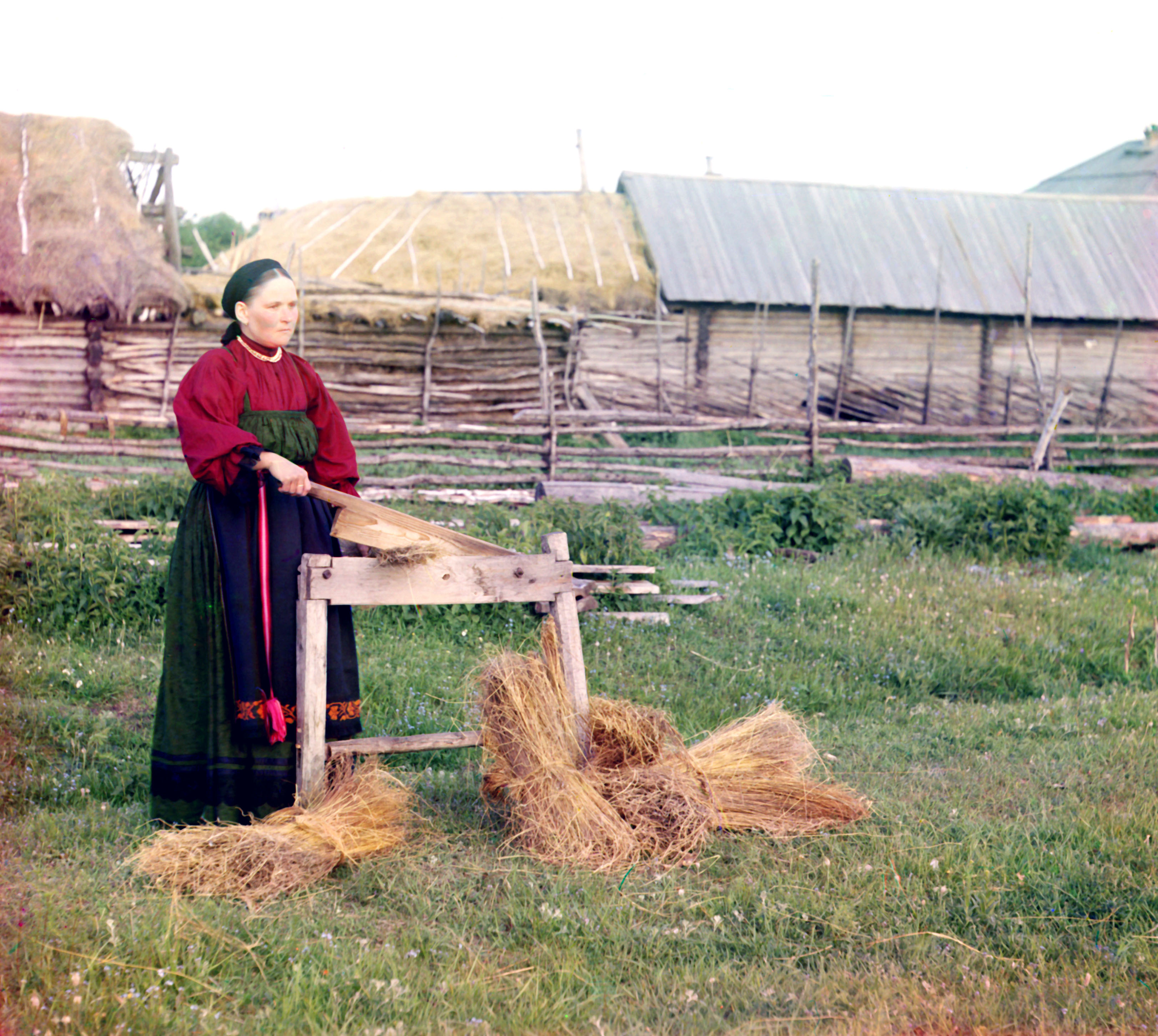
Крестьянка мнёт лён (Пермская губерния)
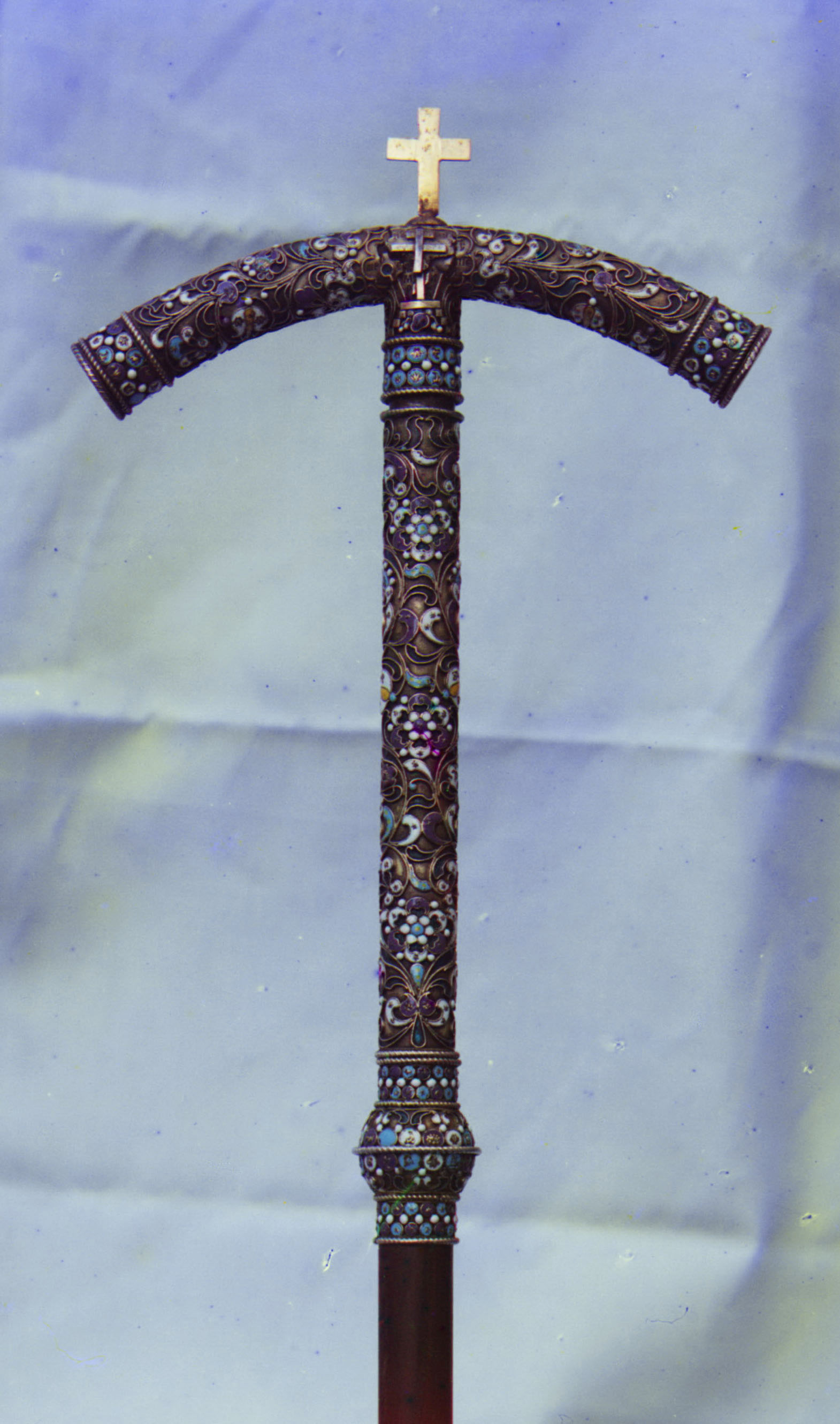
Посох Димитрия Ростовского
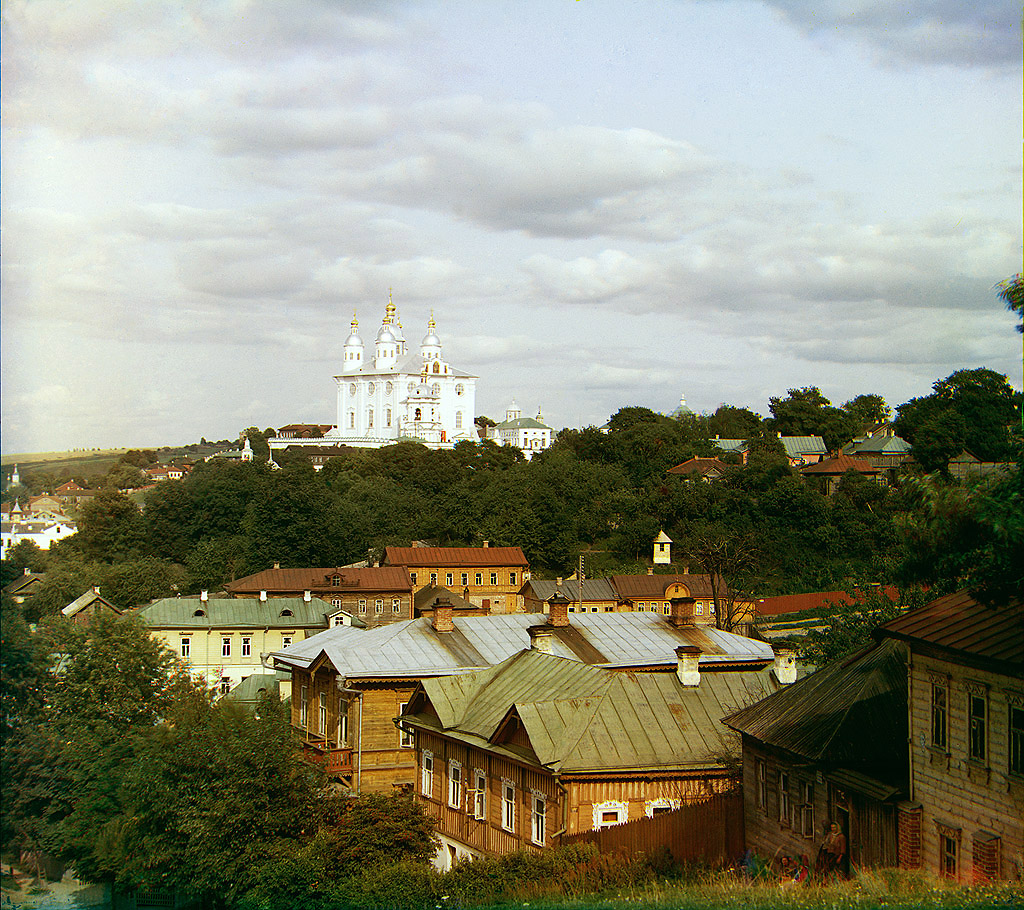
Успенский собор (Смоленск)
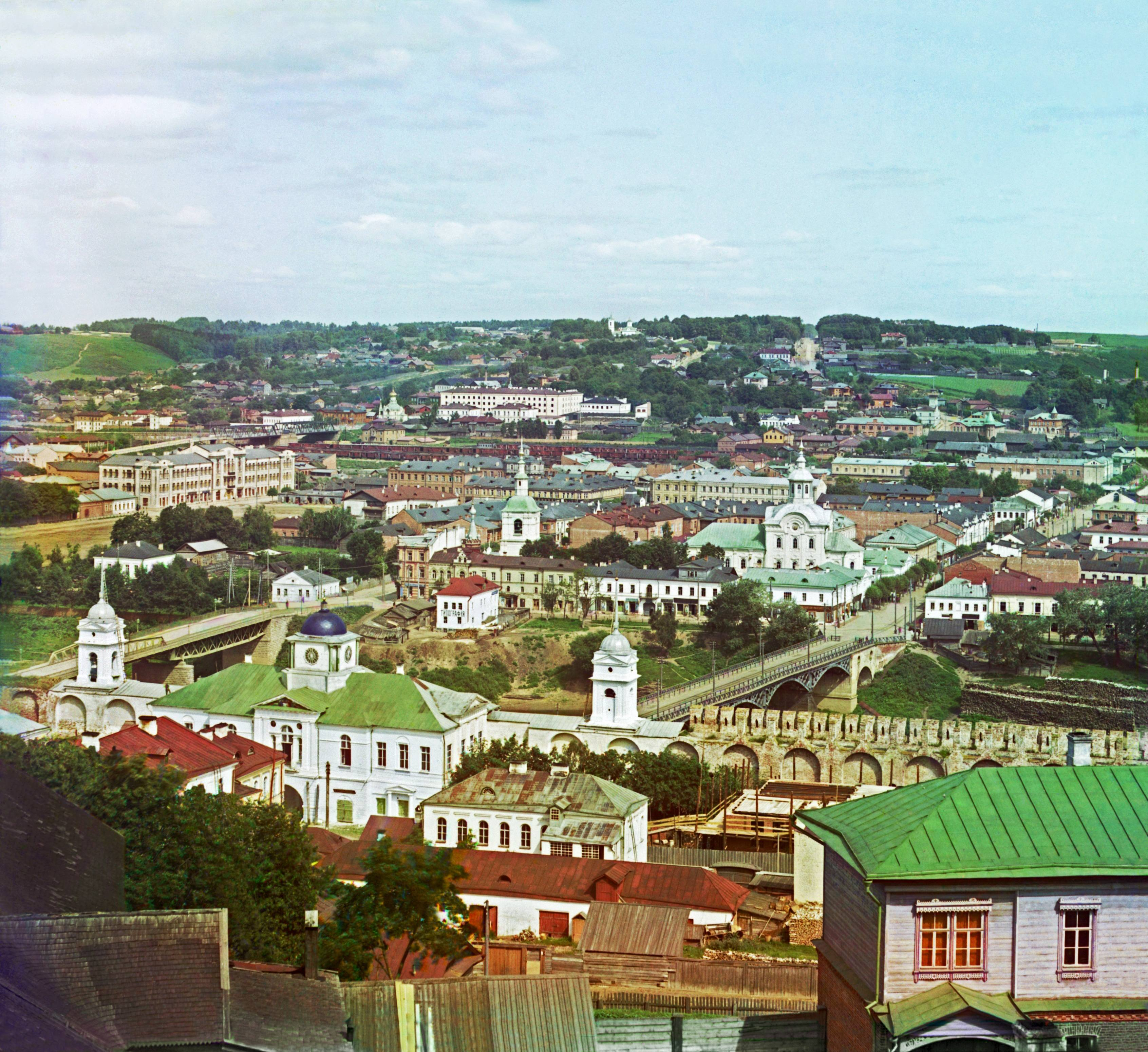
Панорама Смоленска
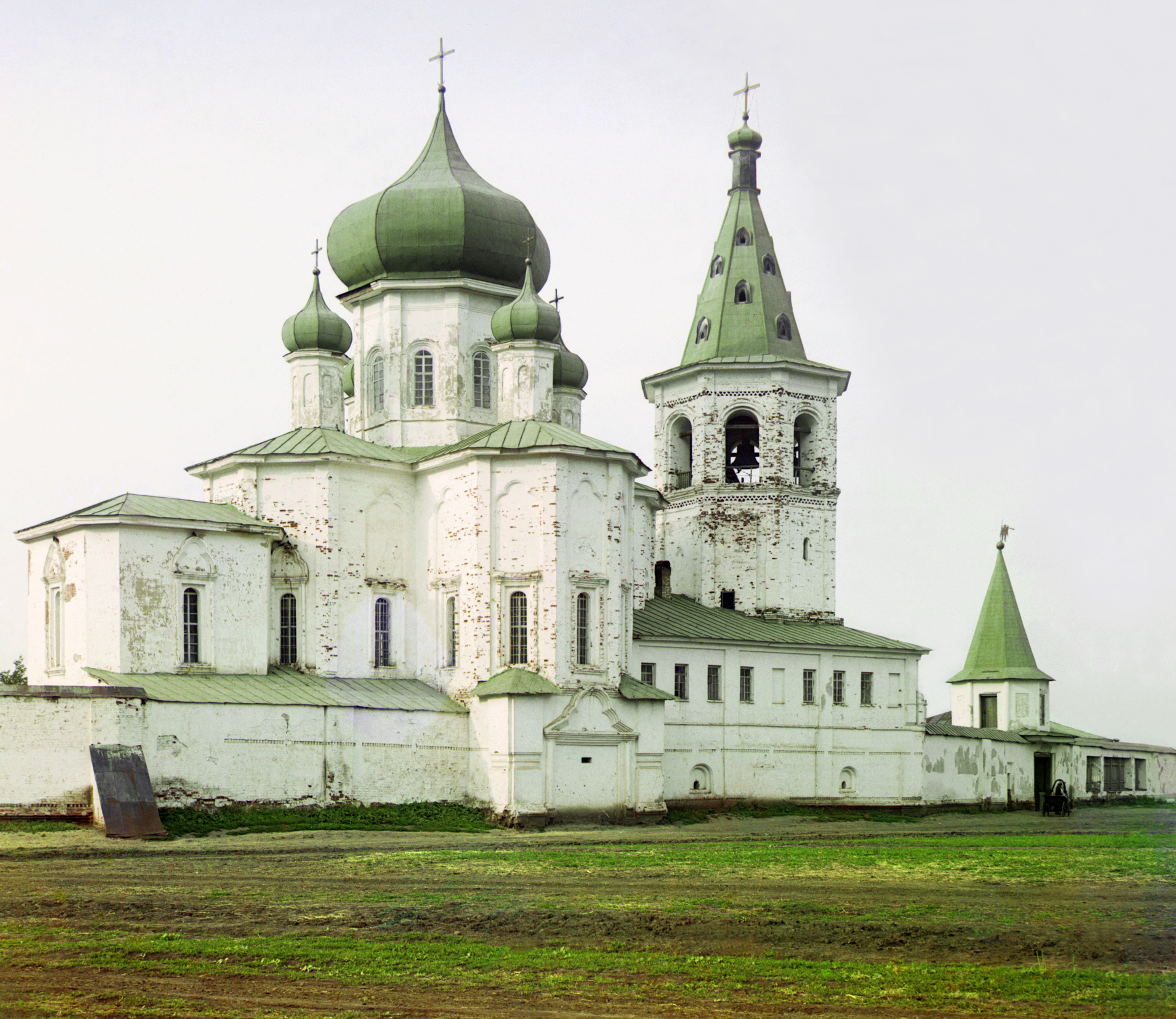
Монастырь Троицы в Тюмени
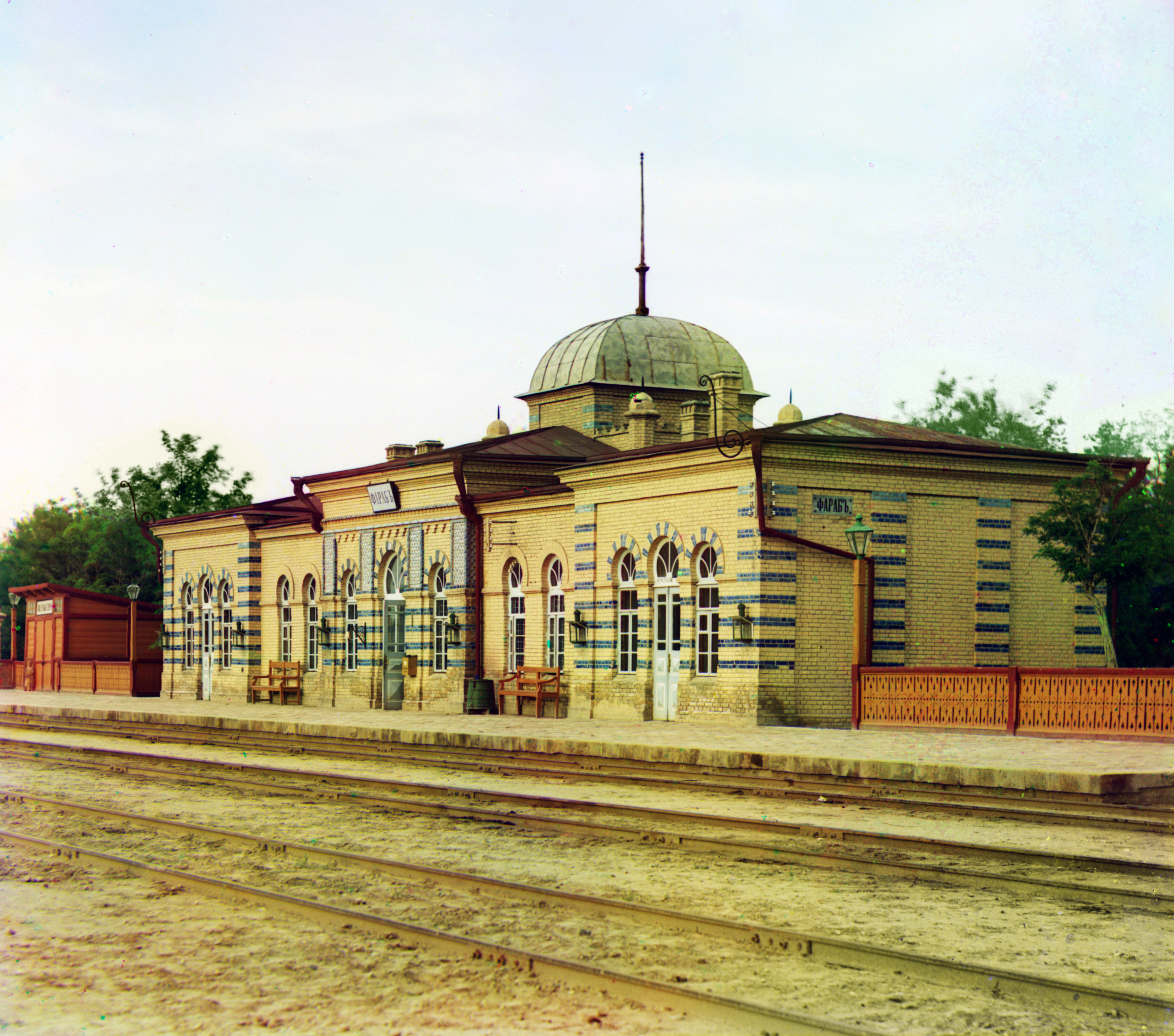
Железнодорожная станция в городе Фараб, Туркмения
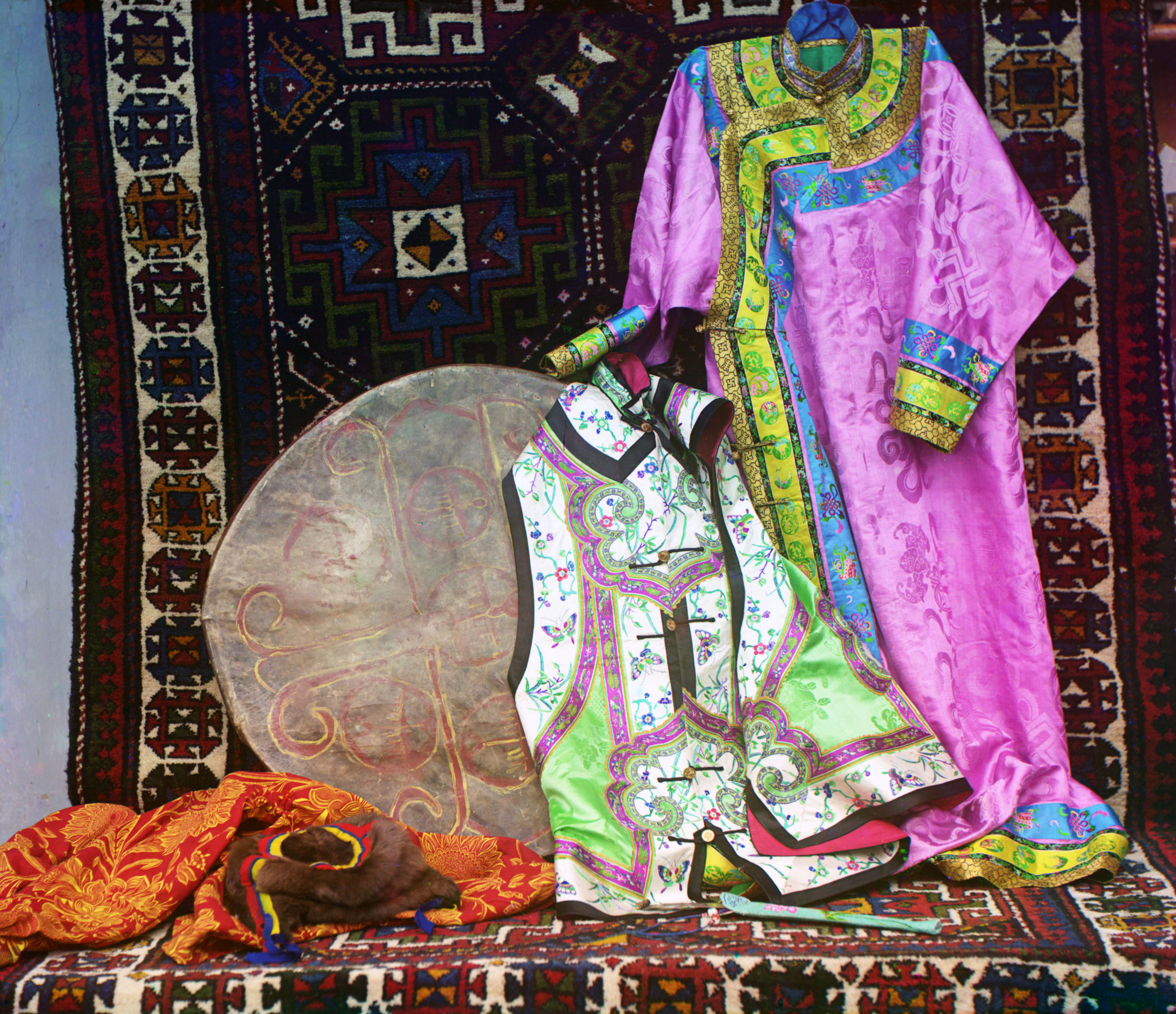
Курмы
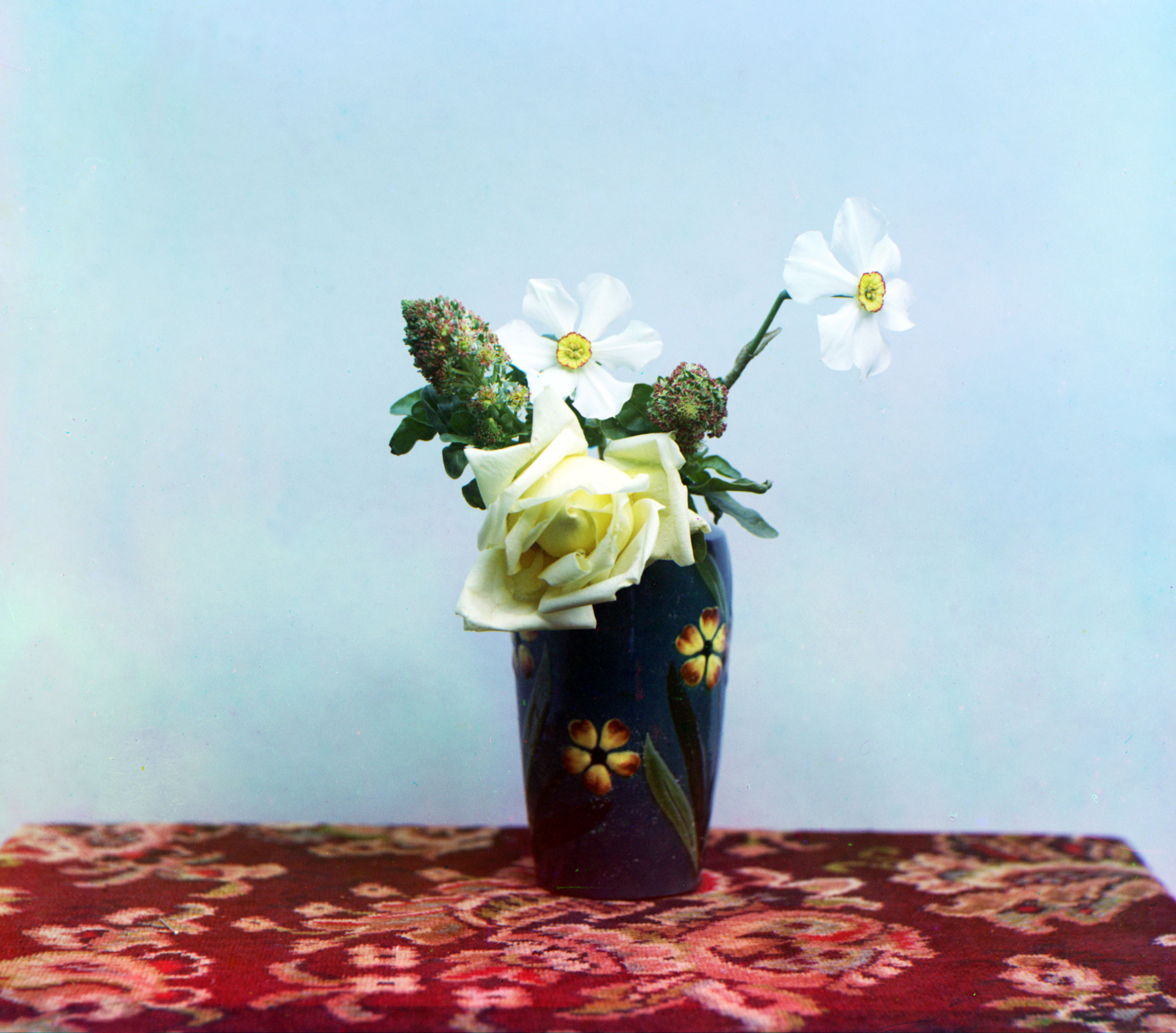
Ваза с цветами.
Железнодорожный мост через реку Шуя, Олонецкая губерния (ныне Карелия)
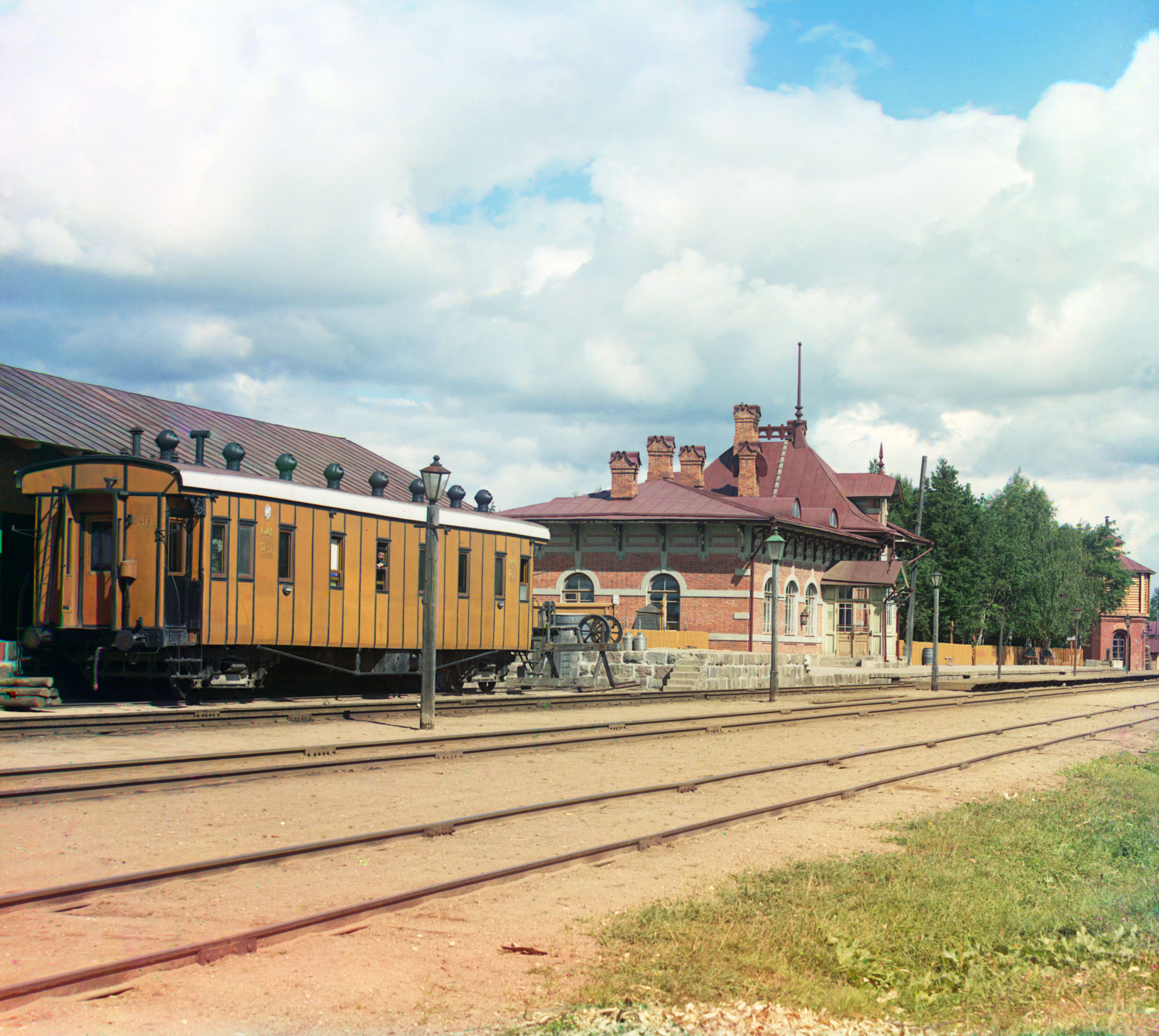
Железнодорожная станция Бородино в Московской области
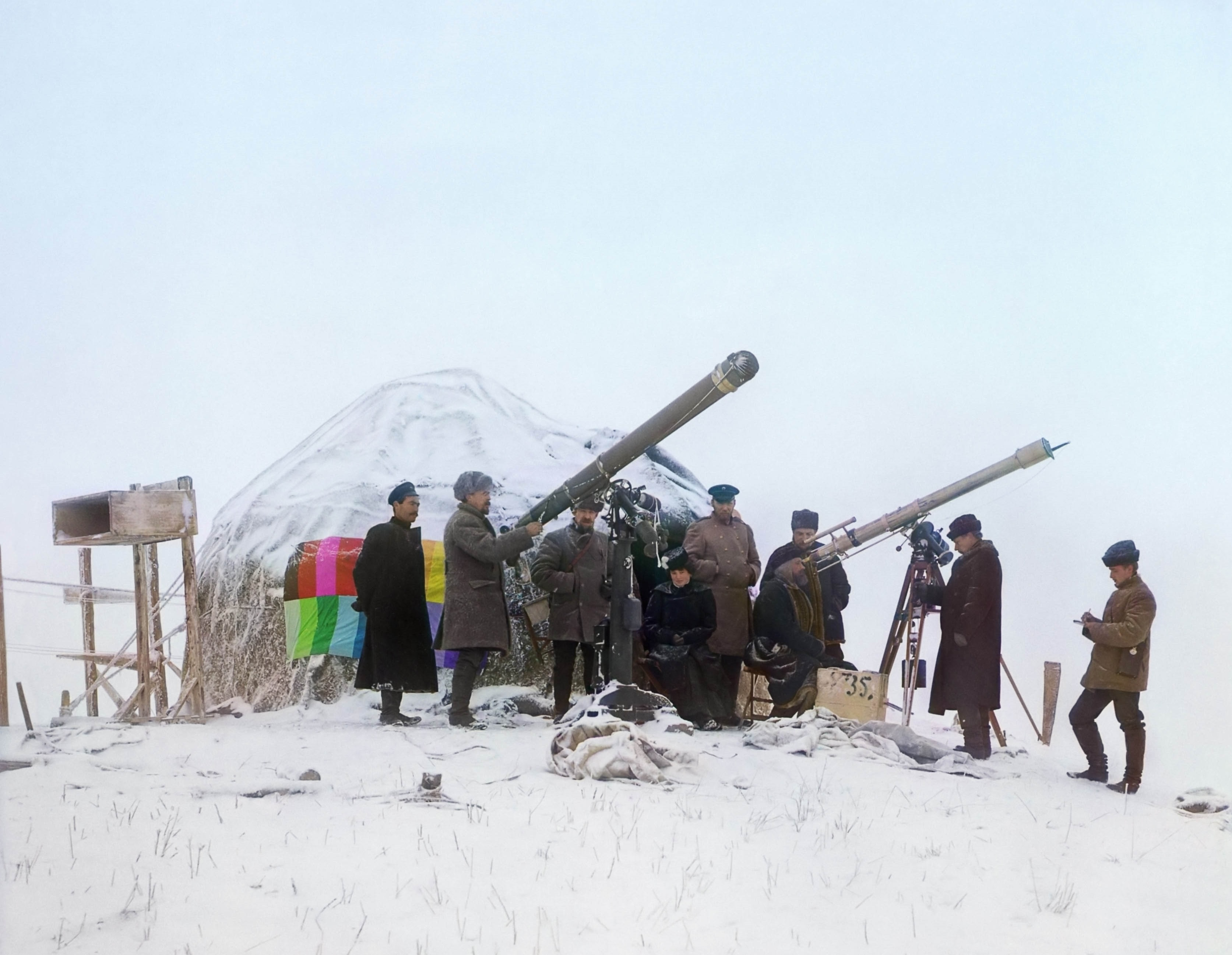
Астрономическая обсерватория в Тянь-Шане
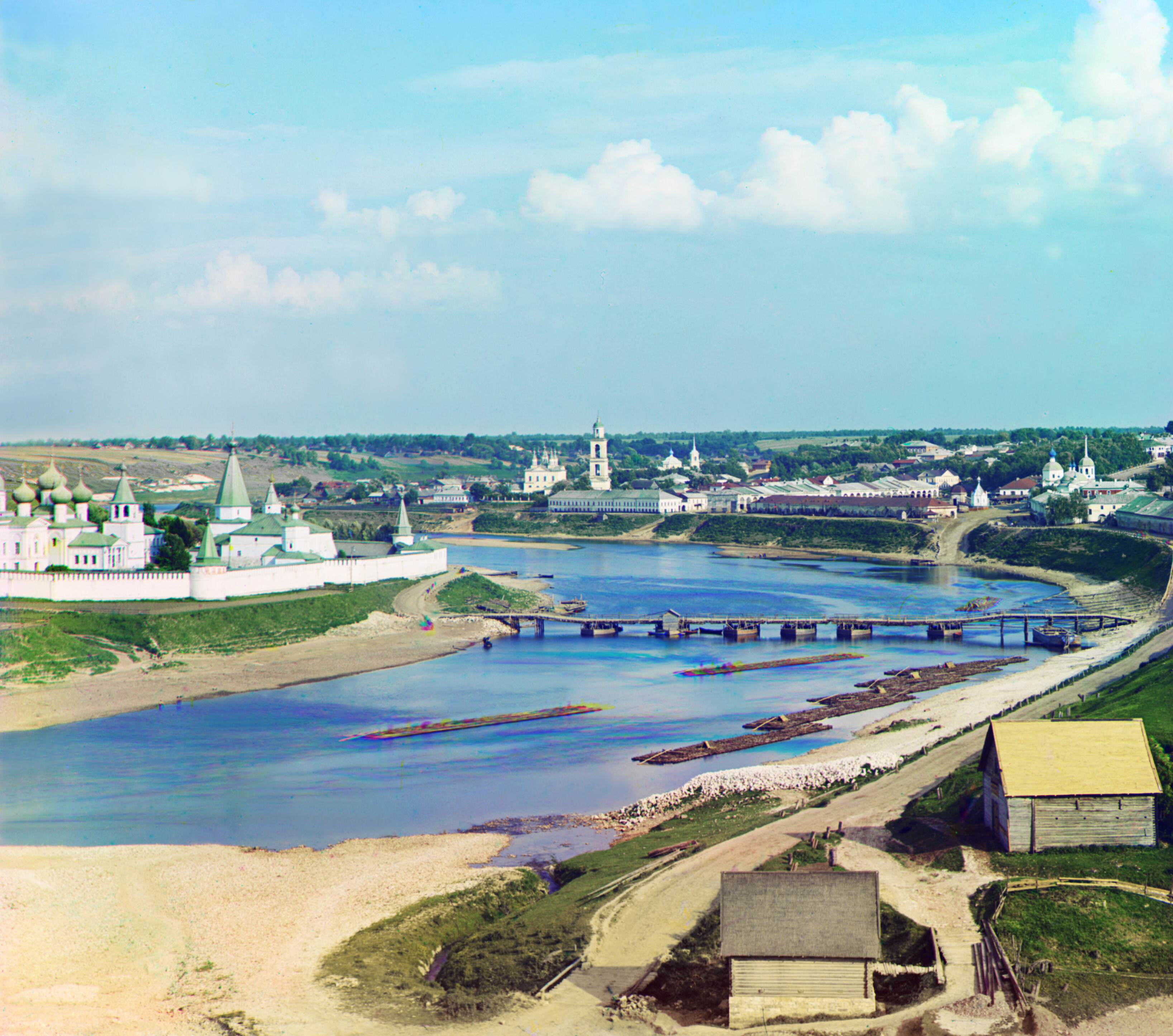
Общий вид города Старица с Волгой. 1910
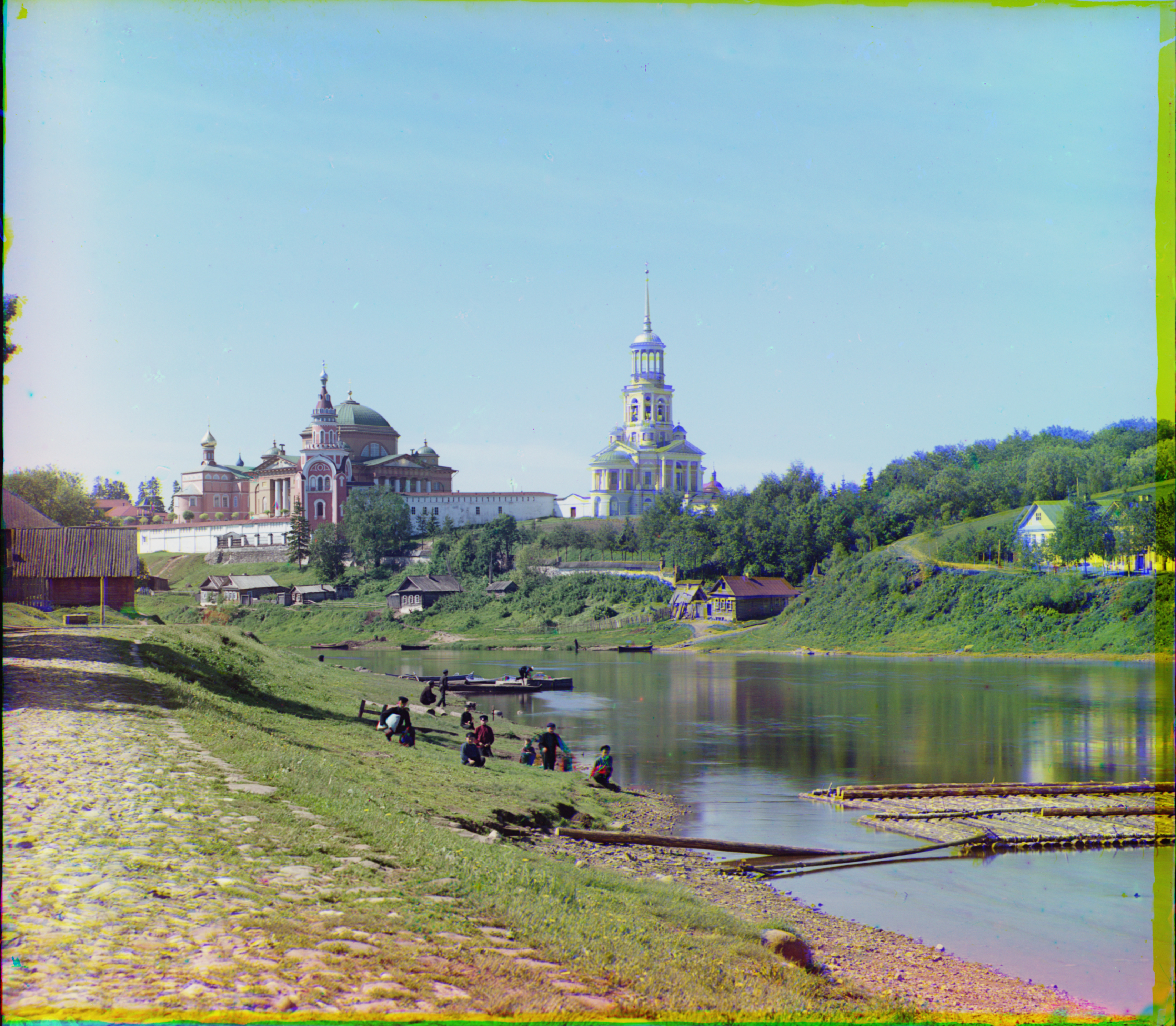
Борисоглебский монастырь с моста. 1910
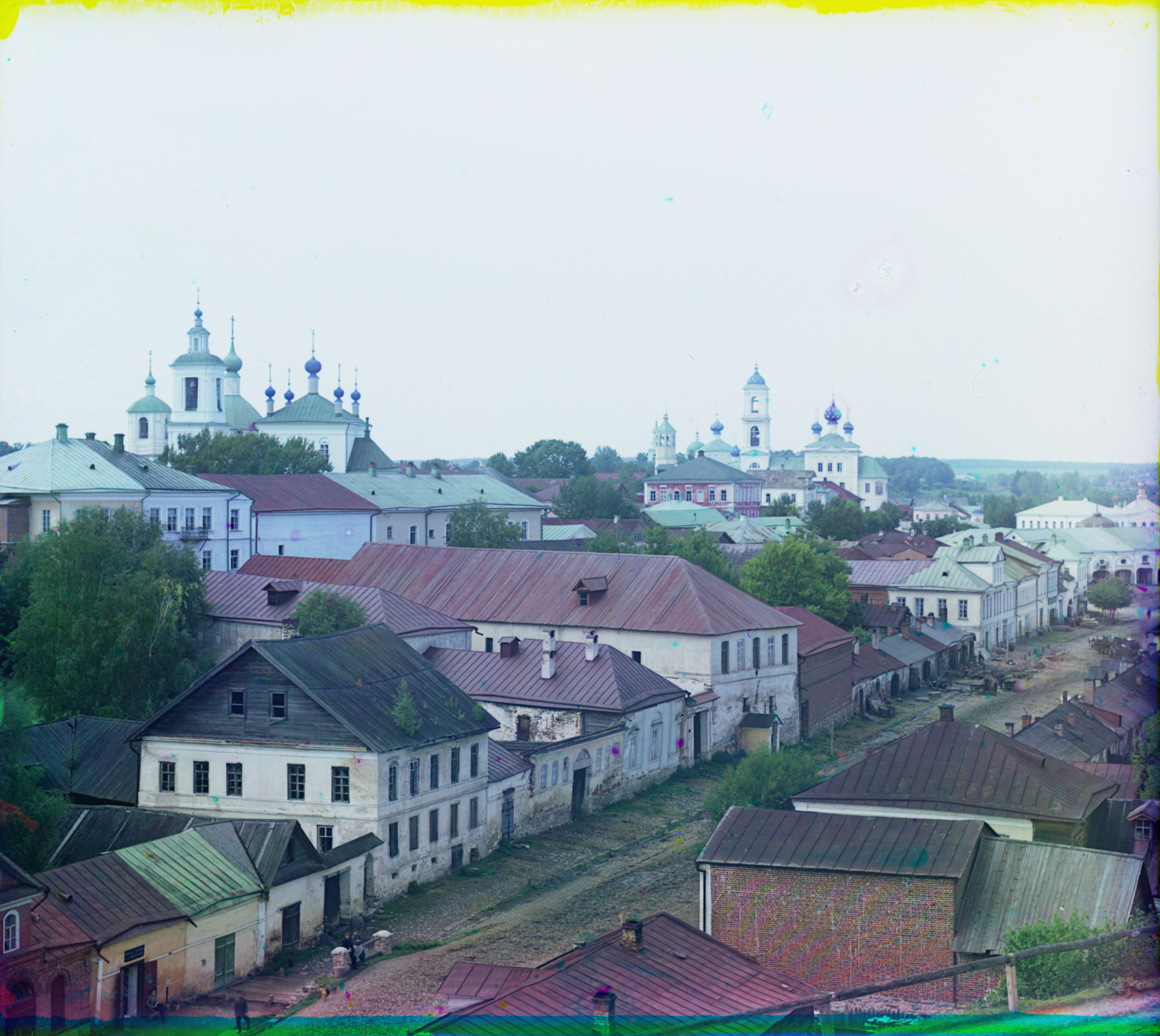
Вид с крепостного вала на Торжок
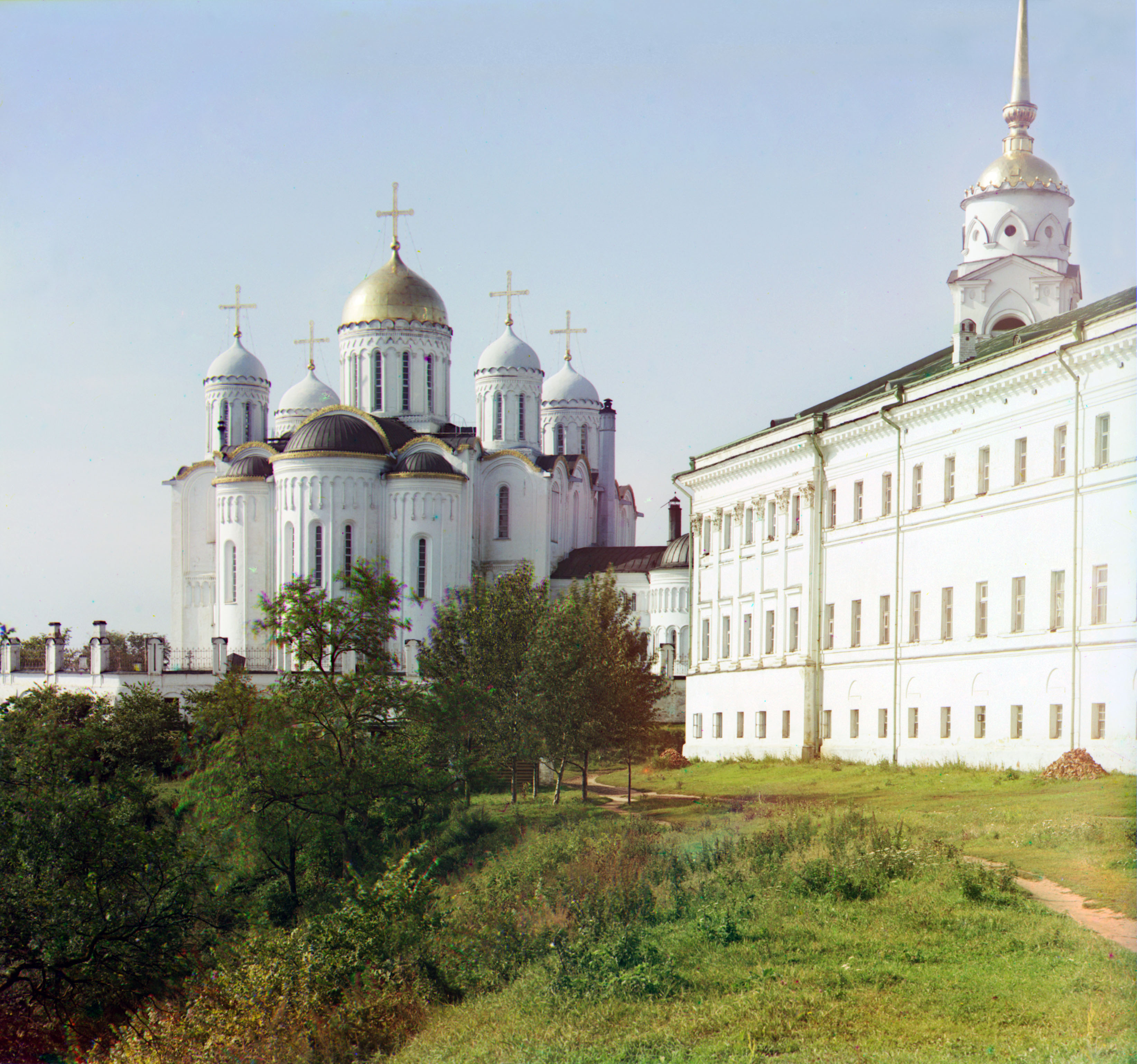
Успенский собор во Владимире
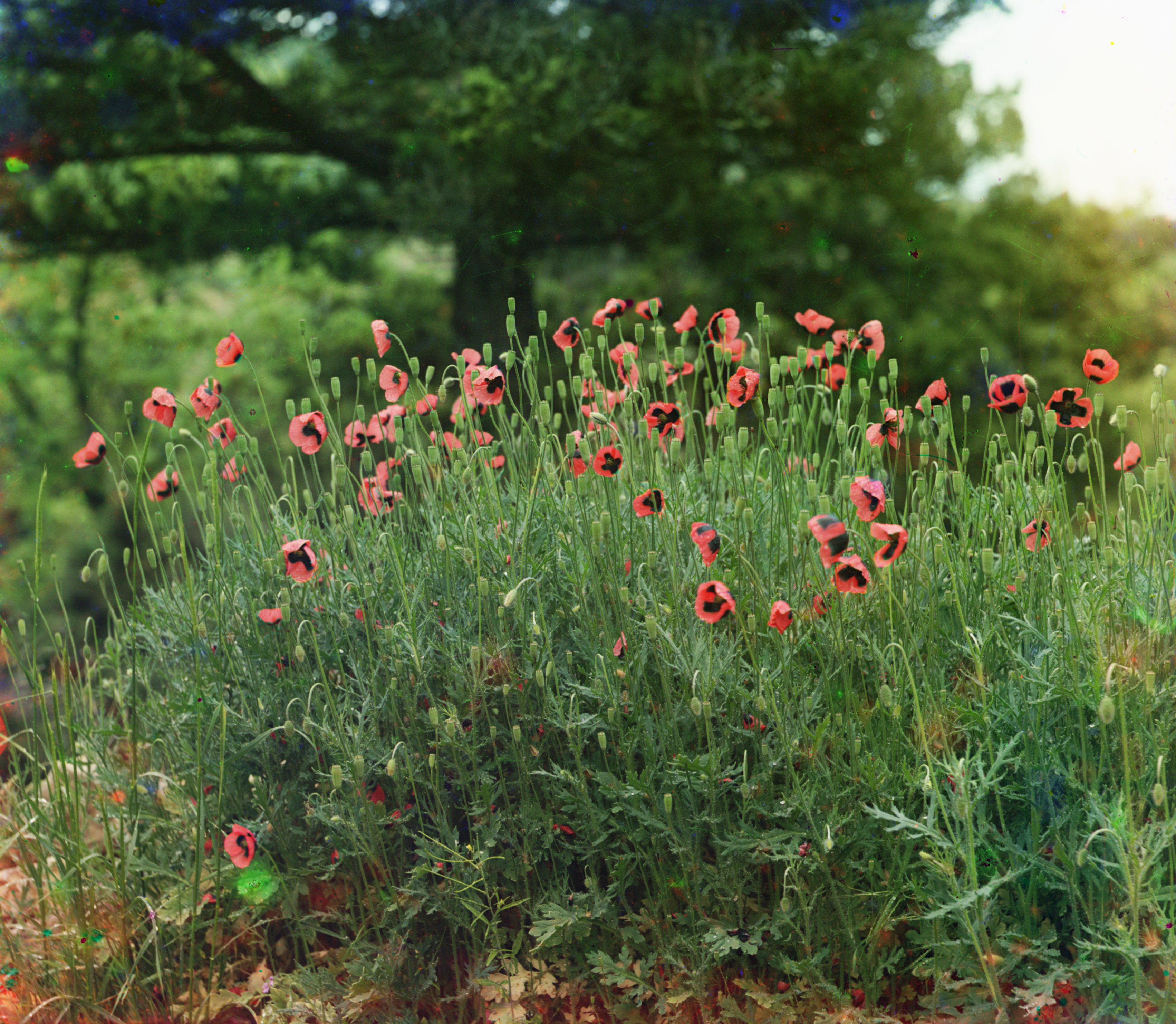
Маковое поле
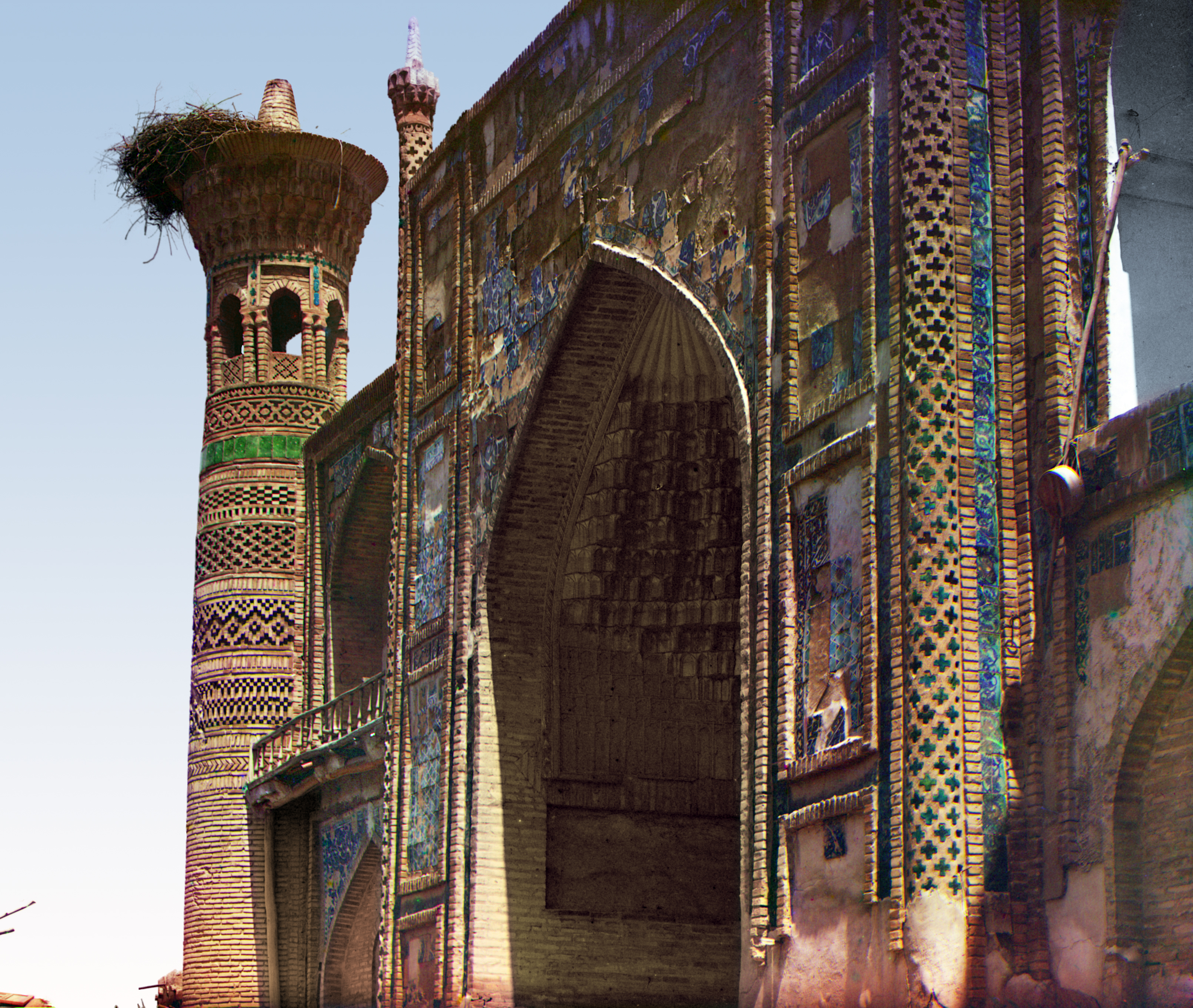
Гнездо аиста на Медресе Тупчибоши в Бухаре
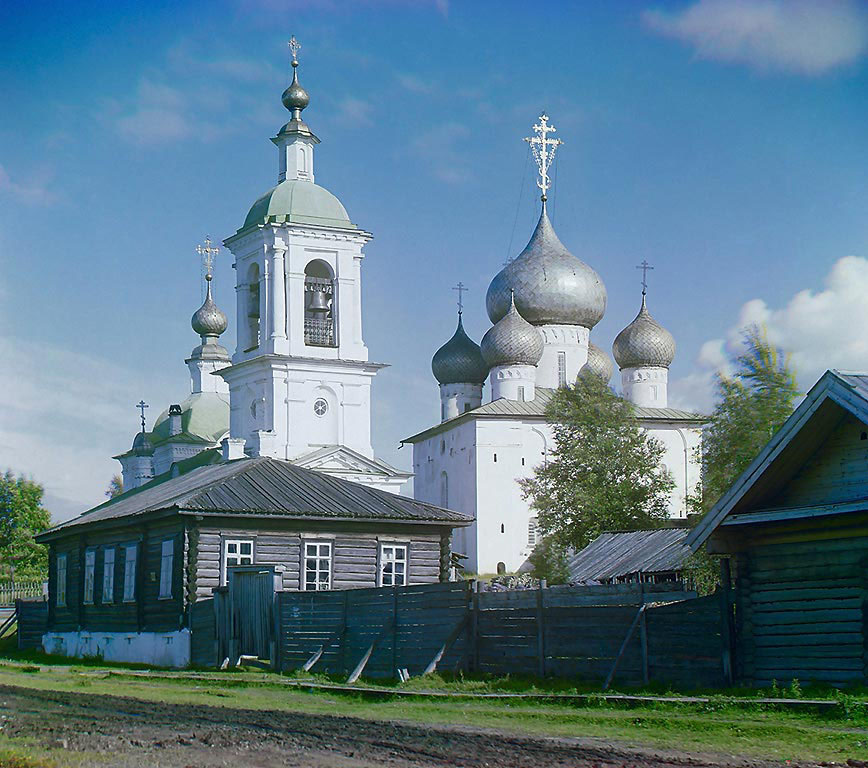
Успенская церковь в Белозерске
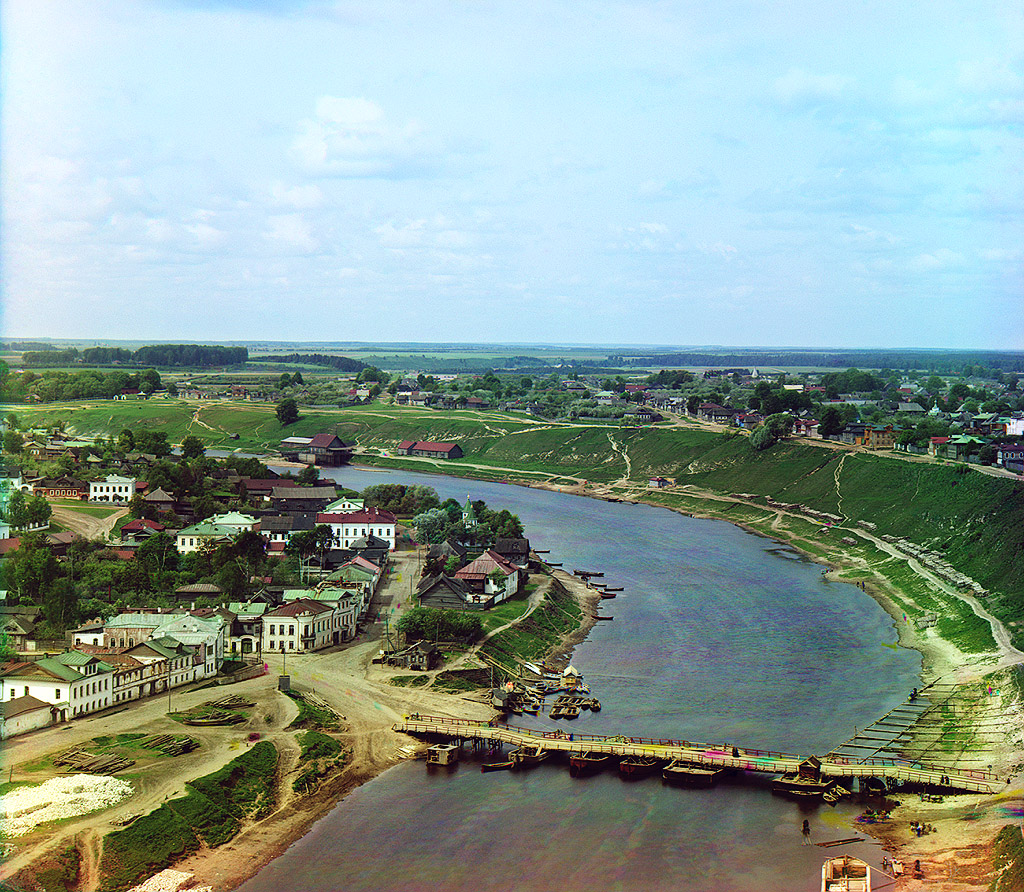
Ржев